# Galerie der Wegweisersäulen Sachsens
In dieser Galerie der sächsischen Wegweisersäulen sollen die exakten Aufstellungsorte und sonstigen Charakteristika der ab Anfang des 19. Jahrhunderts im Königreich Sachsen aufgestellten Wegweisersäulen näher erläutert sowie vorhandene Fotos dazu gesammelt werden. Basis für die eigenverantwortliche Errichtung dieser Wegweiser durch die zuständigen Kommunen war eine Verordnung der Landesregierung vom 29. Januar 1820, die bis 1934 gültig war, da die hölzernen Wegweiser aus dem 17. und 18. Jahrhundert, die sogenannten Armsäulen, nicht mehr vorhanden oder zumindest nicht mehr aktuell waren. Ferner werden auch Verordnungen vom 28. Februar 1820 und vom 29. August 1820 genannt. Die örtlich bzw. regional unterschiedlich gestalteten Wegweisersäulen gehören nicht zu den Kursächsischen Postmeilensäulen oder Königlich-sächsischen Meilensteinen bzw. Kilometersteinen und tragen i. d. R. Entfernungsangaben mit den 1721–1840 gültigen sächsischen Wegstunden (1 Stunde/St. = 4,531 km) oder Kilometerangaben. Da die Säulen im Dunkeln oft übersehen wurden, erhielten viele der aus heimischen Werkstein gefertigten Objekte einen weißen Anstrich; deshalb sind viele hinlänglich noch als „weiße Steine“ bekannt. Sie stehen in Sachsen als Kulturdenkmale einzeln, jedoch nicht als Sachgesamtheit, unter Denkmalschutz.

## Erhaltene Steine

### StadtChemnitz
- Rundsäule Grüna

Datiert auf das Jahr 1833, Entfernungsangaben in Wegstunden, Richtungsweisung mit Pfeilen, später Kilometerangaben ergänzt.

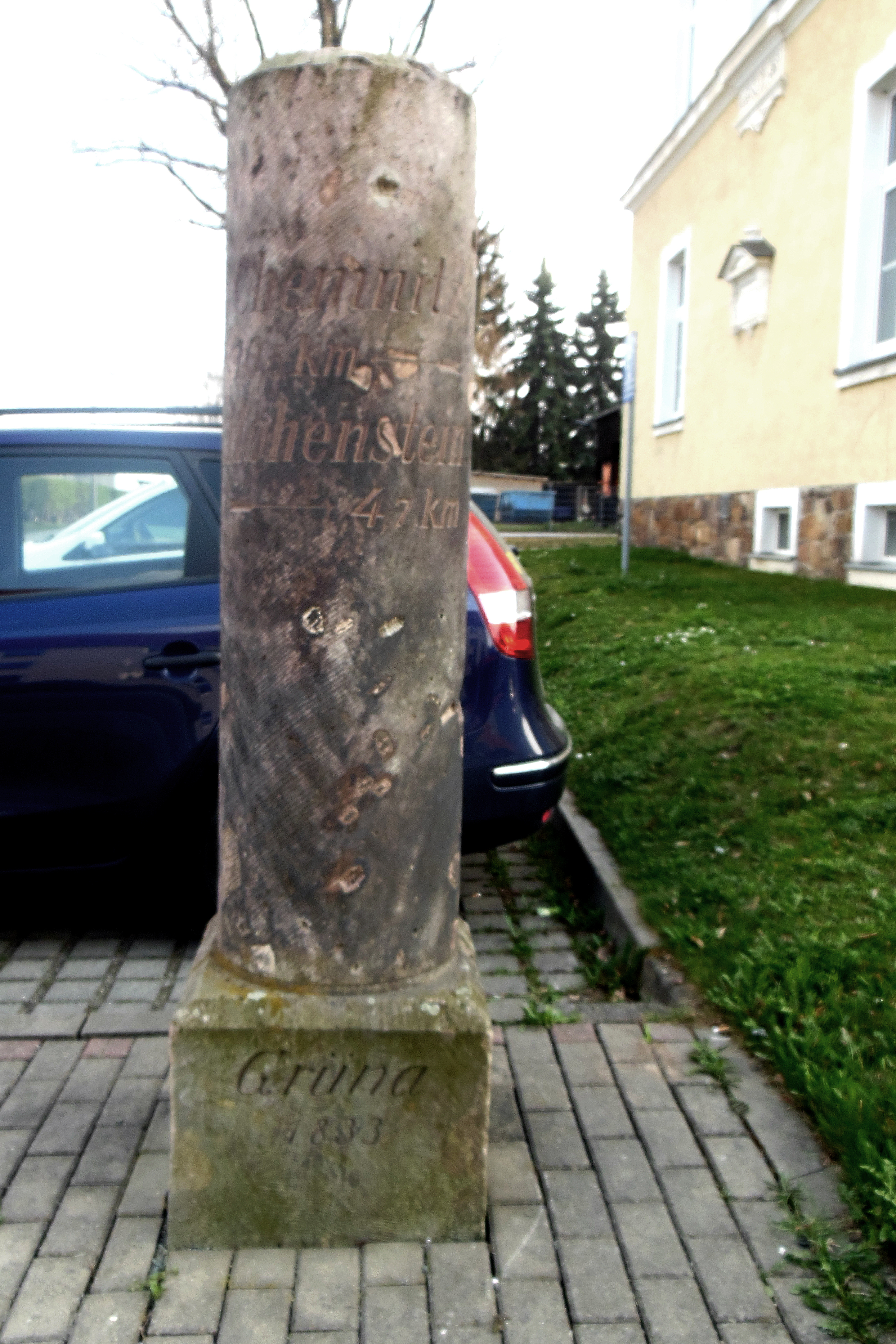
Wegweisersäule Grüna
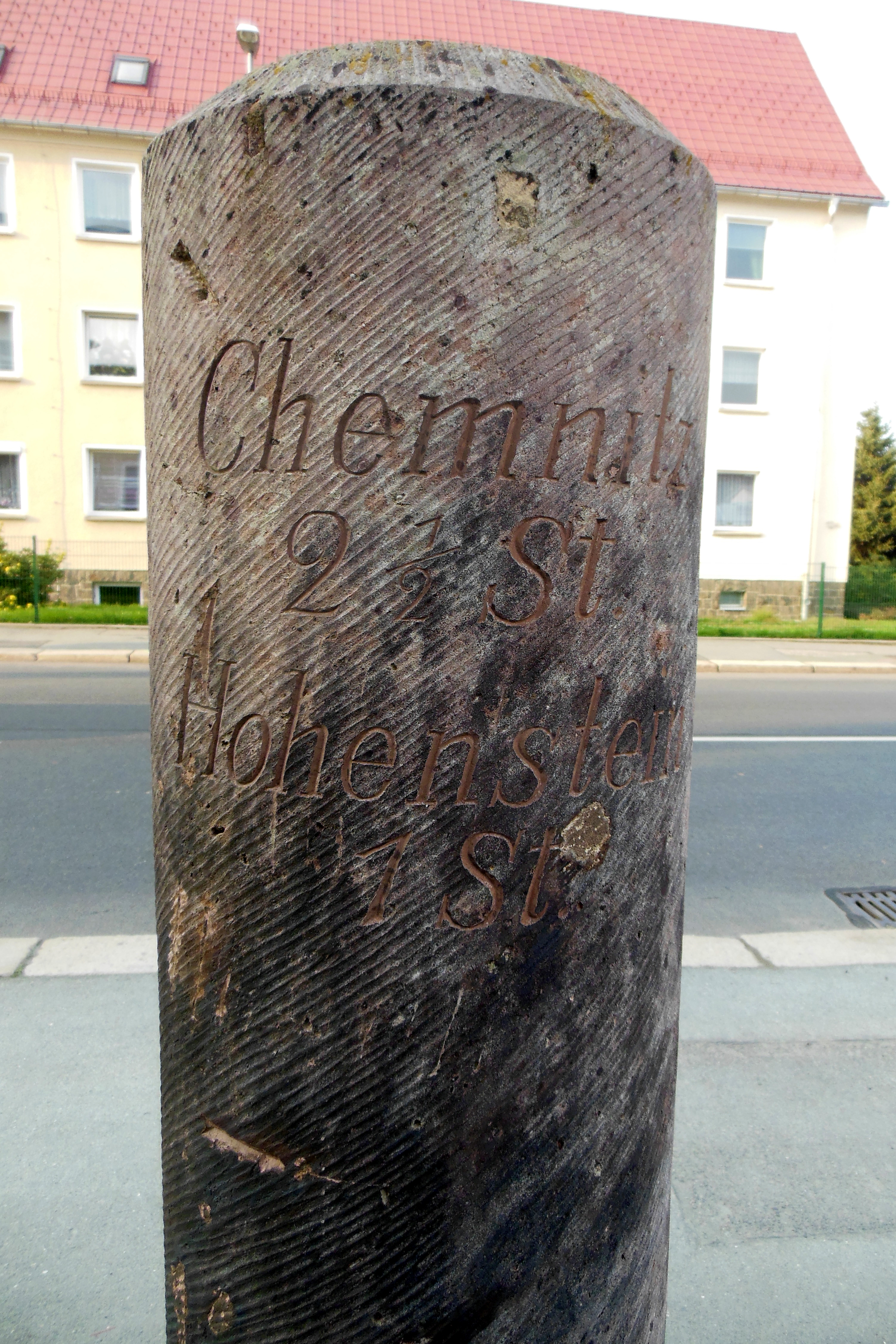
Wegweisersäule Grüna, Detail
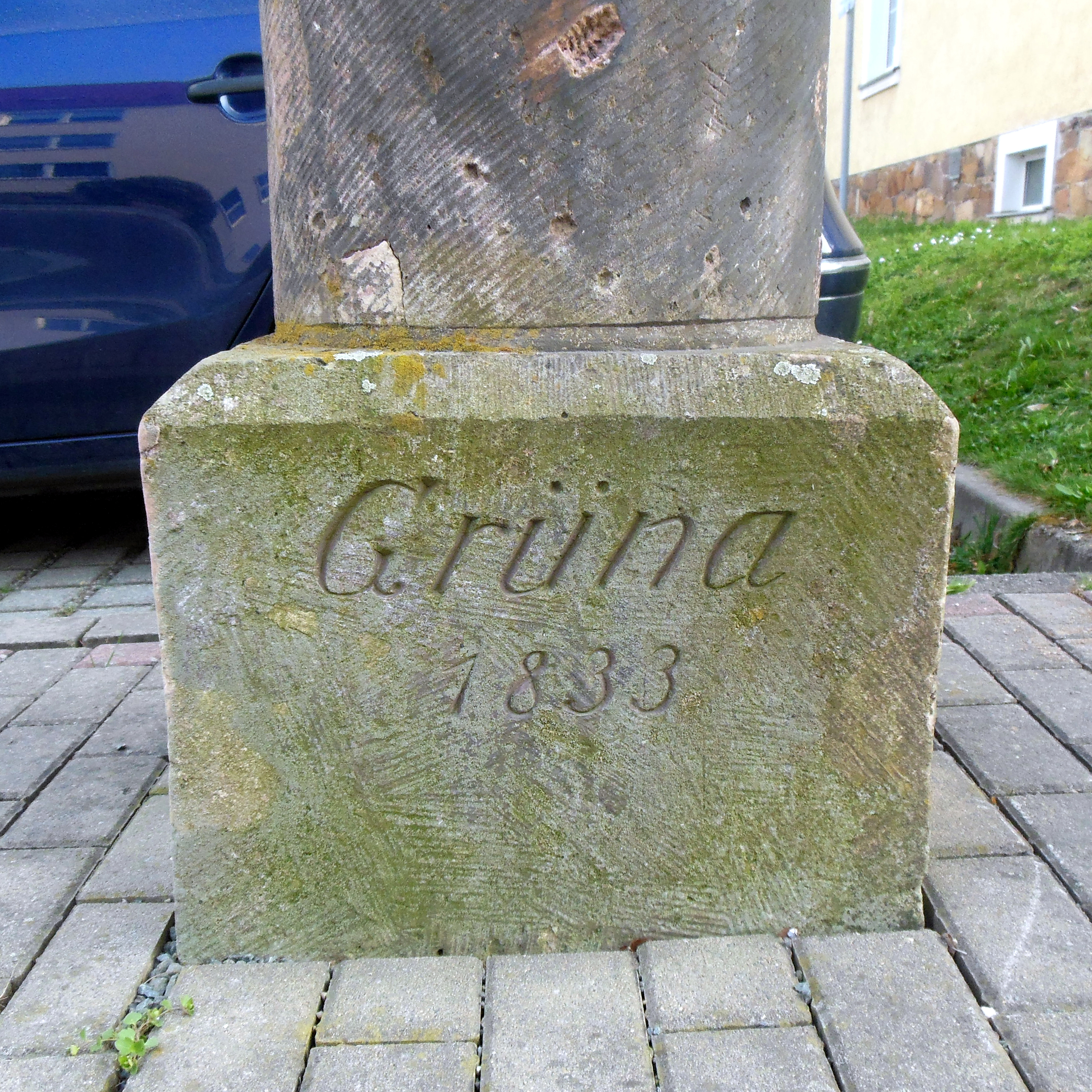
Wegweisersäule Grüna, Detail

- Gemarkungssäule Ebersdorf

Am Ortseingang von Lichtenwalde, aber noch auf Ebersdorfer Flur, steht die Gemarkungssäule. Diese Säule ist zugleich eine klassische Wegweisersäule, trägt jedoch am Fuß Angaben zu den anrainenden Fluren und wird deshalb als Gemarkungssäule geführt.
Die Säule ist eine vom Original kurioserweise deutlich abweichende Kopie des Originals.

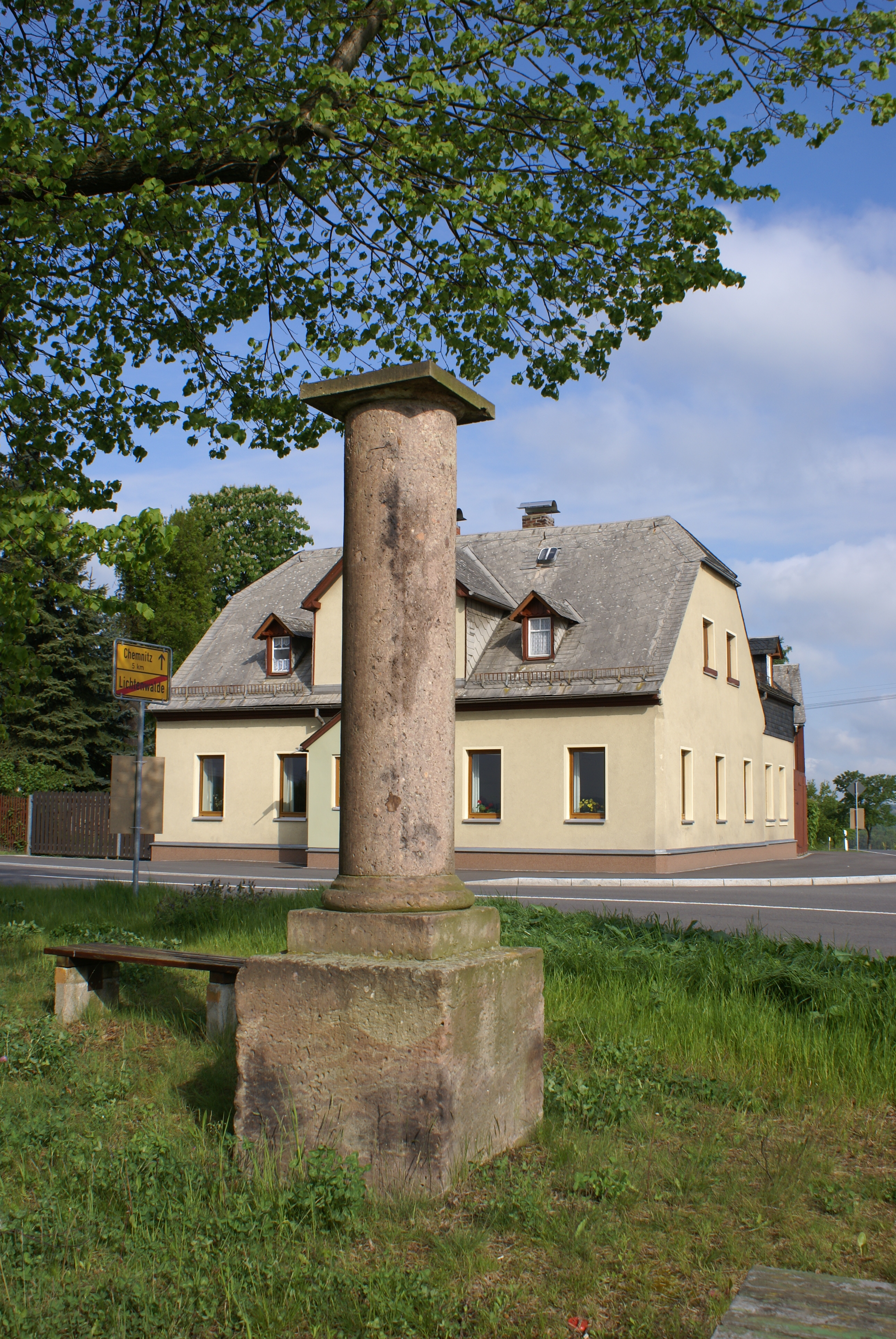
Die Gemarkungssäule Chemnitz-Ebersdorf
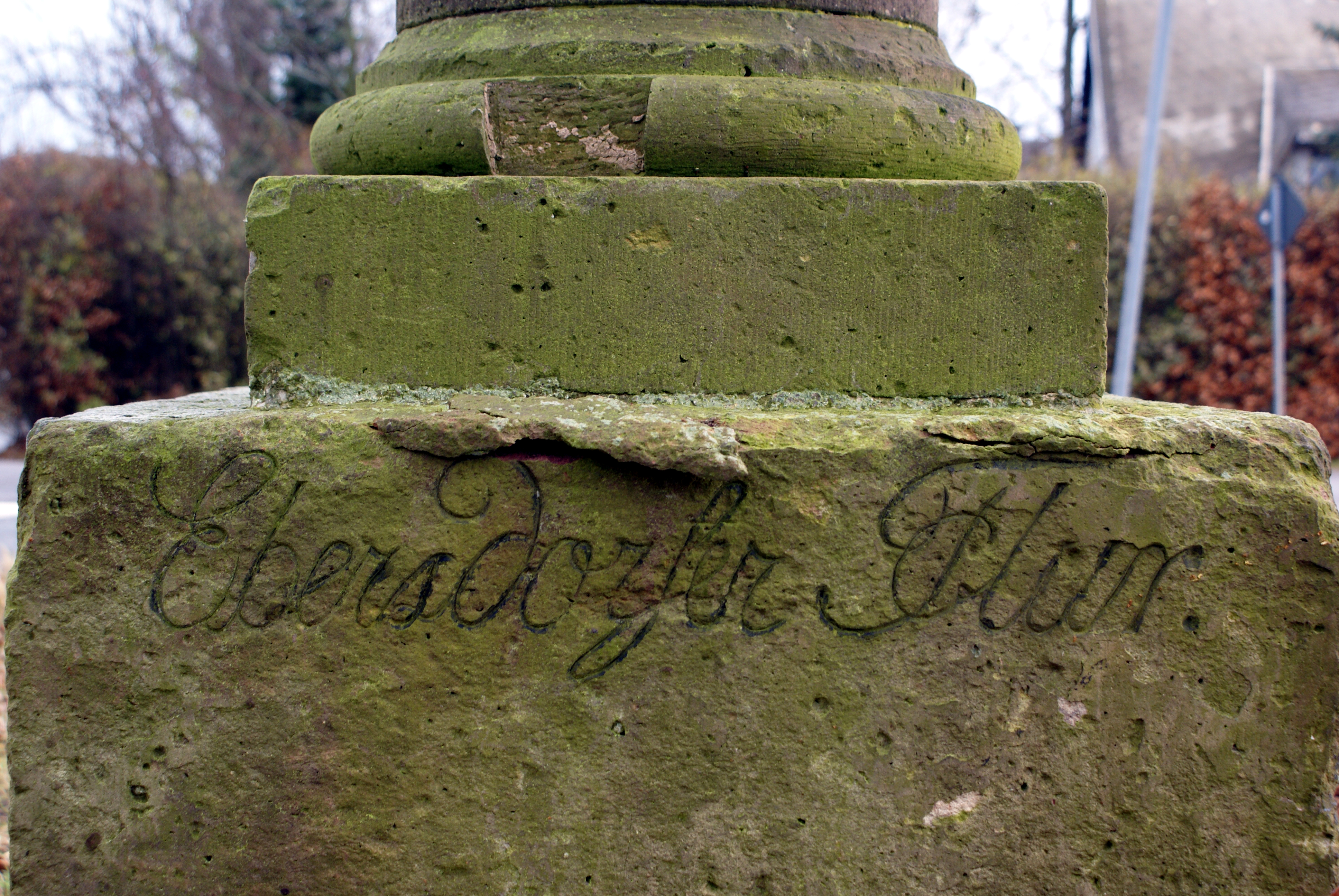
Die Flurgrenzmarkierung
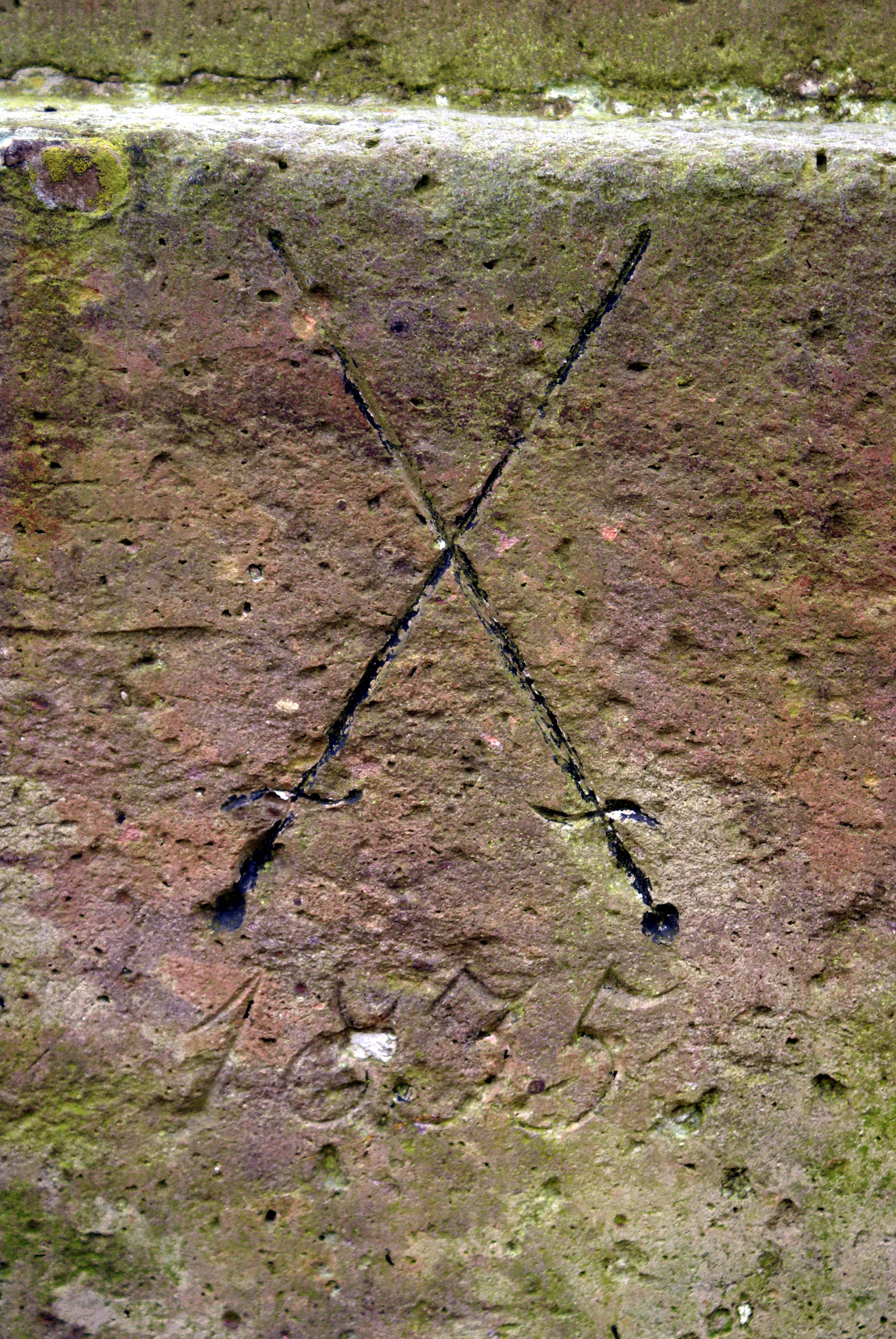
Die Kurschwerter mit der Angabe 1835

- Wegweisersäule im Rabensteiner Wald

Im Rabensteiner Wald stand am Langen Flügel 2 seit 1869 eine hohe, schlanke Säule aus Hilbersdorfer Porphyrtuff.
Im Jahre 2005 wurde sie durch eine sandsteinerne Kopie ersetzt.

### StadtDresden
- Wegweisersäule Cunnersdorf, Gönnsdorfer Str./ Helfenberger Weg

Entfernungsangaben in Fußminuten, Richtungsweisung mit Pfeilen
- Wegweisersäule Kauscha, F.-Meinhardt-Str./ Kauschaer Str.

Richtungsweisung mit Pfeilen
- Wegweisersäule Krieschendorf, Krieschendorfer Straße

Entfernungsangaben in Fußminuten, Richtungsweisung mit Pfeilen
- Wegweisersäule Langebrück

Entfernungsangaben in Kilometern, Richtungsweisung mit Pfeilen
- Wegweisersäule Marsdorf

gelegen an der Gabelung „Eggeholzweg“/„Zum Spitzberg“
- Wegweisersäule am Taubusch

gelegen an der Gabelung „Bämsdorfer Weg“/„Mühlweg“.
- Wegweisersäule Reitzendorf I, Meixstraße

Entfernungsangaben in Fußminuten, Richtungsweisung mit Pfeilen
- Wegweisersäule Reitzendorf II, Zum Triebenberg

Entfernungsangaben in Fußminuten, Richtungsweisung mit Pfeilen
- Wegweisersäule Schullwitz, Weißiger Straße

Richtungsweisung mit Pfeilen
- Wegweisersäule Tolkewitz, Wehlener Str./ Marienberger Straße

Entfernungsangaben in Wegstunden, Richtungsweisung mit Pfeilen

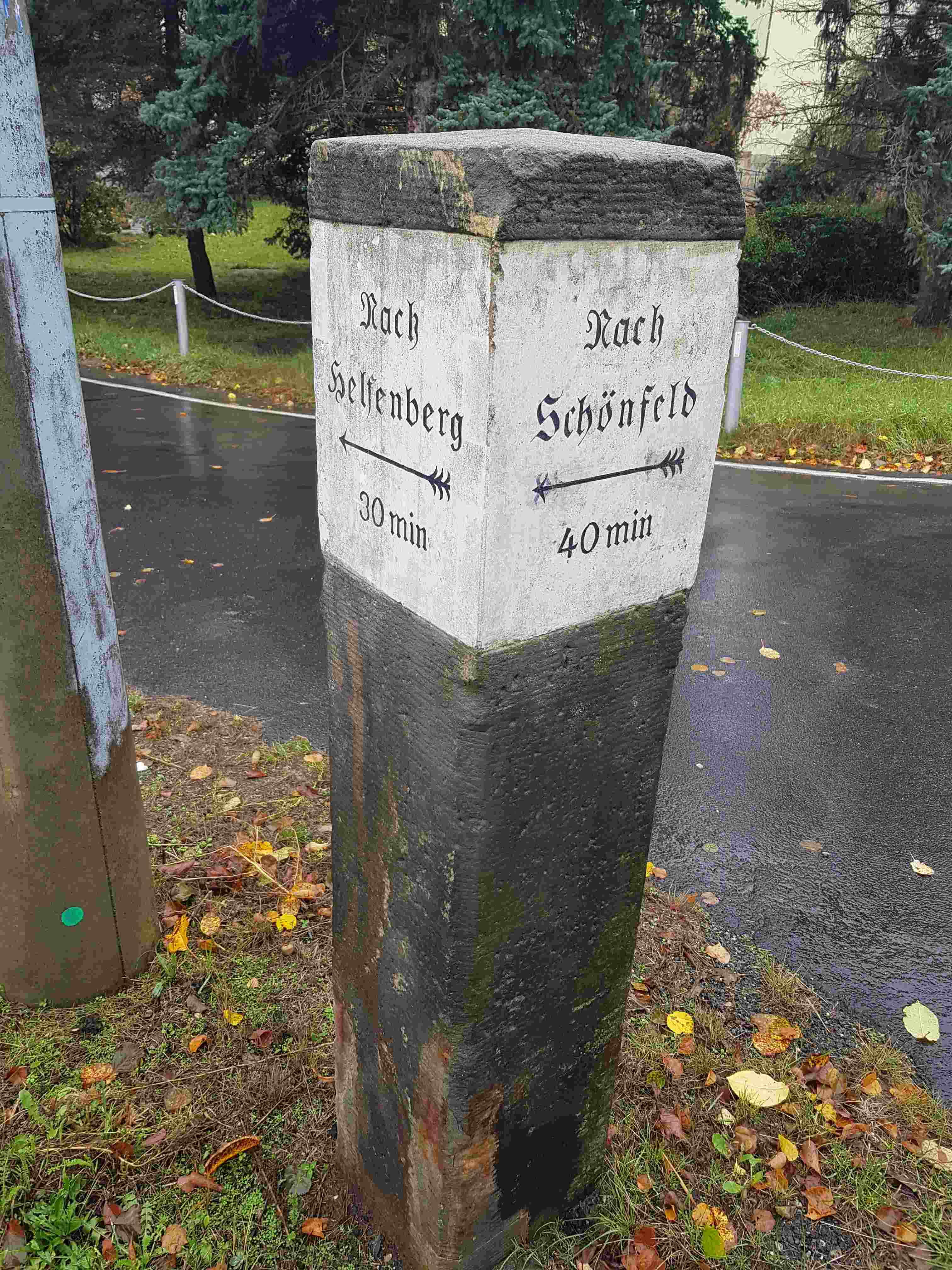
Wegweisersäule Cunnersdorf
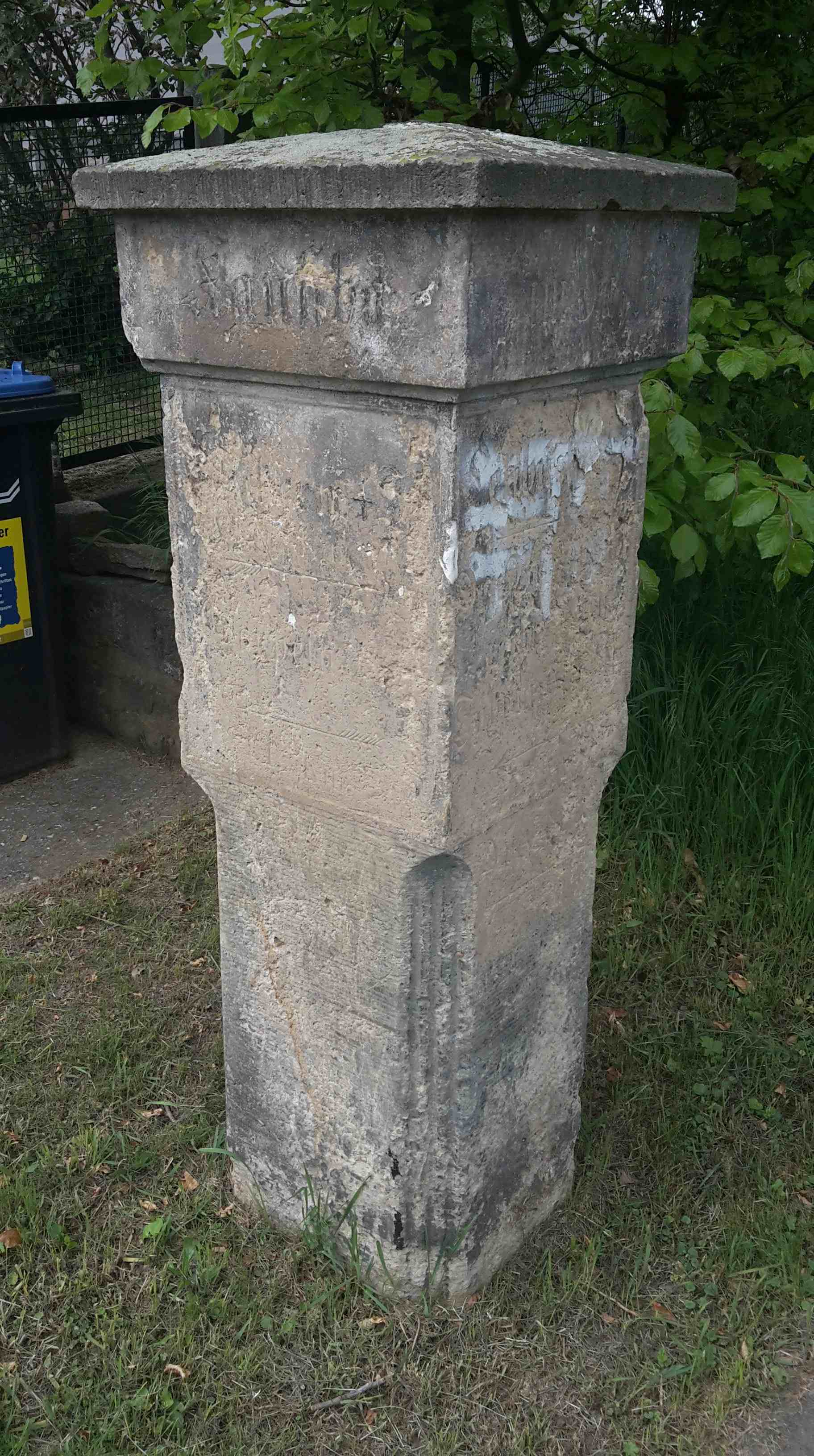
Wegweisersäule Kauscha
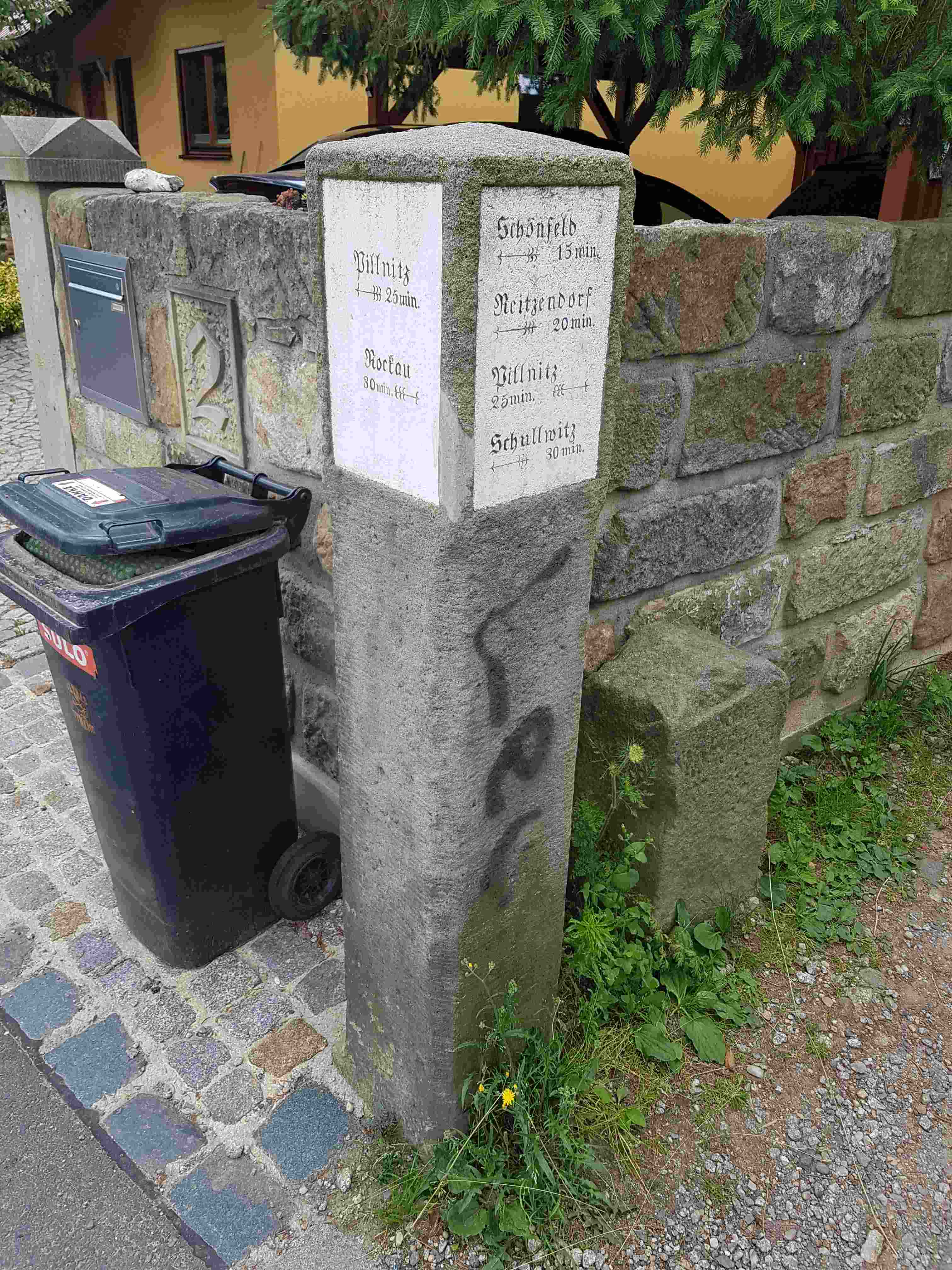
Wegweisersäule Krieschendorf
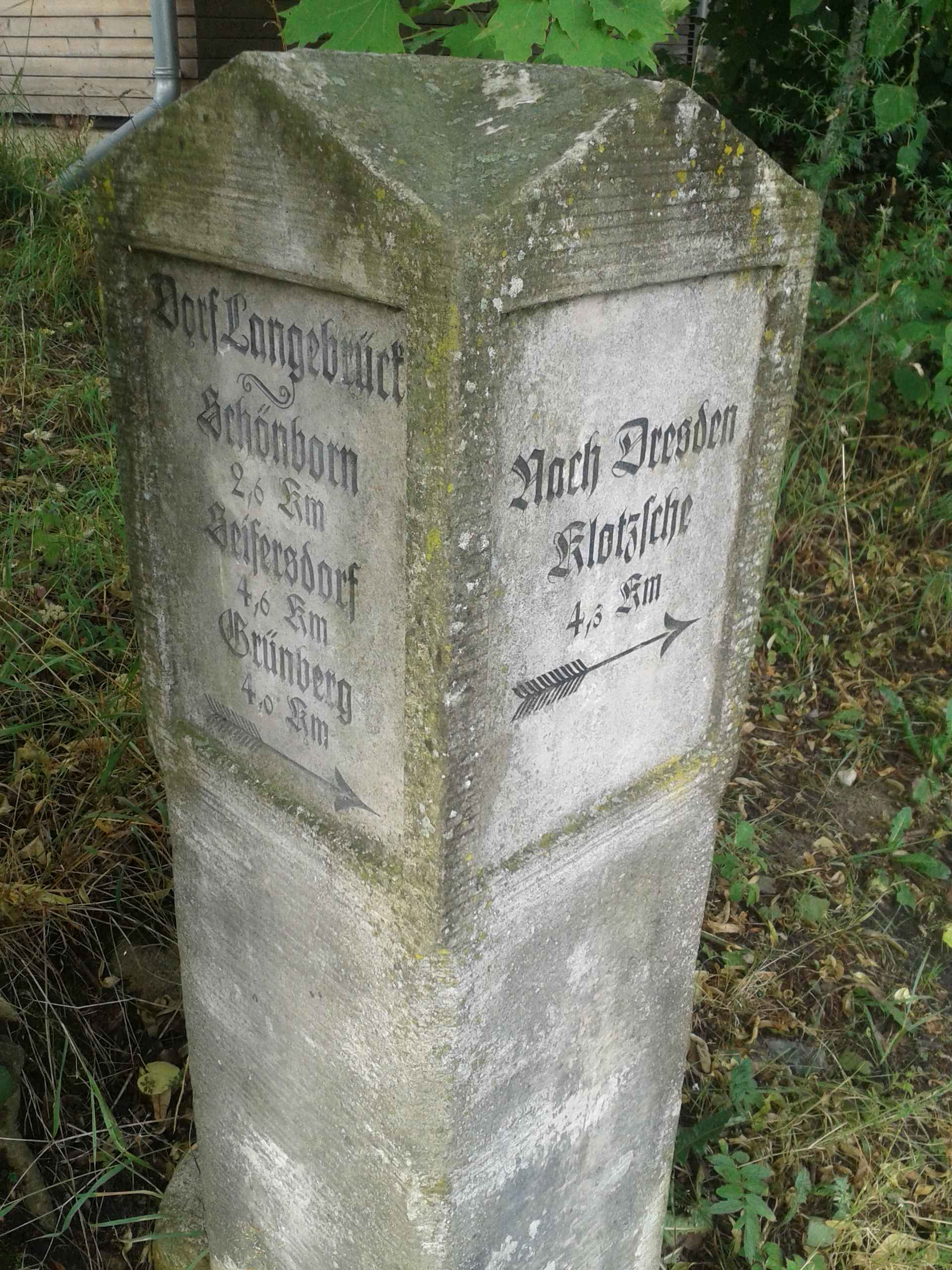
Wegweisersäule Langebrück
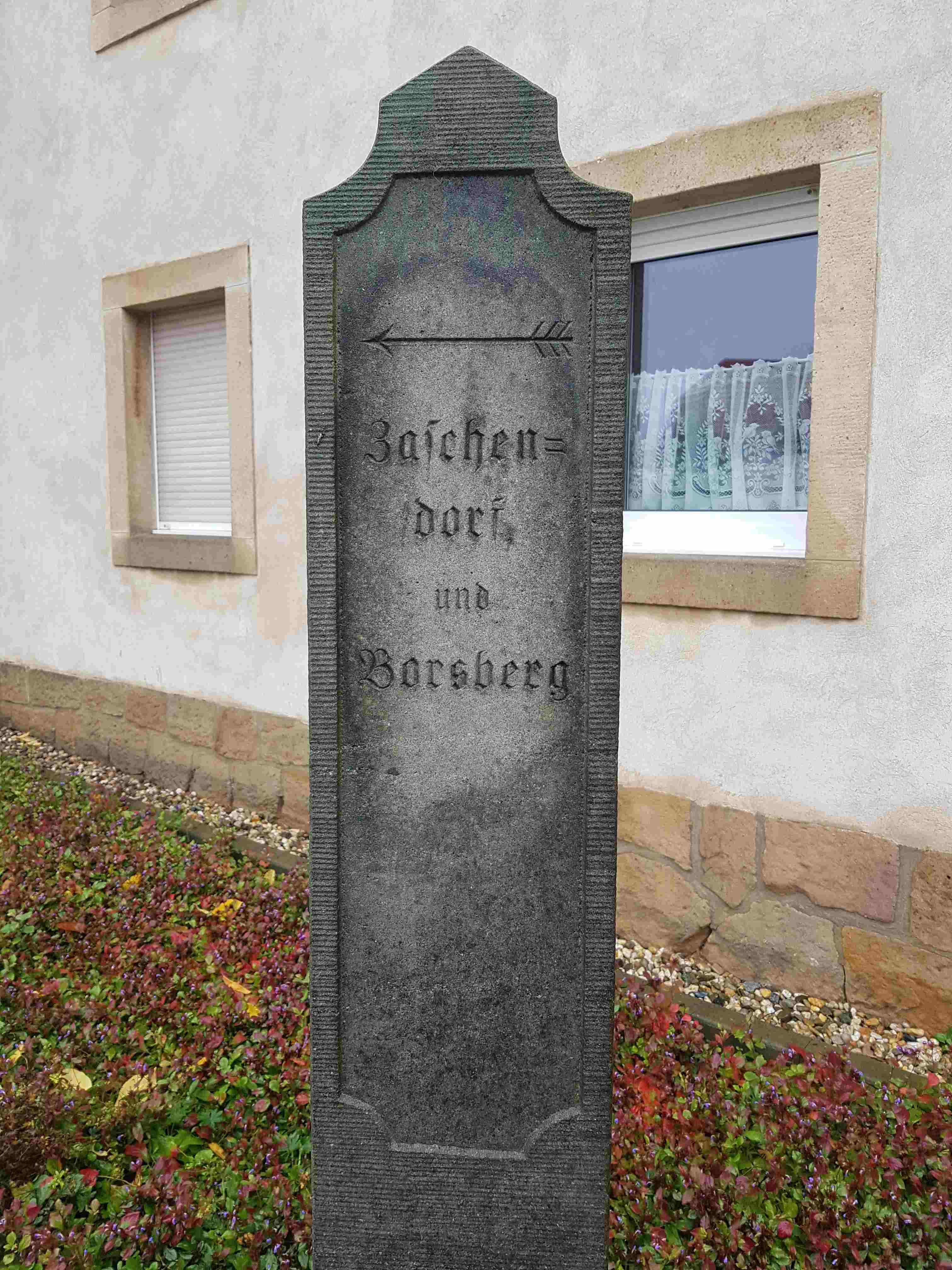
Wegweisersäule Reitzendorf I
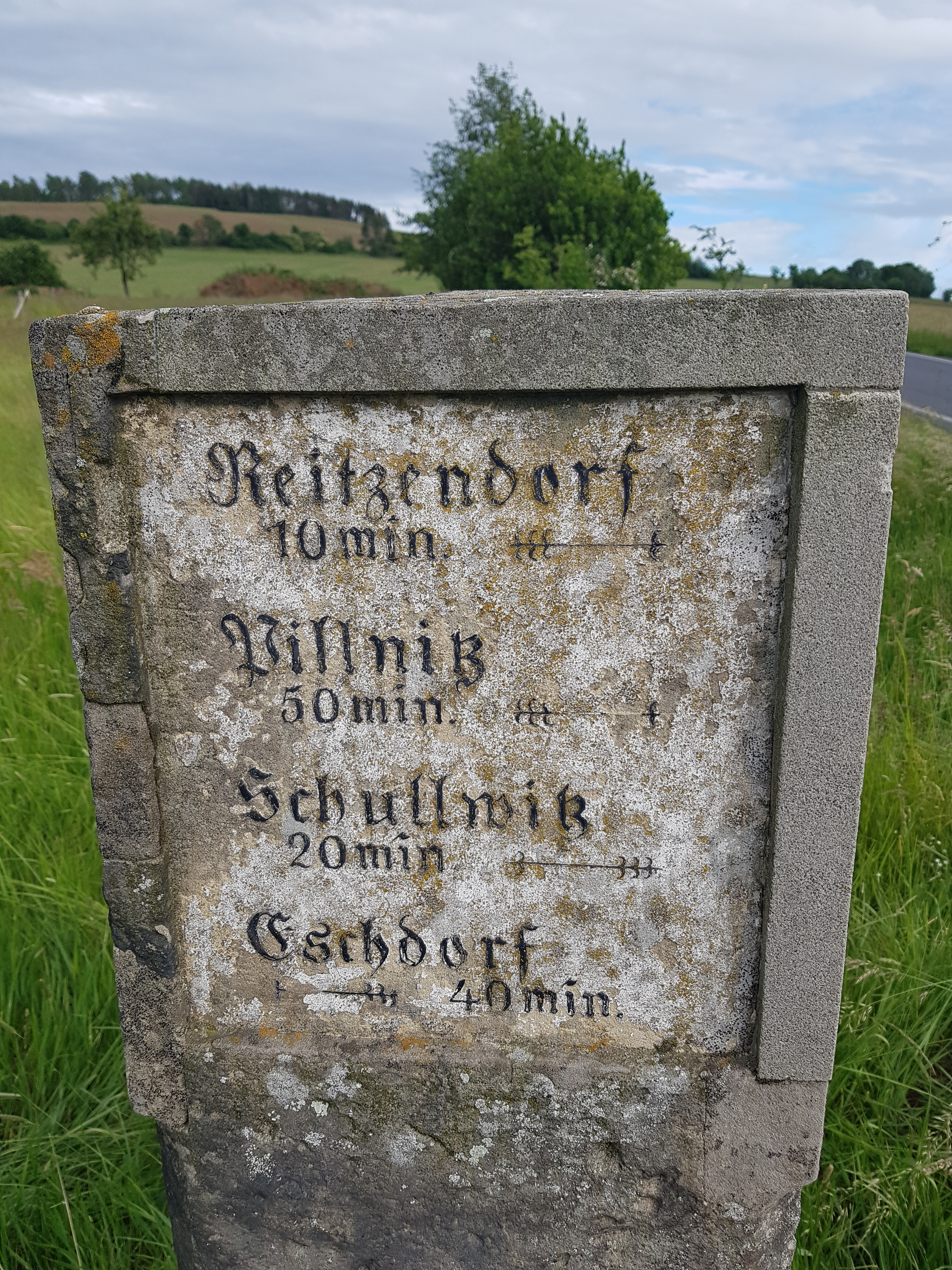
Wegweisersäule Reitzendorf II
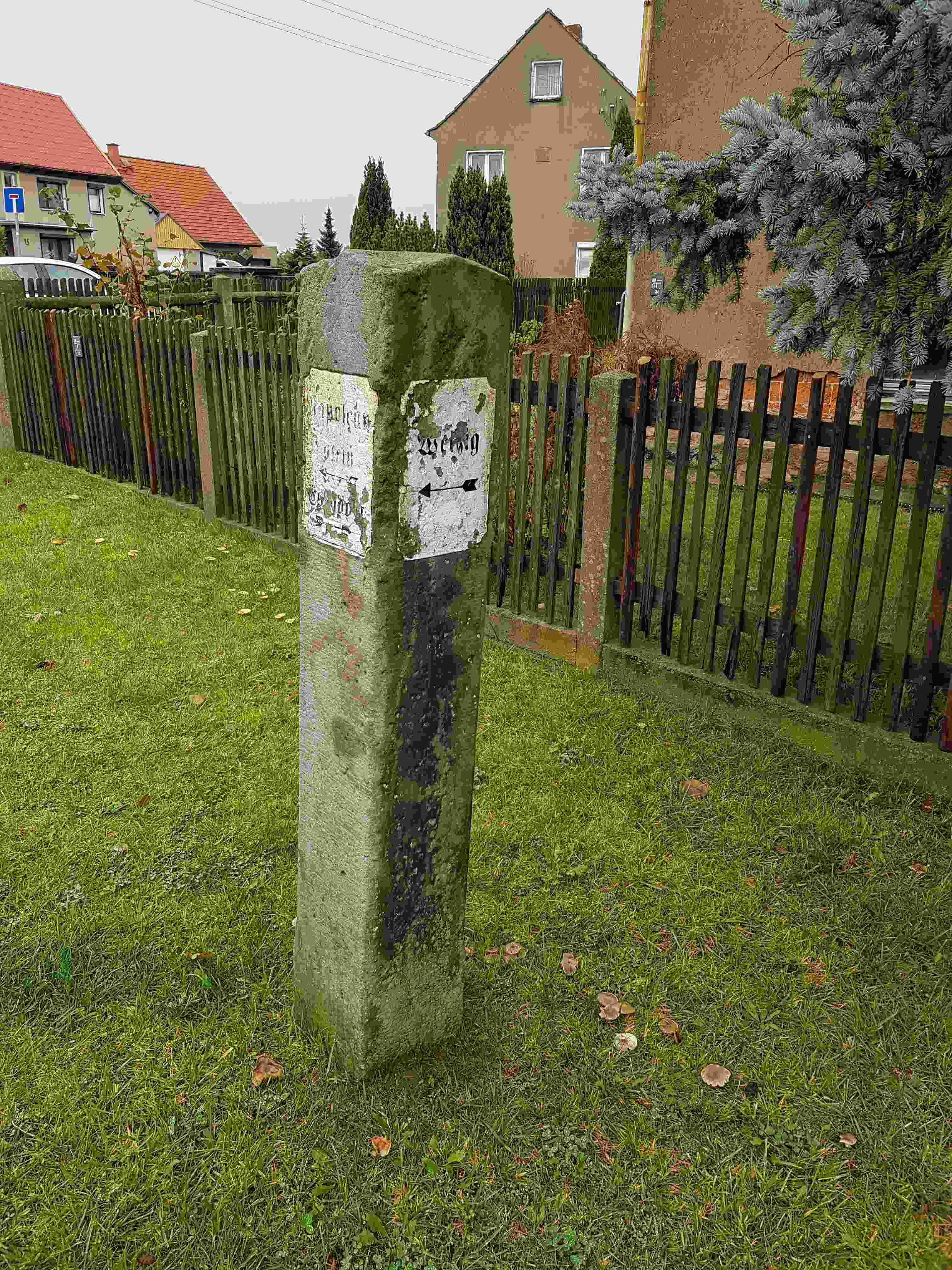
Wegweisersäule Schullwitz
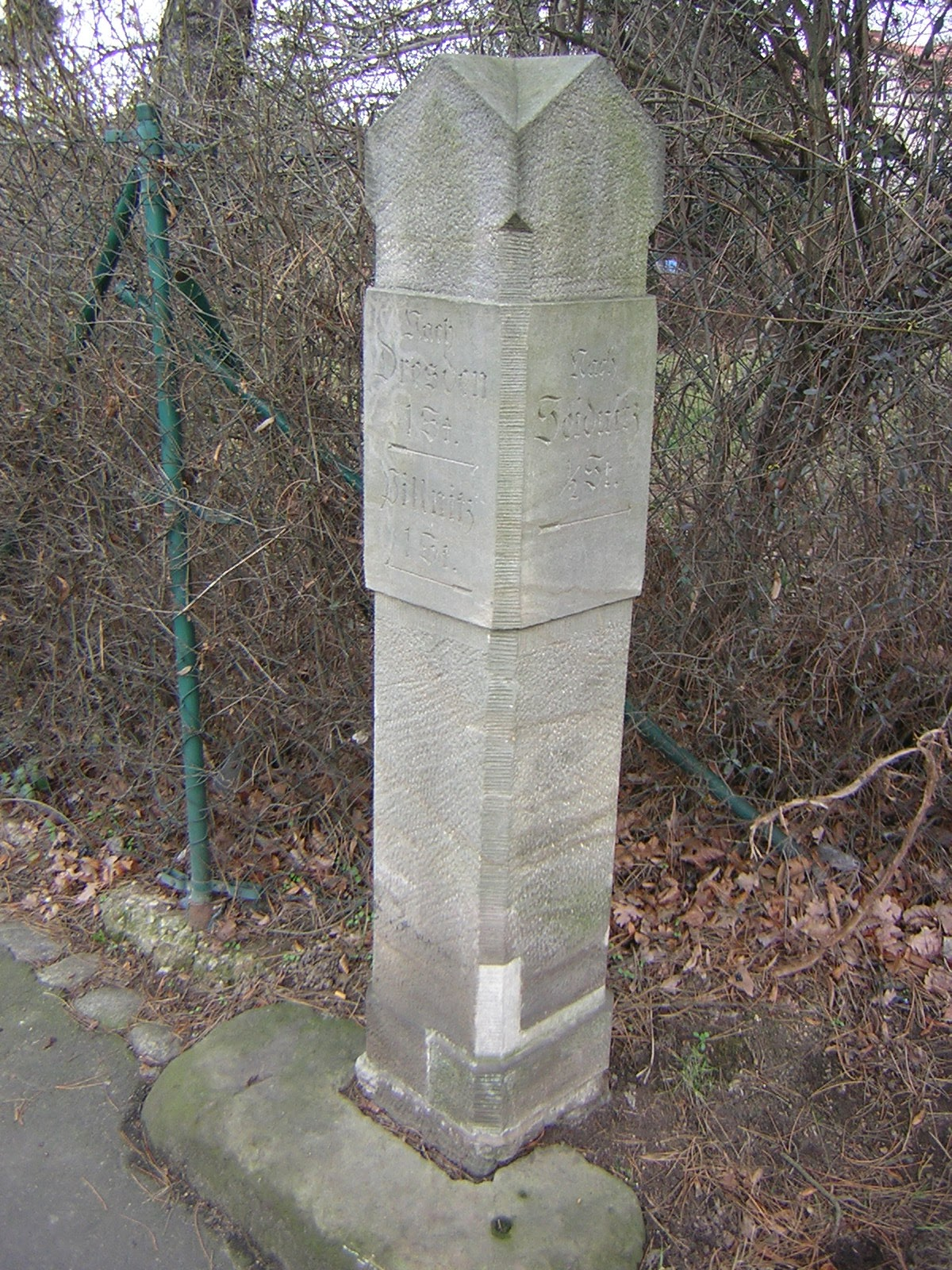
Wegweisersäule Tolkewitz

### Landkreis Bautzen

#### Arnsdorf
- Wegweisersäule Wallroda[2]

#### Göda
In der Gemeinde Göda mit ihren rund 30 Dörfern stehen mehrere Dutzend Wegweisersäulen.

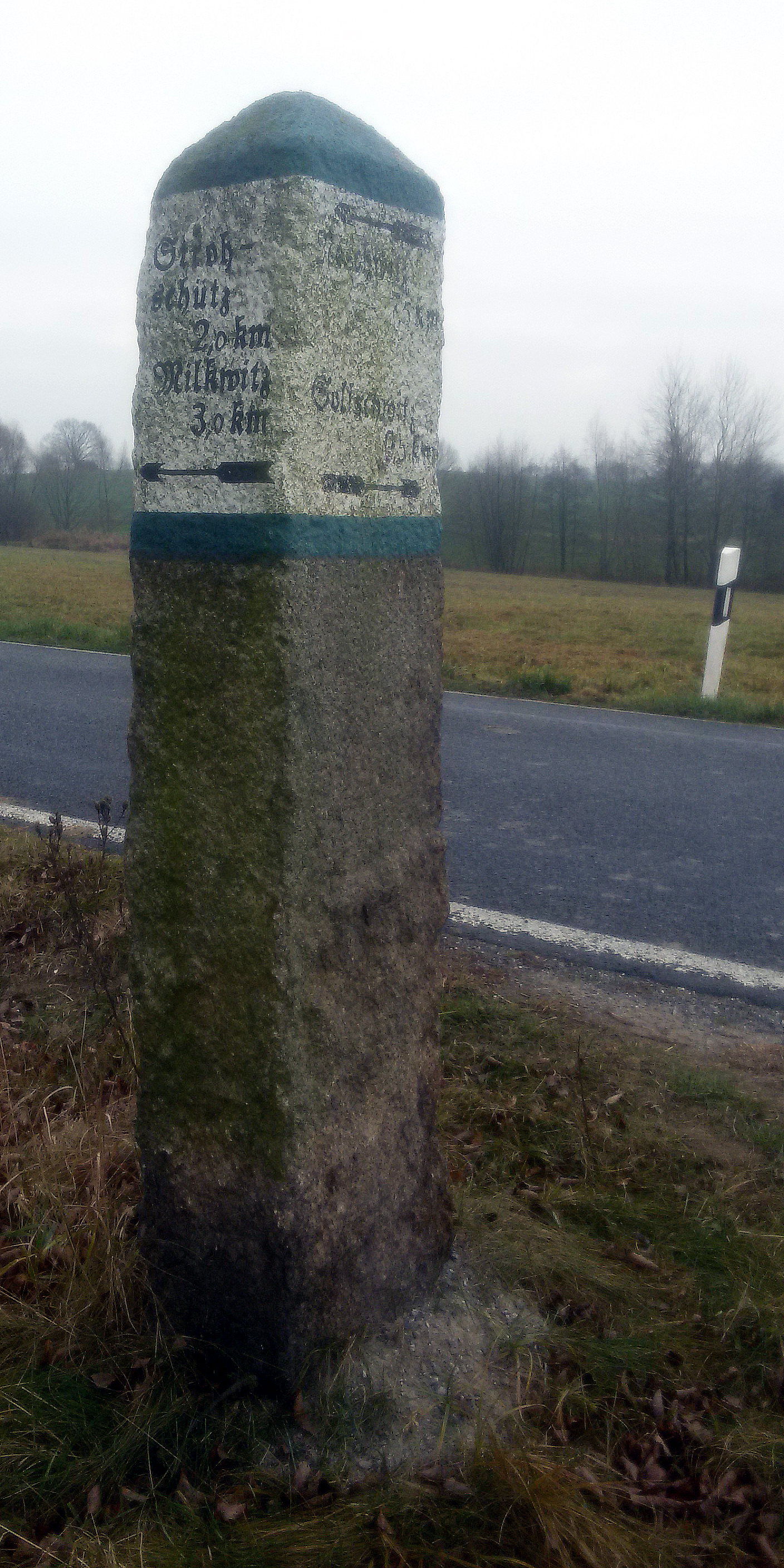
Wegweisersäule Dreikretscham Ost
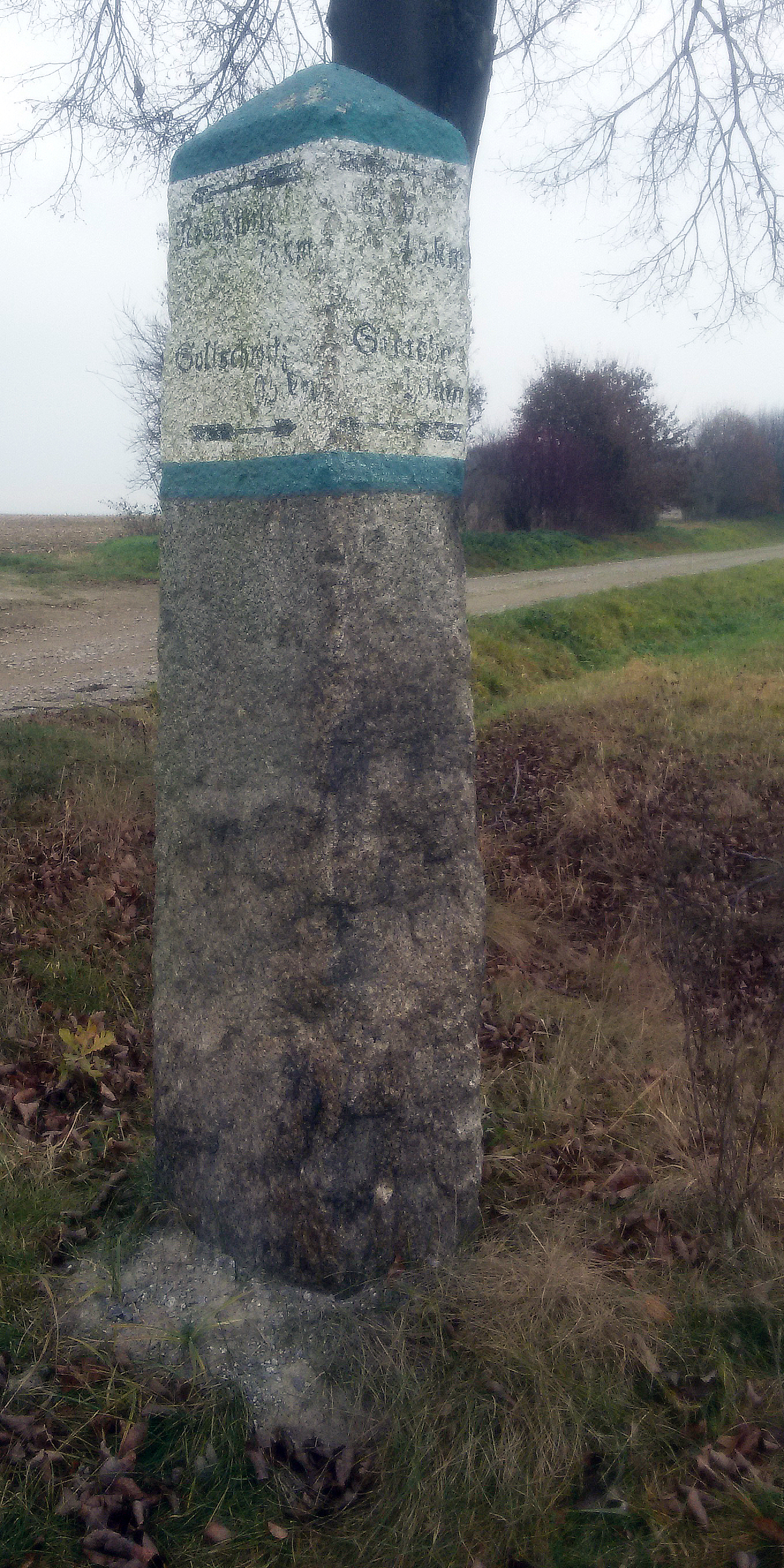
Wegweisersäule Dreikretscham Ost
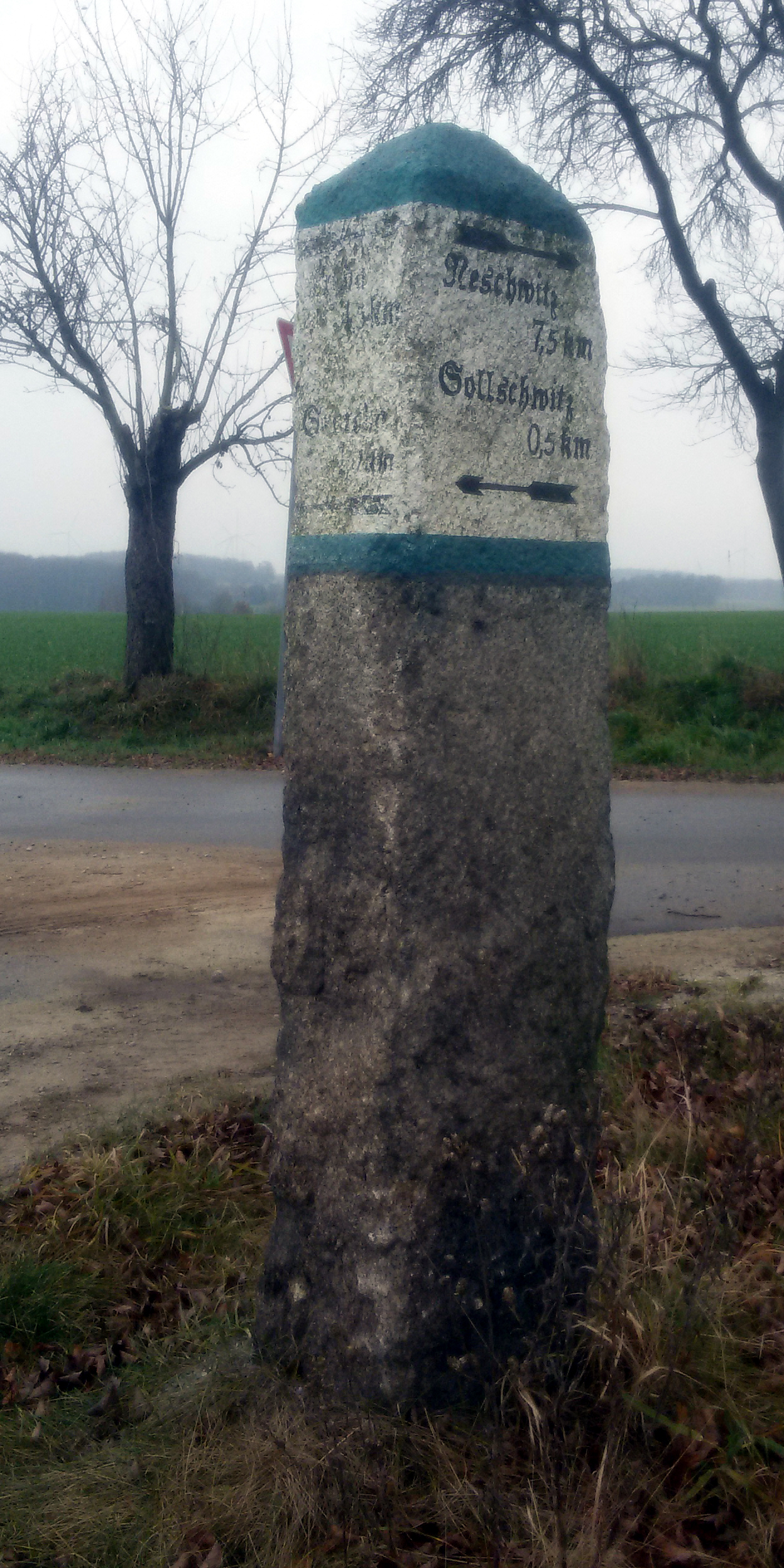
Wegweisersäule Dreikretscham Ost
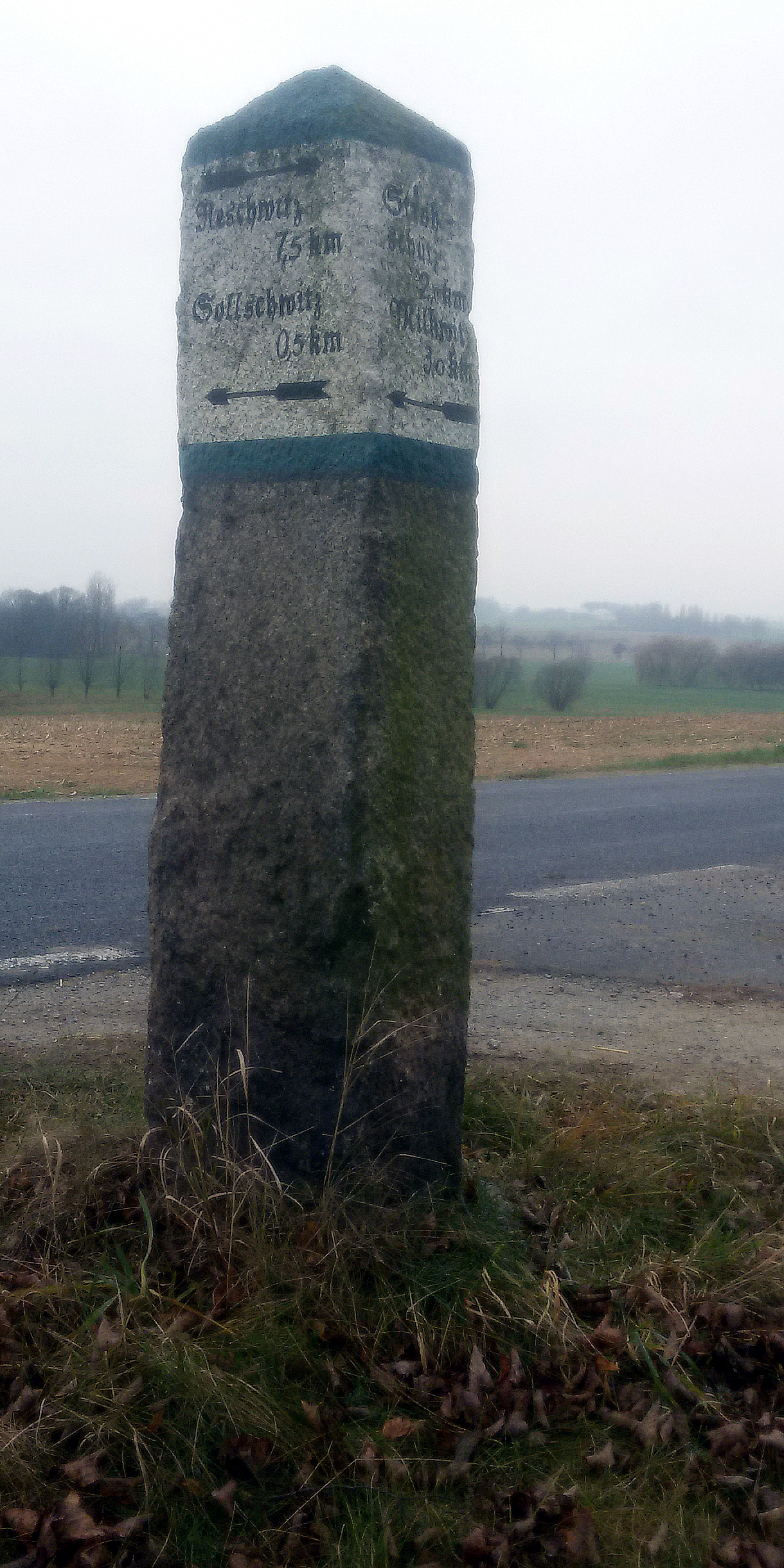
Wegweisersäule Dreikretscham Ost

- Wegweisersäule Dreikretscham Ost
- Wegweisersäule Dreikretscham Ost
- Wegweisersäule Dreikretscham Ost
- Wegweisersäule Dreikretscham Ost

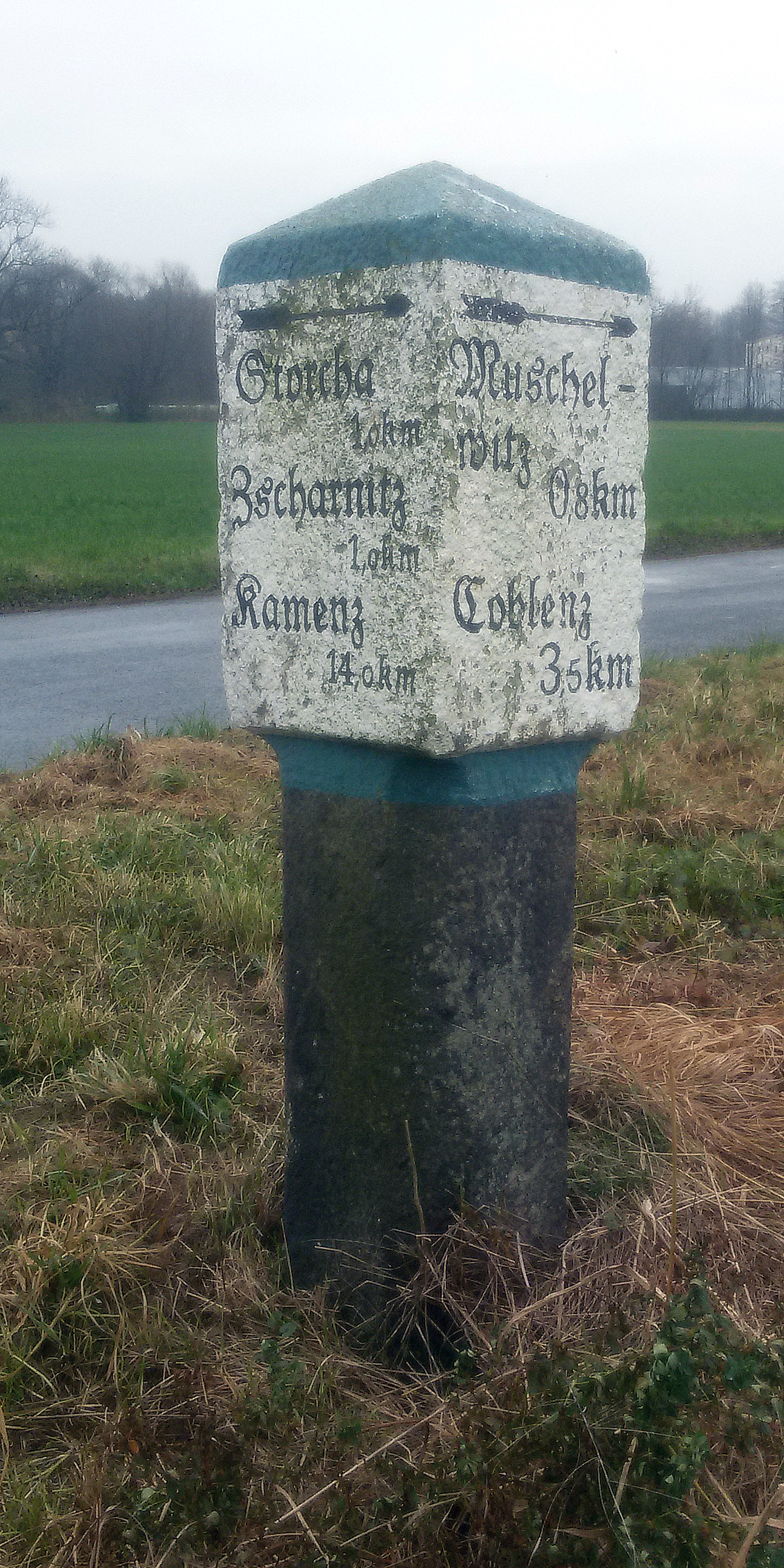
Wegweisersäule Dreikretscham Süd
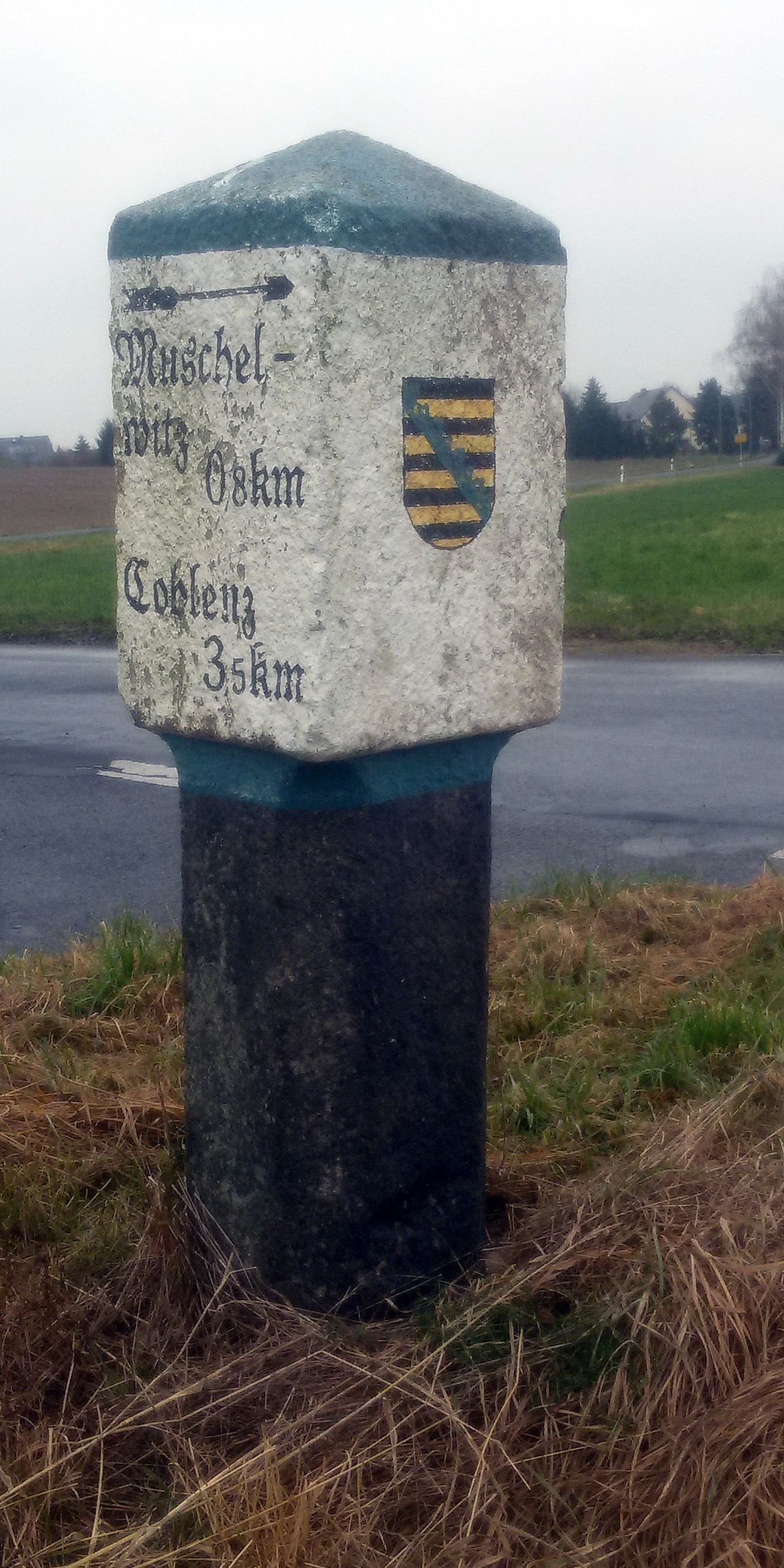
Wegweisersäule Dreikretscham Süd
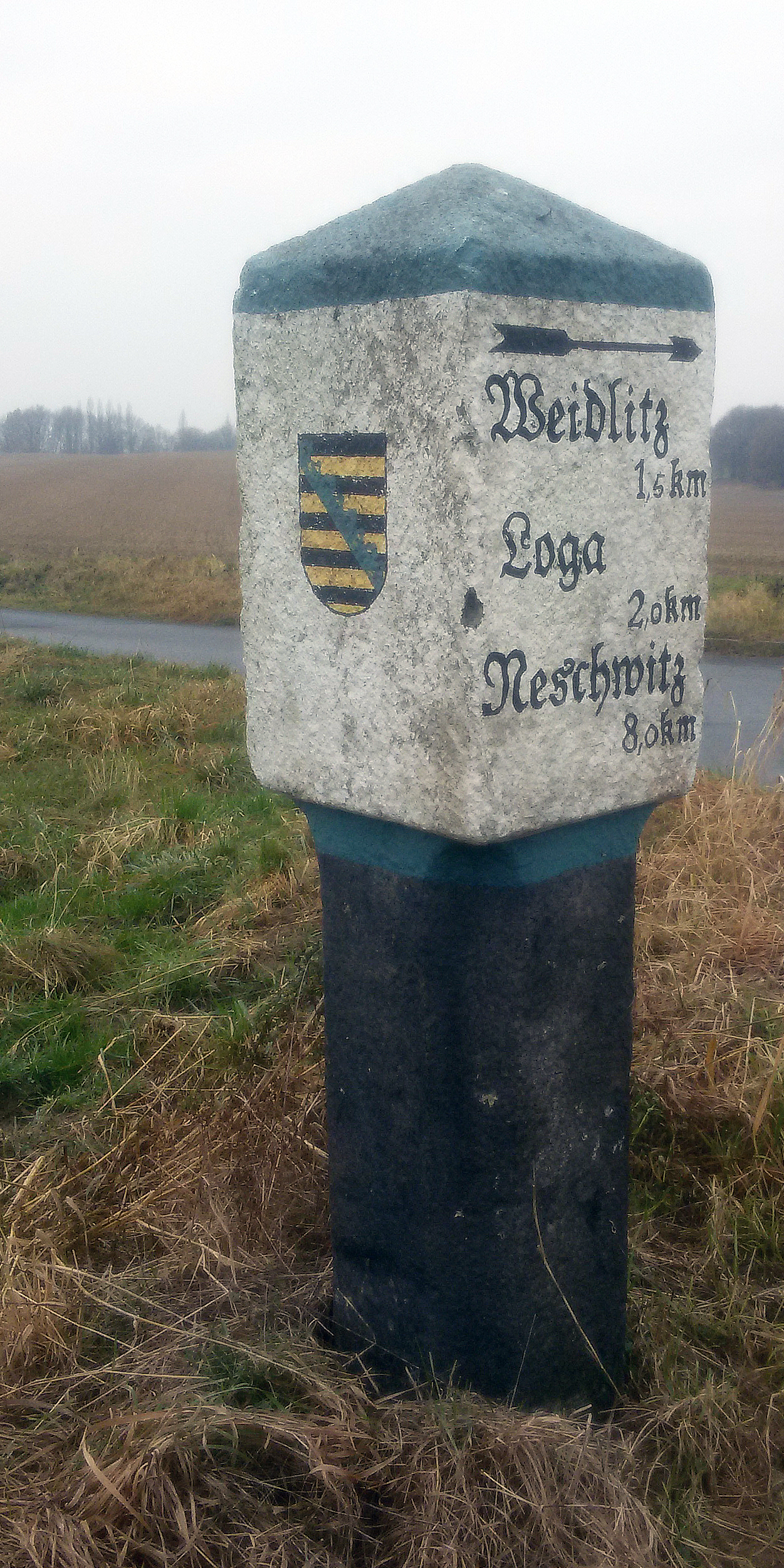
Wegweisersäule Dreikretscham Süd
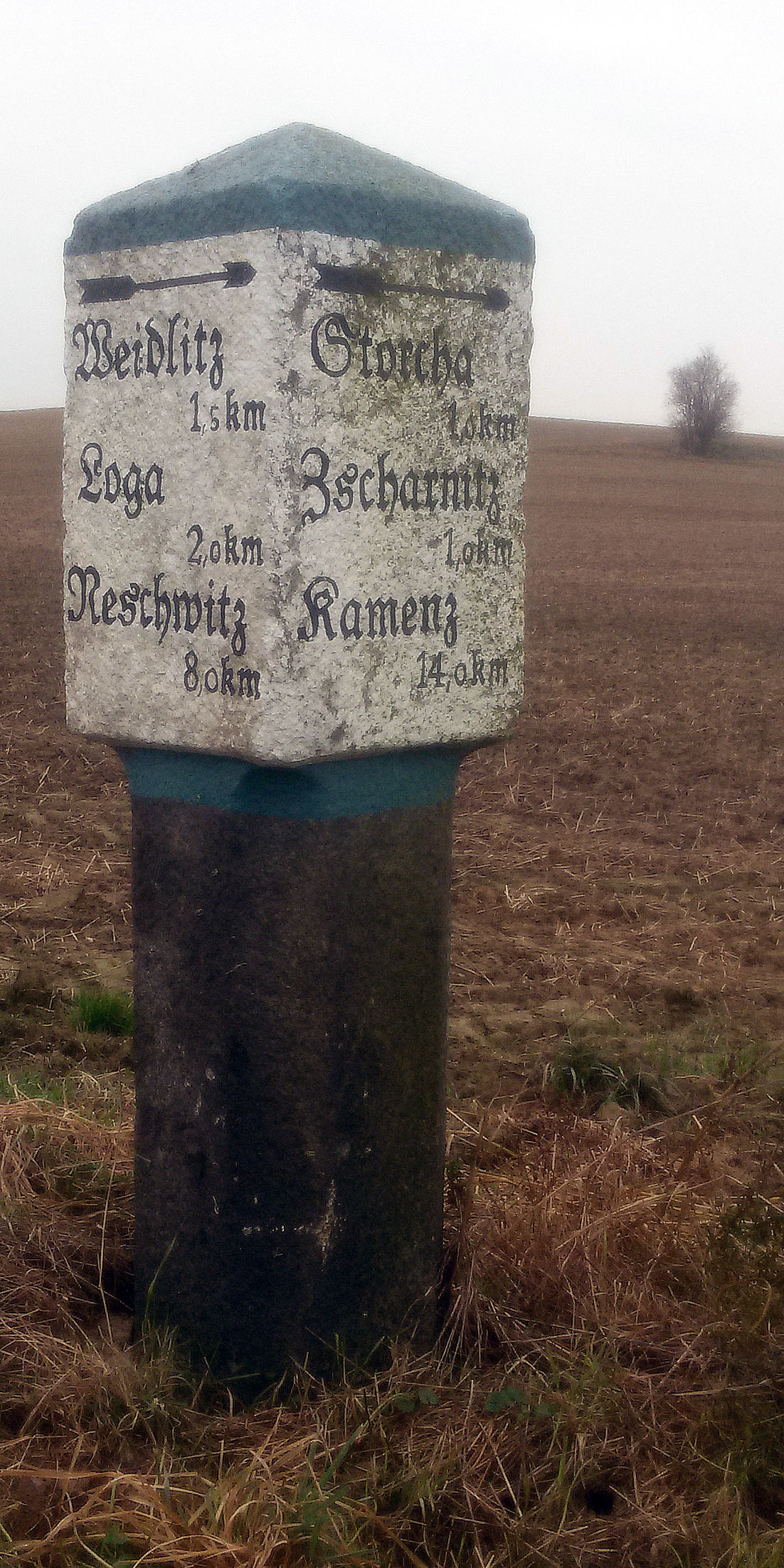
Wegweisersäule Dreikretscham Süd

- Wegweisersäule Dreikretscham Süd
- Wegweisersäule Dreikretscham Süd
- Wegweisersäule Dreikretscham Süd
- Wegweisersäule Dreikretscham Süd

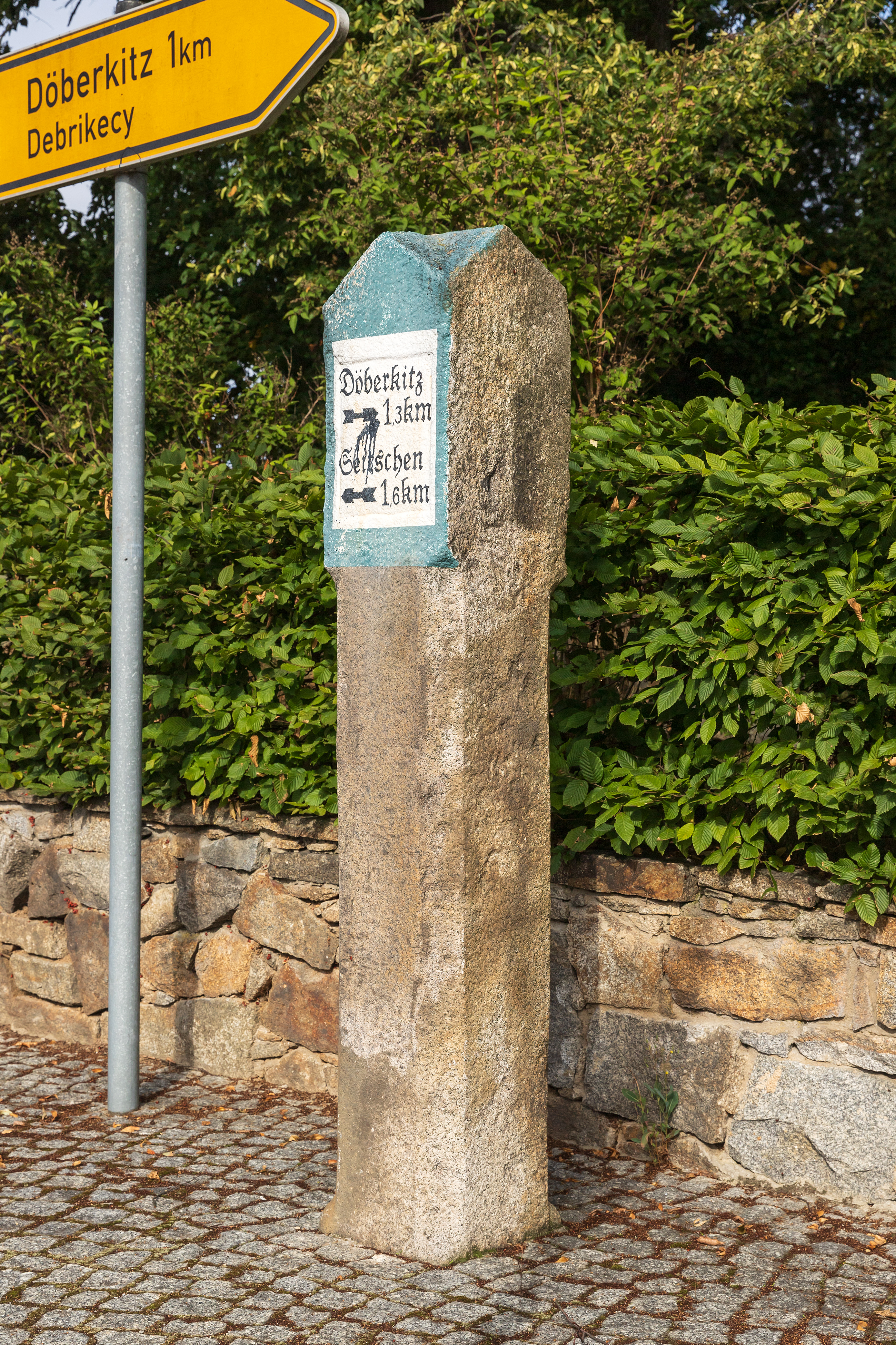
Wegweisersäule Göda

- Wegweisersäule Göda

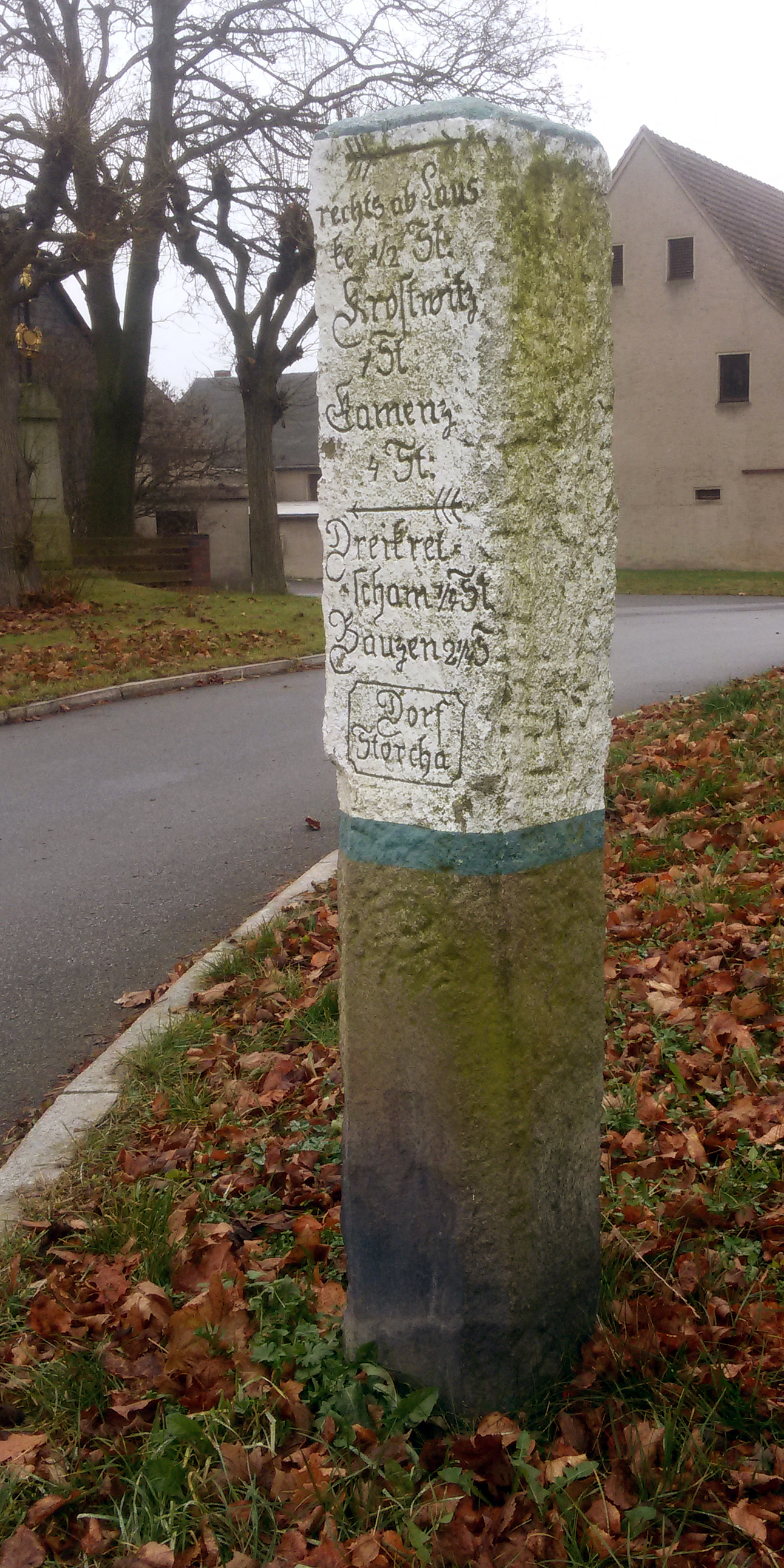
Wegweisersäule Storcha
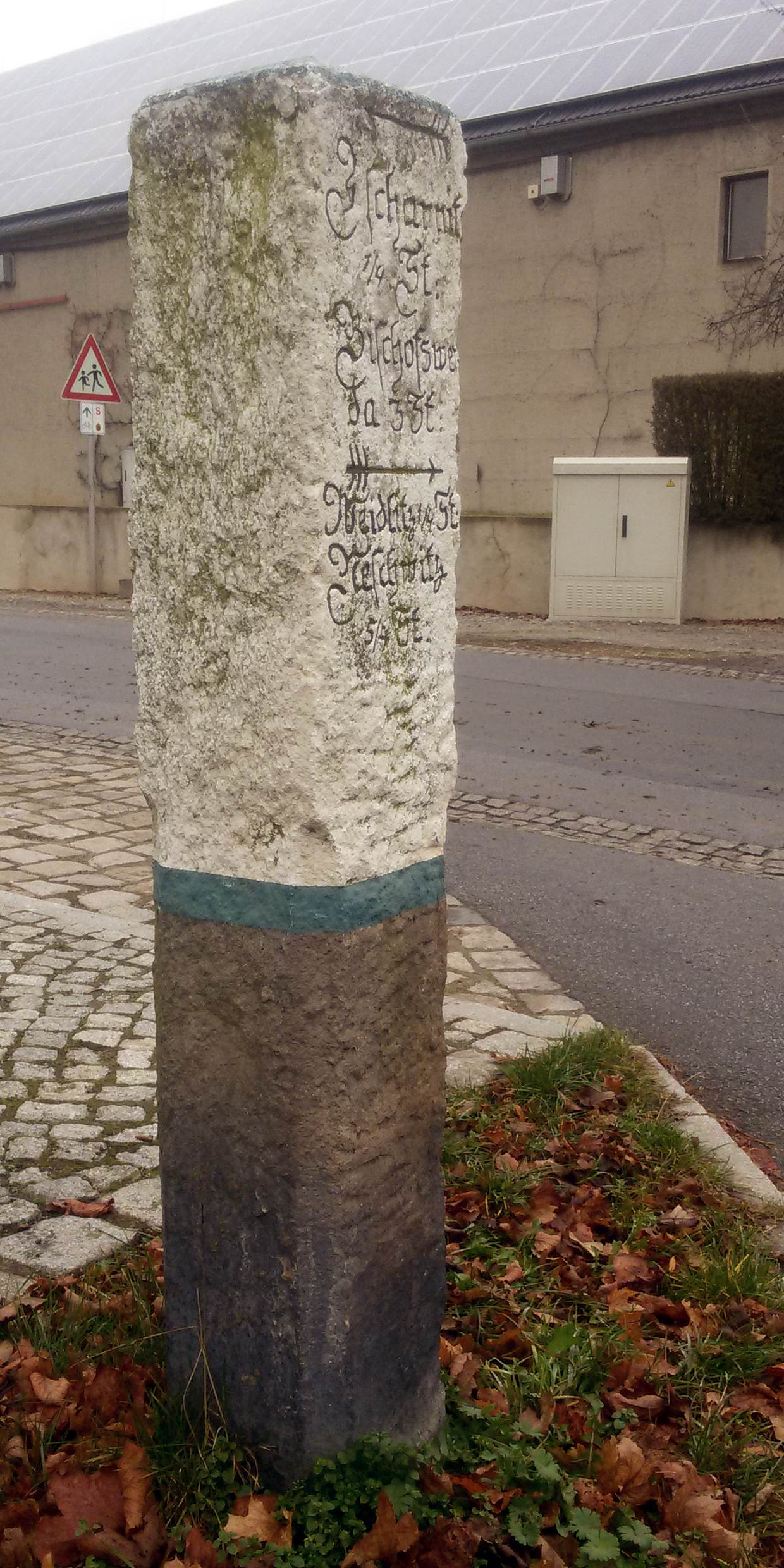
Wegweisersäule Storcha
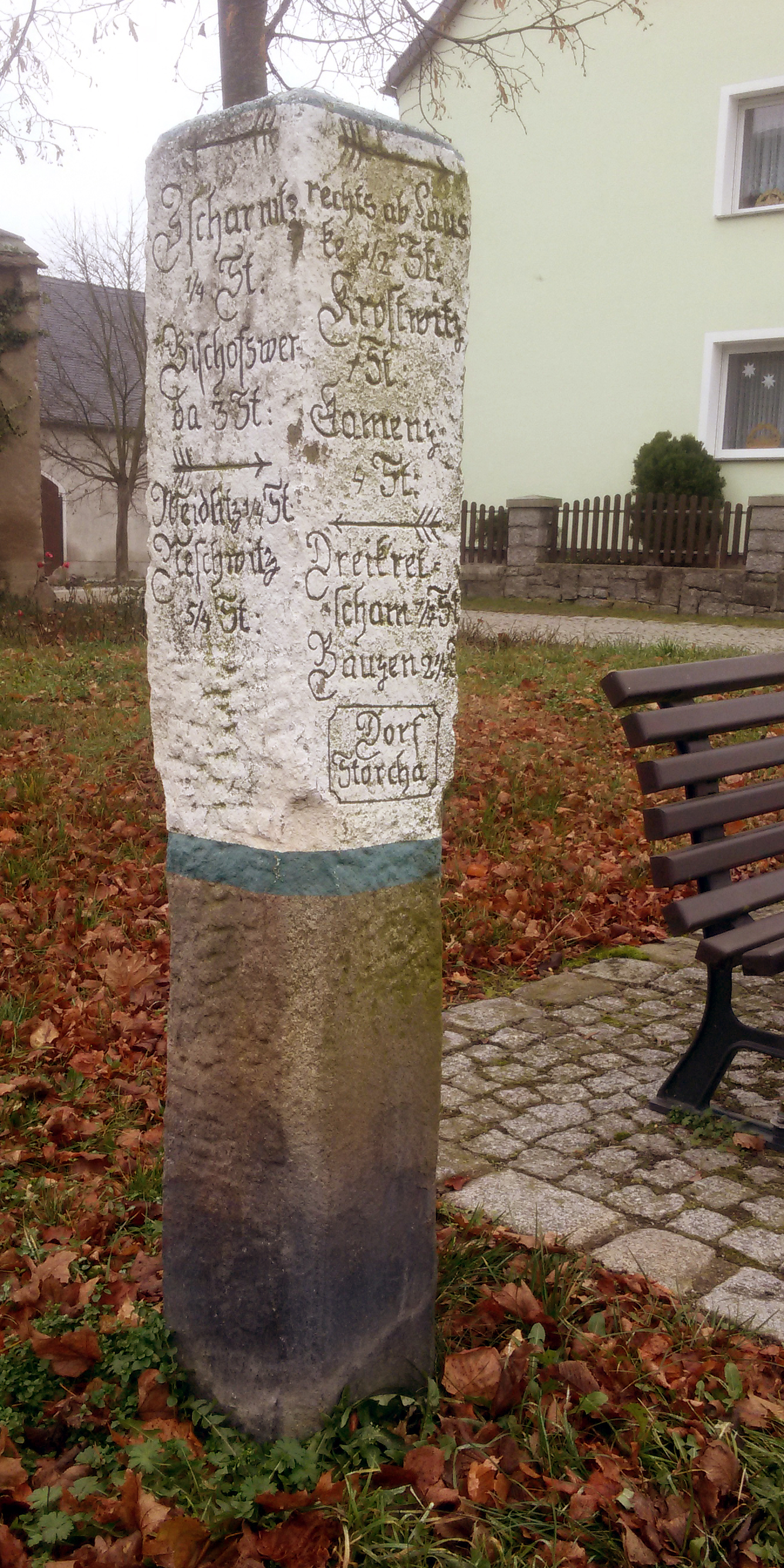
Wegweisersäule Storcha

- Wegweisersäule Storcha
- Wegweisersäule Storcha
- Wegweisersäule Storcha

#### Großpostwitz
Die Wegweisersäule in Großpostwitz steht an der Einmündung der Kirchstraße (hier Kirchplatz) auf die Bundesstraße 96 (Hauptstraße bzw. August-Bebel-Straße) und zeigt nicht direkt benachbarte Orte, sondern eher weiter entfernte Ziele wie Schirgiswalde, Neusalza und 24 Kilometer entfernte Rumburg an.

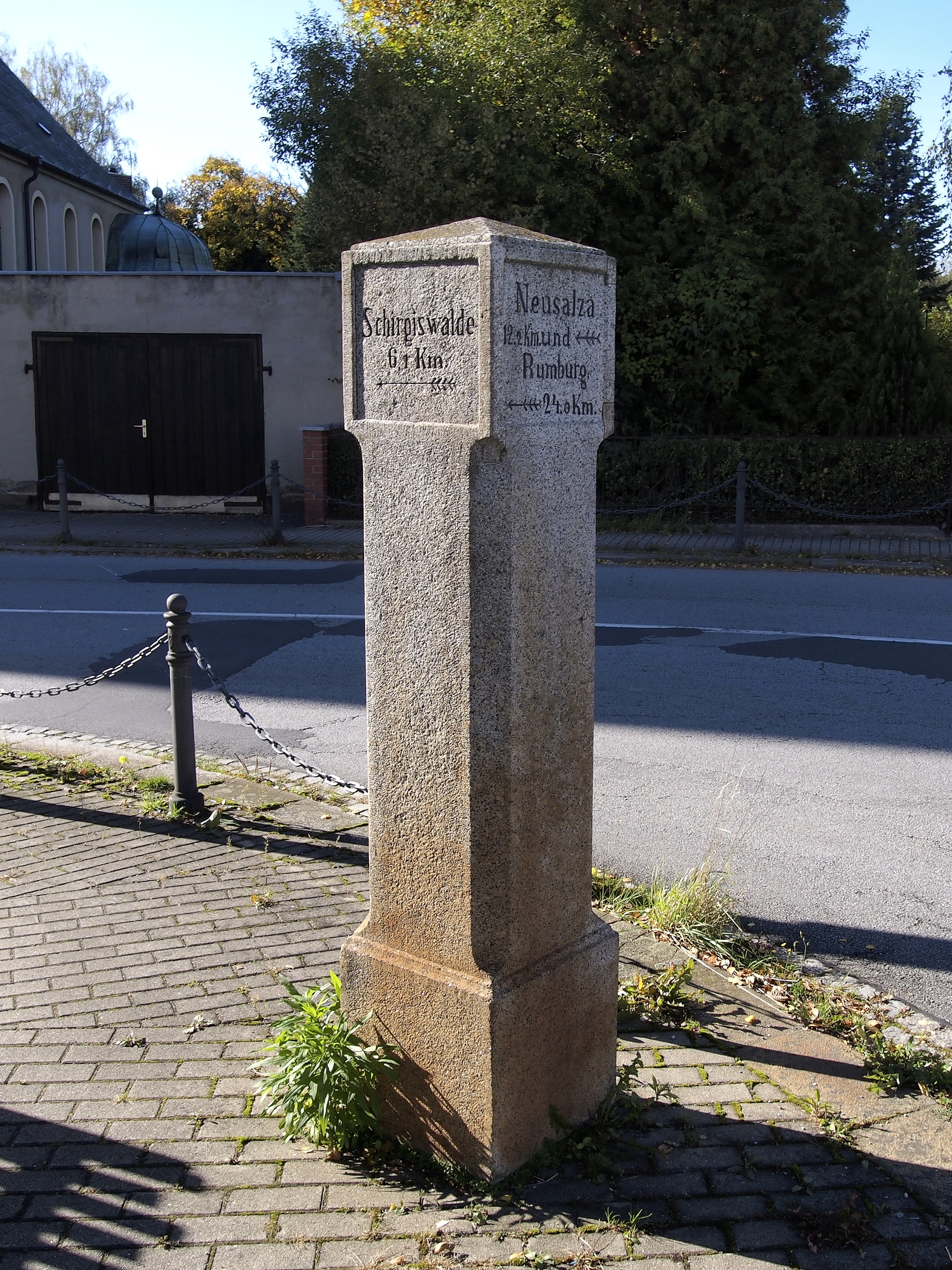
Wegweisersäule in Großpostwitz
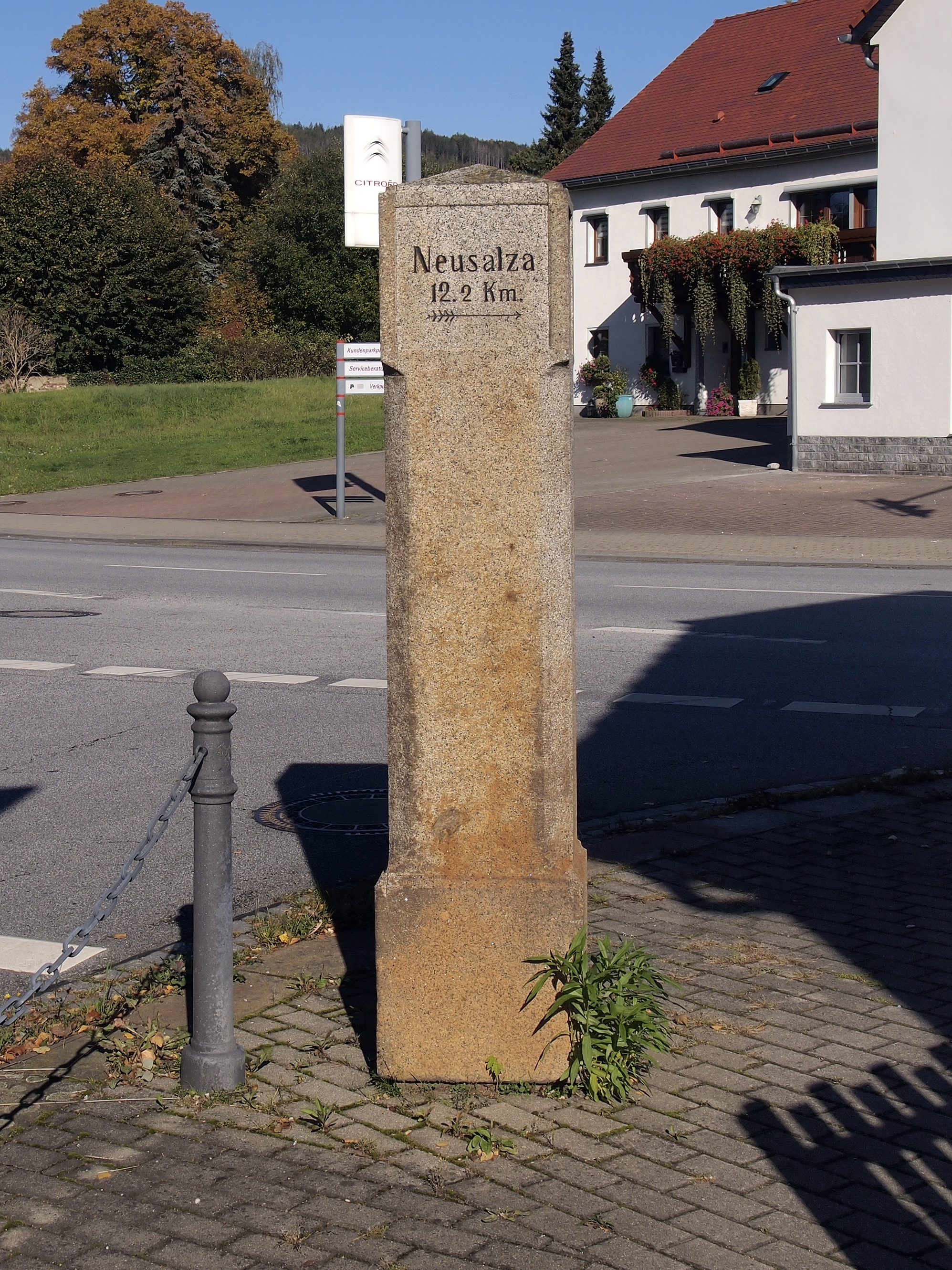
Wegweisersäule in Großpostwitz

#### Hochkirch
Hochkirch verfügt noch über eine große Anzahl an Wegweisersäulen.

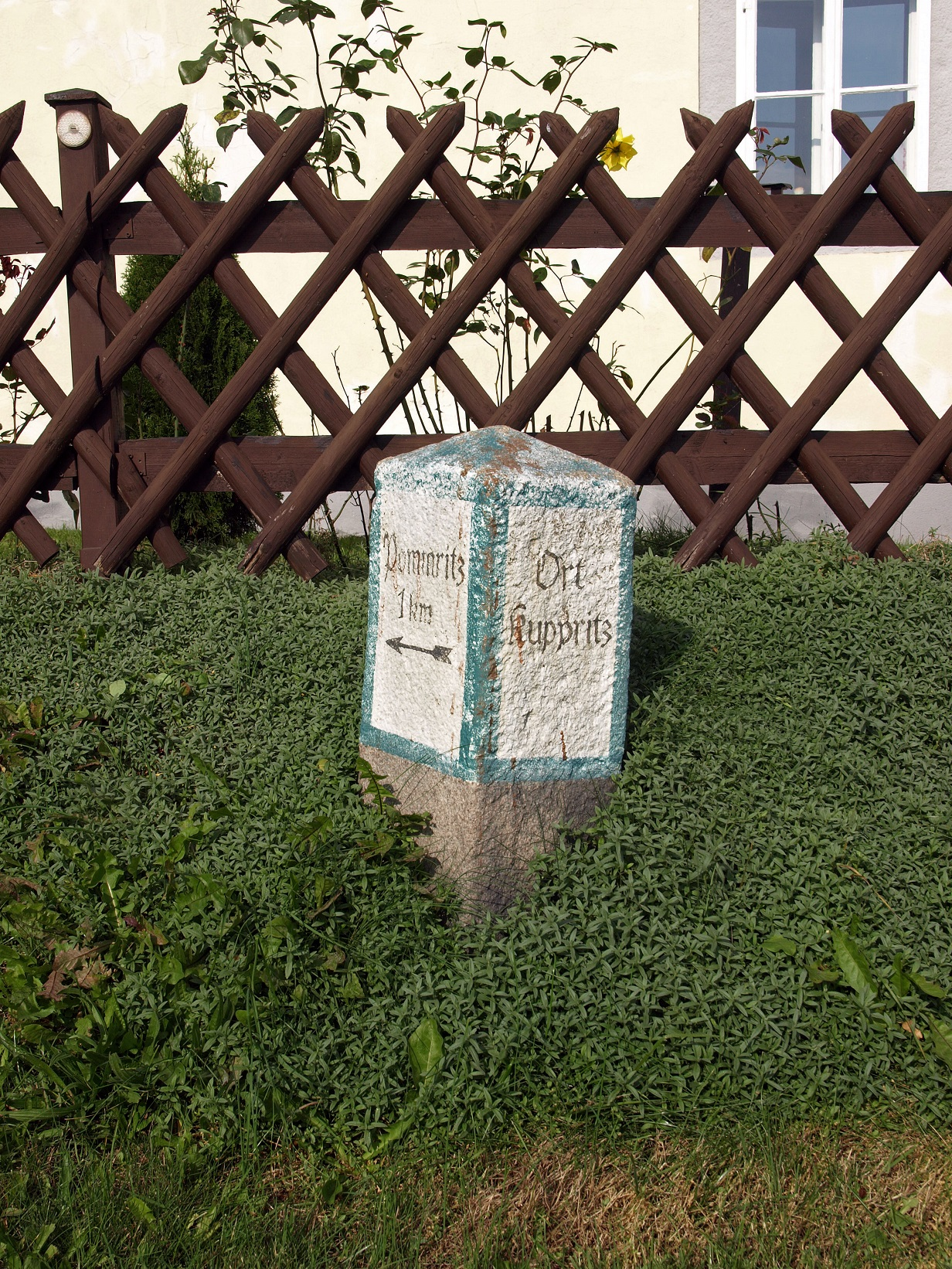
Wegweisersäule I Hochkirch
- Wegweisersäule II Hochkirch
- Wegweisersäule Jauernick
- Wegweisersäule Kohlwesa
- Wegweisersäule Kuppritz

- Wegweisersäule Kuppritz

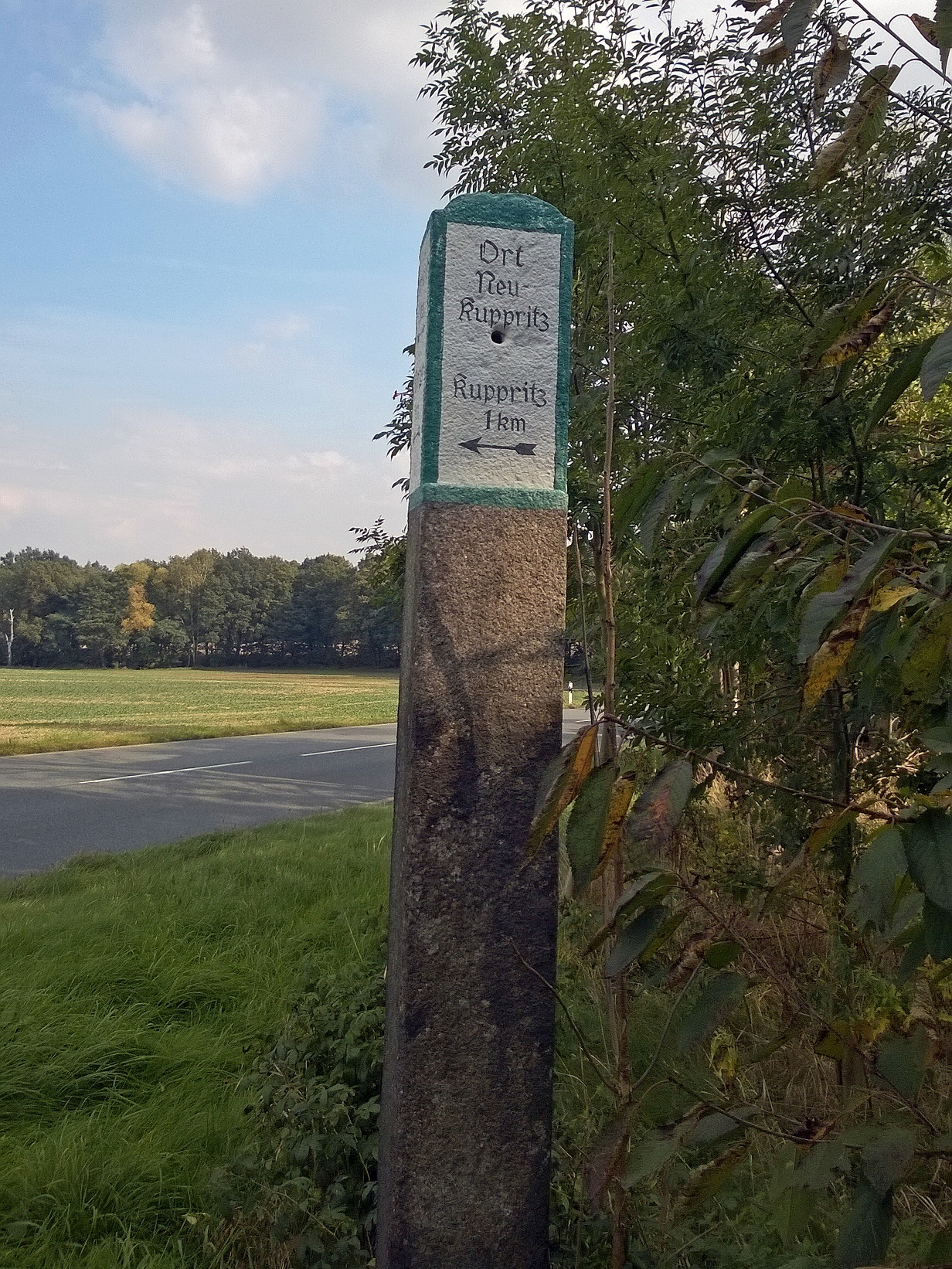
Wegweisersäule Lehn
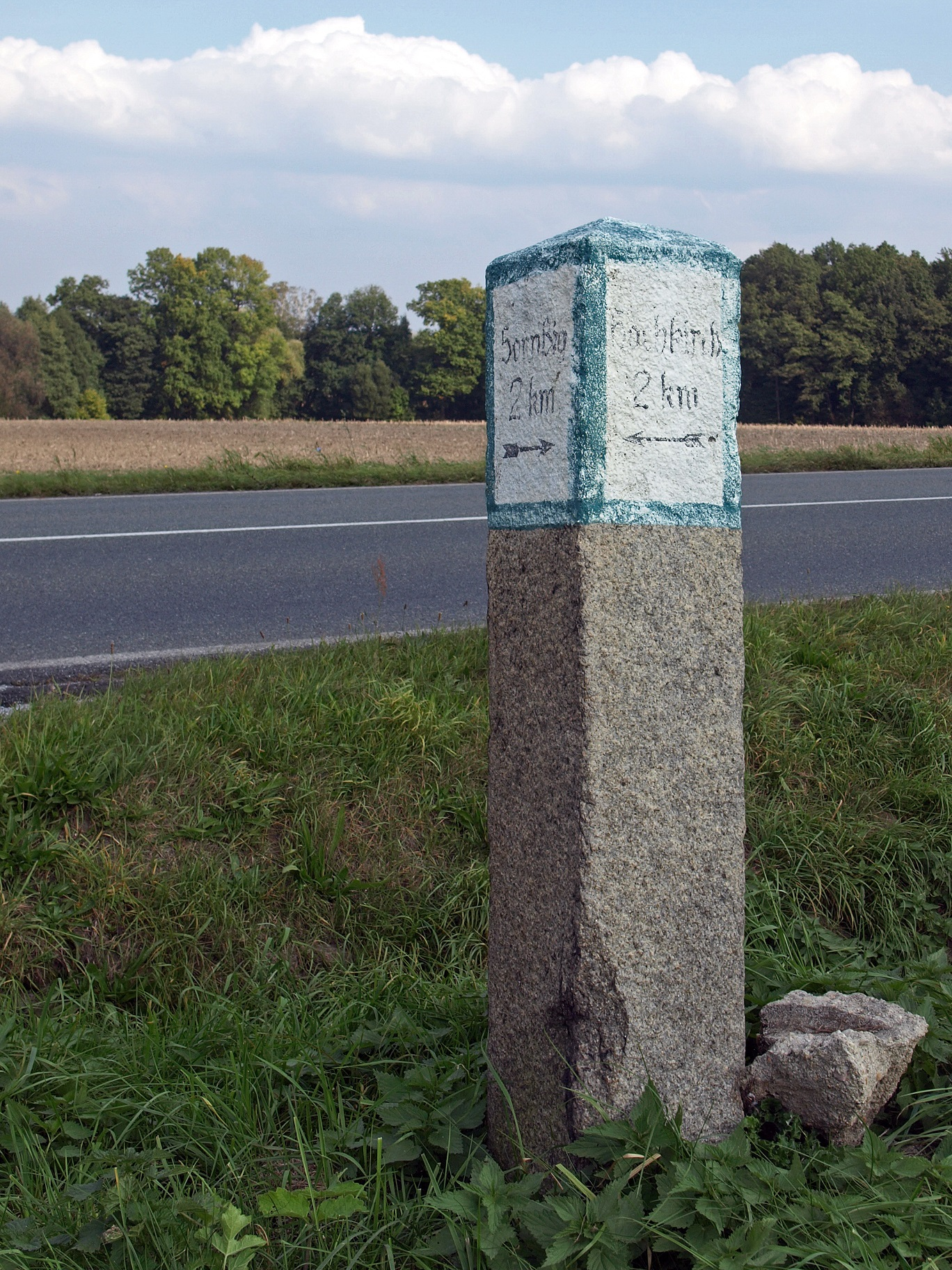
Wegweisersäule Meschwitz
- Wegweisersäule Neukuppritz

- Wegweisersäule Neukuppritz
- Wegweisersäule Neukuppritz

- Wegweisersäule Pommritz
- Wegweisersäule I Rodewitz

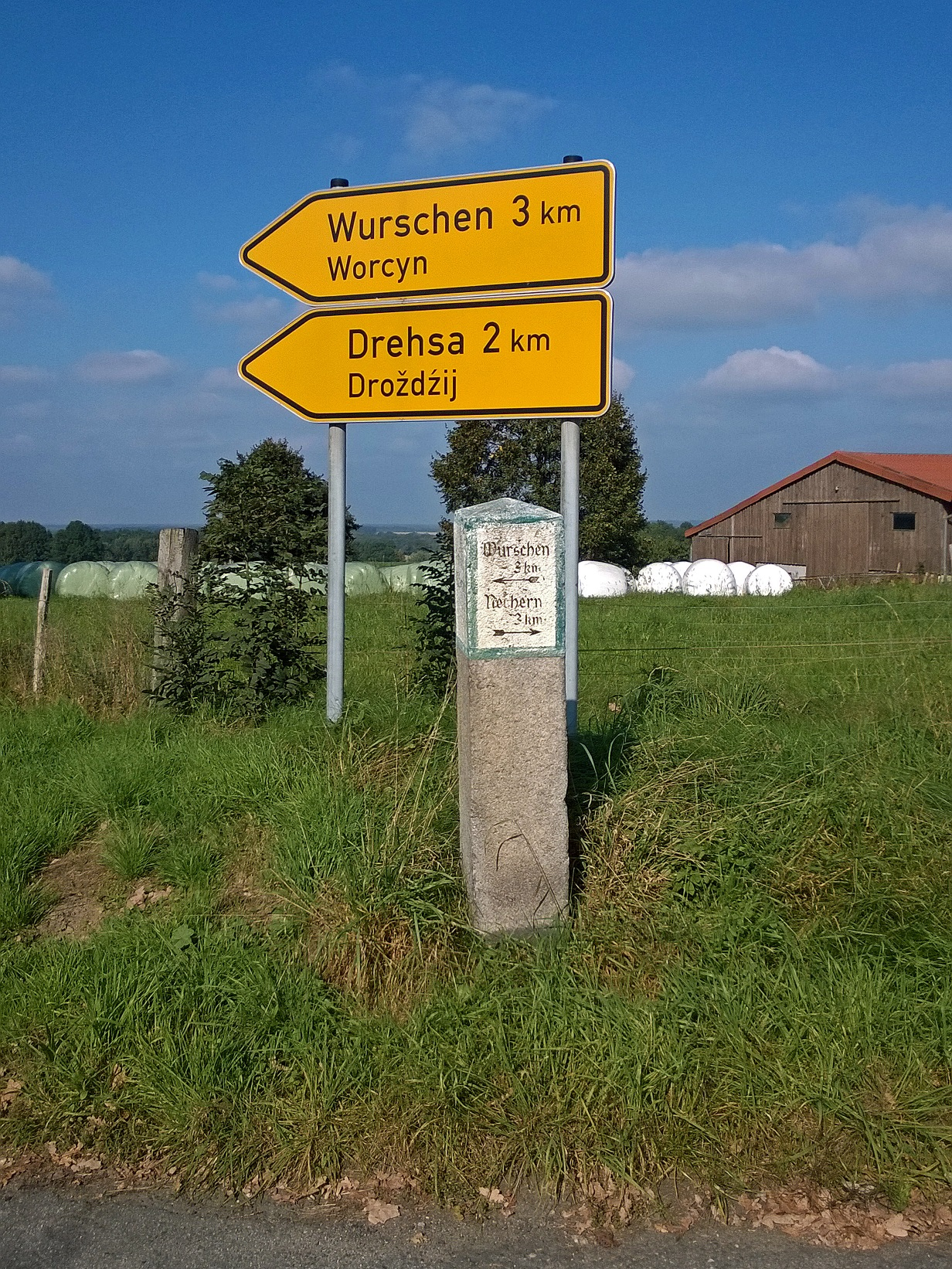
Wegweisersäule Rodewitz

- Wegweisersäule II Rodewitz

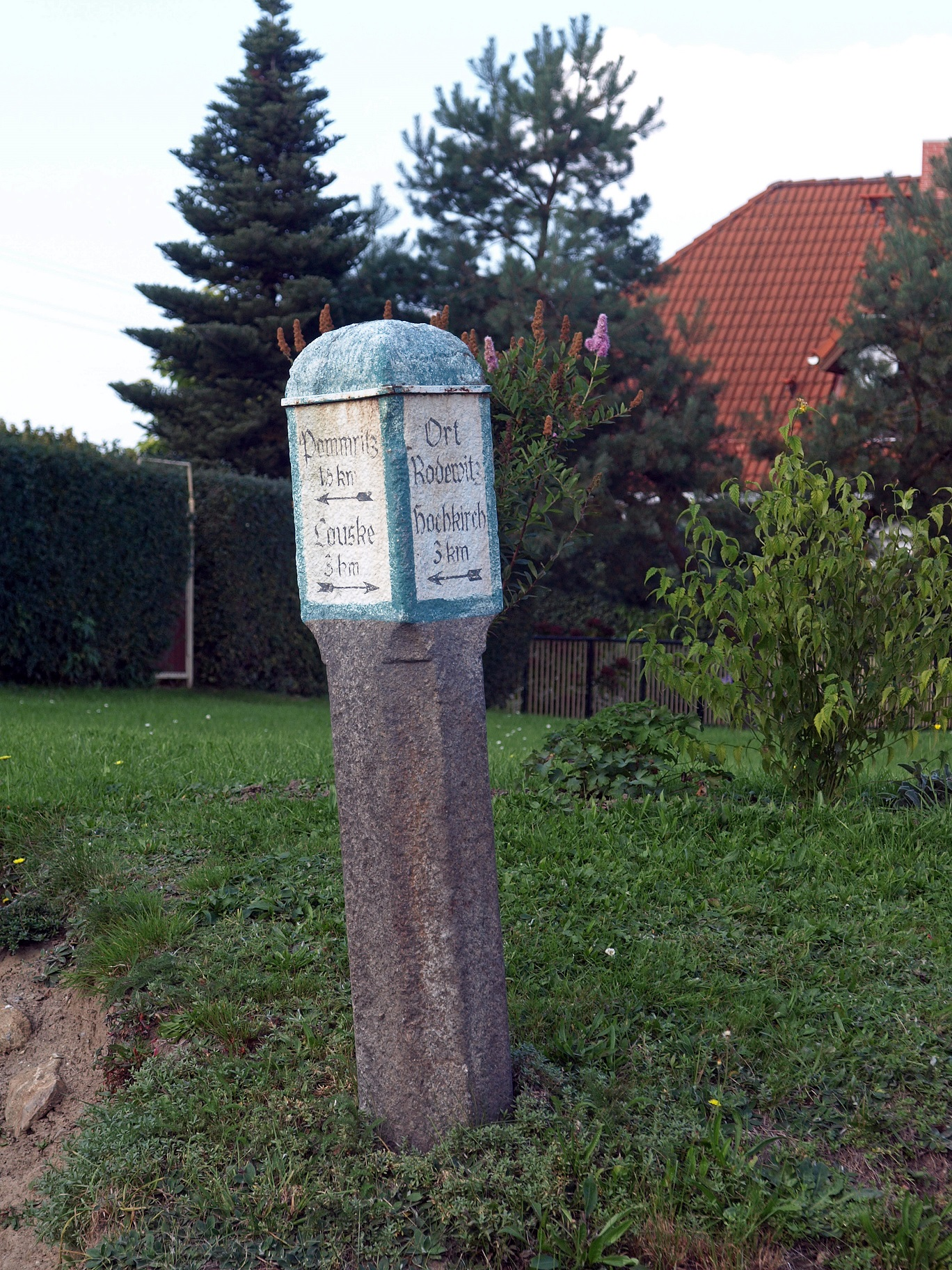
Wegweisersäule Rodewitz

- Wegweisersäule Sornßig
- Wegweisersäule Steindörfel
- Wegweisersäule Zschorna

#### Königswartha

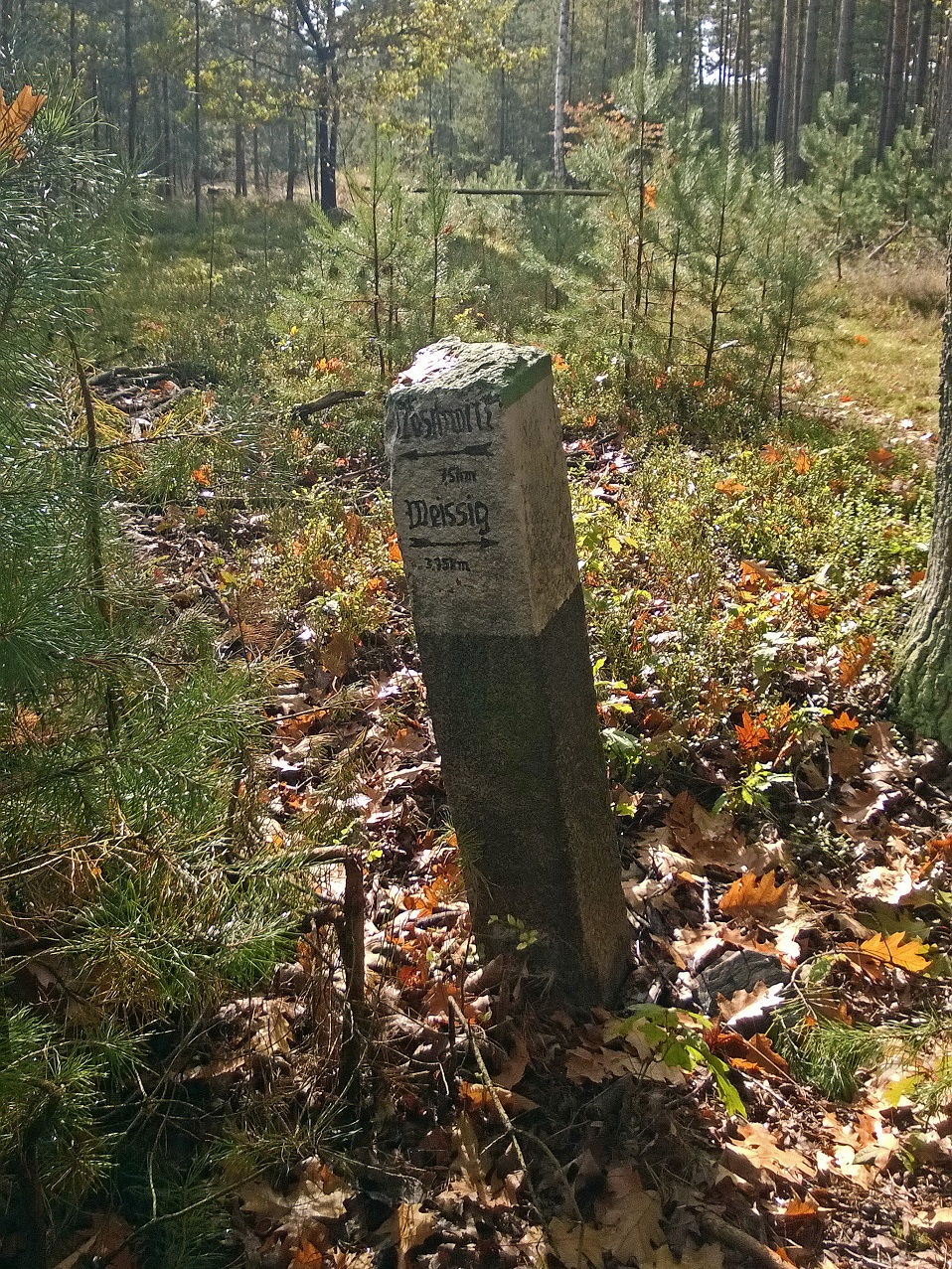
Wegweisersäule Königswartha
- Wegweisersäule Johnsdorf

- Wegweisersäule Johnsdorf

#### Laußnitz
- Wegweisersäule Höckendorf, Pulsnitzer Str./ Königsbrücker Str.

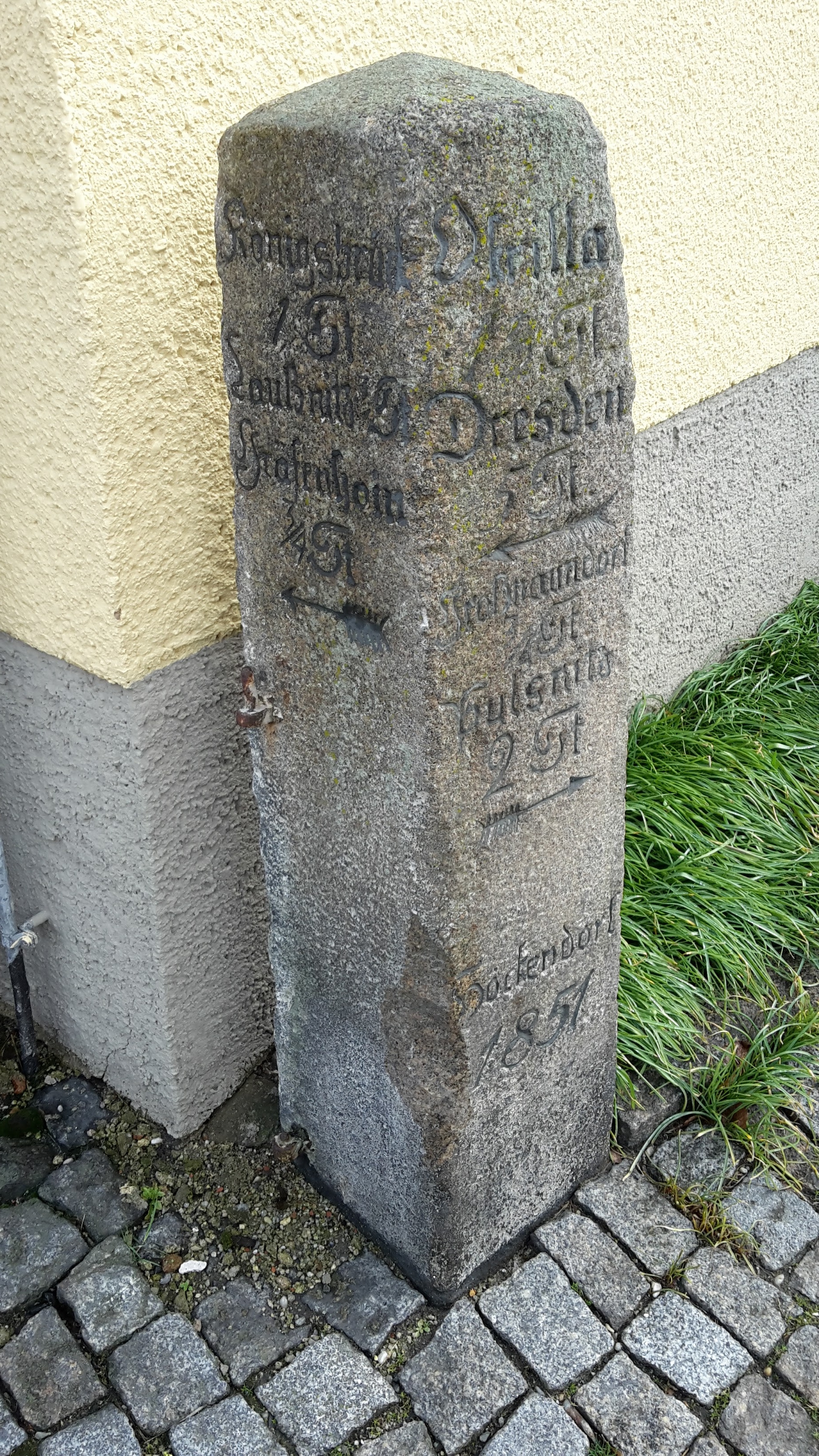

#### Panschwitz-Kuckau

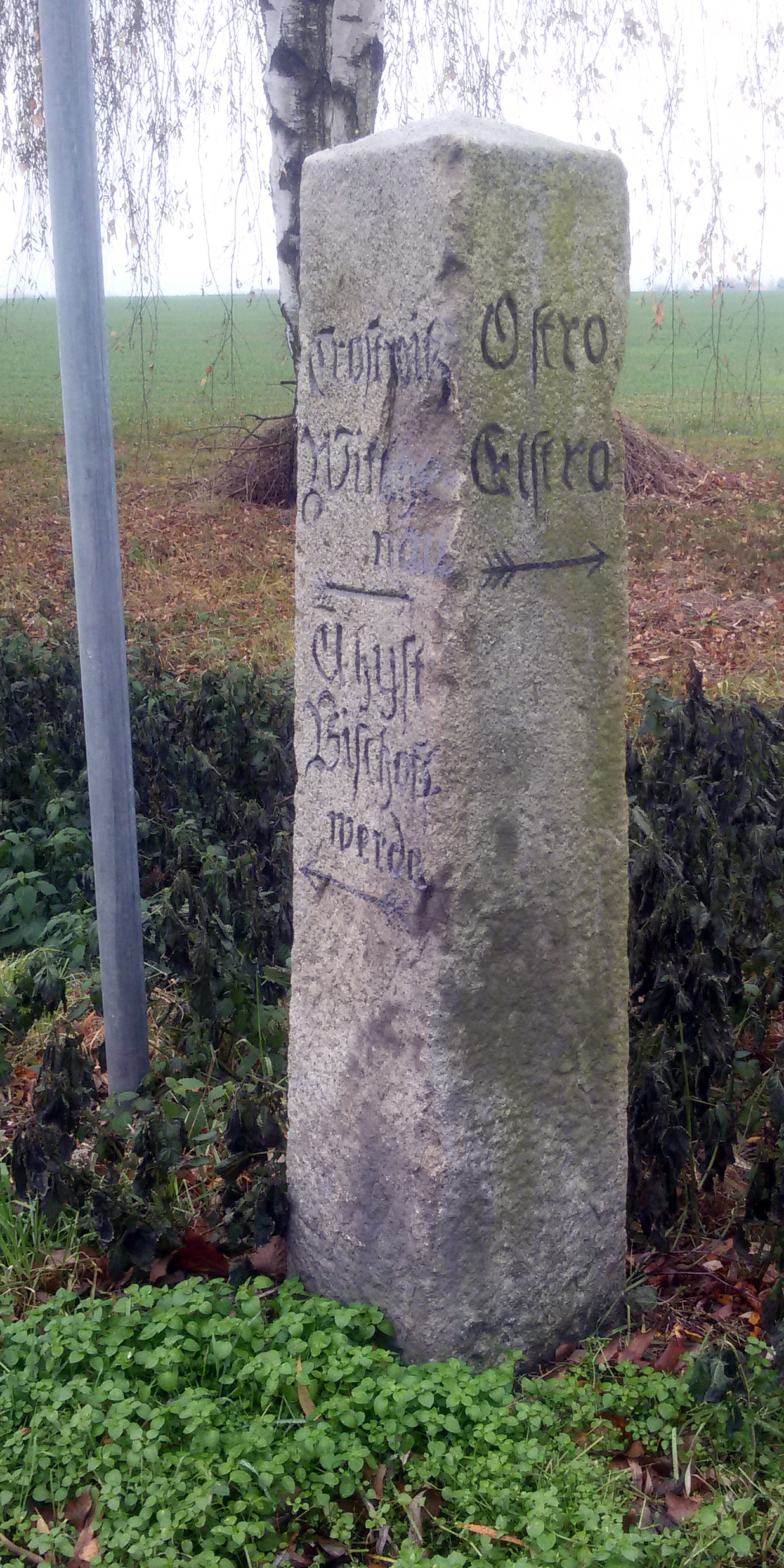
Wegweisersäule Siebitz
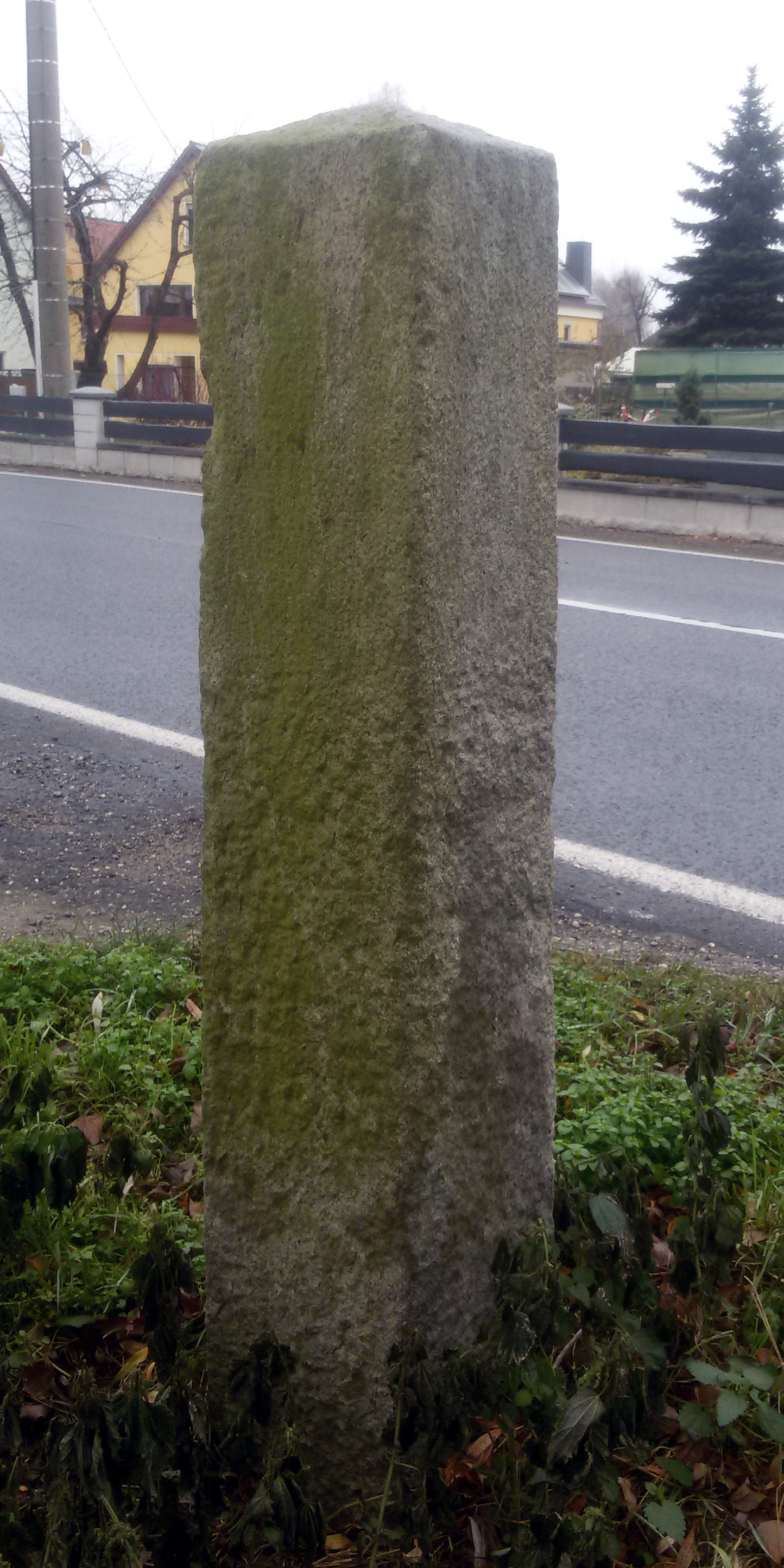
Wegweisersäule Siebitz

- Wegweisersäule Siebitz
- Wegweisersäule Siebitz

### Erzgebirgskreis

#### Gornau/Erzgeb.
- Rundsäule Gornau/Erzgeb.

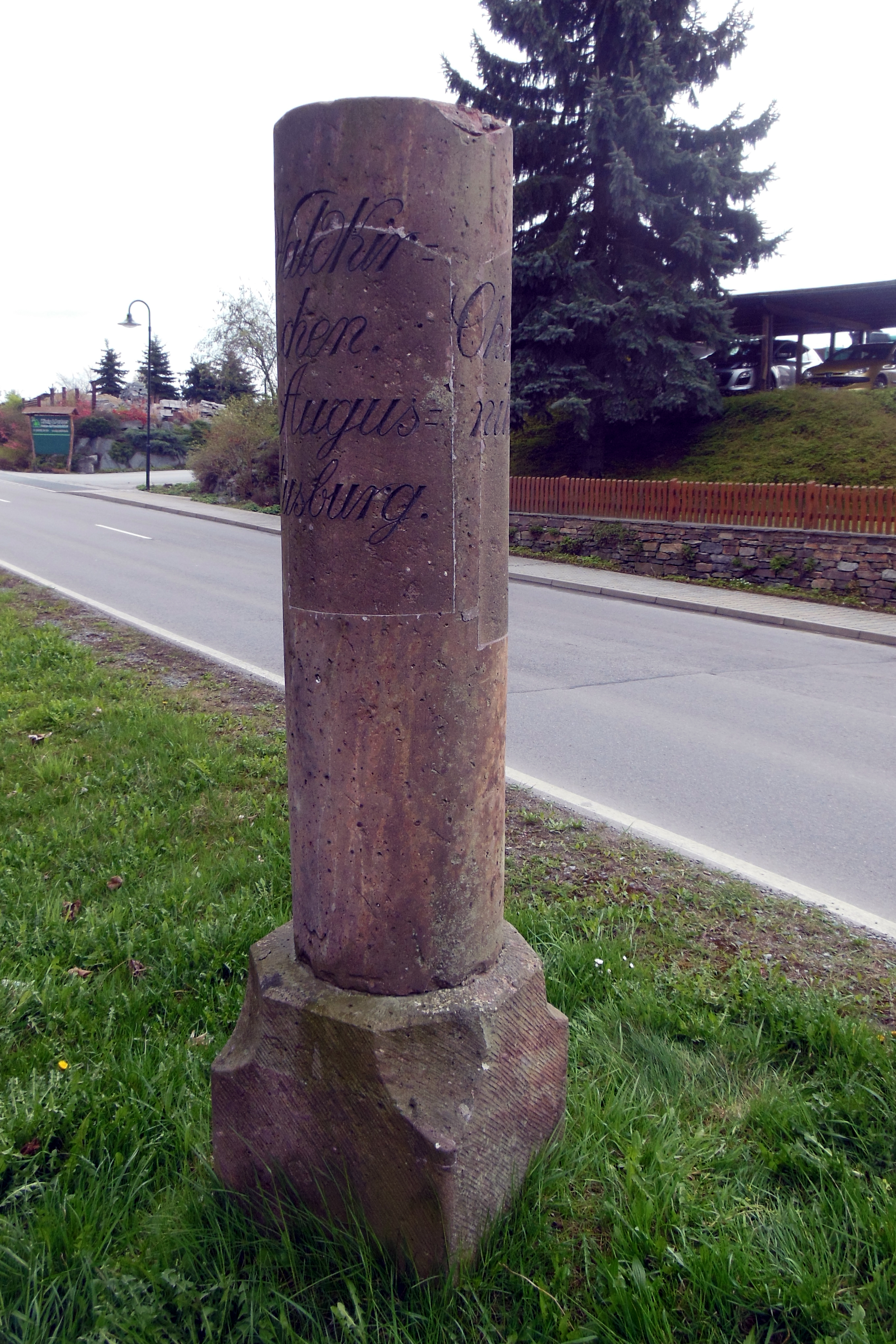
Wegweisersäule Gornau

#### Hohndorf
- Rundsäule Hohndorf

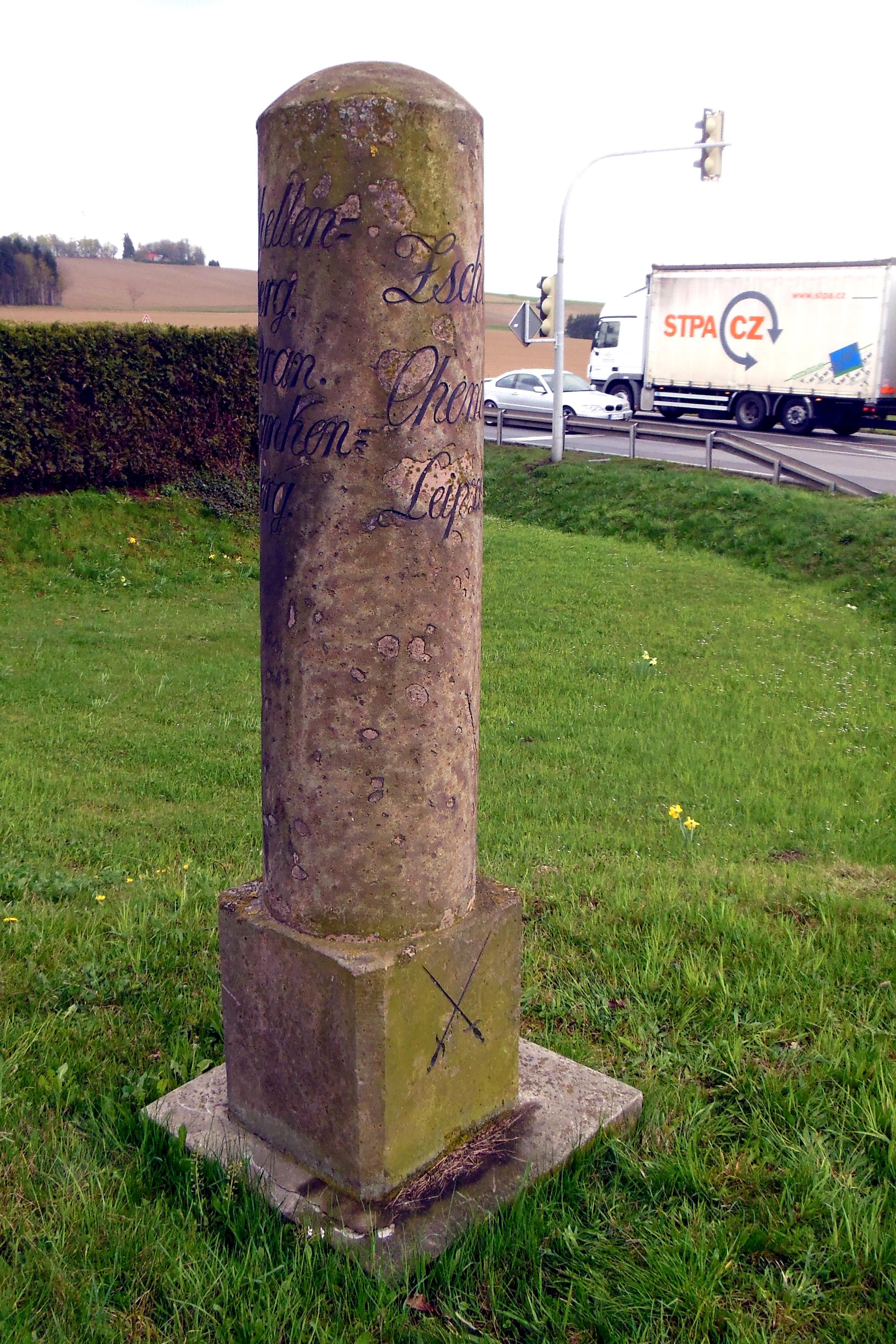
Wegweisersäule Hohndorf
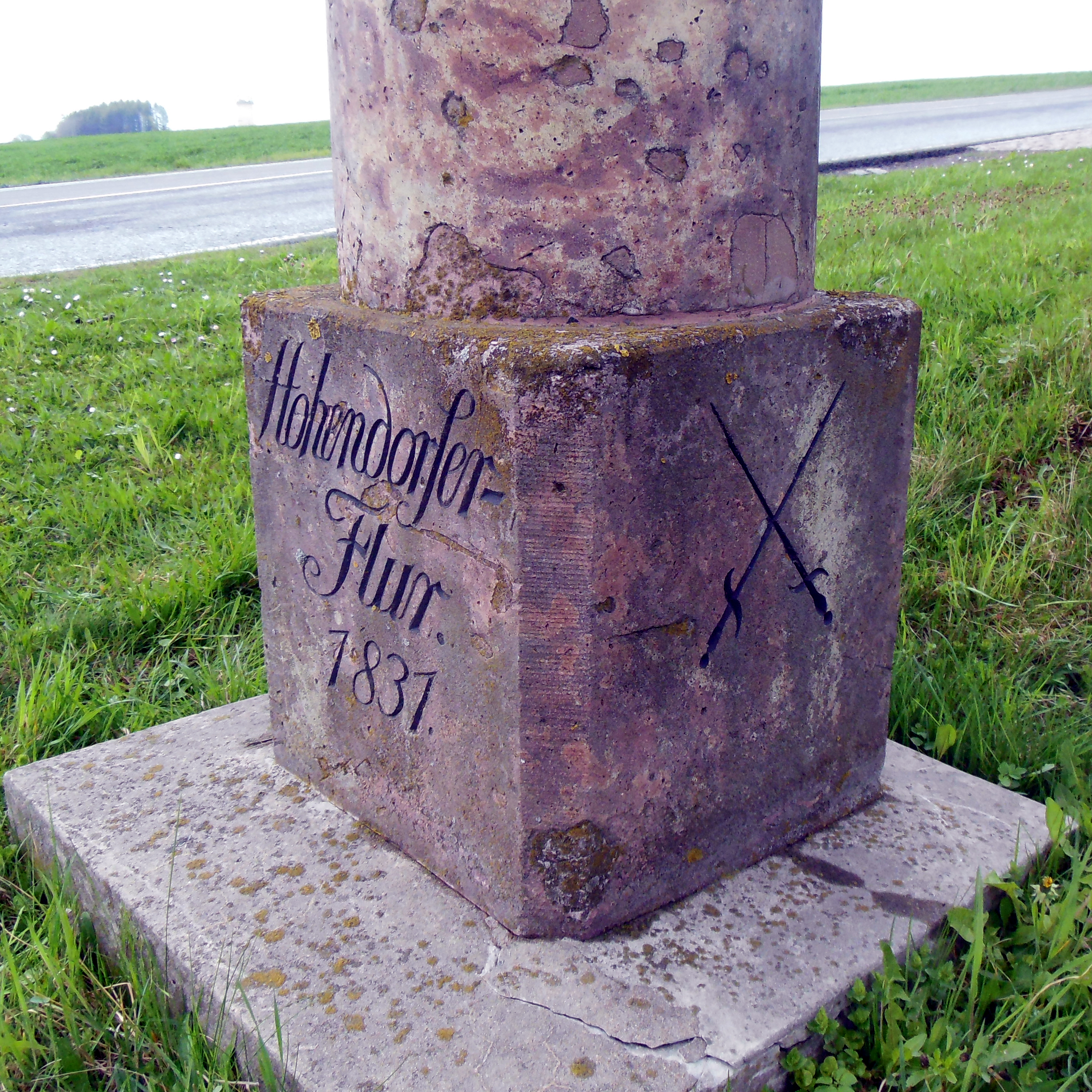
Wegweisersäule Hohndorf

### Landkreis Leipzig

#### Frohburg

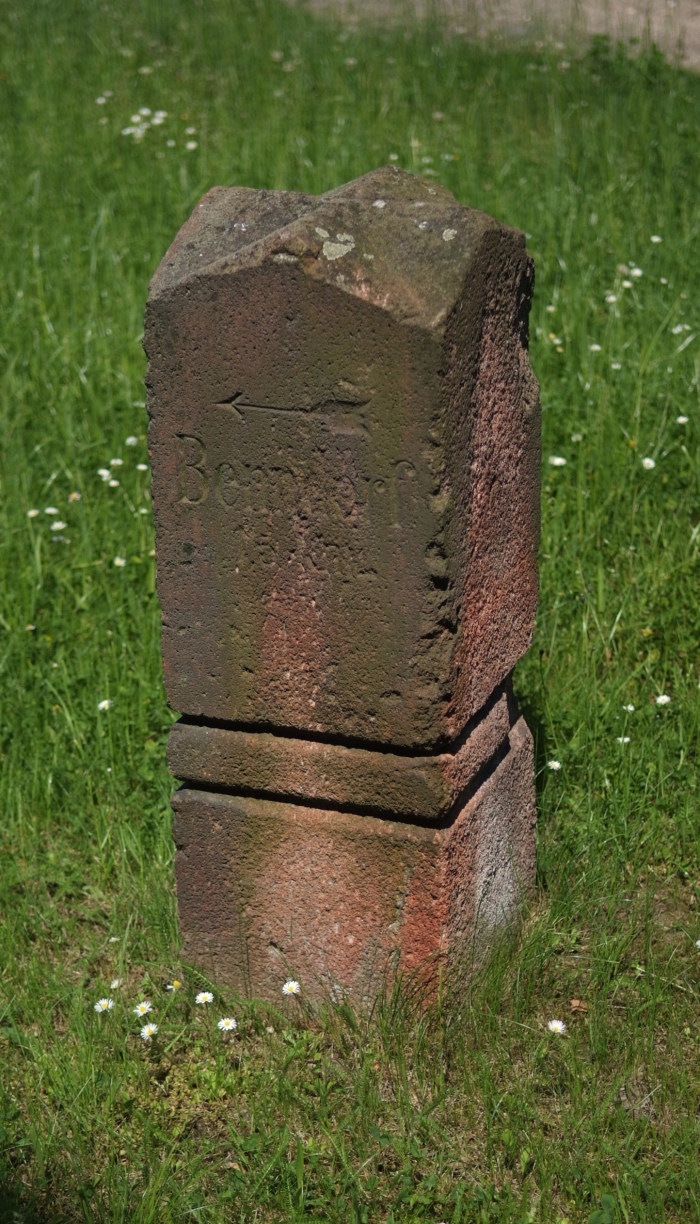
Wegweisersäule Frohburg

- Wegweisersäule Frohburg

### Landkreis Meißen

#### Radebeul
- Wegweisersäule Lindenau

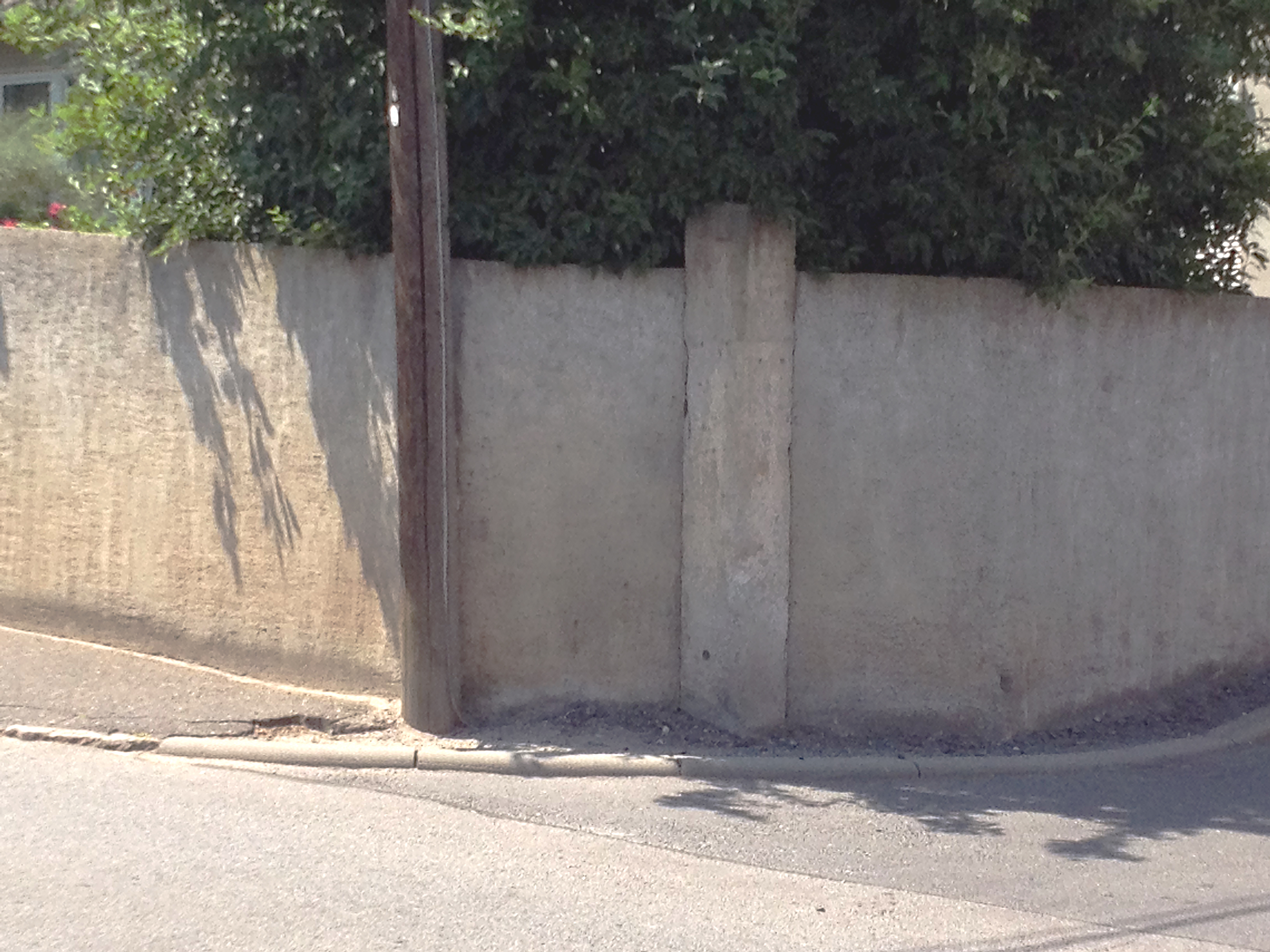
Wegweiser am Dorfanfang
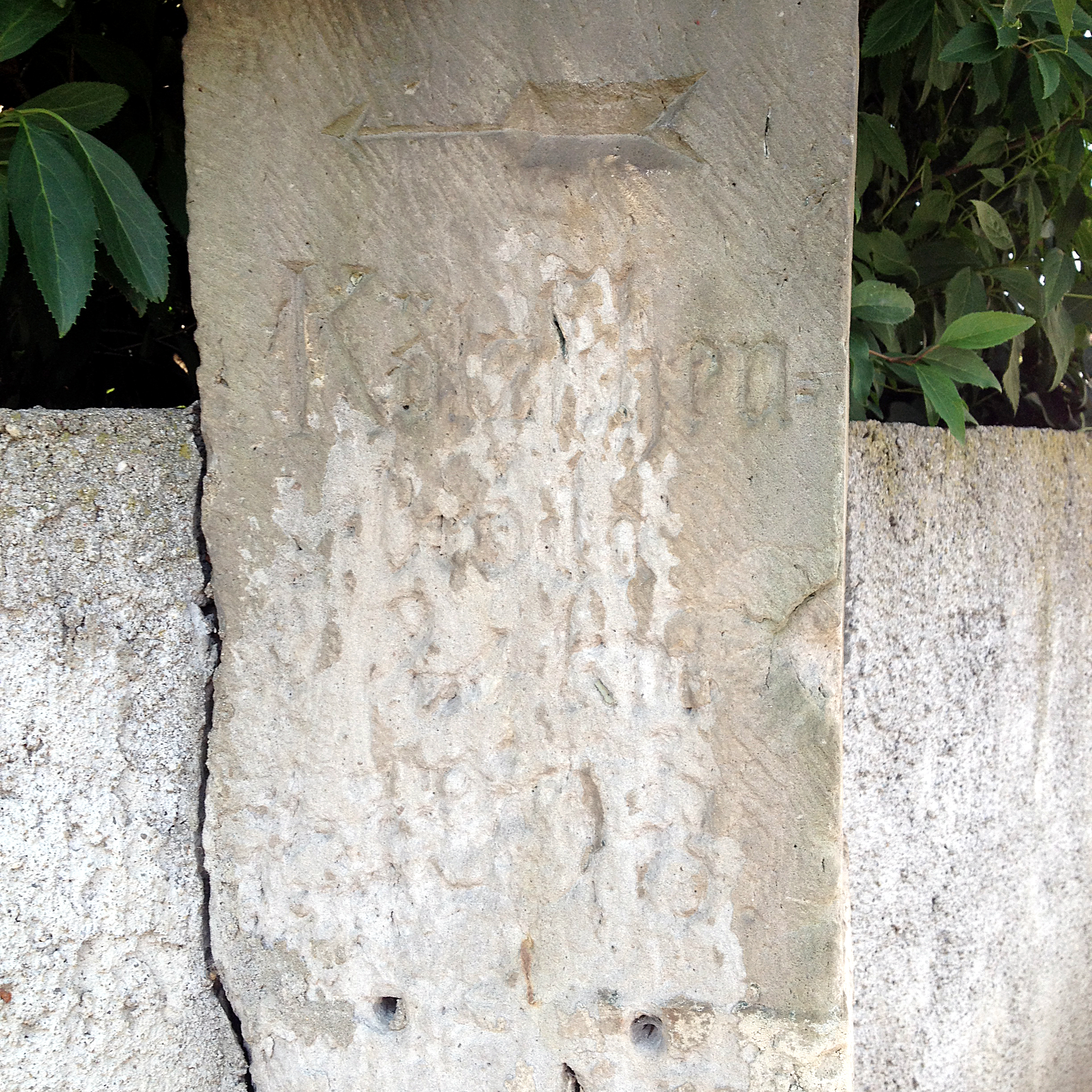
Unten: Weg nach Kötzschenbroda
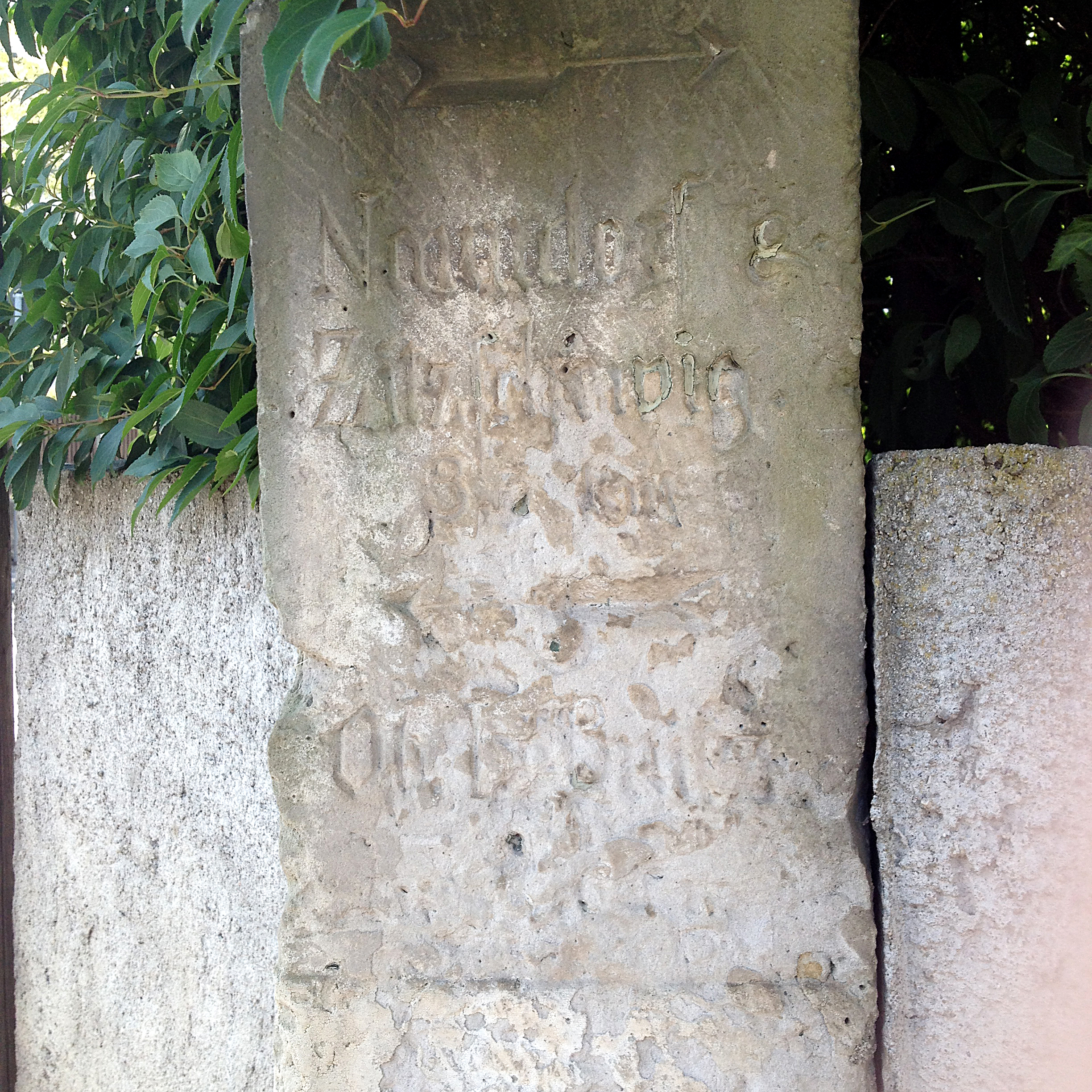
Oben: Weg nach Zitzschewig

- Wegweisersäule Lindenau

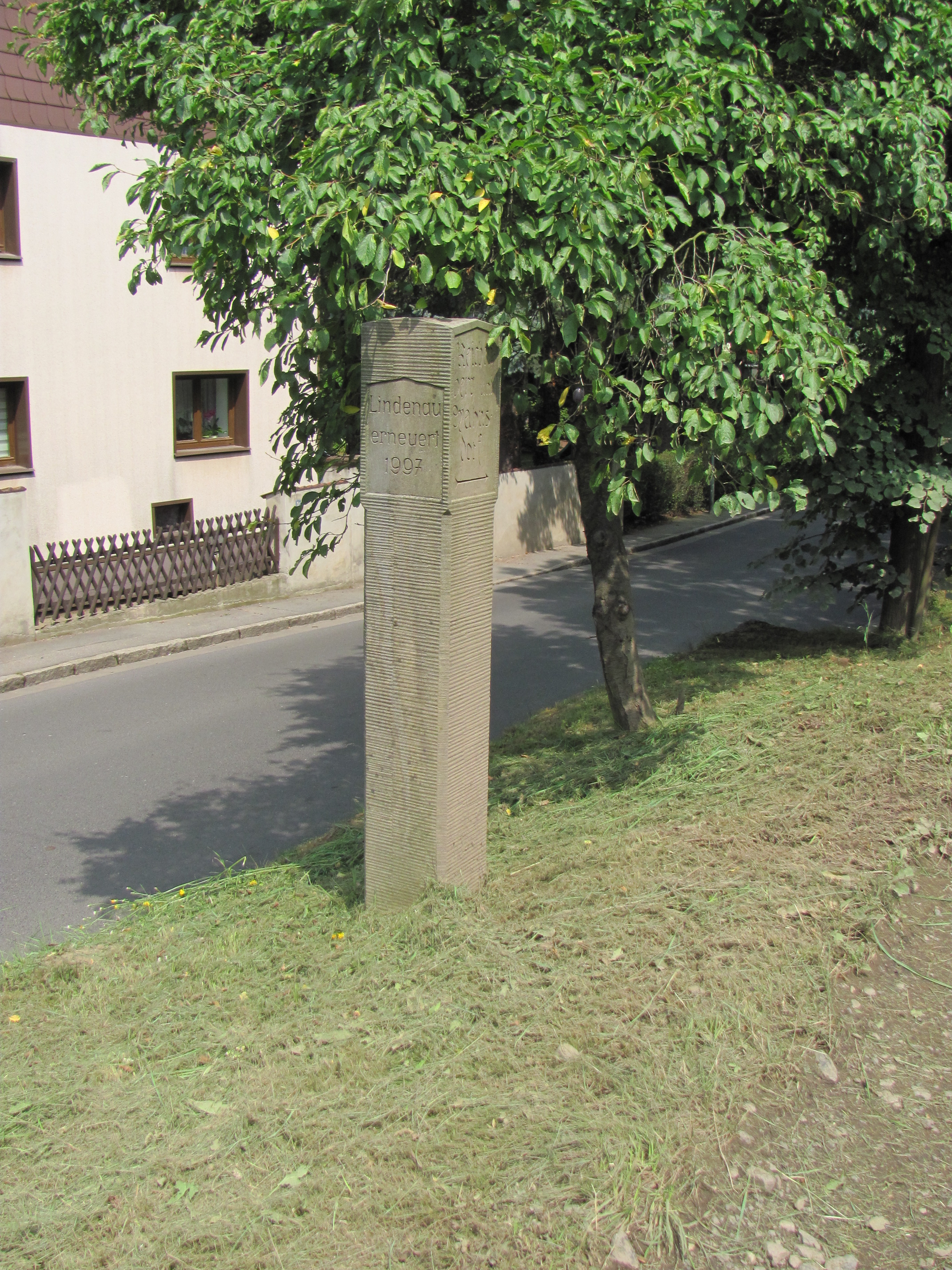
Wegweiser am Dorfende

- Wegweisersäule Oberkötzschenbroda

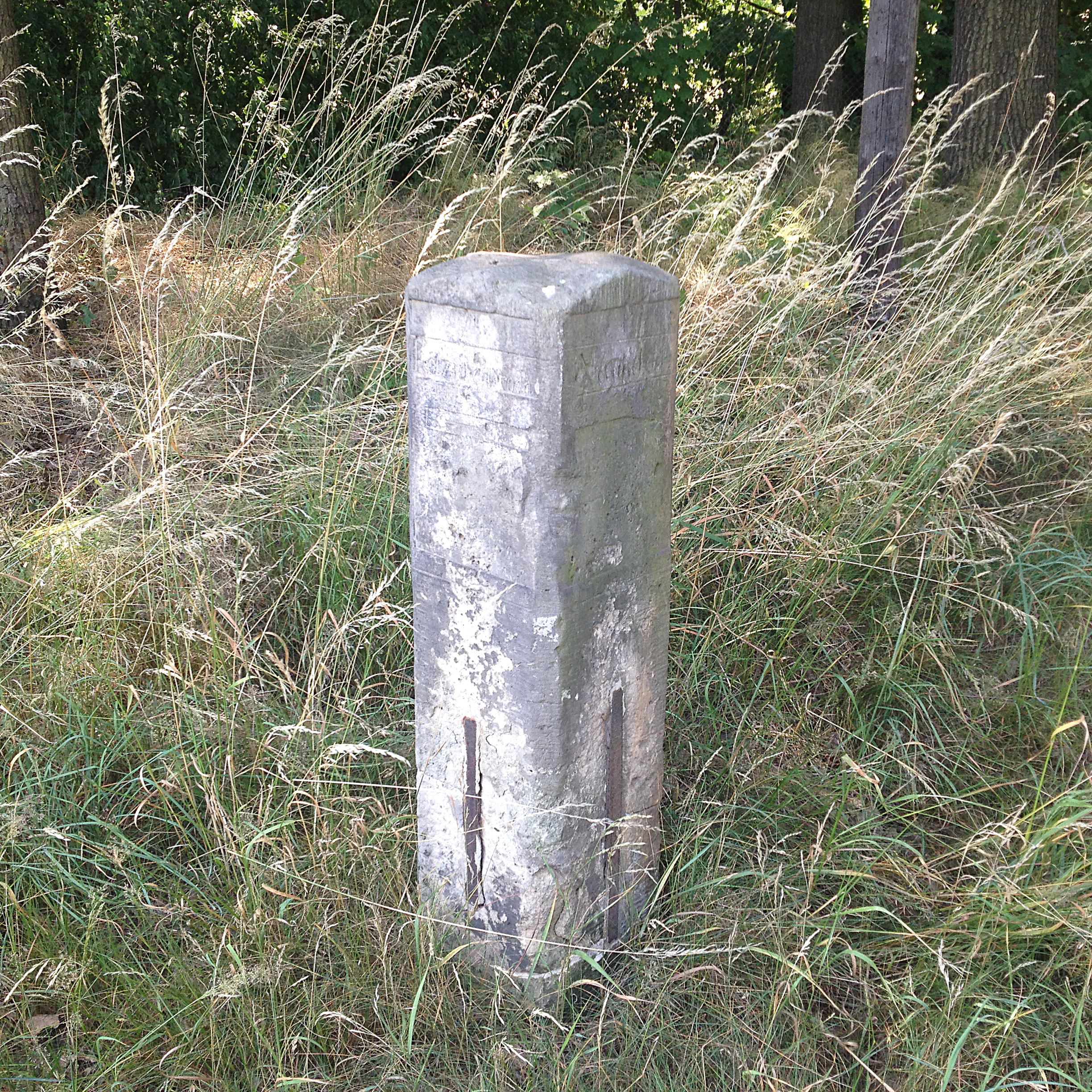
Wegweiser in Oberkötzschenbroda
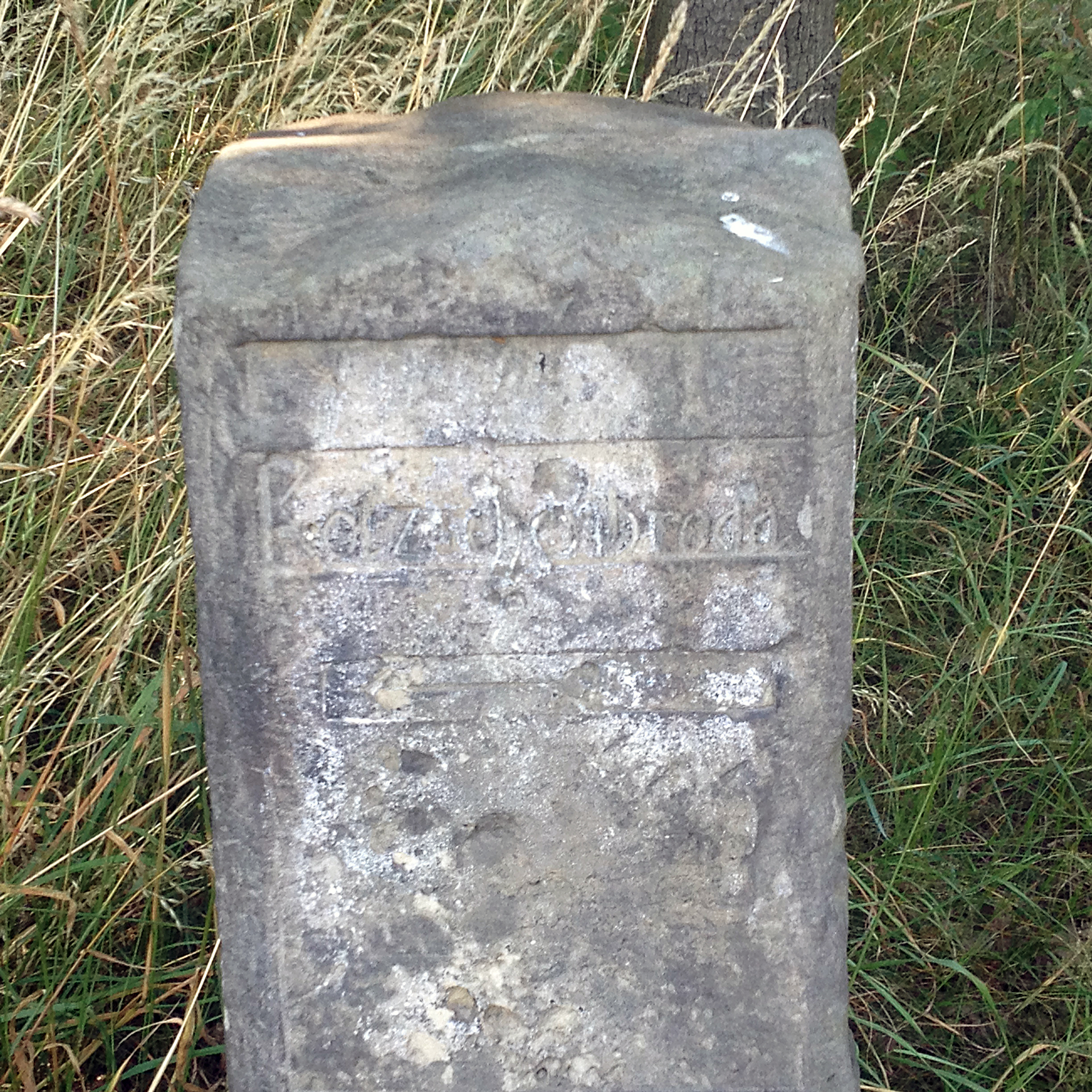
Wegweiser nach Kötzschenbroda
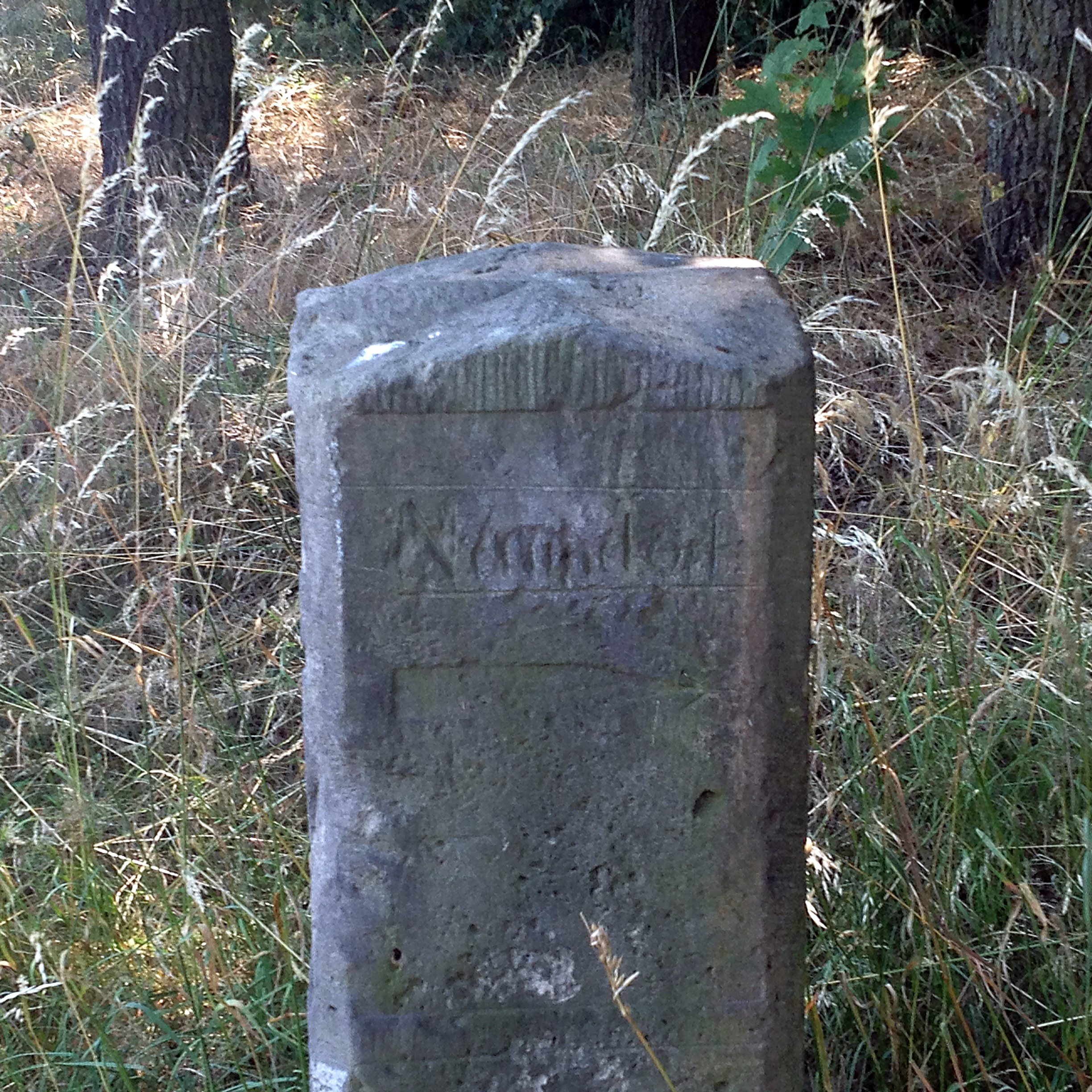
Wegweiser nach Naundorf

- Wegweisersäule Wahnsdorf

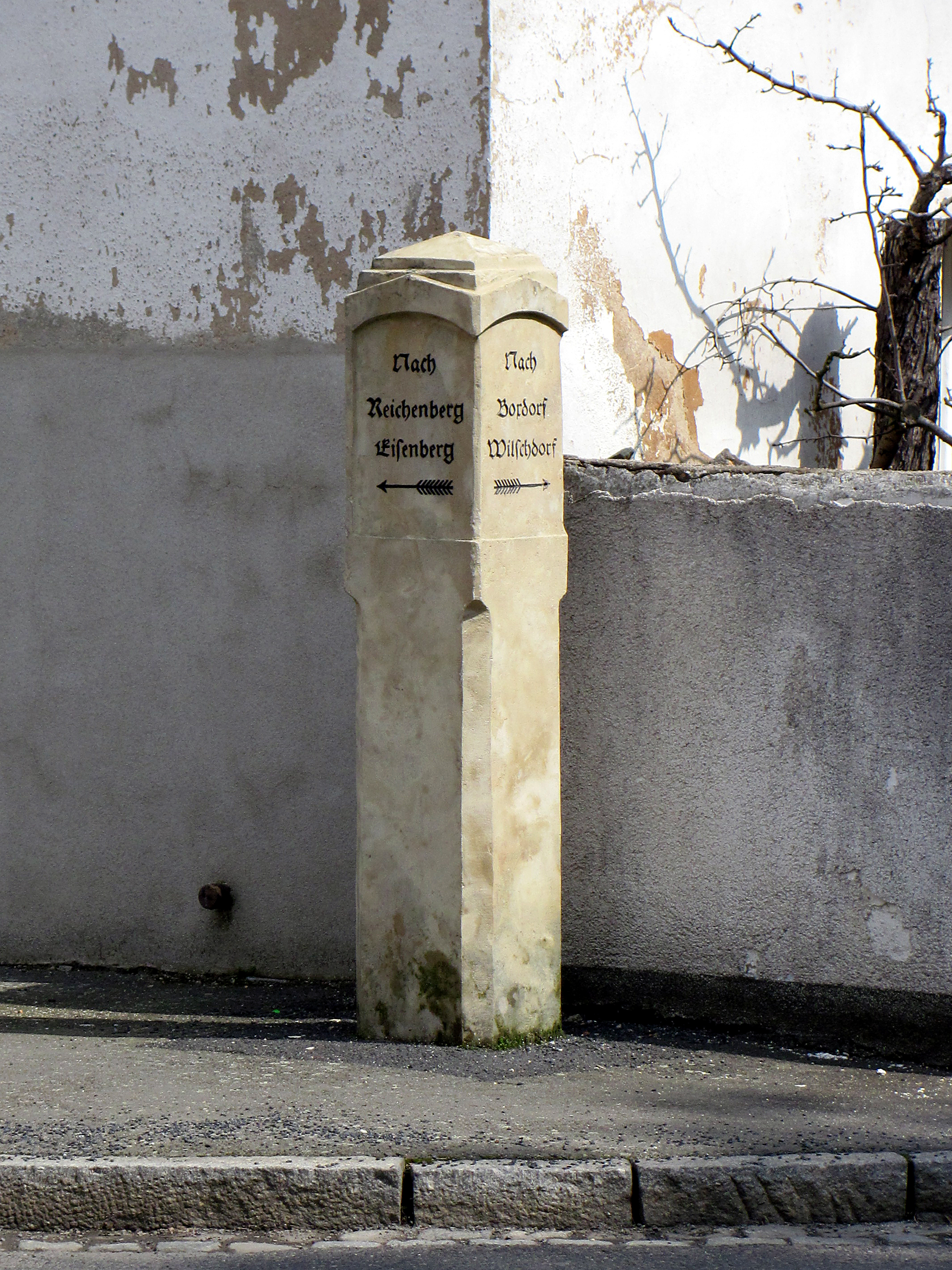
Wegweiser an der Reichenberger Straße

- Wegweisersäule Wahnsdorf

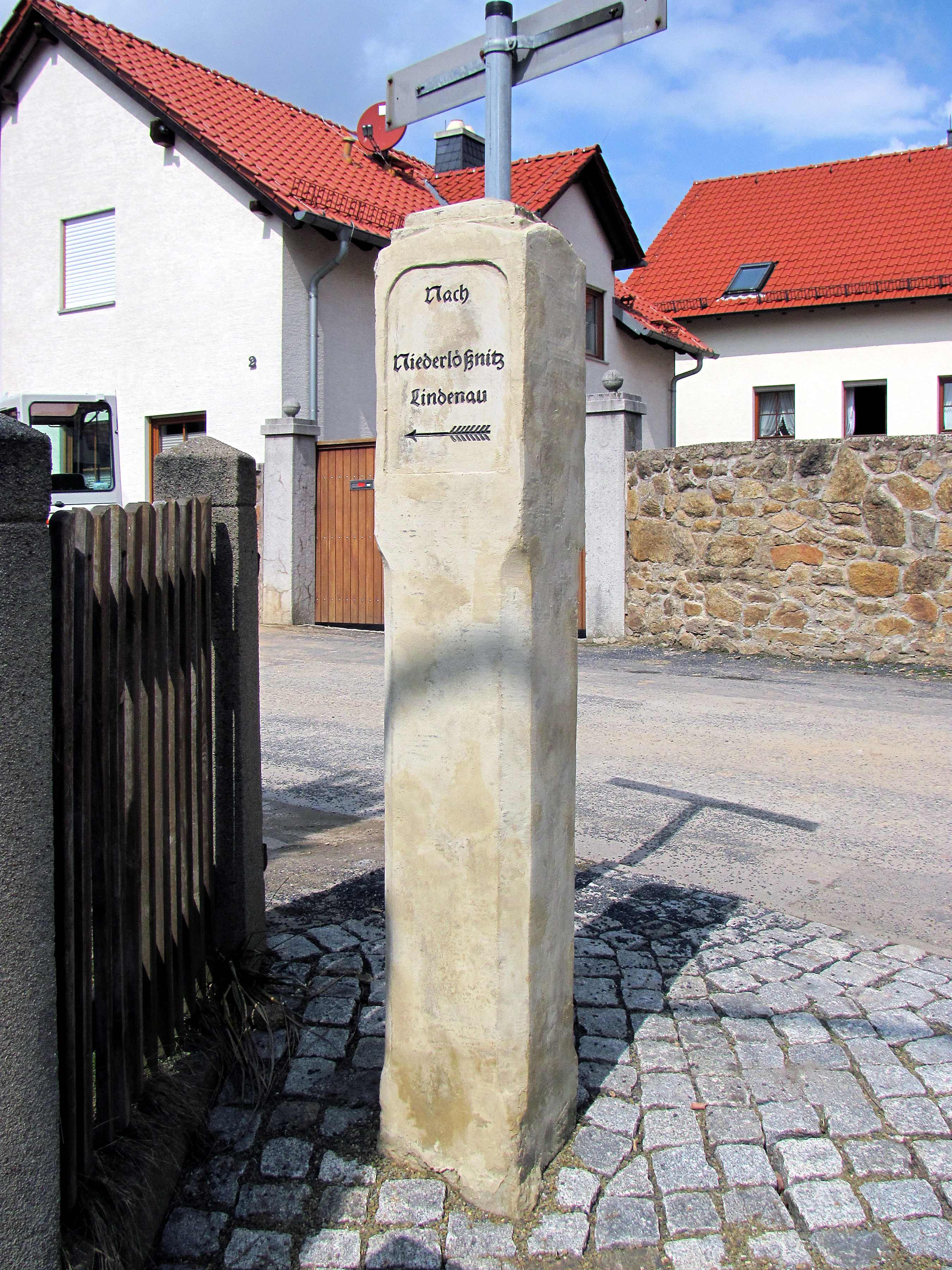
Wegweiser oben am Dorfgrund

#### Diera-Zehren
- Wegweisersäule Niedermuschütz[4]

### Landkreis Mittelsachsen

#### Braunsdorf (Niederwiesa)
- Wegweiserrundsäule Braunsdorf

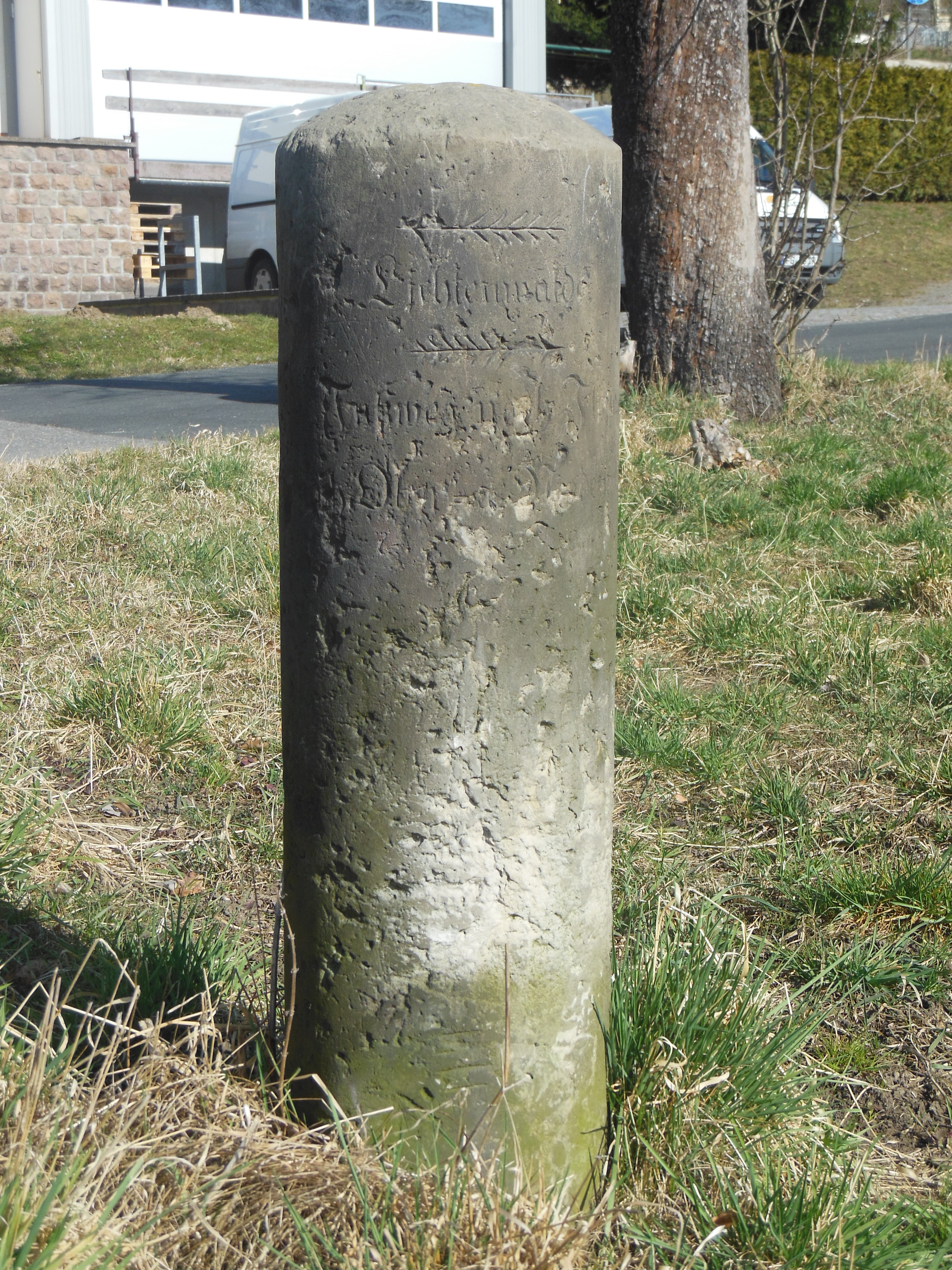
Wegweisersäule Braunsdorf

#### Rochlitz
- Wegweisersäule I Rochlitzer Berg
- Wegweisersäule II Rochlitzer Berg
- Wegweisersäule Sörnzig
- Wegweisersäule Stollsdorf
- Wegweisersäule Wittgendorf

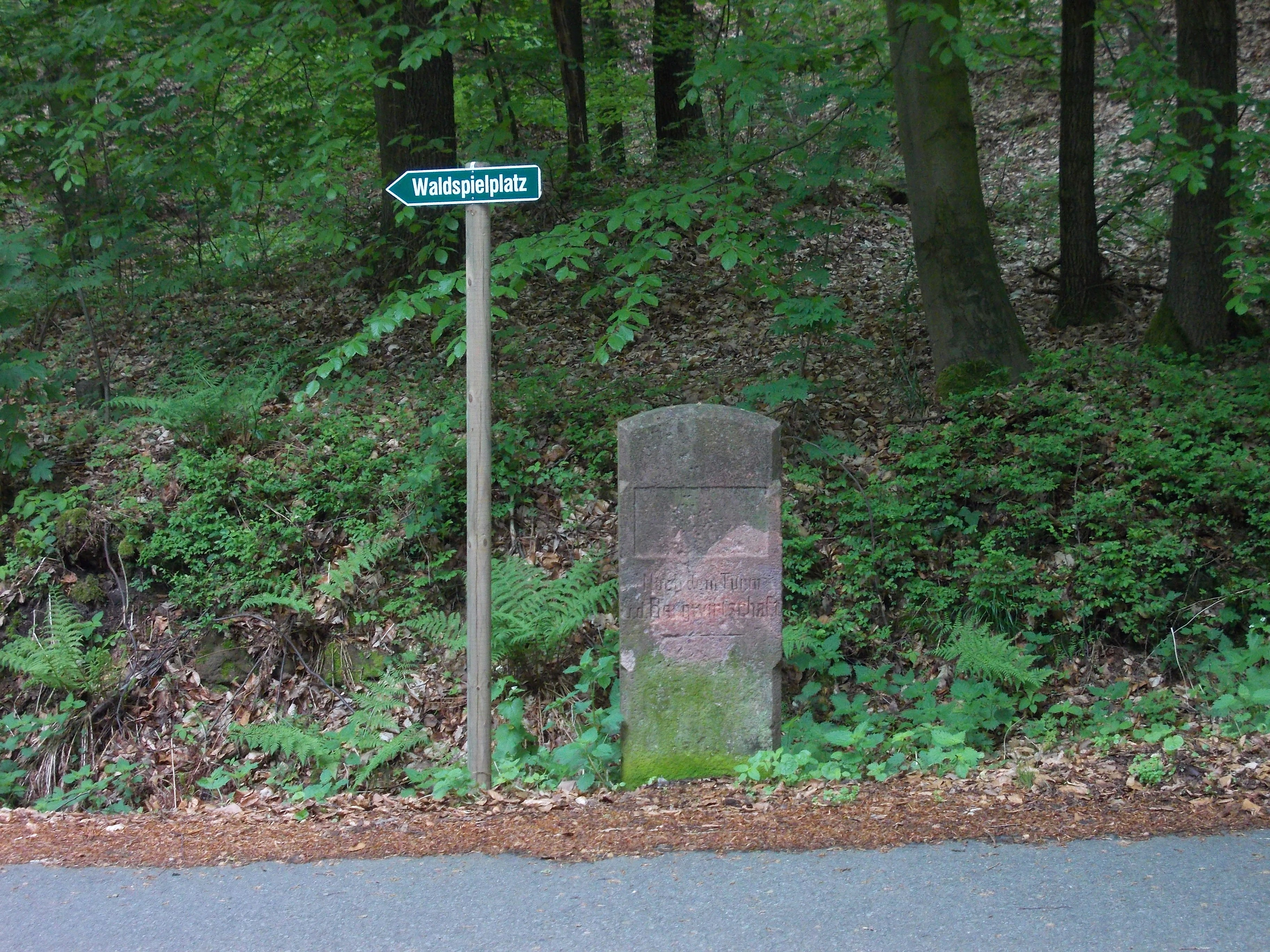
Wegweisersäule am Rochlitzer Berg I
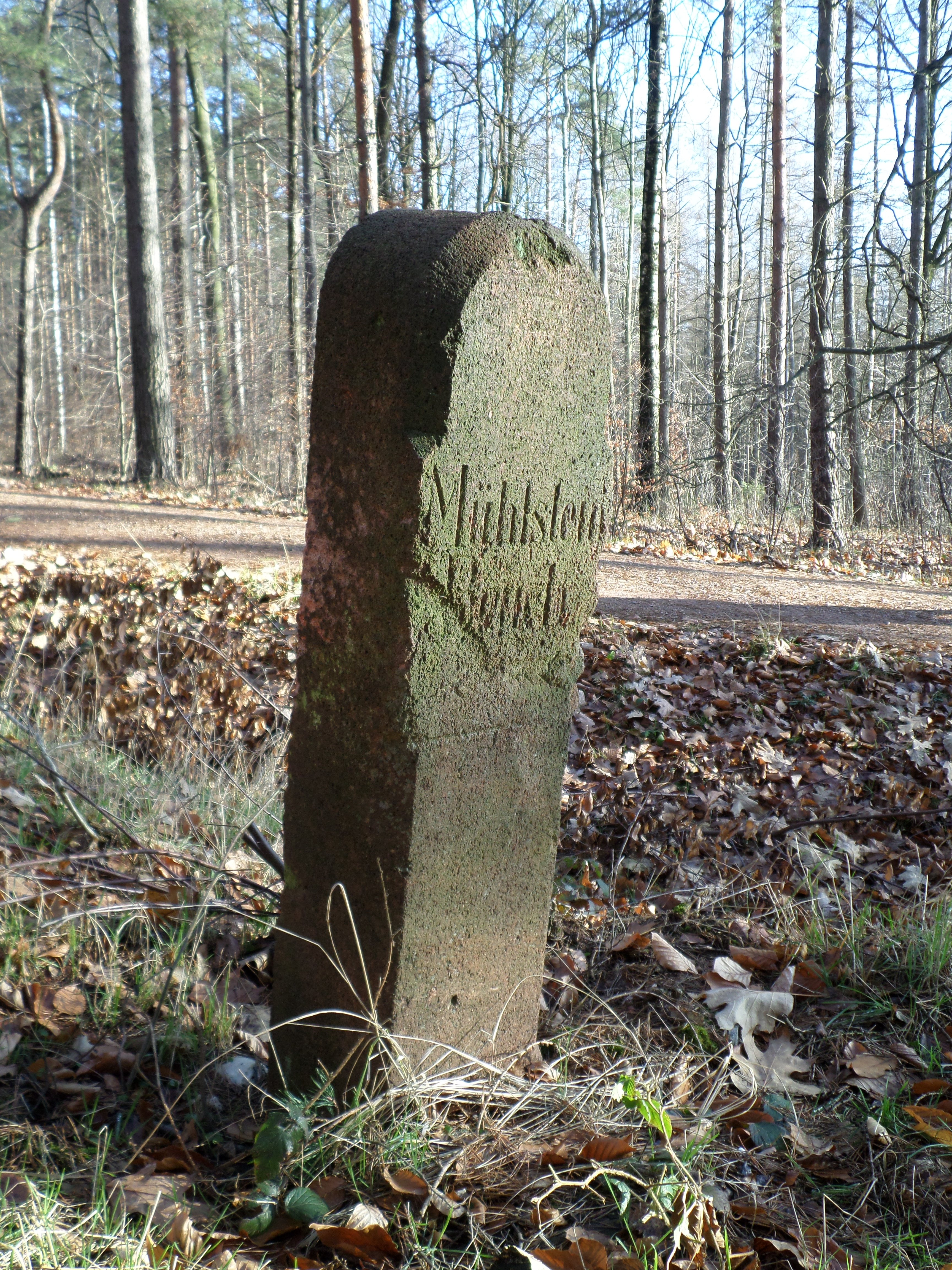
Wegweisersäule am Rochlitzer Berg II
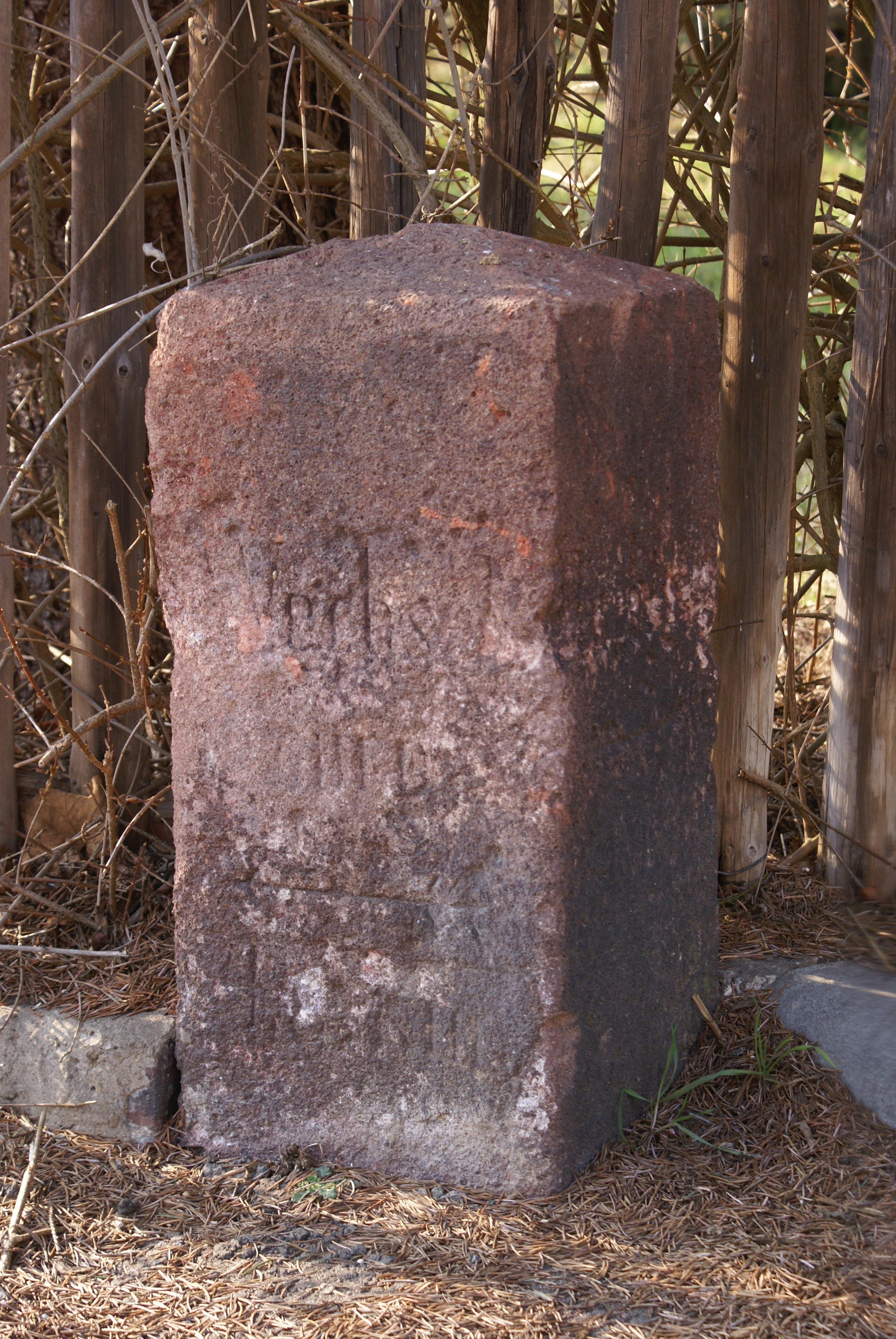
Wegweisersäule Sörnzig bei Rochlitz
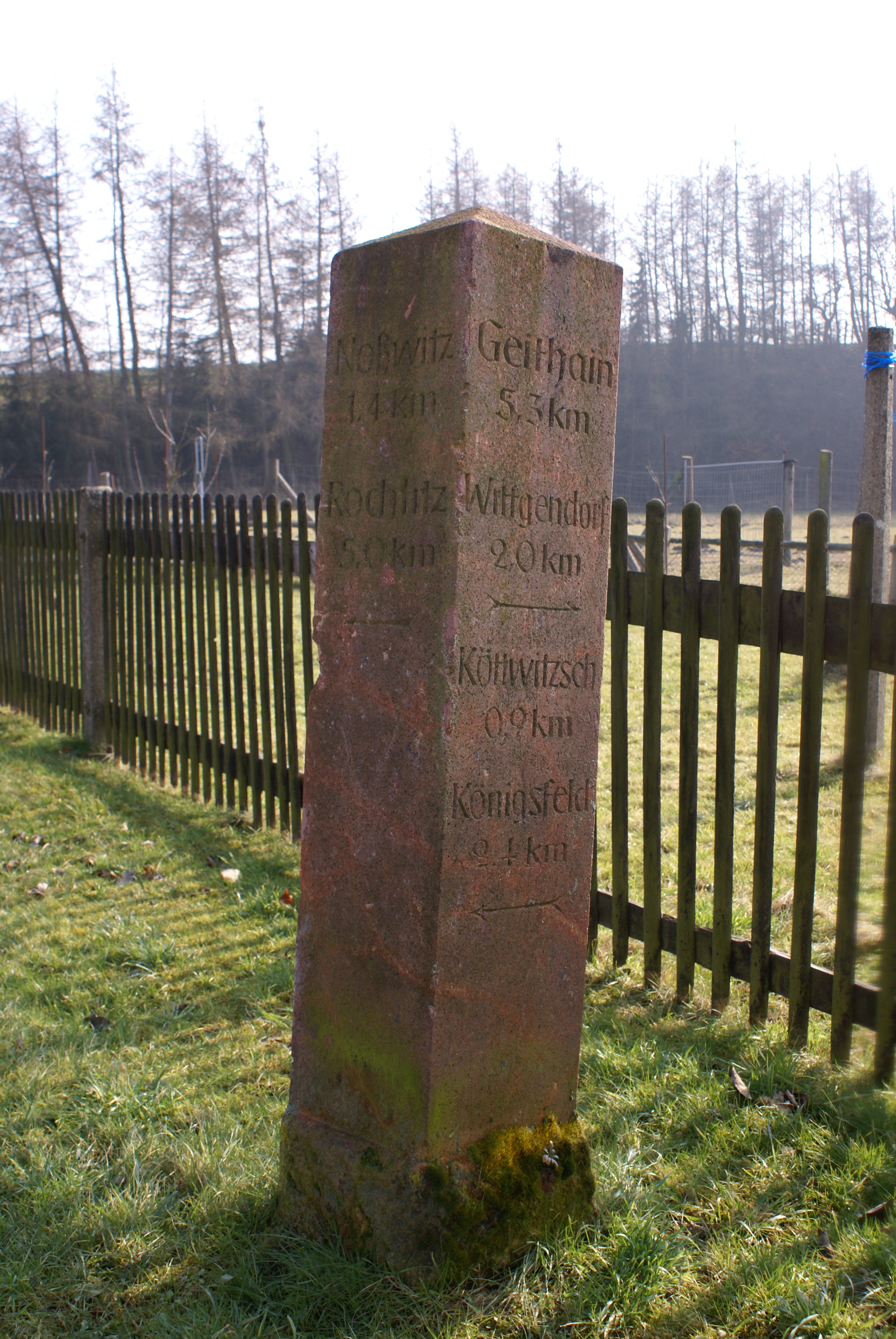
Wegweisersäule Stollsdorf bei Rochlitz
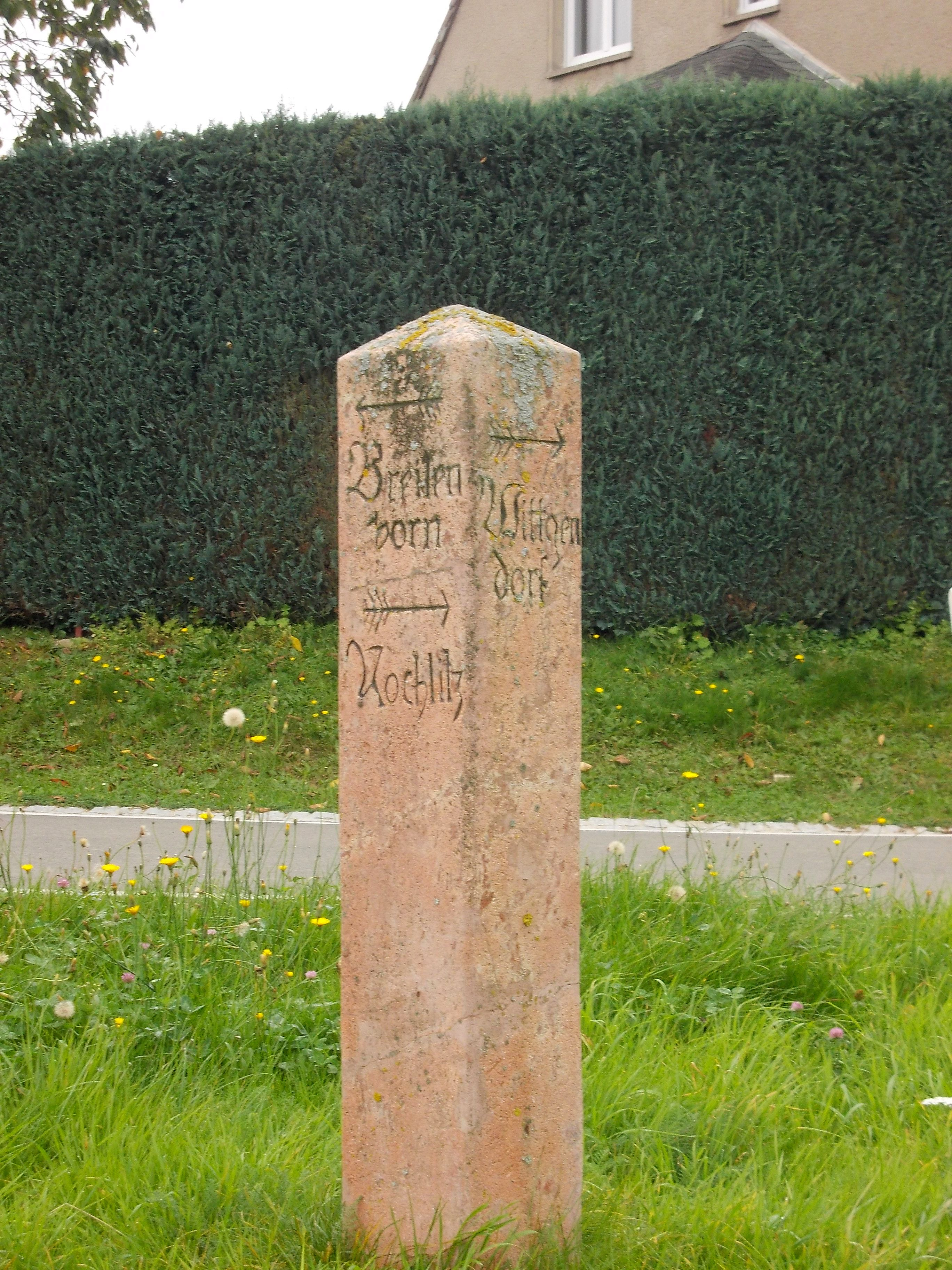
Wegweisersäule in Wittgendorf
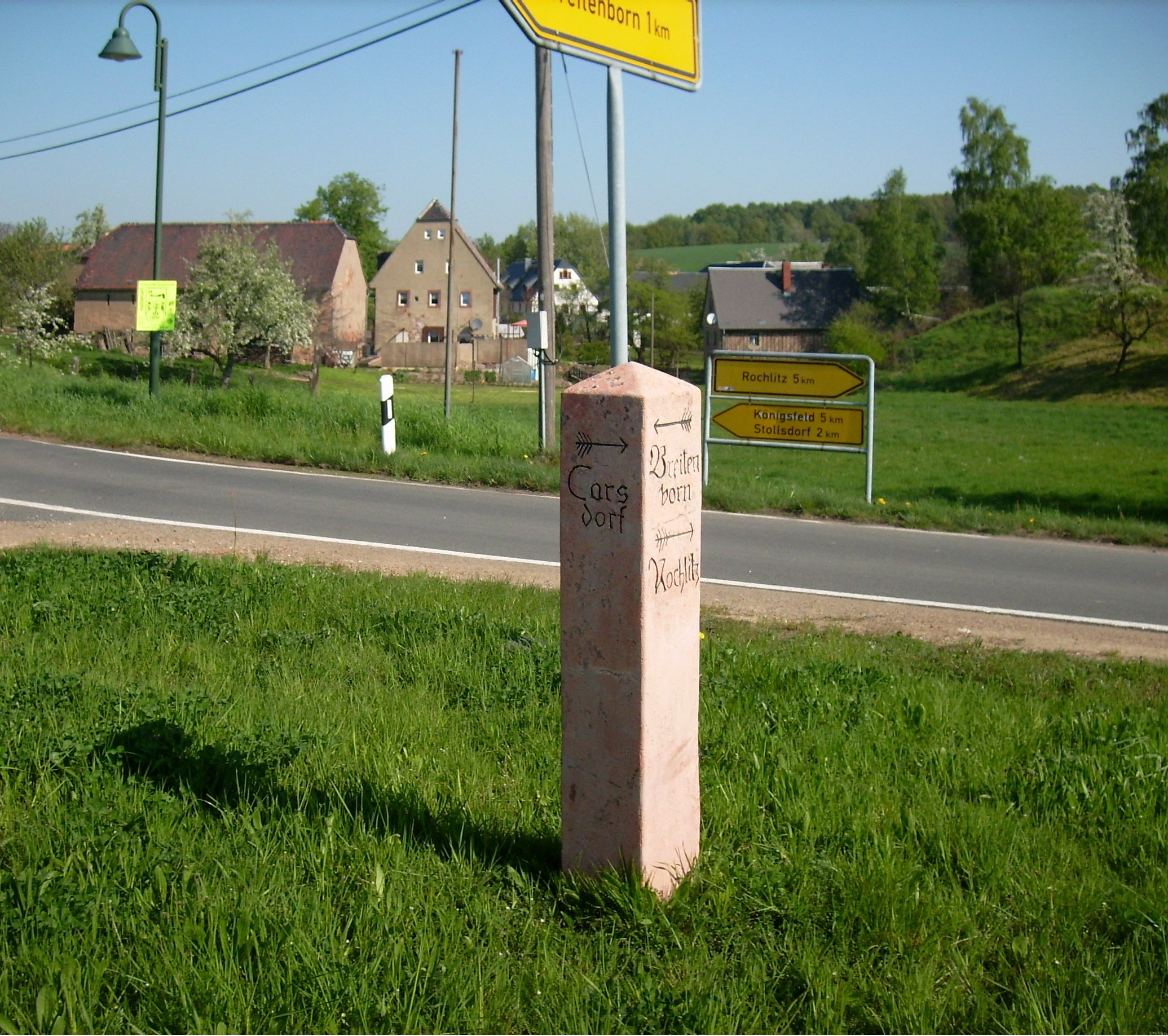
Wegweisersäule in Wittgendorf

#### Seelitz
- Wegweisersäule Fischheim

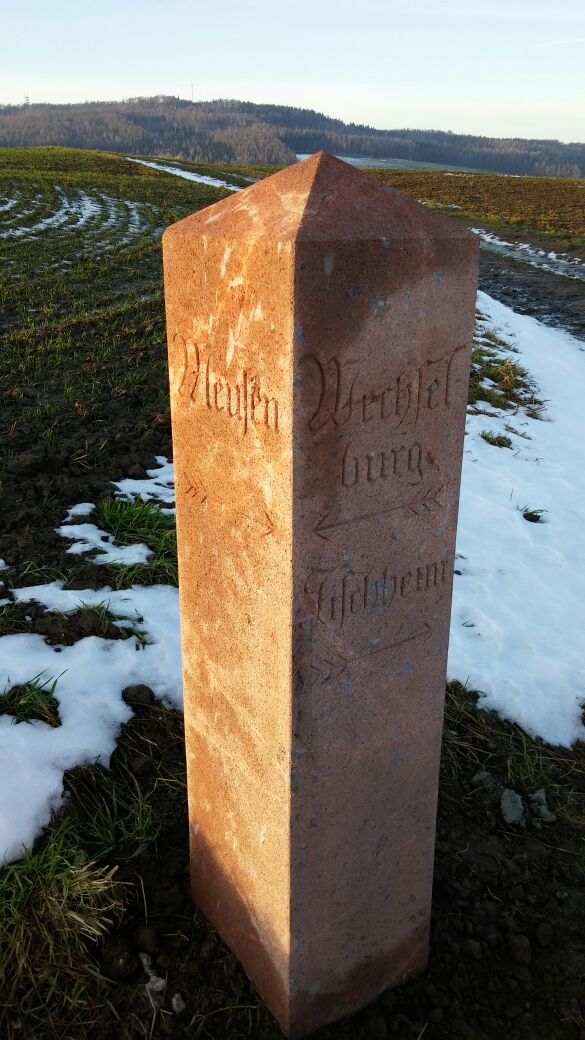
Wegweisersäule zwischen Fischheim und Wechselburg

#### Burgstädt
- Wegweisersäule Burgstädt

eine flache Wegsäule aus Rochlitzer Porphyr, als „roter Stein“ bekannt. 2011 saniert.

#### Frankenberg/Sa.
- Wegweisersäule Sachsenburg

kleiner, nur 75 cm hoher Stein ohne Inschrift, im näheren Sinne keine Wegweisersäule.
- Wegweisersäule Dittersbach

120 cm hoher Stein mit Inschrift „Frankenberg“ und „Sachsenburg“ sowie Richtungspfeilen

#### Frauenstein
- Wegweisersäule

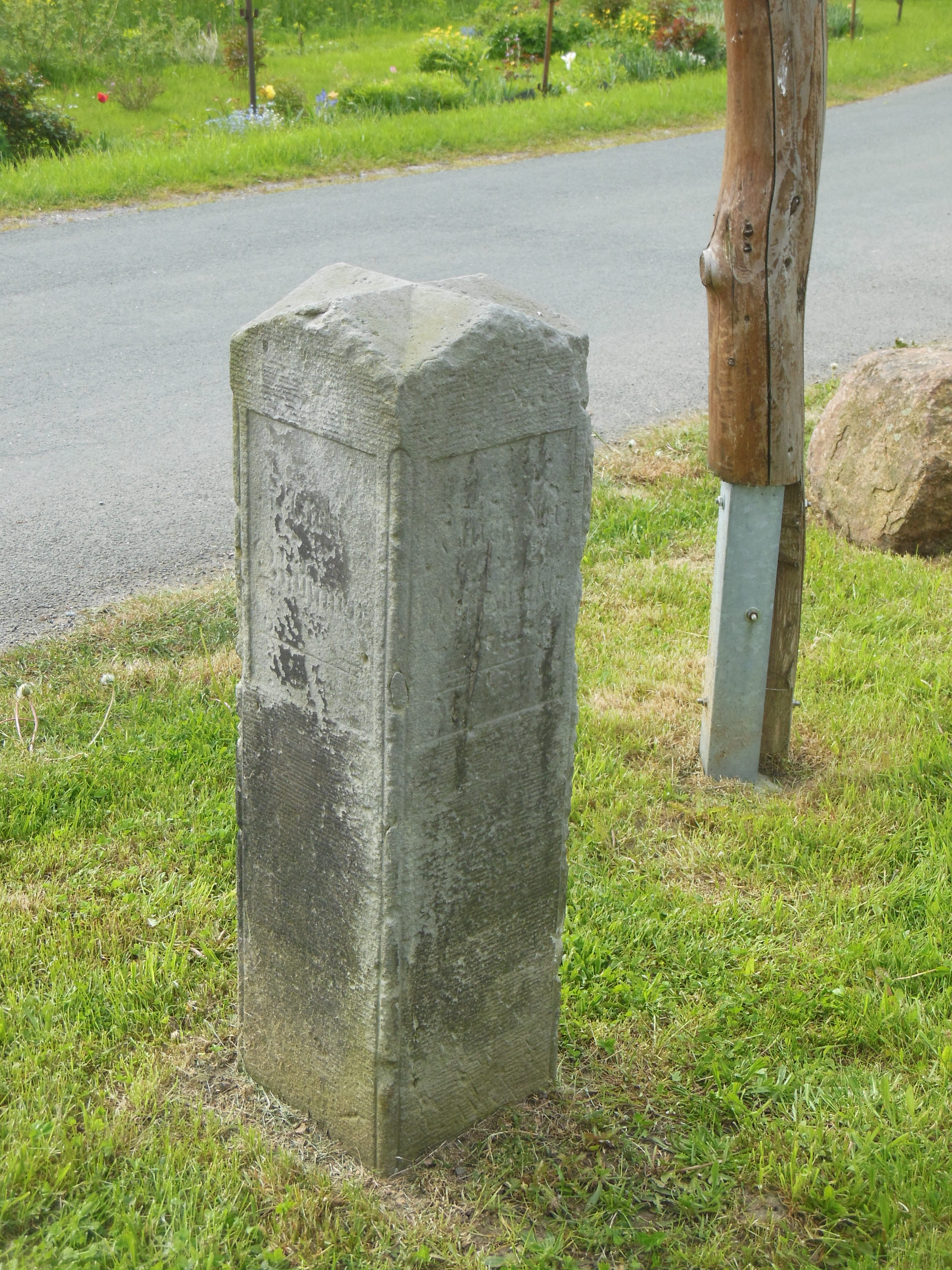
Wegweisersäule Frauenstein

#### Sayda
- Wegweisersäule Sayda

#### Obersaida
- Wegweisersäule Obersayda

#### Mittweida
- Wegweisersäule Mittweida

90 cm hoher Säule auf einem Doppelsockel, weiß getüncht. Inschrift „Hainichen 9 km / Mittweida 3 km / Frankenberg 8 km“

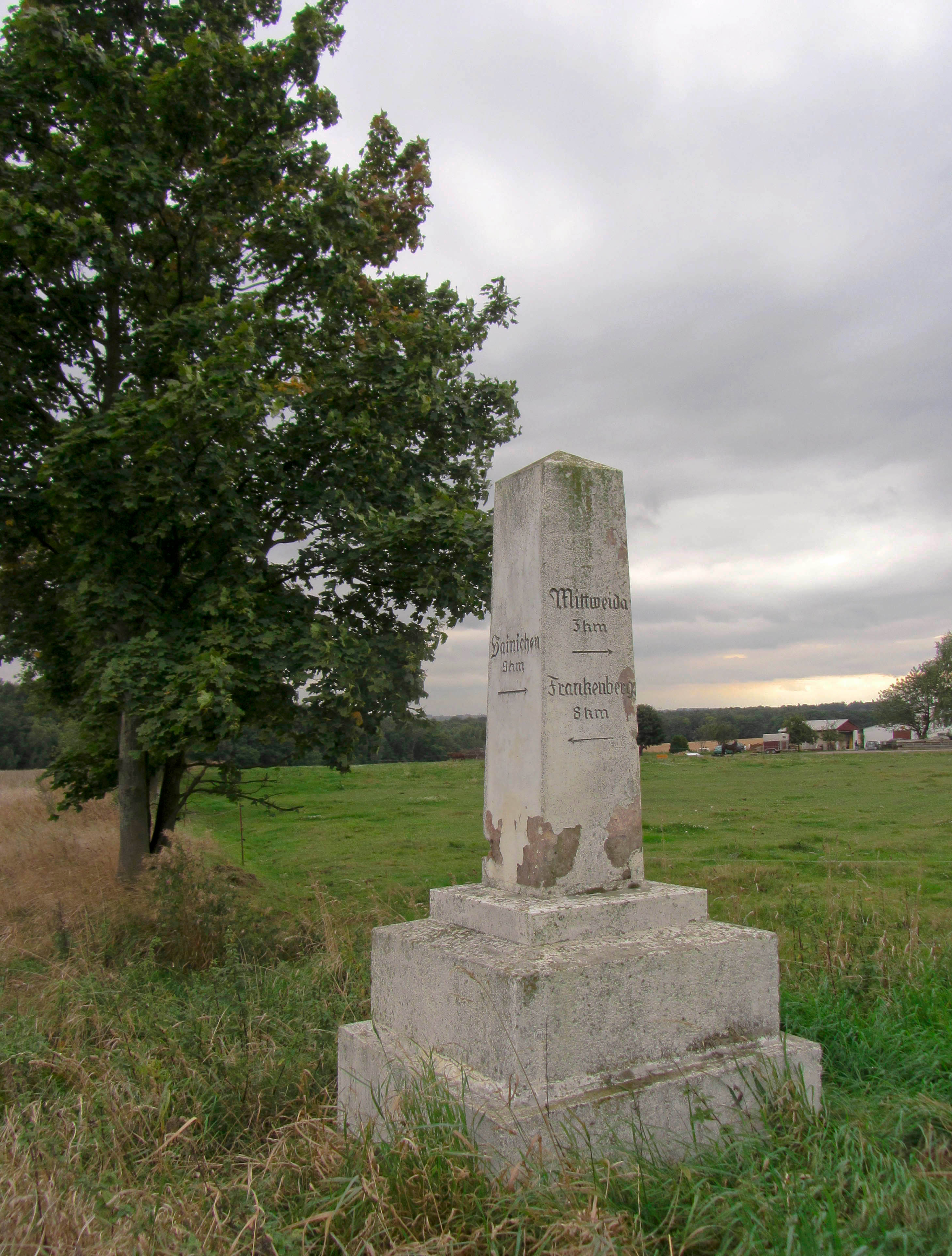
Wegweisersäule Mittweida

### Landkreis Nordsachsen

#### Wermsdorf
- Wegweisersäule Wermsdorf Ortsteil Malkwitz

### Landkreis Sächsische Schweiz-Osterzgebirge

#### Altenberg (Erzgebirge)
- Fürstenwalde, Wegweisersäule K9032 / Abzweig Alte Dresdner Straße

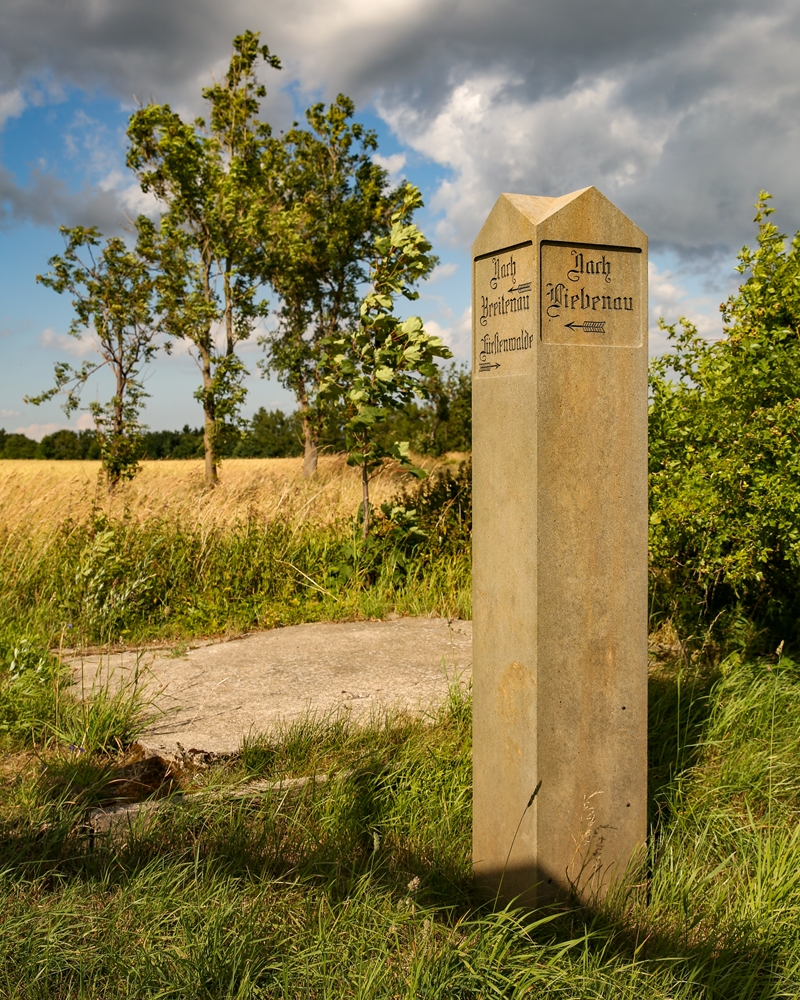

#### Bad Gottleuba-Berggießhübel
- Wegweisersäule Oelsener Höhe

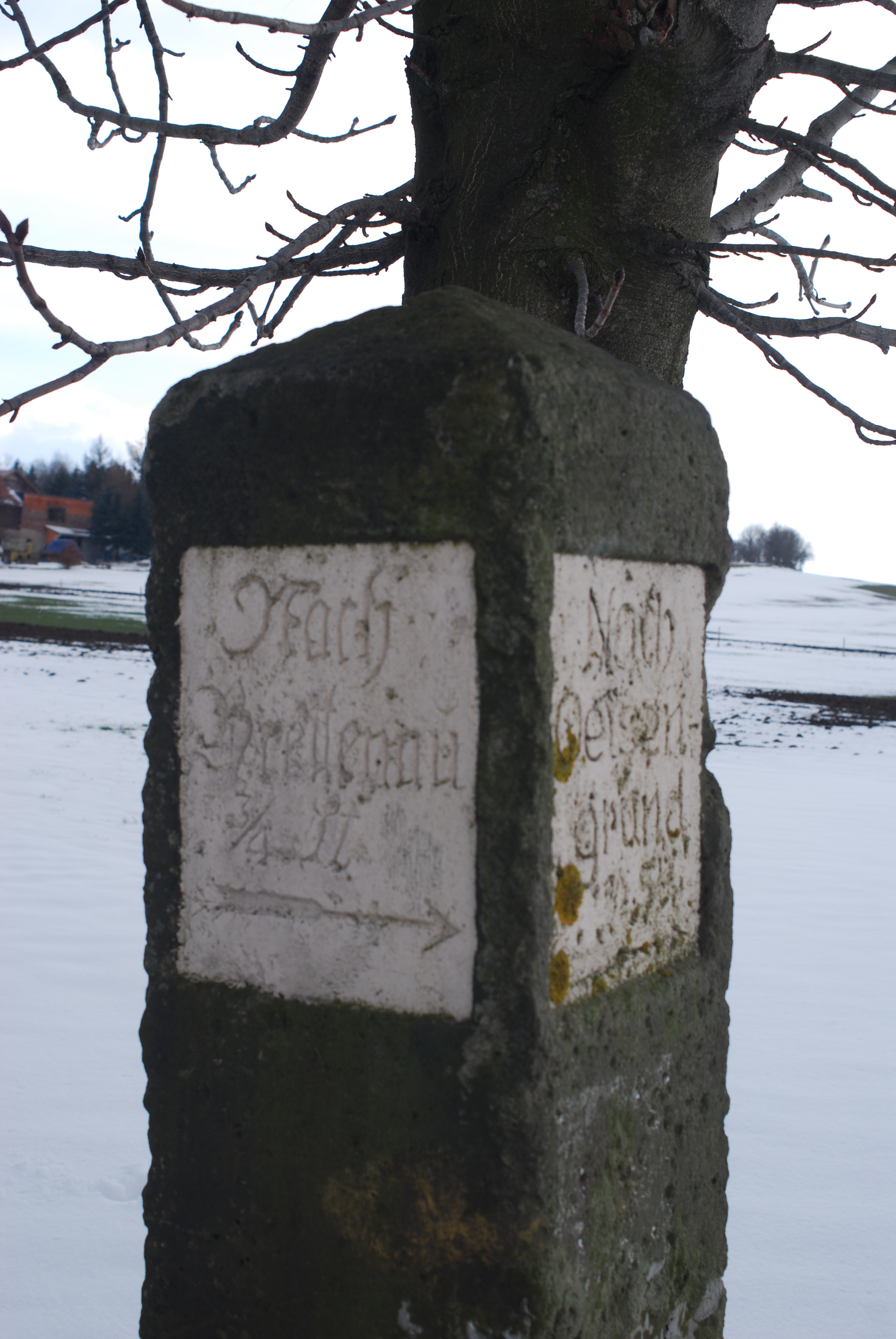
Wegweisersäule Oelsen, Lappenbuschweg

- Wegweisersäule Oelsen, Lappenbuschweg

#### Bad Schandau
- Wegweisersäule am Fußweg vom Lichtenhainer Wasserfall zum Kuhstall
- Wegweisersäule Kleiner Winterberg, Königsweg
- Wegweisersäule Reitsteig / Unterer Fremdenweg
- Wegweisersäule Fremdenweg
- Wegweisersäule Fremdenweg / Großer Winterberg
- Wegweisersäule Ostrau, Oberer Liebenweg
- Wegweisersäule Postelwitz Zahnsberg

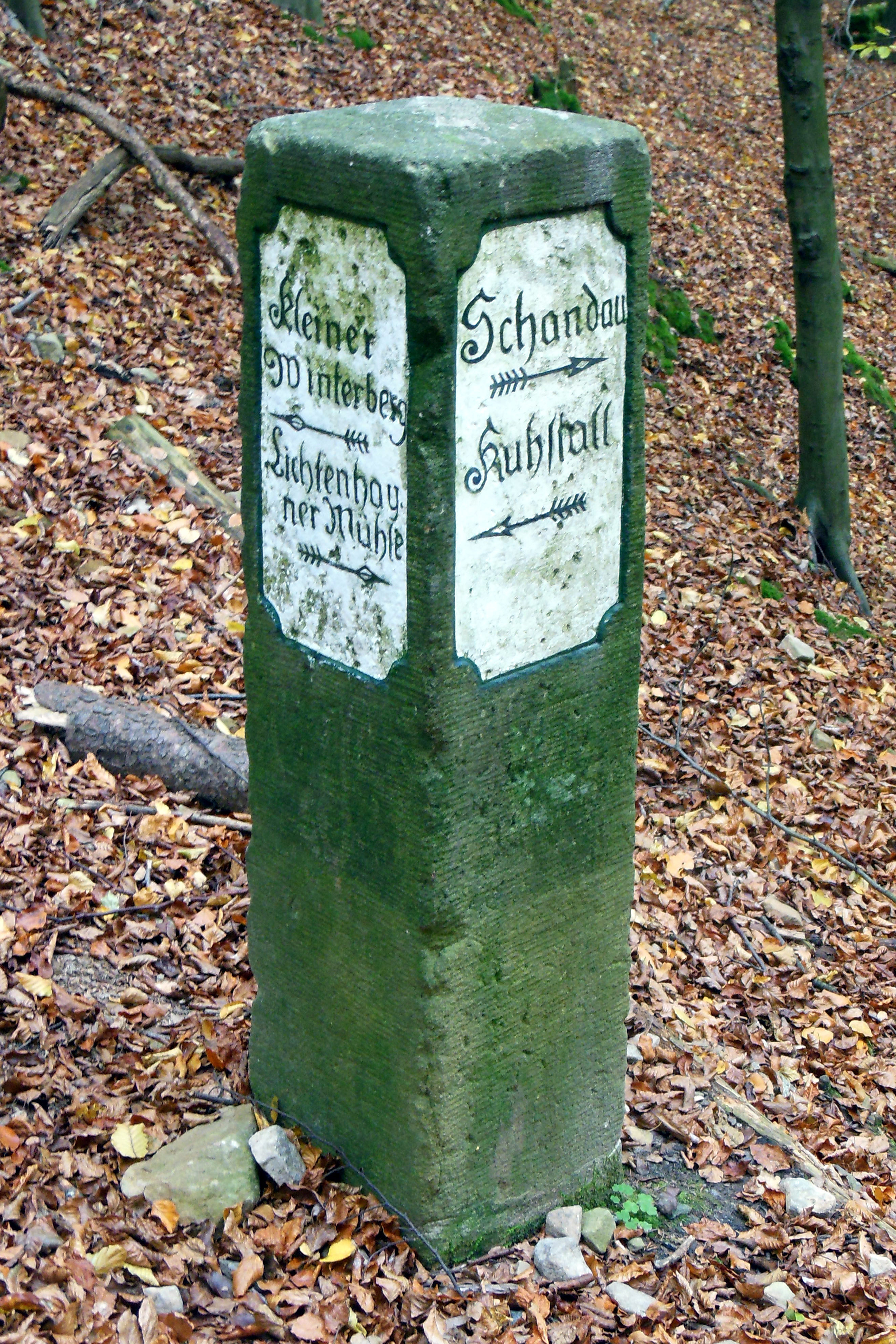
Wegweisersäule am Weg zwischen Lichtenhainer Wasserfall und Kuhstall im Kirnitzschtal bei Bad Schandau
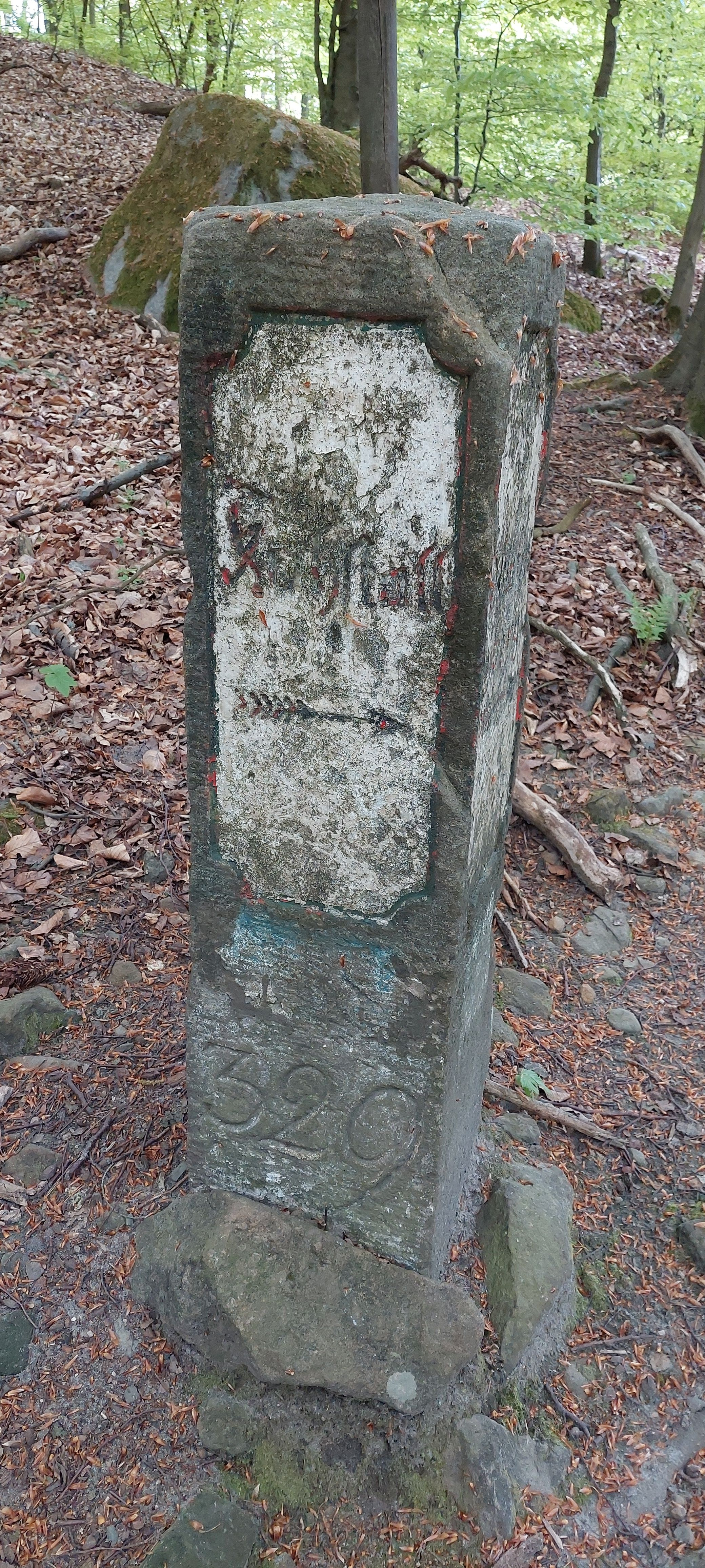
Wegweisersäule Kleiner Winterberg
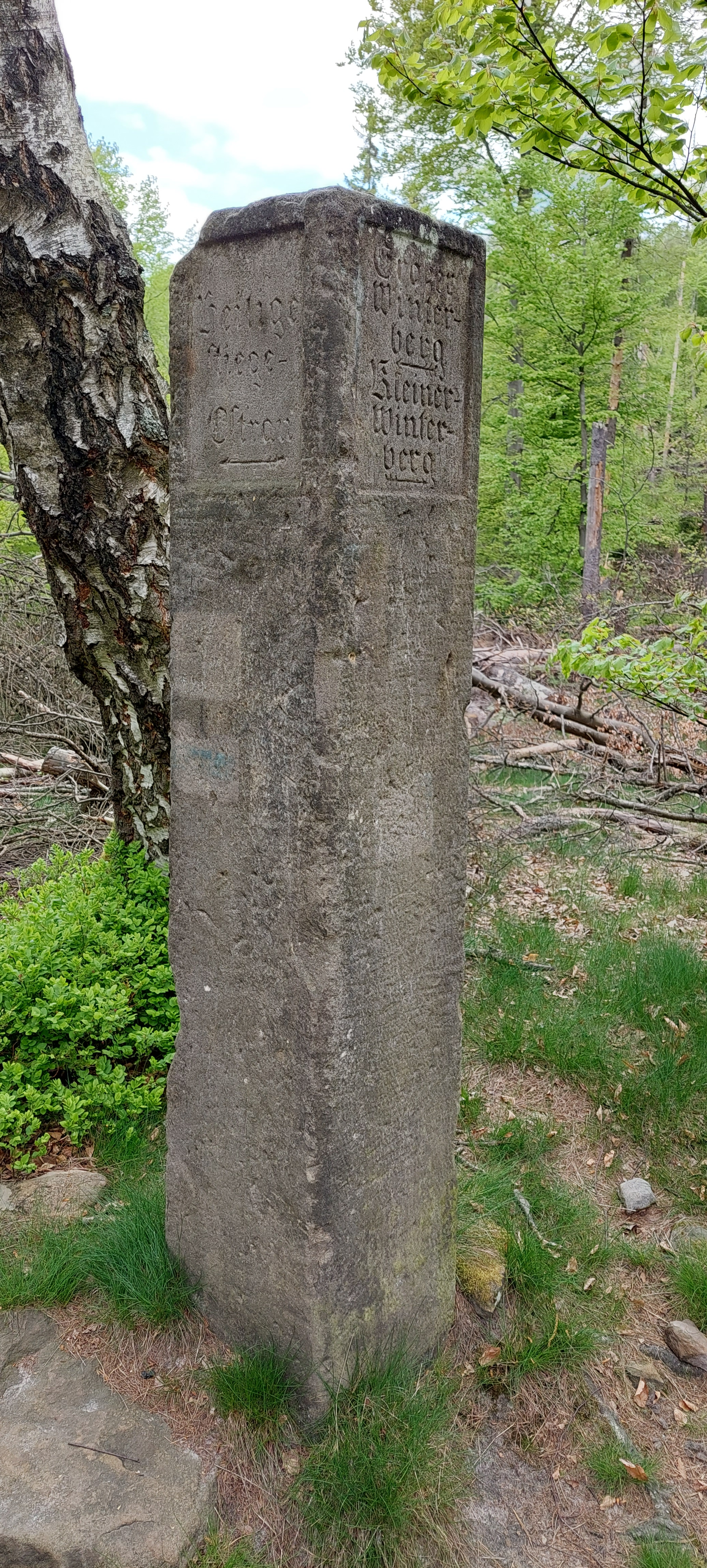
Wegweisersäule Reitsteig
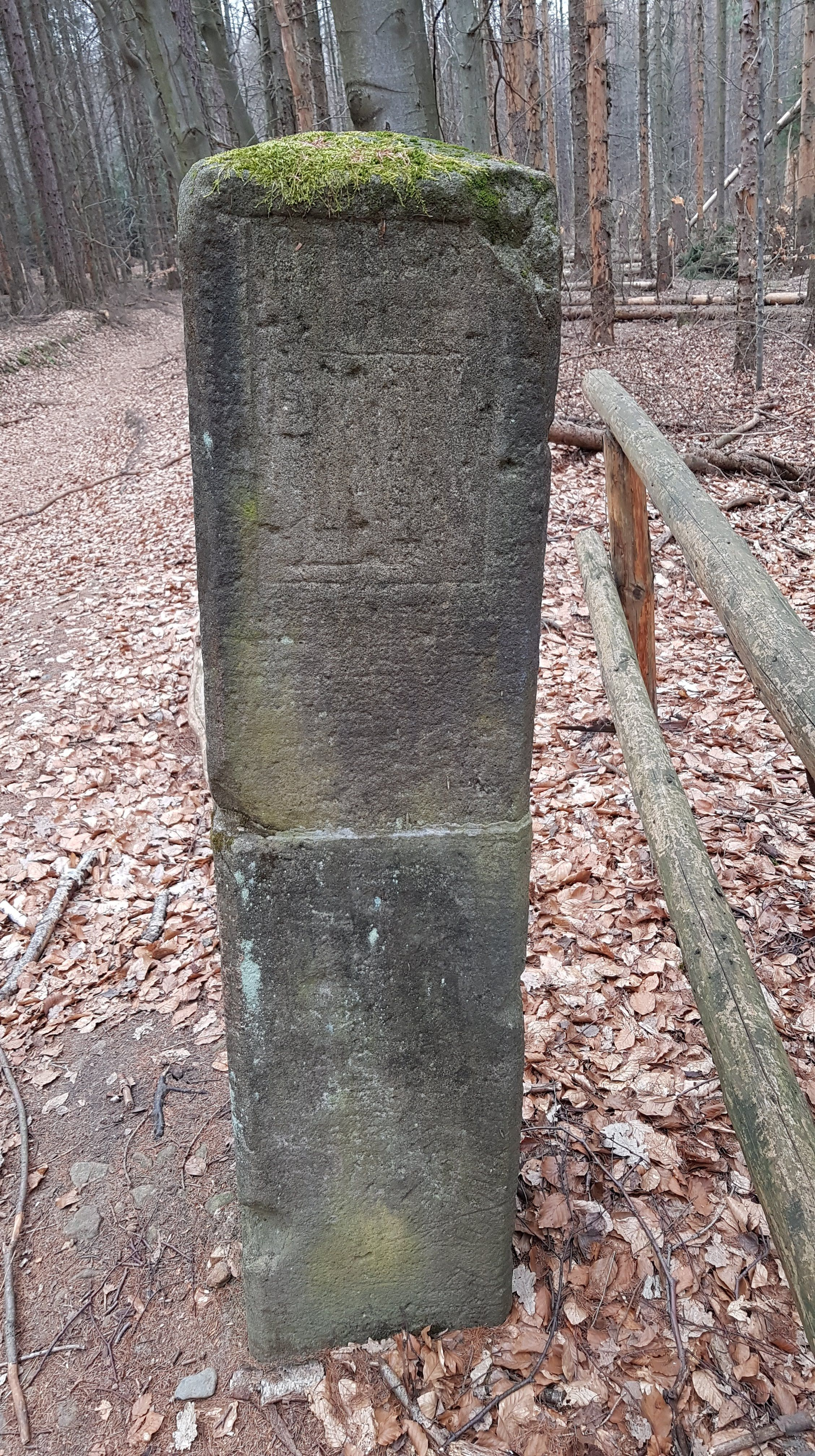
Wegweisersäule Fremdenweg
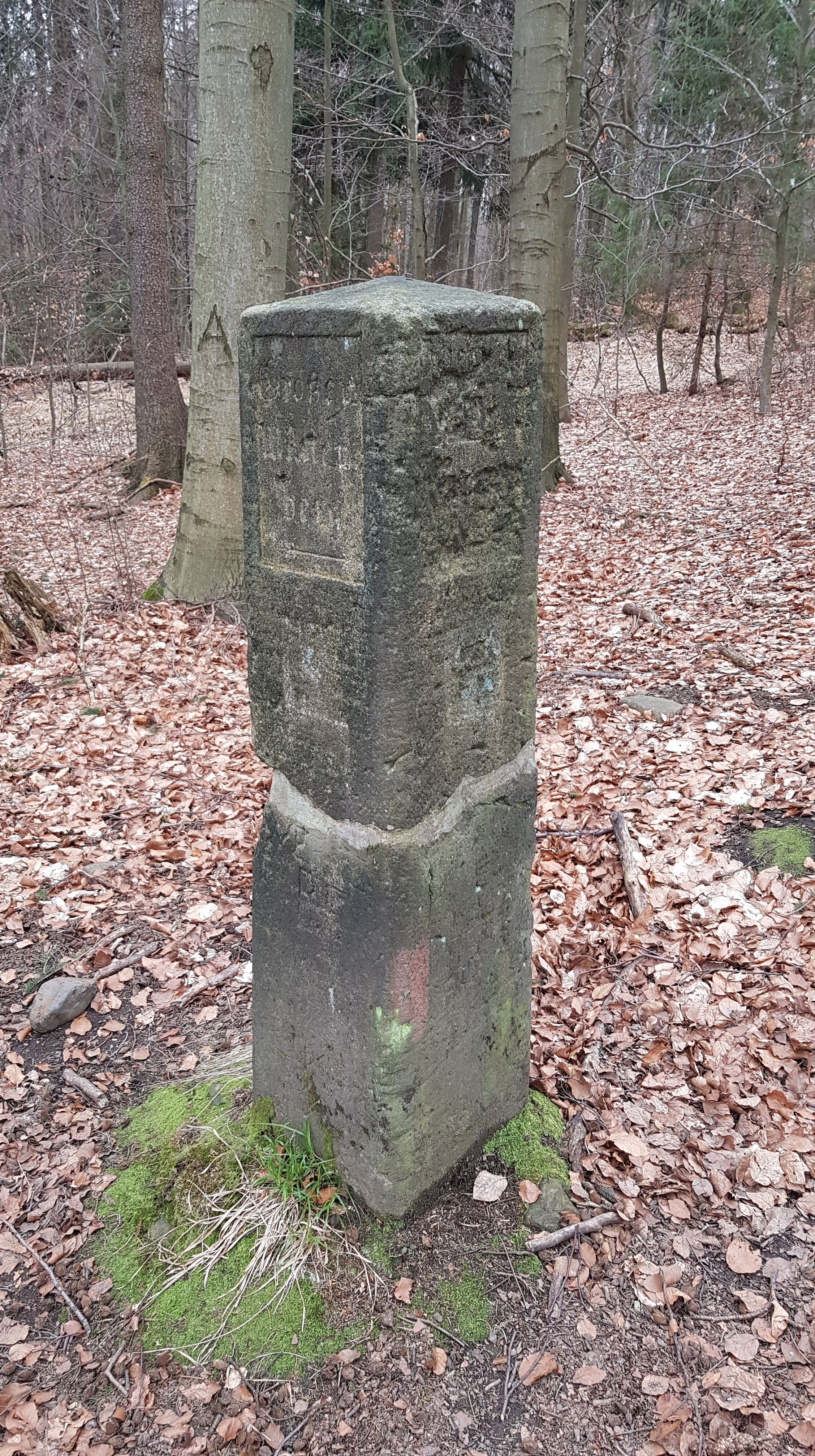
Wegweisersäule Fremdenweg – Großer Winterberg
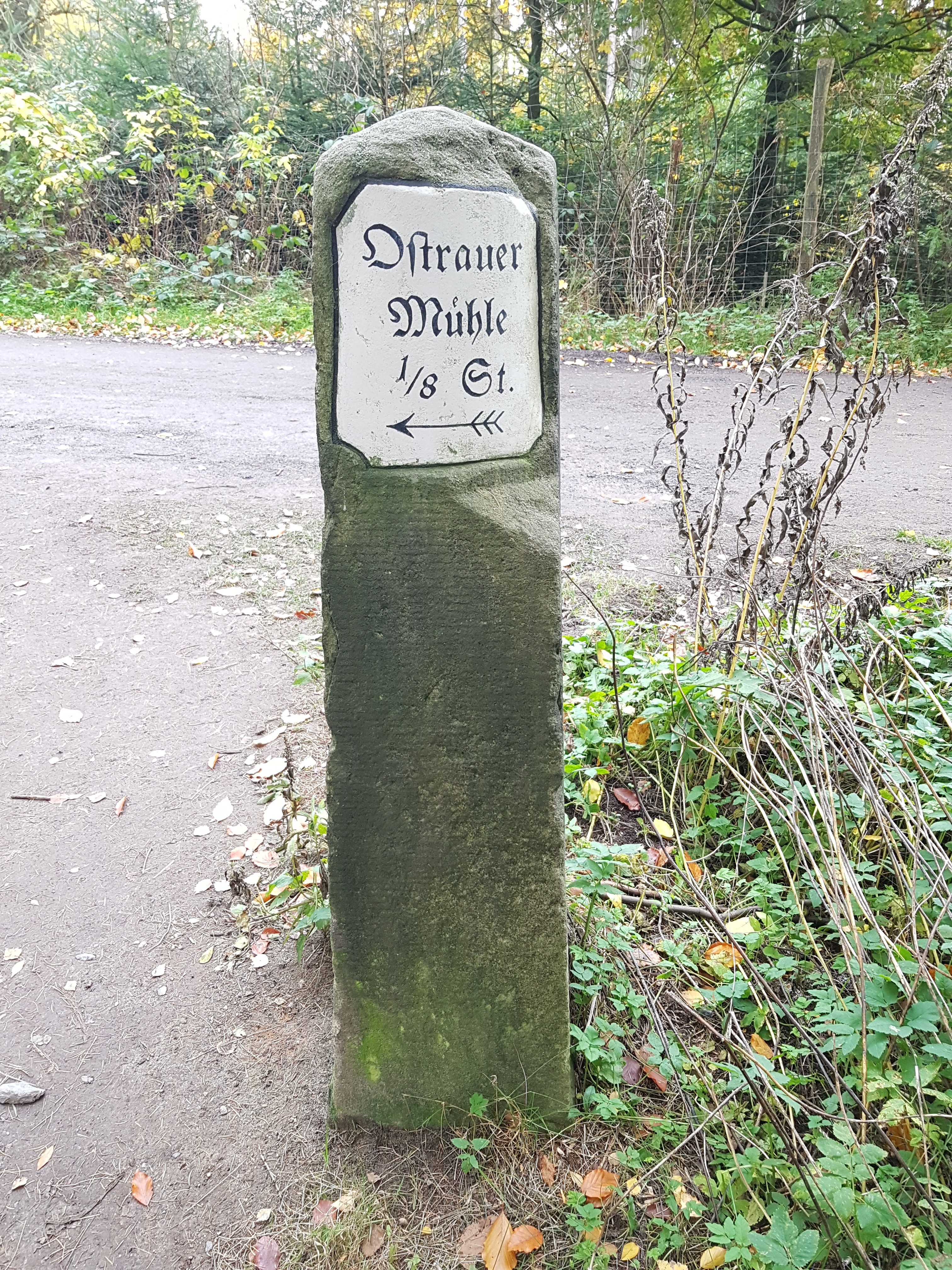
Wegweisersäule Ostrau
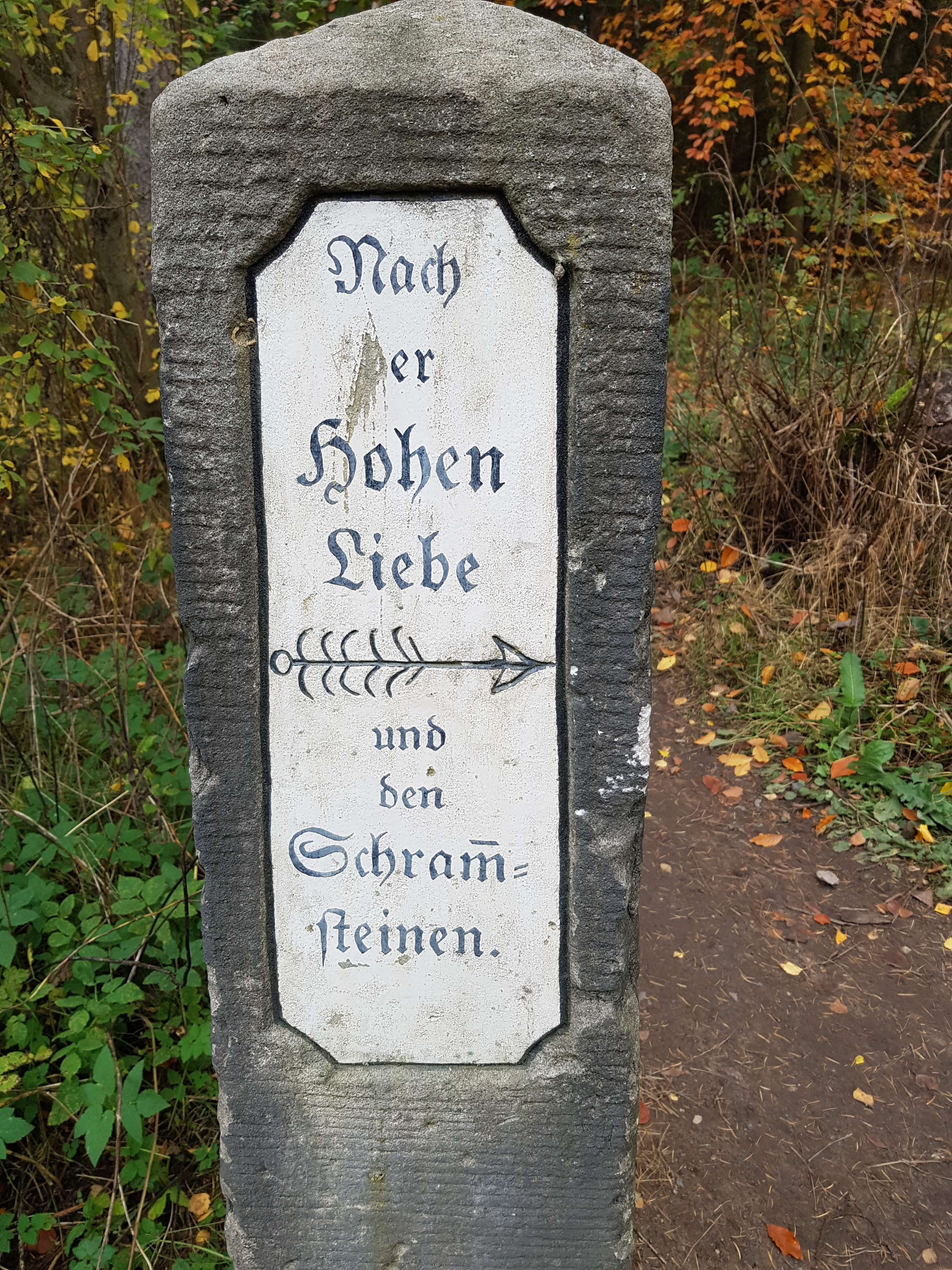
Wegweisersäule Ostrau
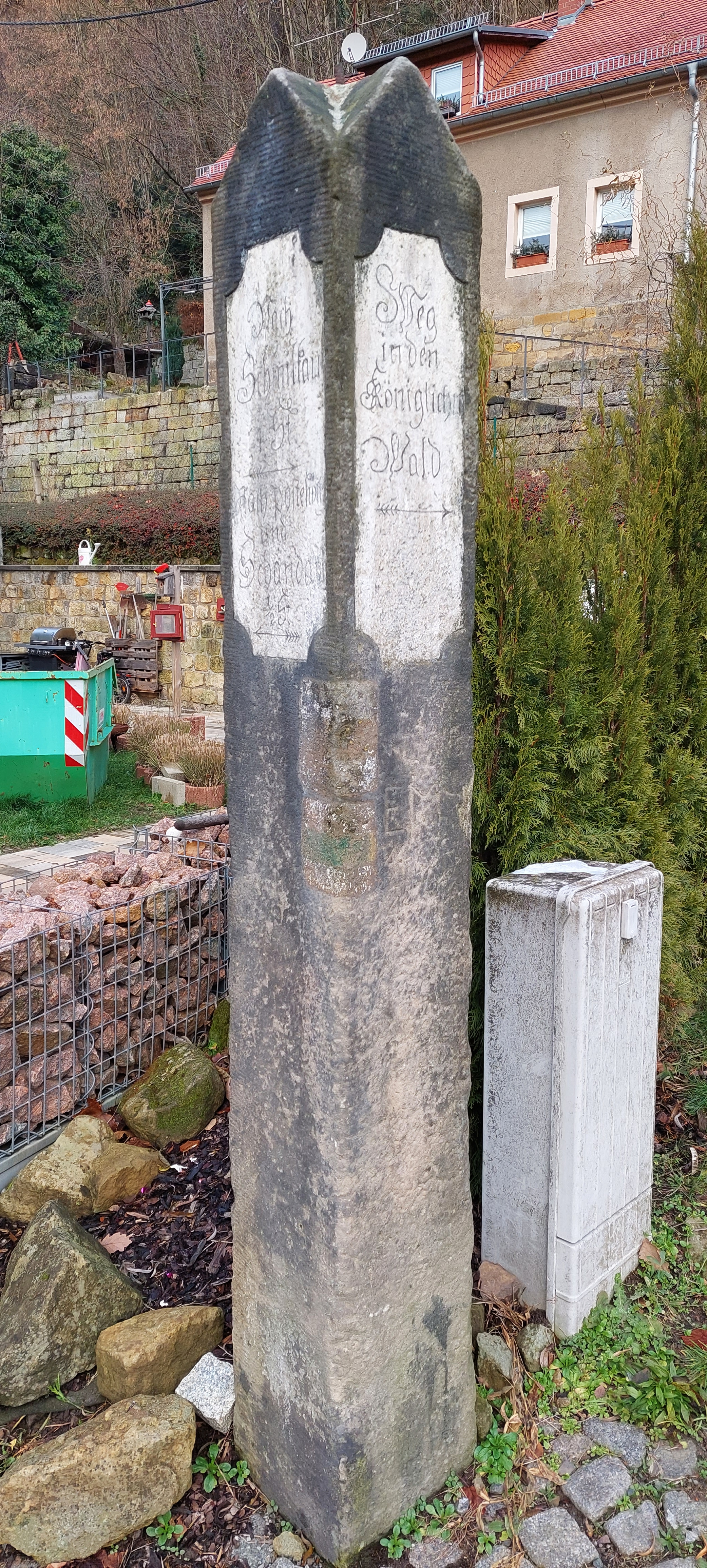
Wegweisersäule Postelwitz Zahnsberg
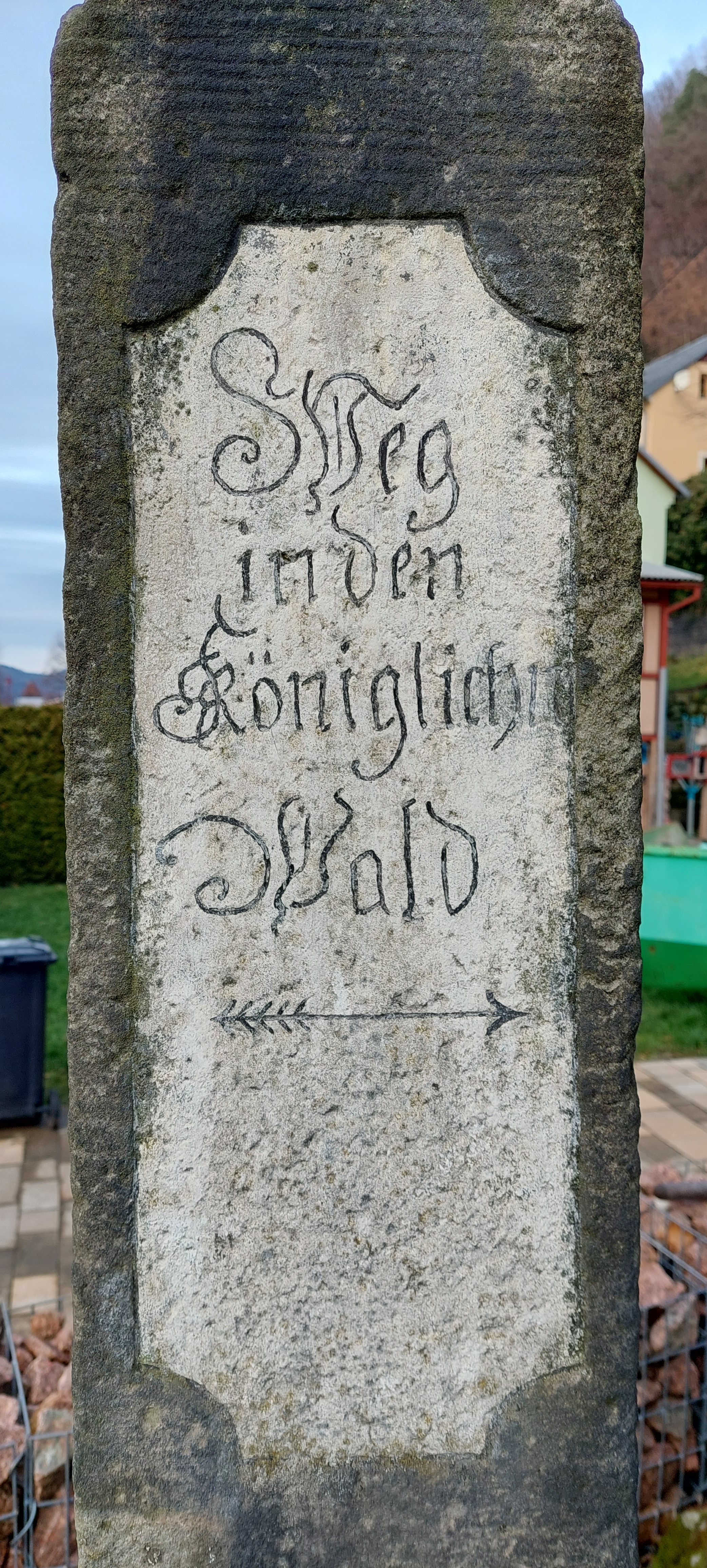
Wegweisersäule Postelwitz Zahnsberg
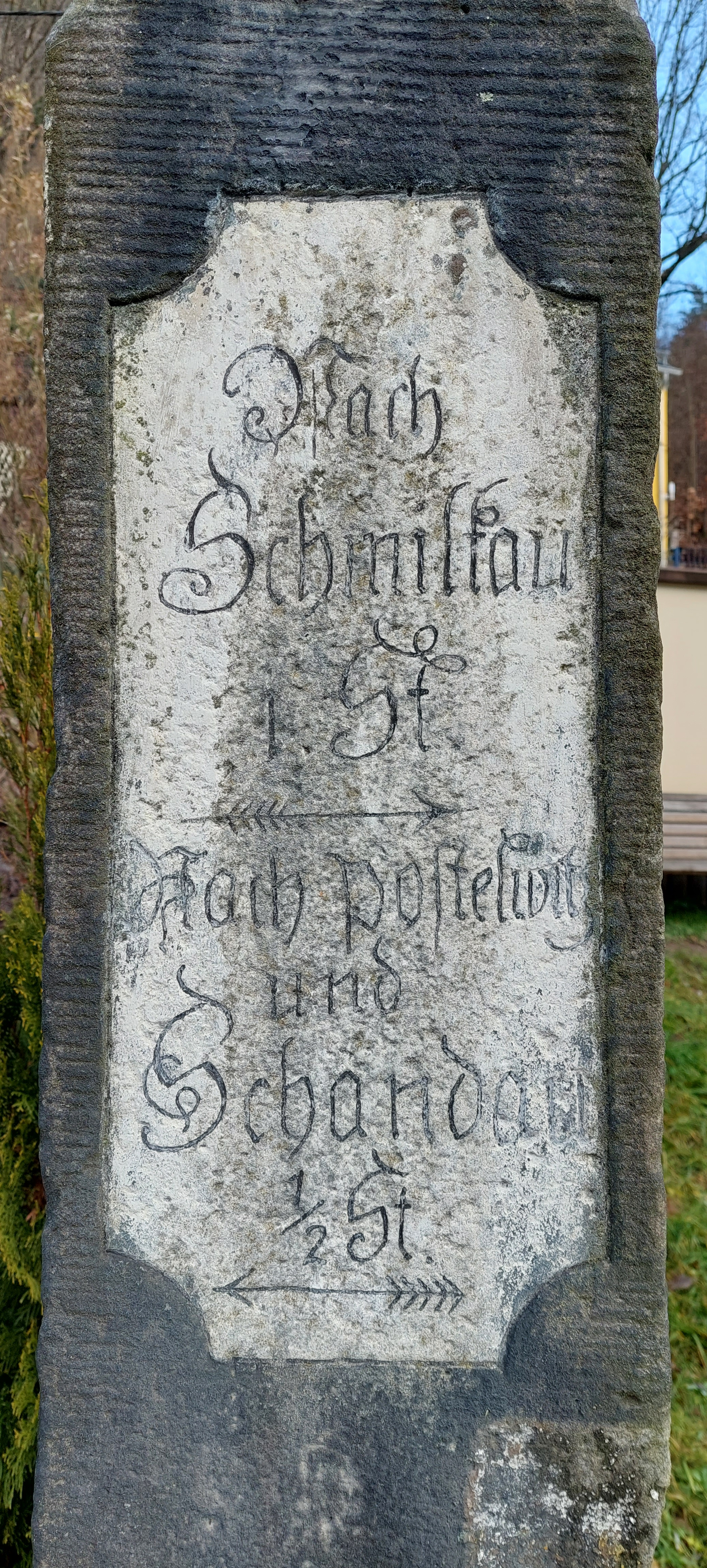
Wegweisersäule Postelwitz Zahnsberg

#### Bannewitz
- Wegweisersäule Goppeln, Leubnitzer Str./ Goppelner Hauptstraße

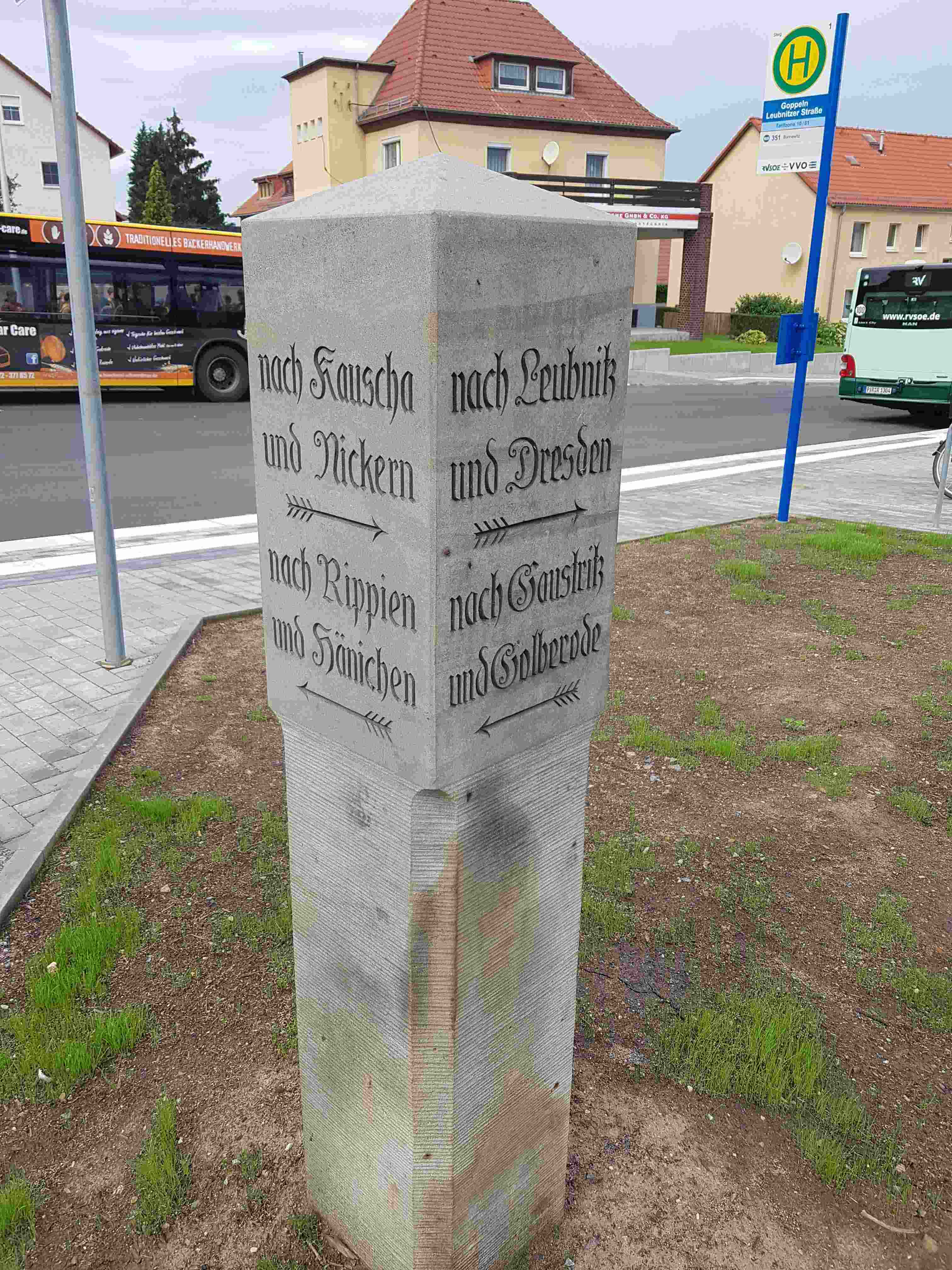

#### Dürrröhrsdorf-Dittersbach
- Wegweisersäule Porschendorf, Liebethaler Str./ Finkensteg

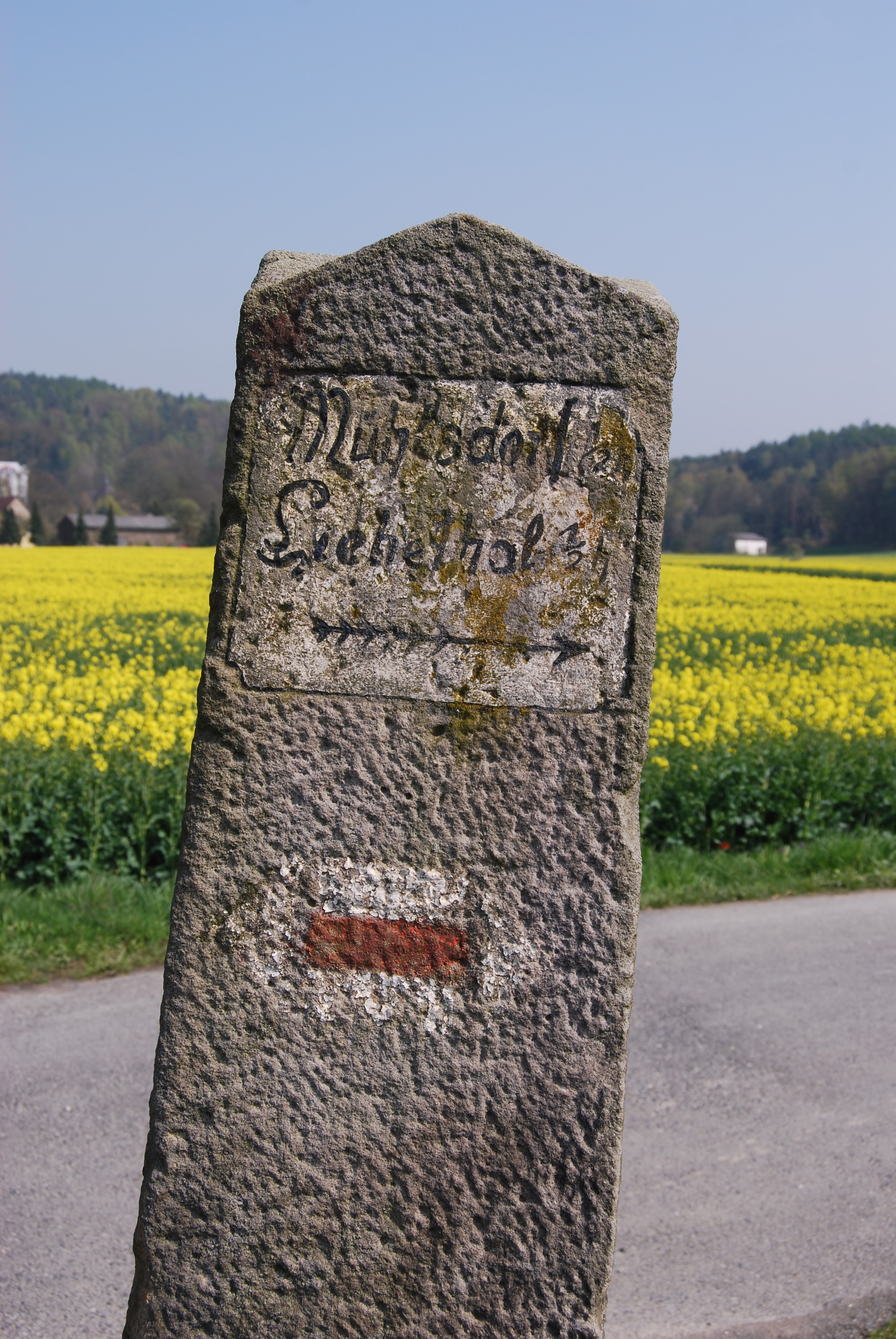

#### Gohrisch
- Wegweisersäule Cunnersdorf, S169 / Abzweig Krippenbachweg
- Wegweisersäule Cunnersdorf, Cunnersdorfer Straße
- Wegweisersäule Gohrisch, Königsteiner Straße / Pfaffendorfer Straße
- Wegweisersäule Gohrisch, Schandauer Straße / Schostakowitschplatz
- Wegweisersäule Gohrisch, alte Rietzschgrundstraße (Abkürzung der Serpentinen)
- Wegweisersäule Gohrisch, Rietzschgrundstraße Abzweig Suppelsgrundweg
- Wegweisersäule Kleinhennersdorf, Rietzschgrund Abzweig Nagelweg
- Wegweisersäule Papstdorf, Papststein
- Wegweisersäule Papstdorf, Abzweig Pfaffenstein
- Wegweisersäule Papstdorf

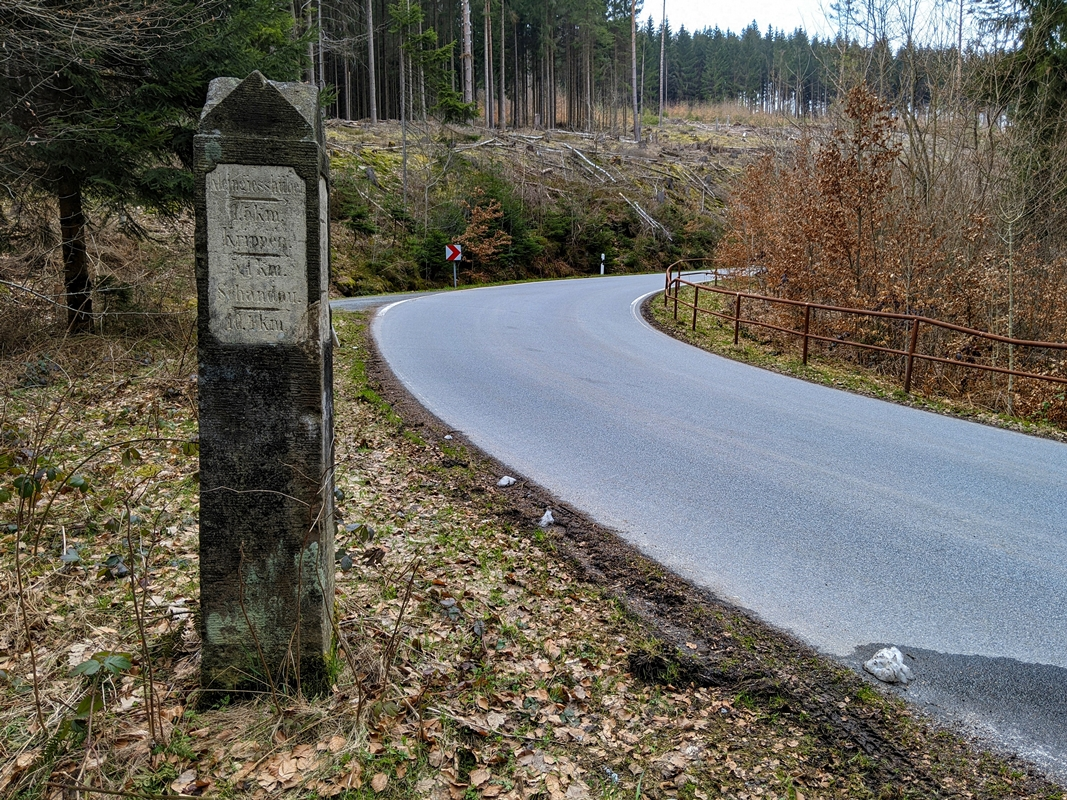
Cunnersdorf
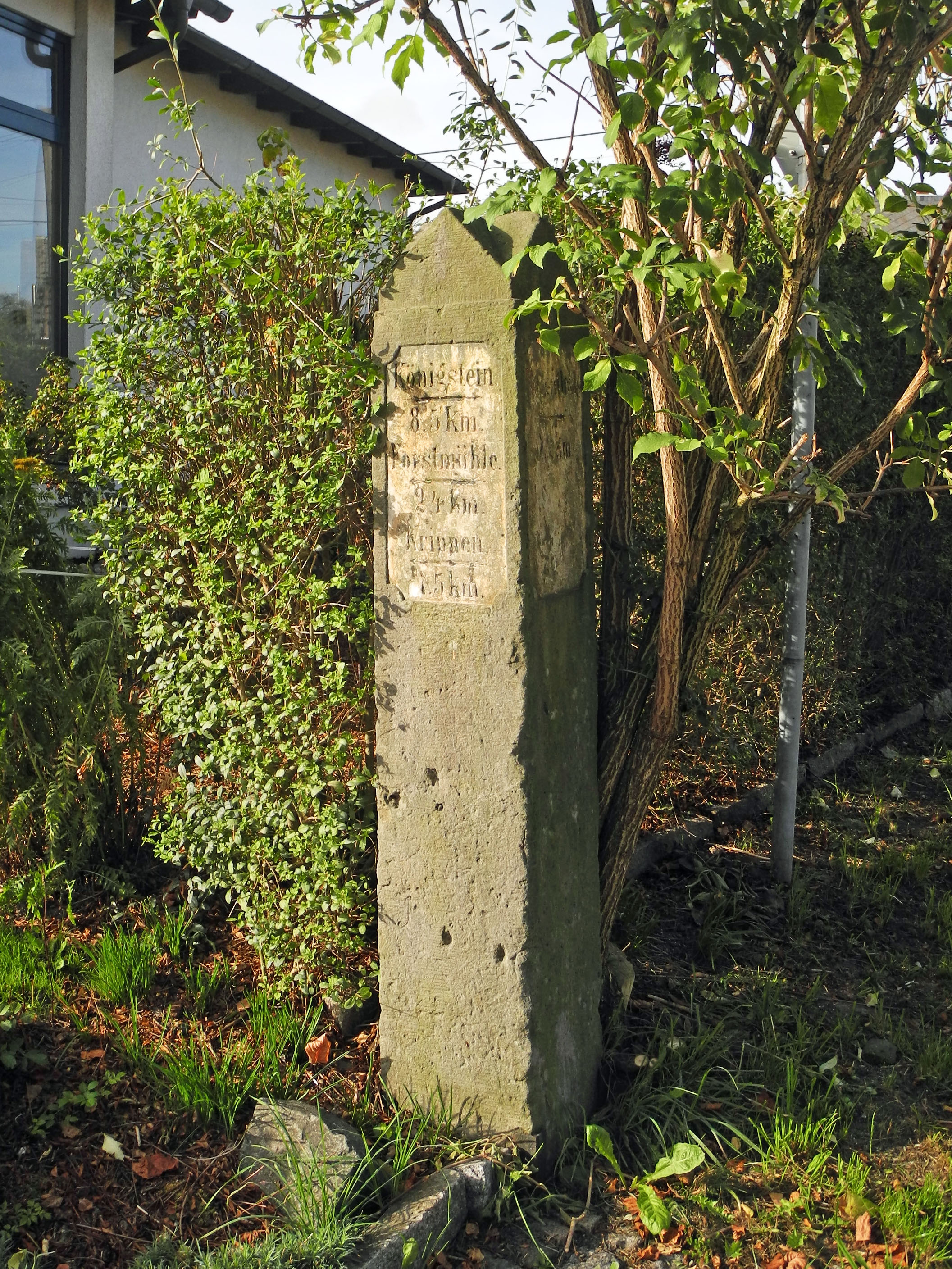
Cunnersdorf
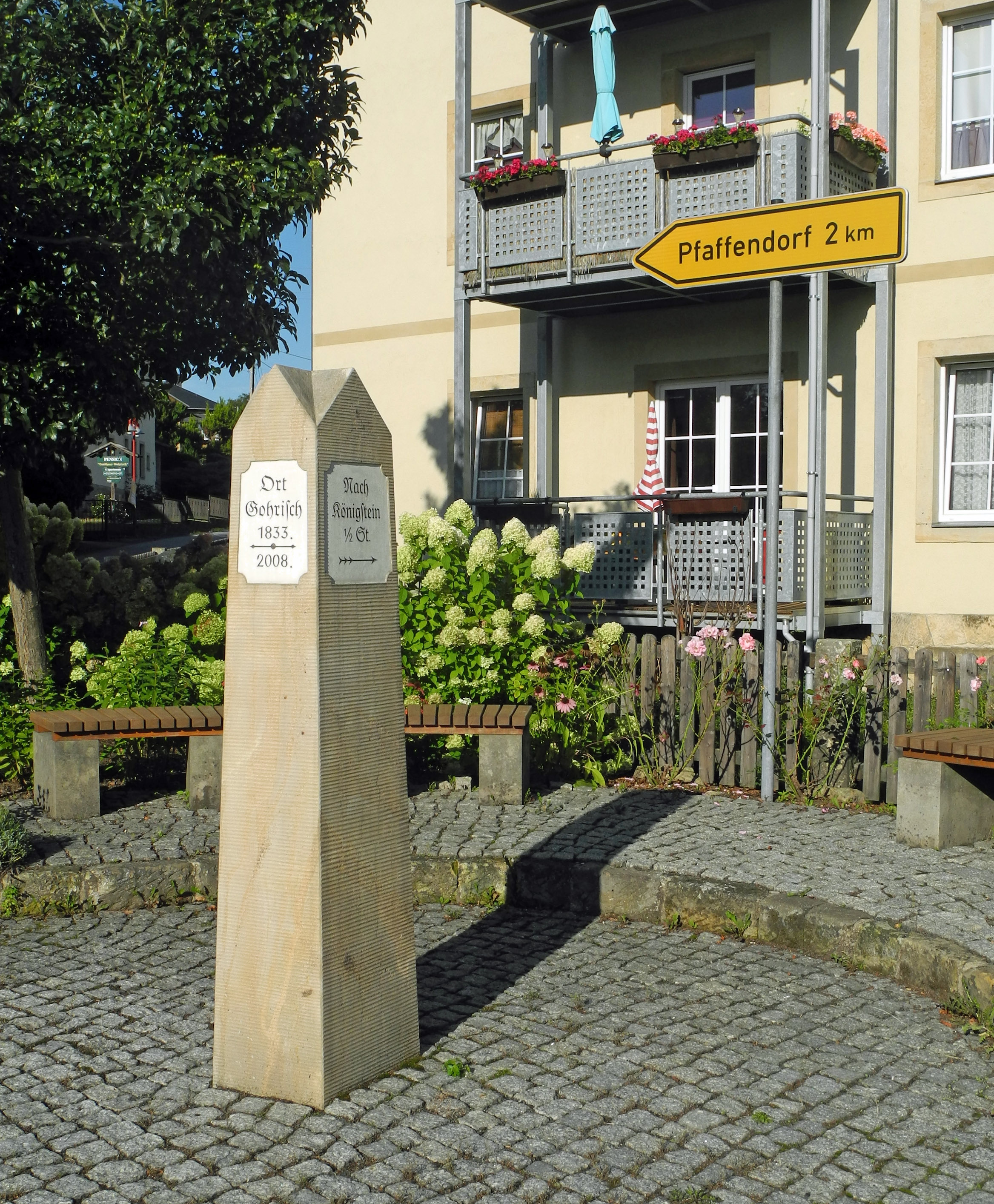
Gohrisch Königsteiner Straße / Pfaffendorfer Straße
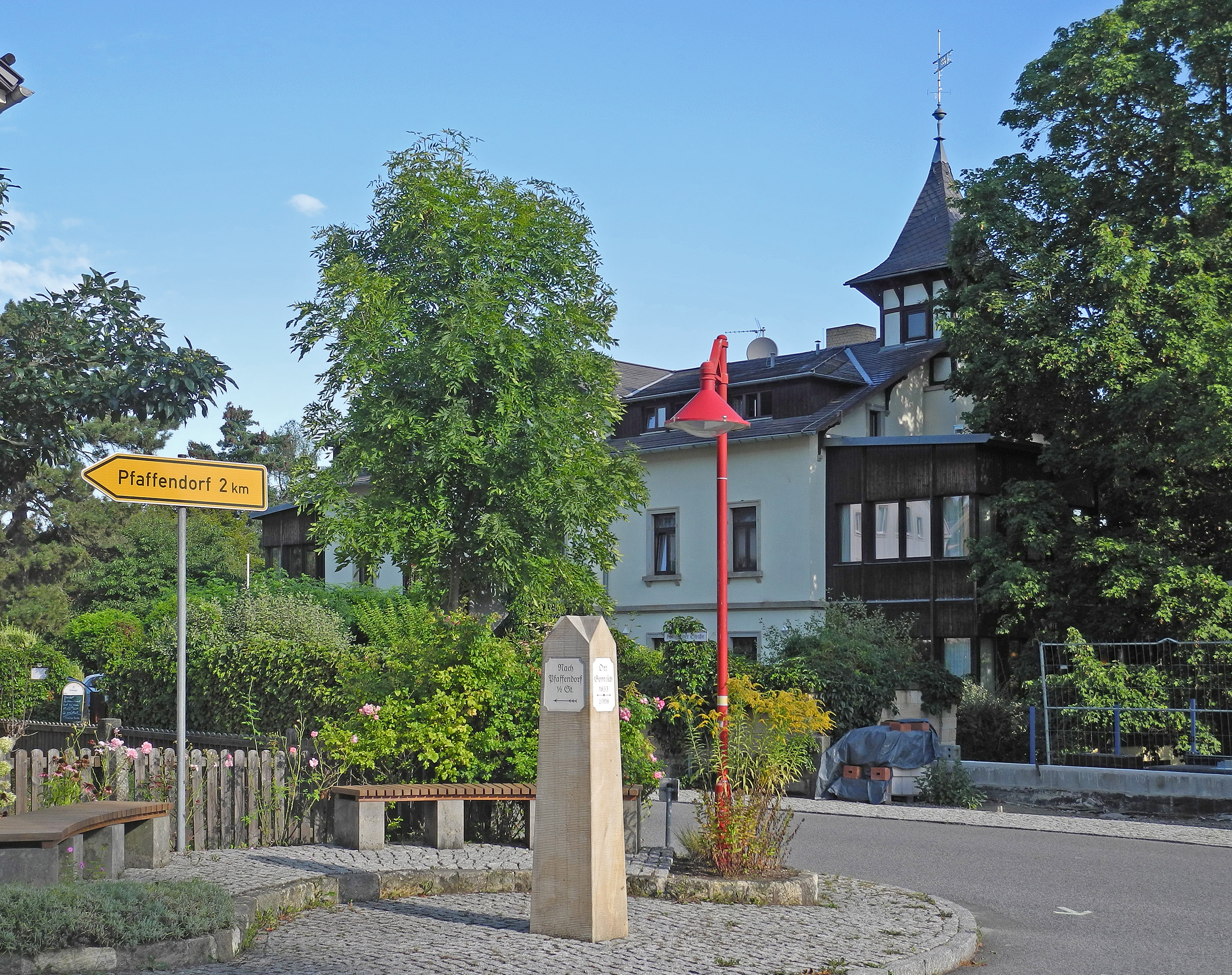
Gohrisch Königsteiner Straße / Pfaffendorfer Straße
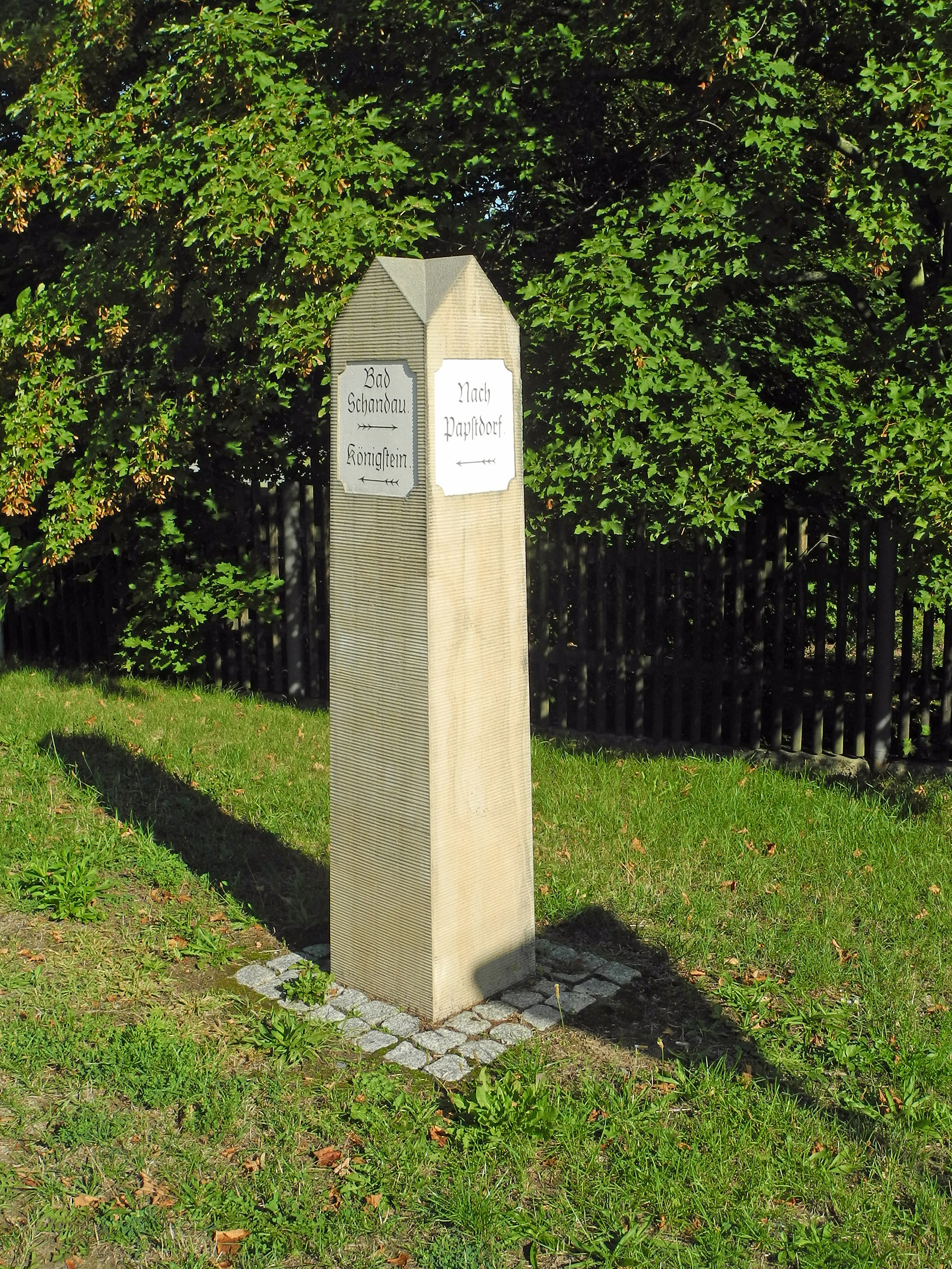
Gohrisch, Schandauer Straße / Schostakowitschplatz
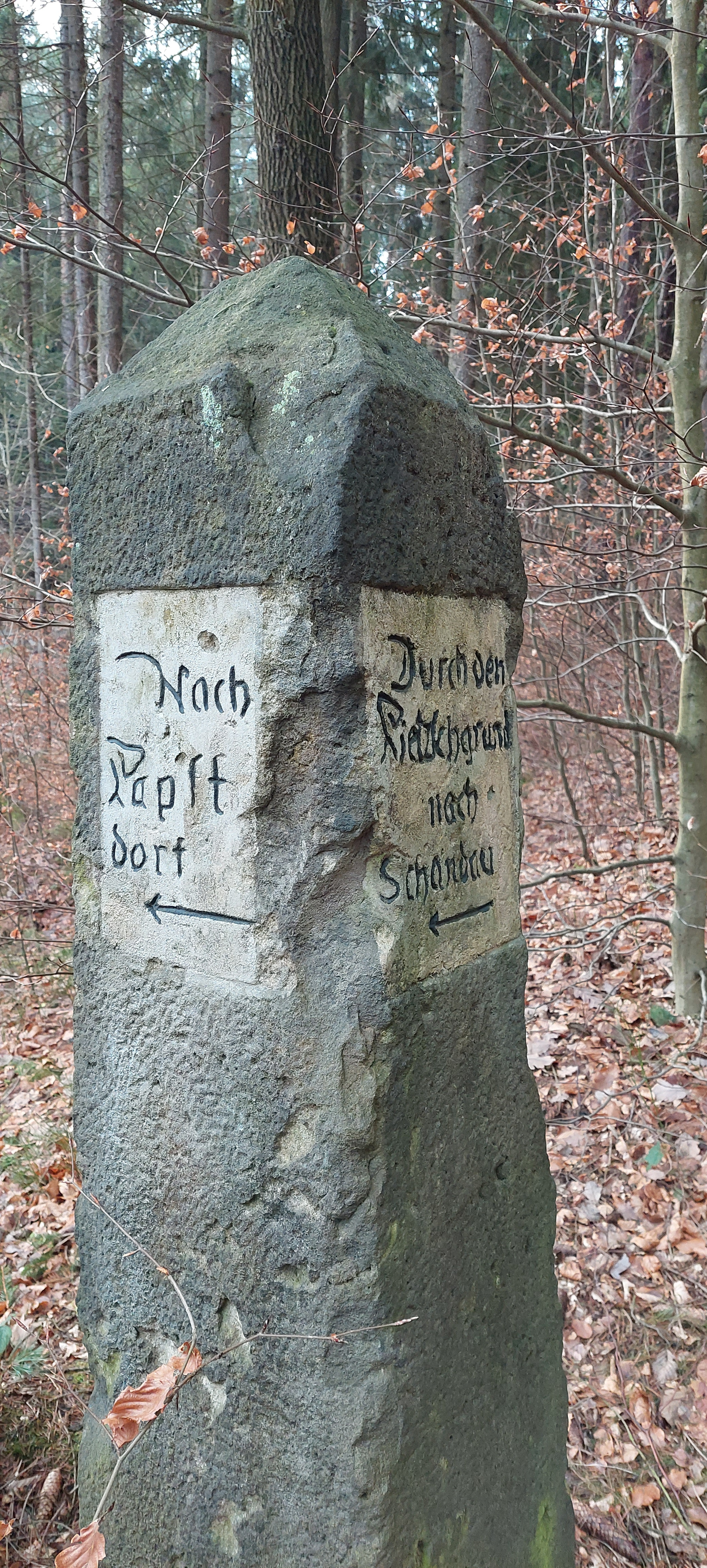
Gohrisch, alte Rietzschgrundstraße
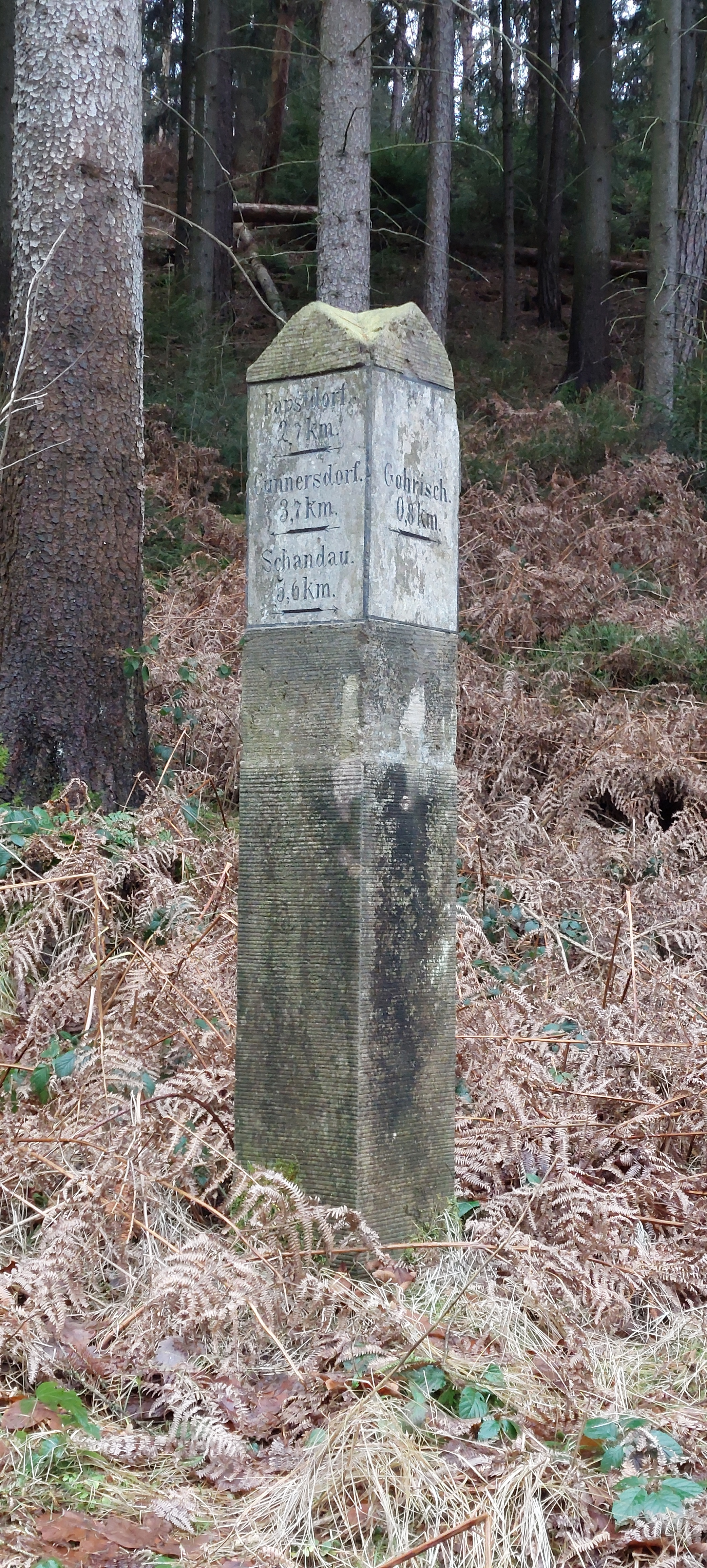
Gohrisch, Rietzschgrundstraße Abzweig Suppelsgrundweg
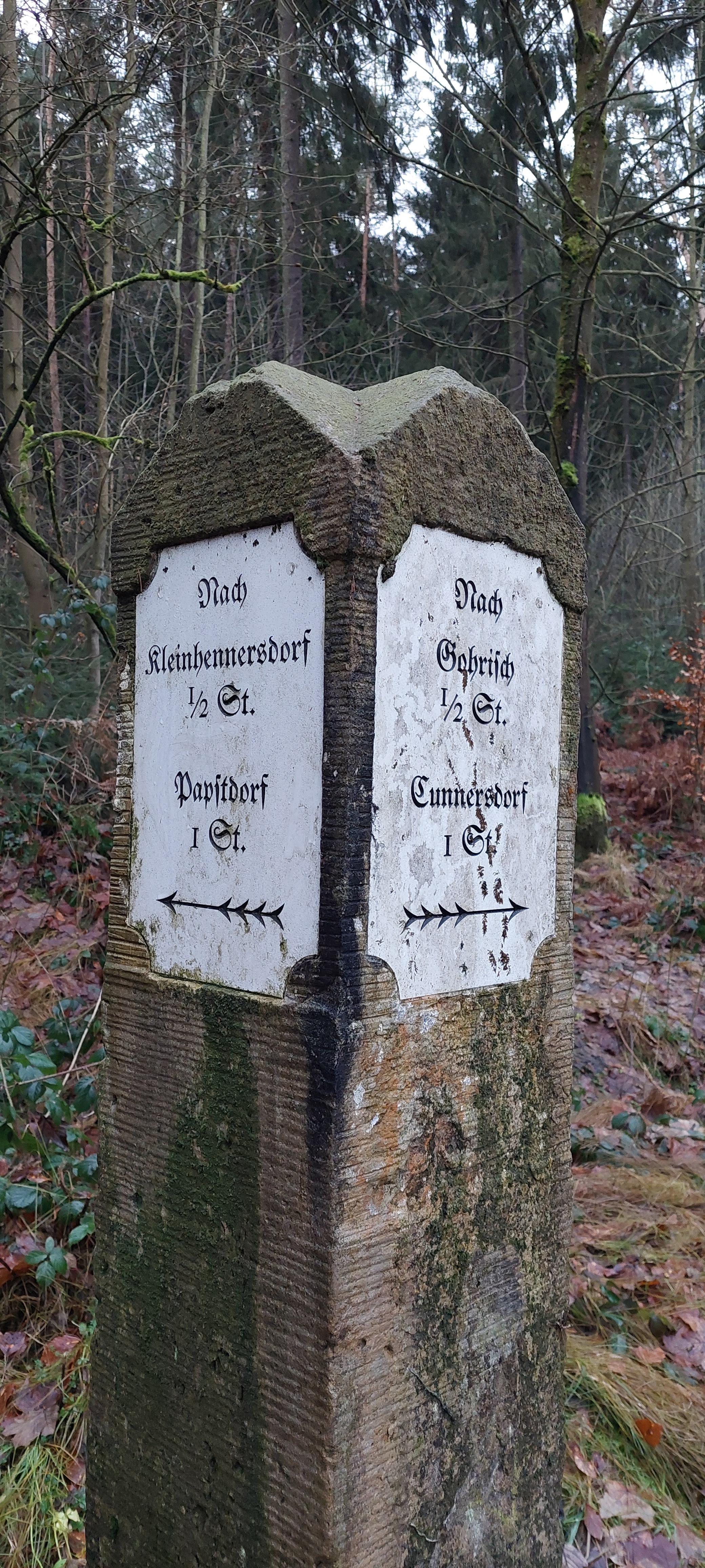
Kleinhennersdorf, Rietzschgrund
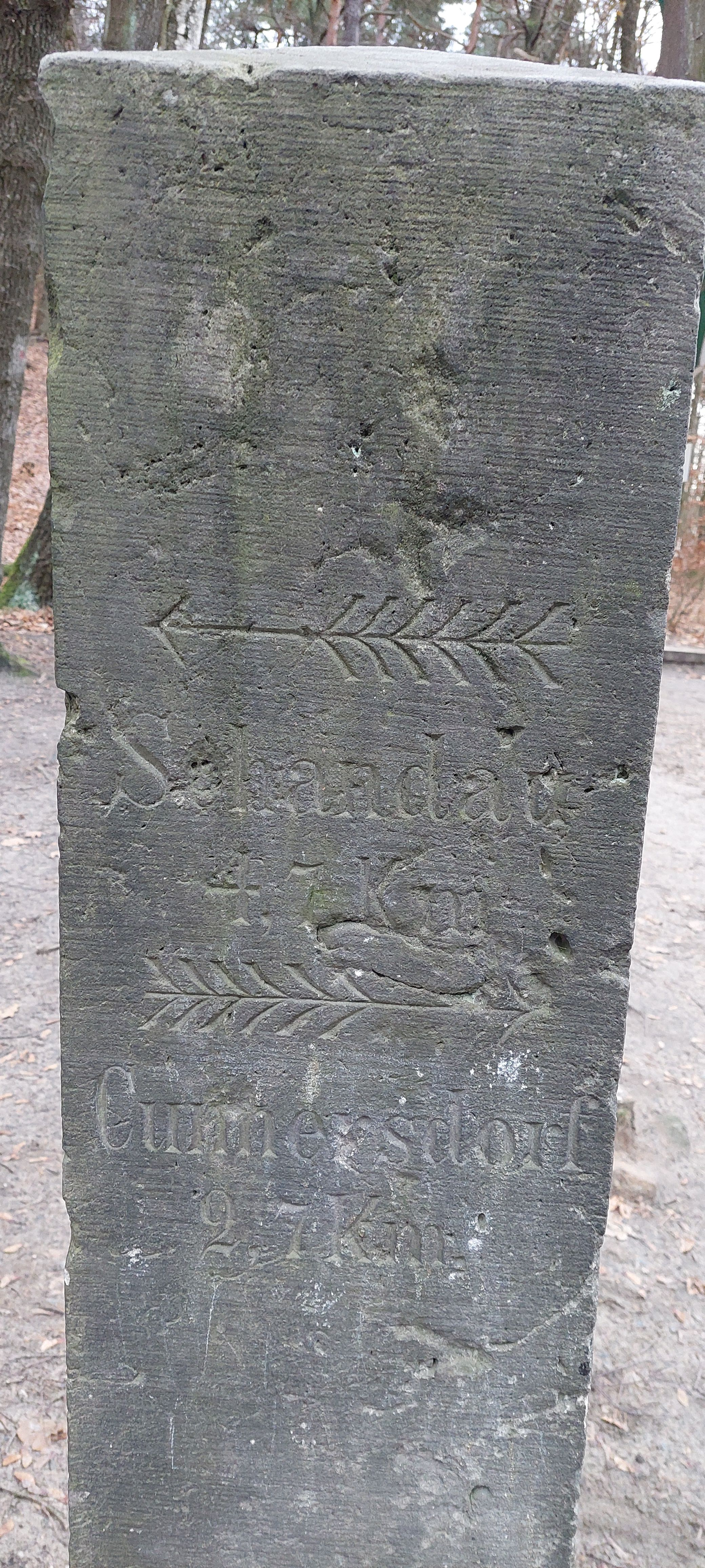
Papstdorf, Papststein
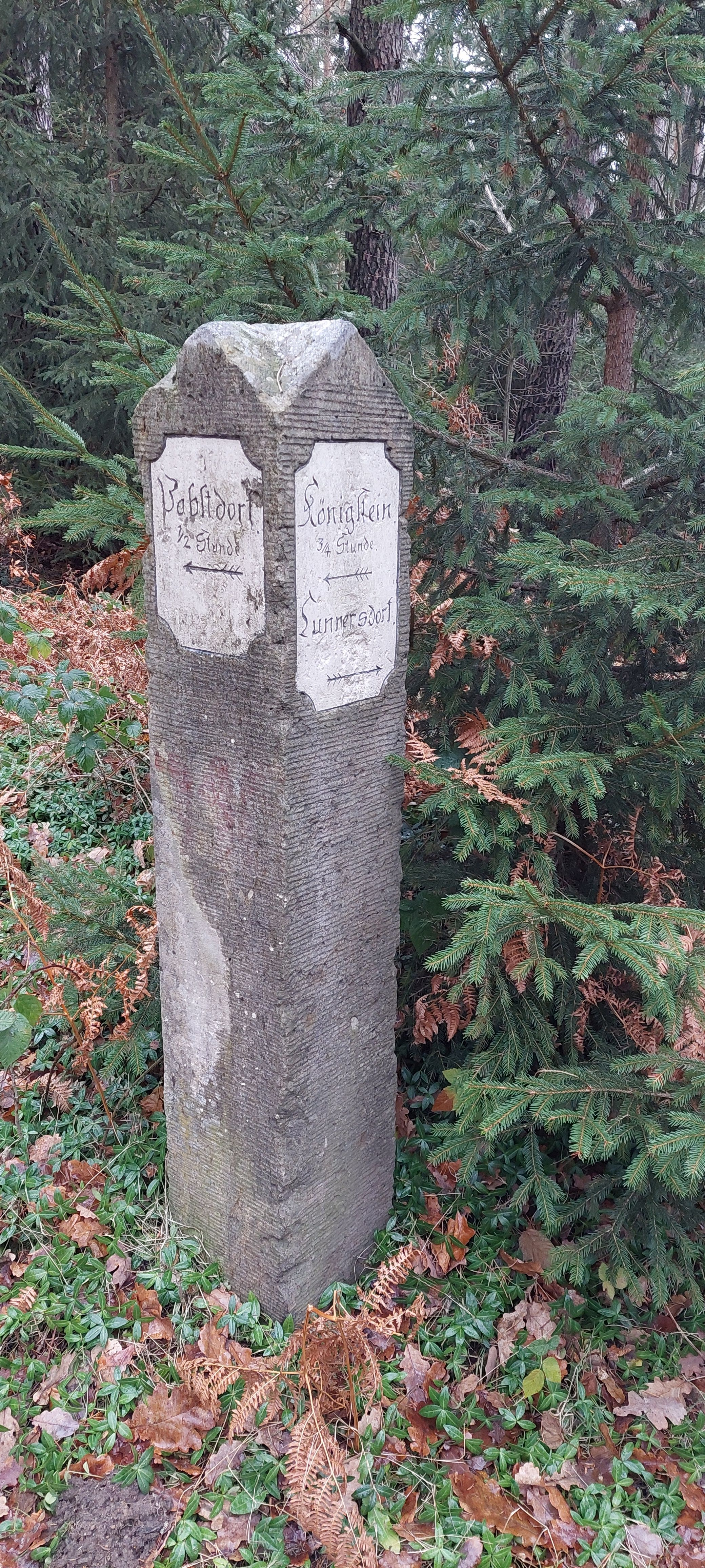
Papstdorf, Abzweig Pfaffenstein
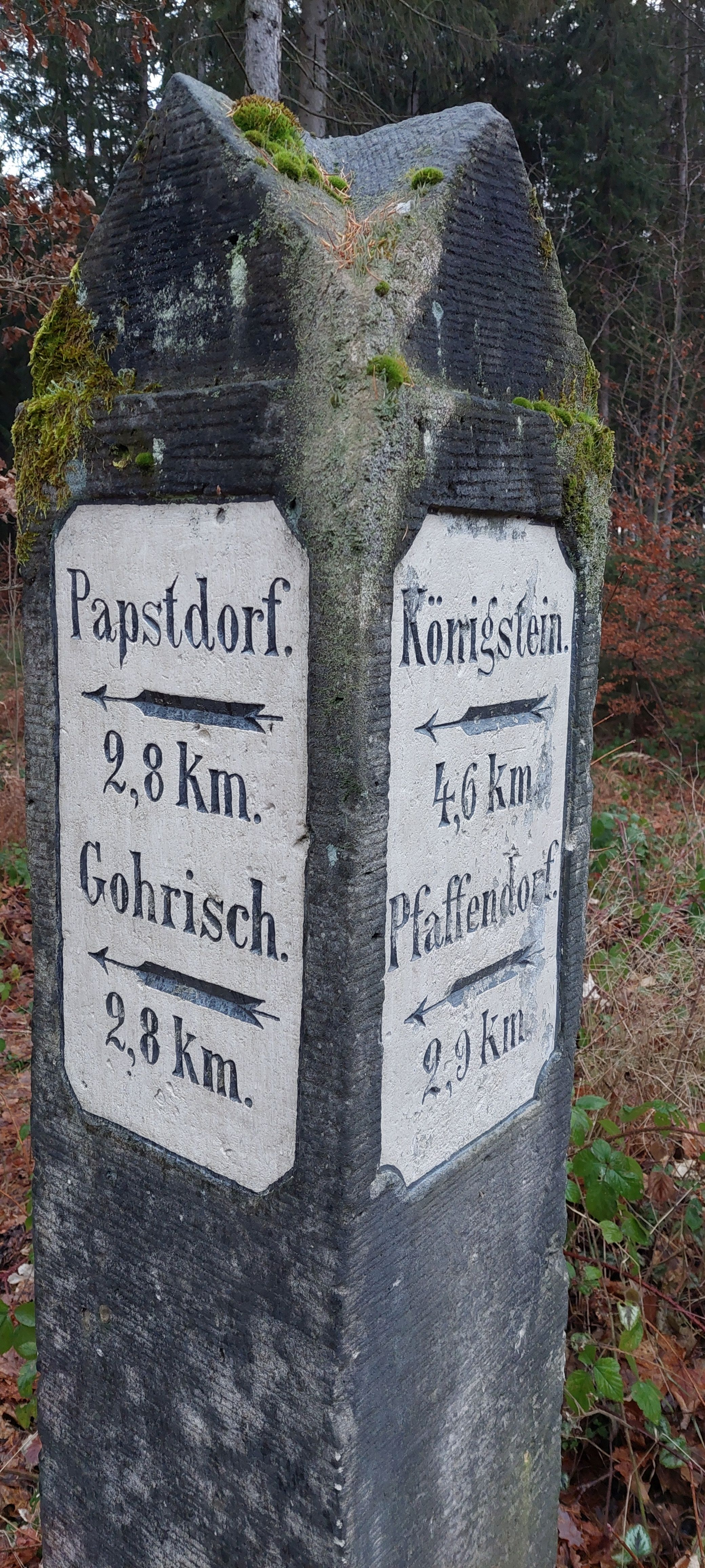
Papstdorf

#### Hartmannsdorf-Reichenau
- Wegweisersäule Hartmannsdorf-Reichenau, am Richterteich

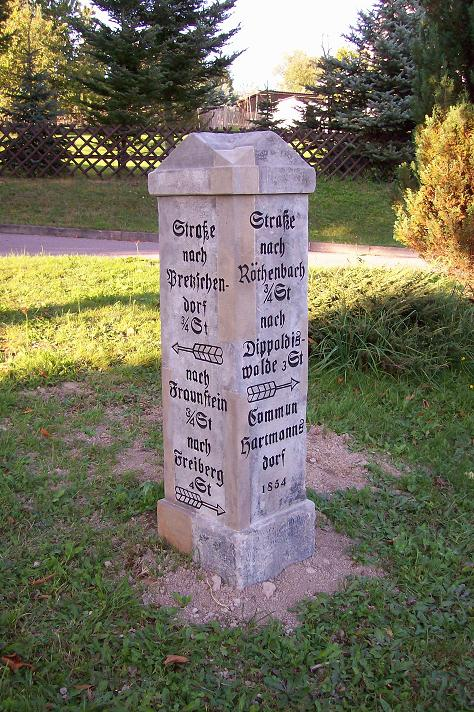
Wegweisersäule Hartmannsdorf-Reichenau

#### Hermsdorf/Erzgeb.
- Wegweisersäule Hermsdorf, Hauptstraße

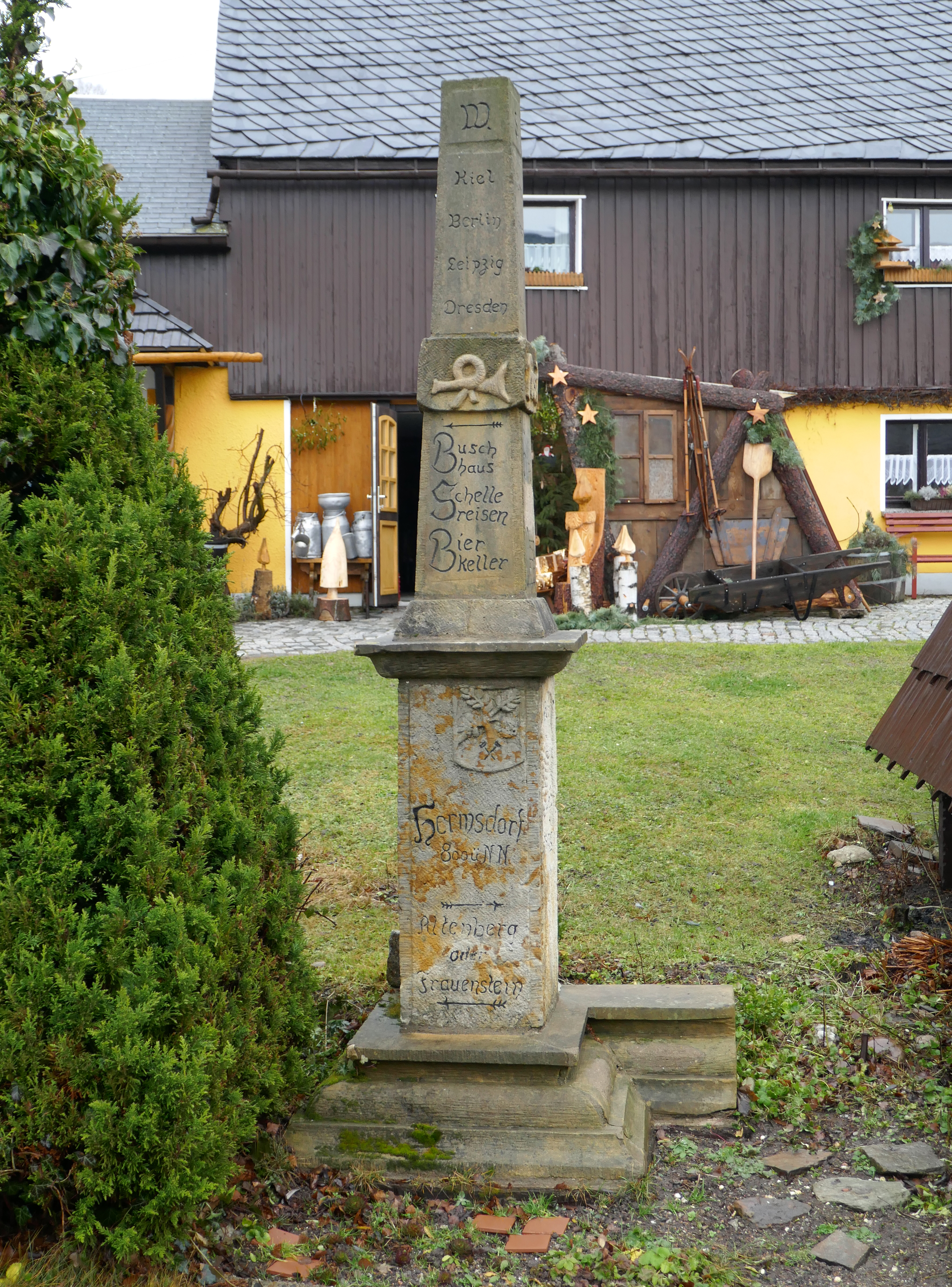
Wegweisersäule Hermsdorf

#### Hohnstein (Sächsische Schweiz)
- Wegweisersäule Hocksteinschänke

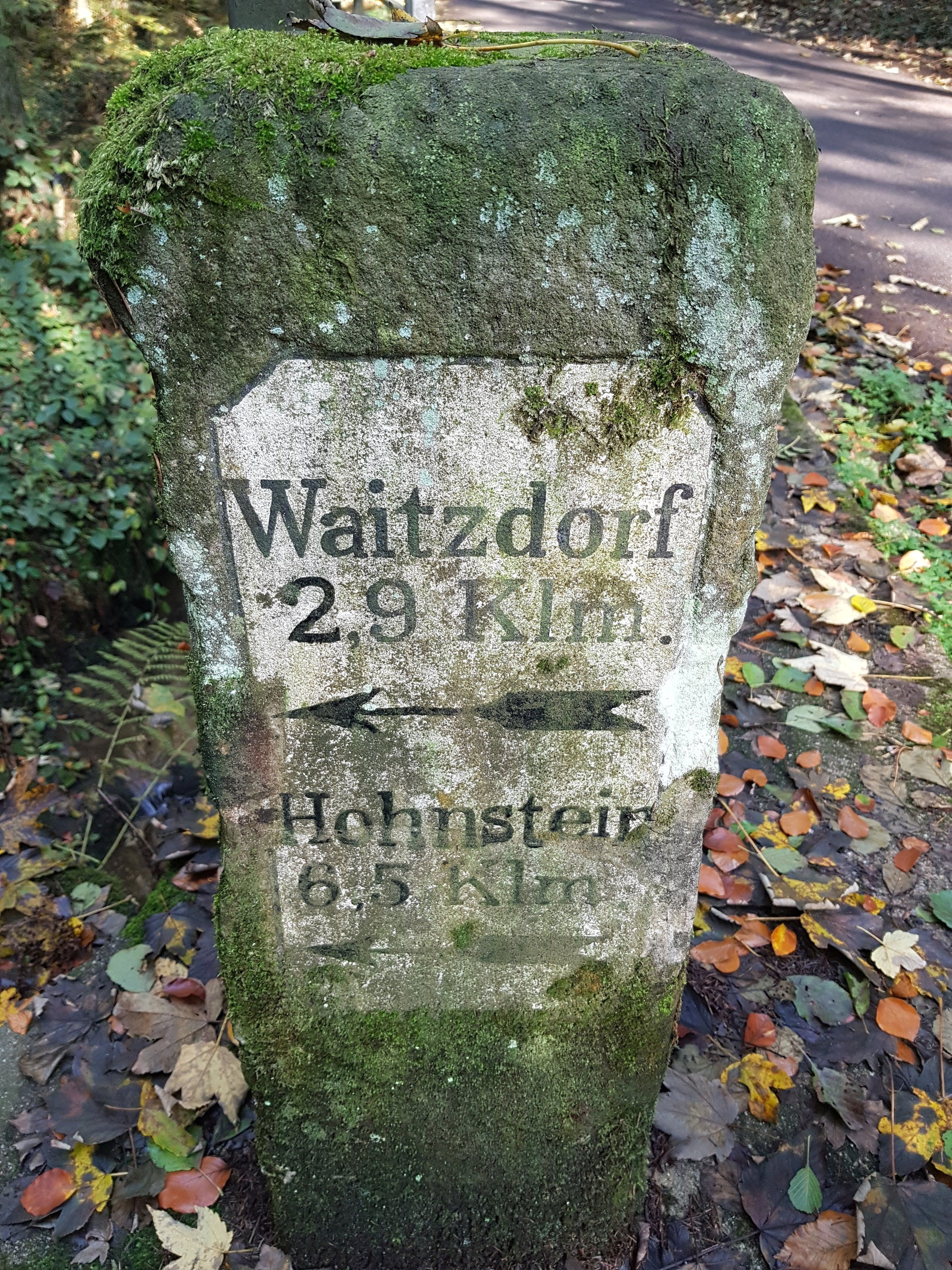

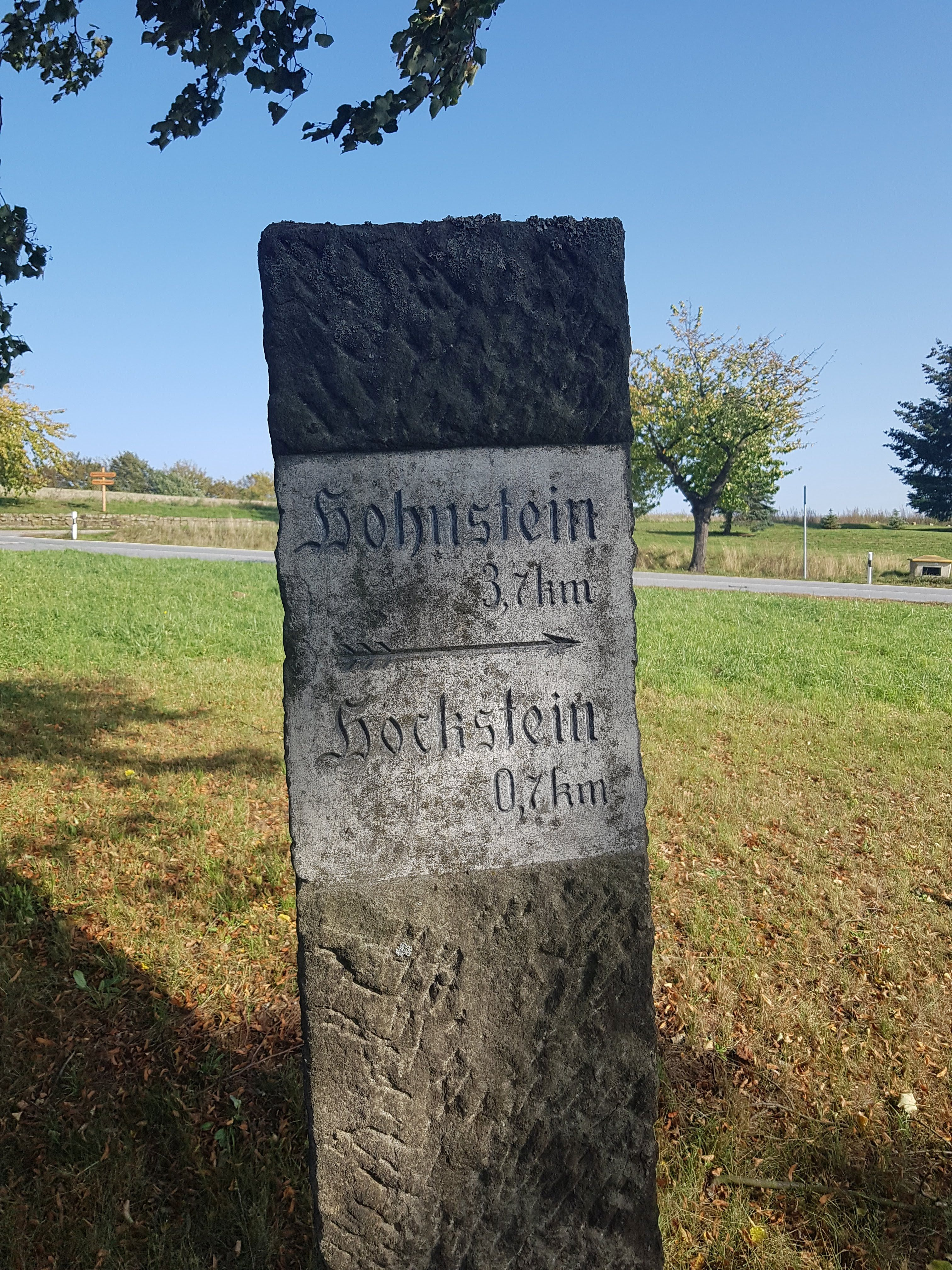

- Wegweisersäule Kohlichtgraben

#### Lohmen (Sachsen)
- Wegweisersäule Lohmen Basteistr./ Hohburkersdorfer Str.
- Wegweisersäule Lohmen Basteistr./ Wehlener Str.
- Wegweisersäule Basteistr./ Rathewalder Fußweg
- Wegweisersäule Daube
- Wegweisersäule Doberzeit
- Wegweisersäule am Steinernen Tisch
- Wegweisersäule Abzweig Uttewalde
- Wegweisersäule Uttewalde
- Wegweisersäule Lohmen, Marktsteig

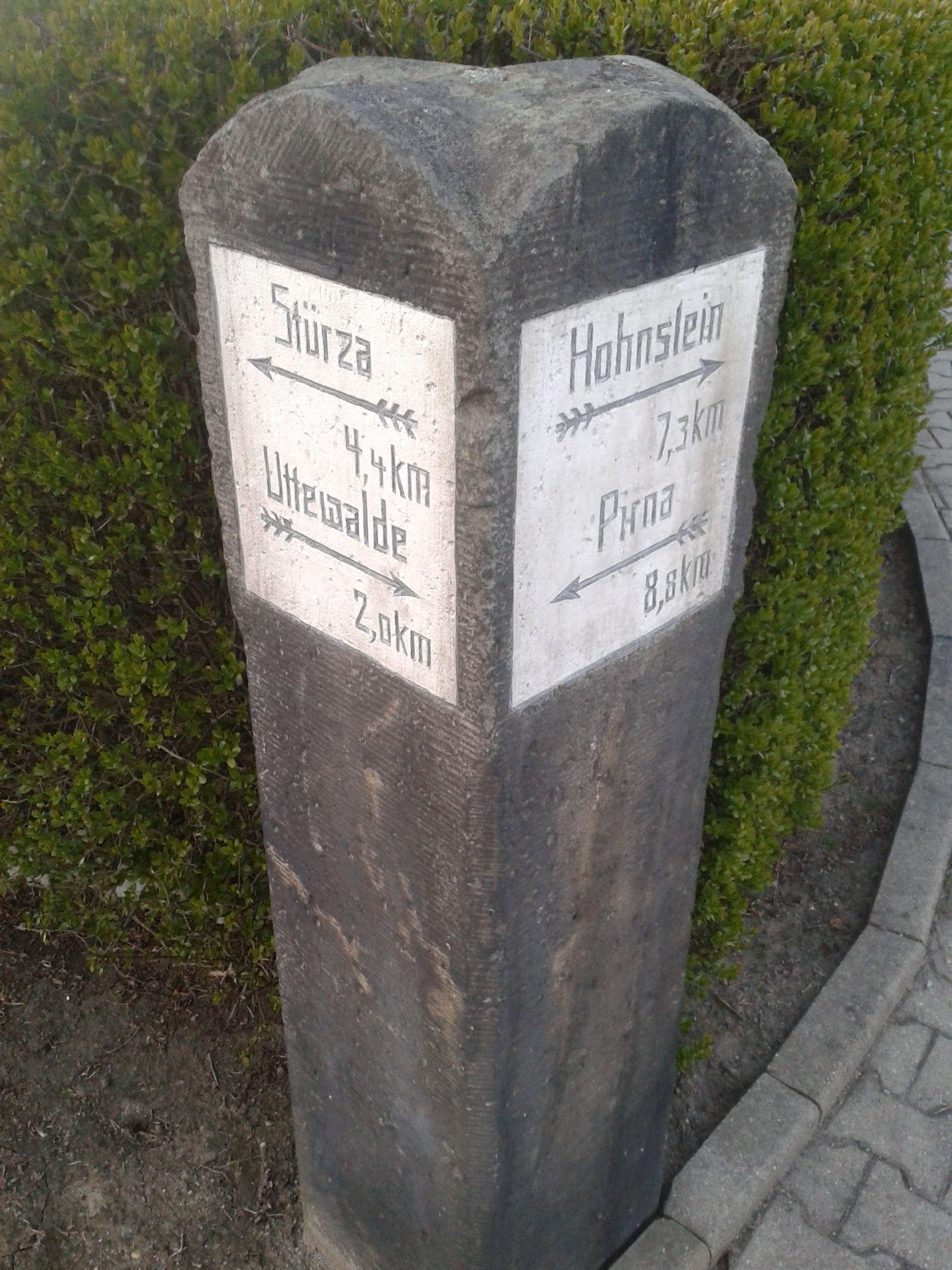
Lohmen Basteistr.- Hohburkersdorfer Str.
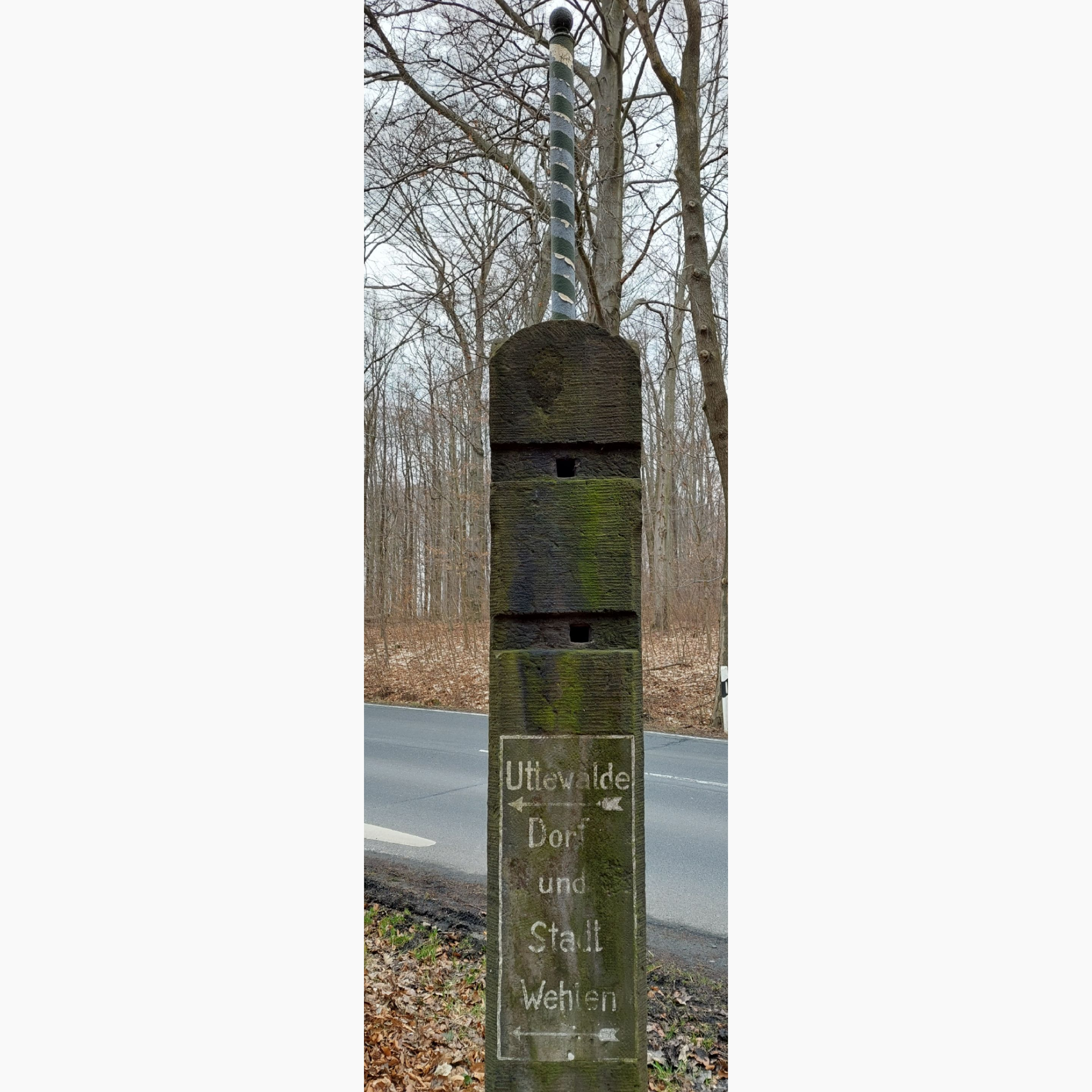
Lohmen
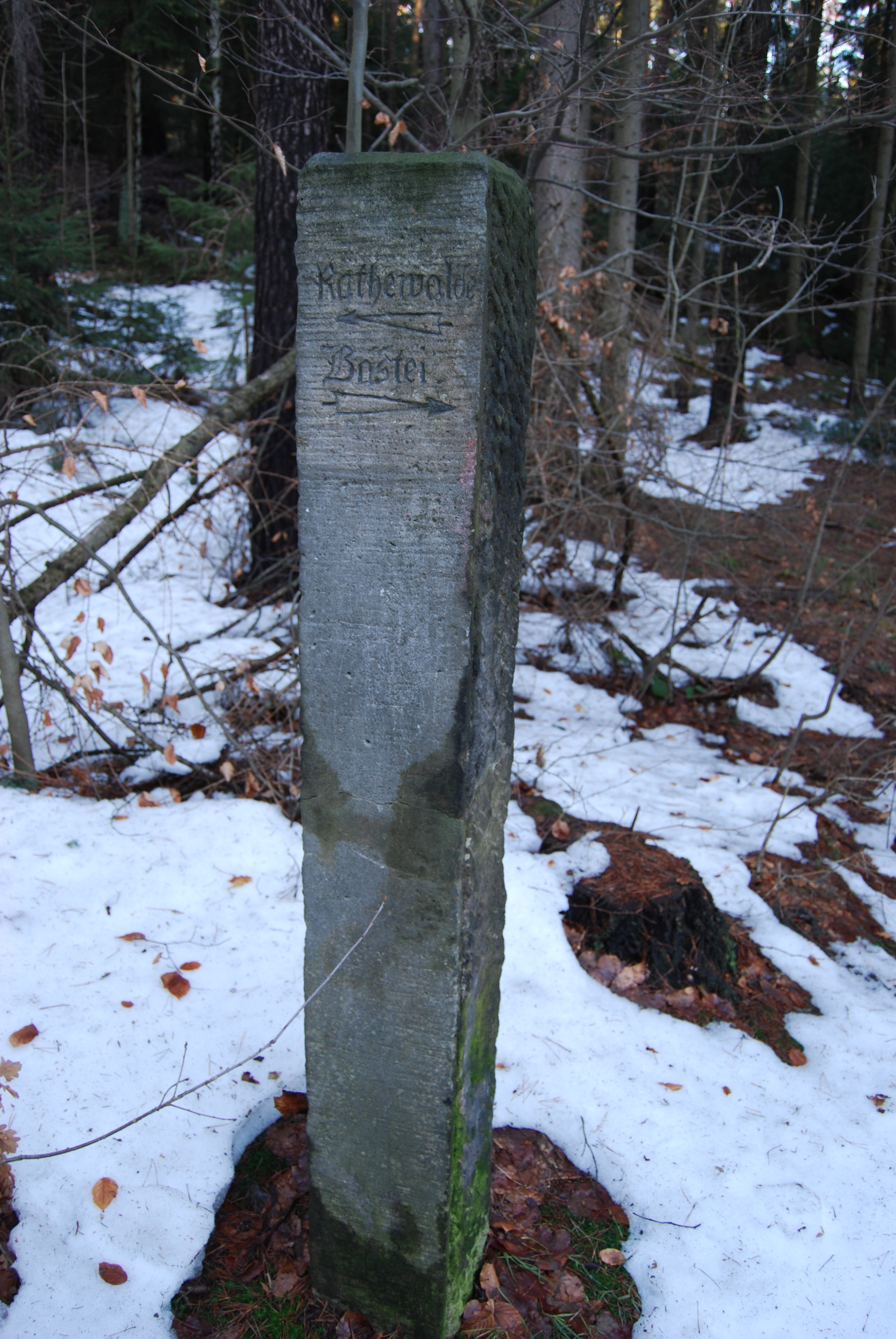
Basteistraße
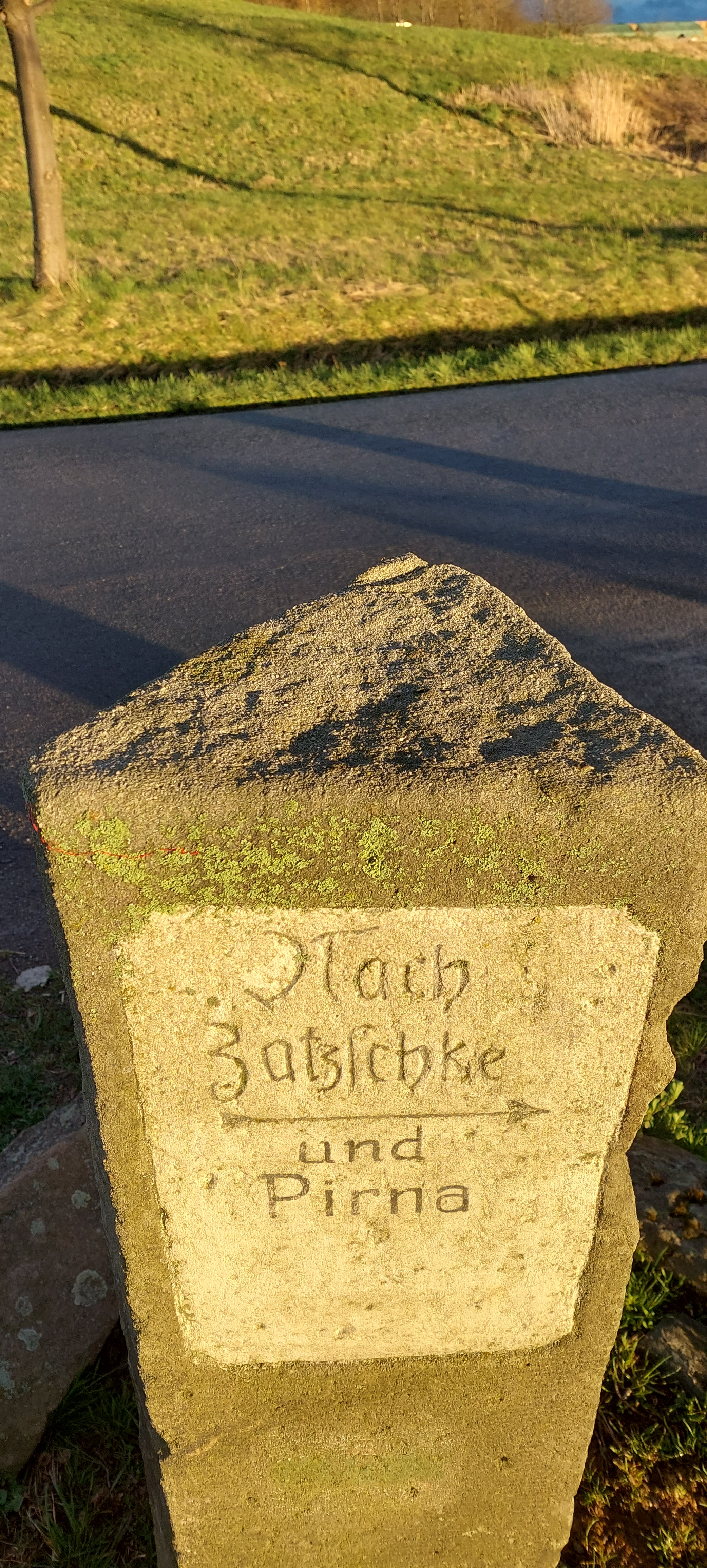
Daube
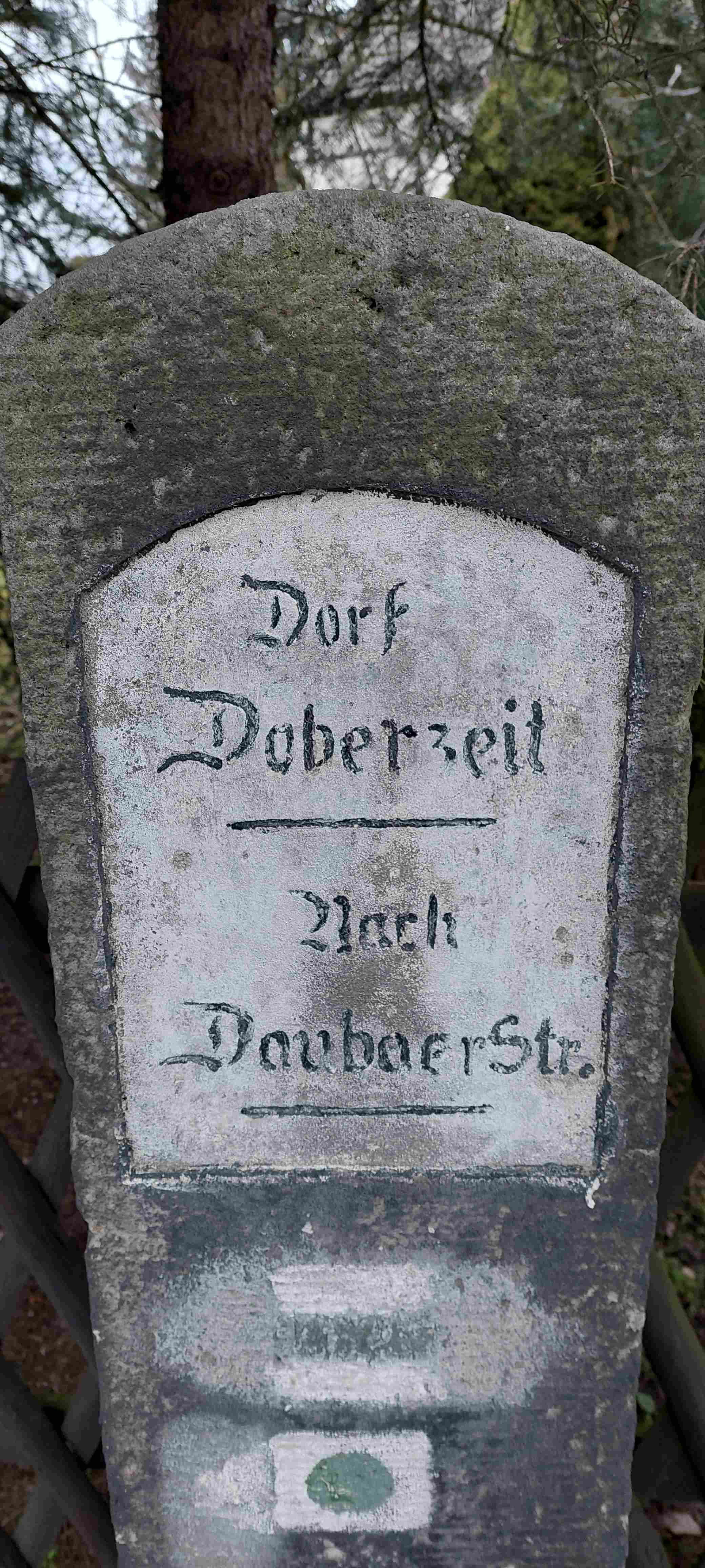
Doberzeit
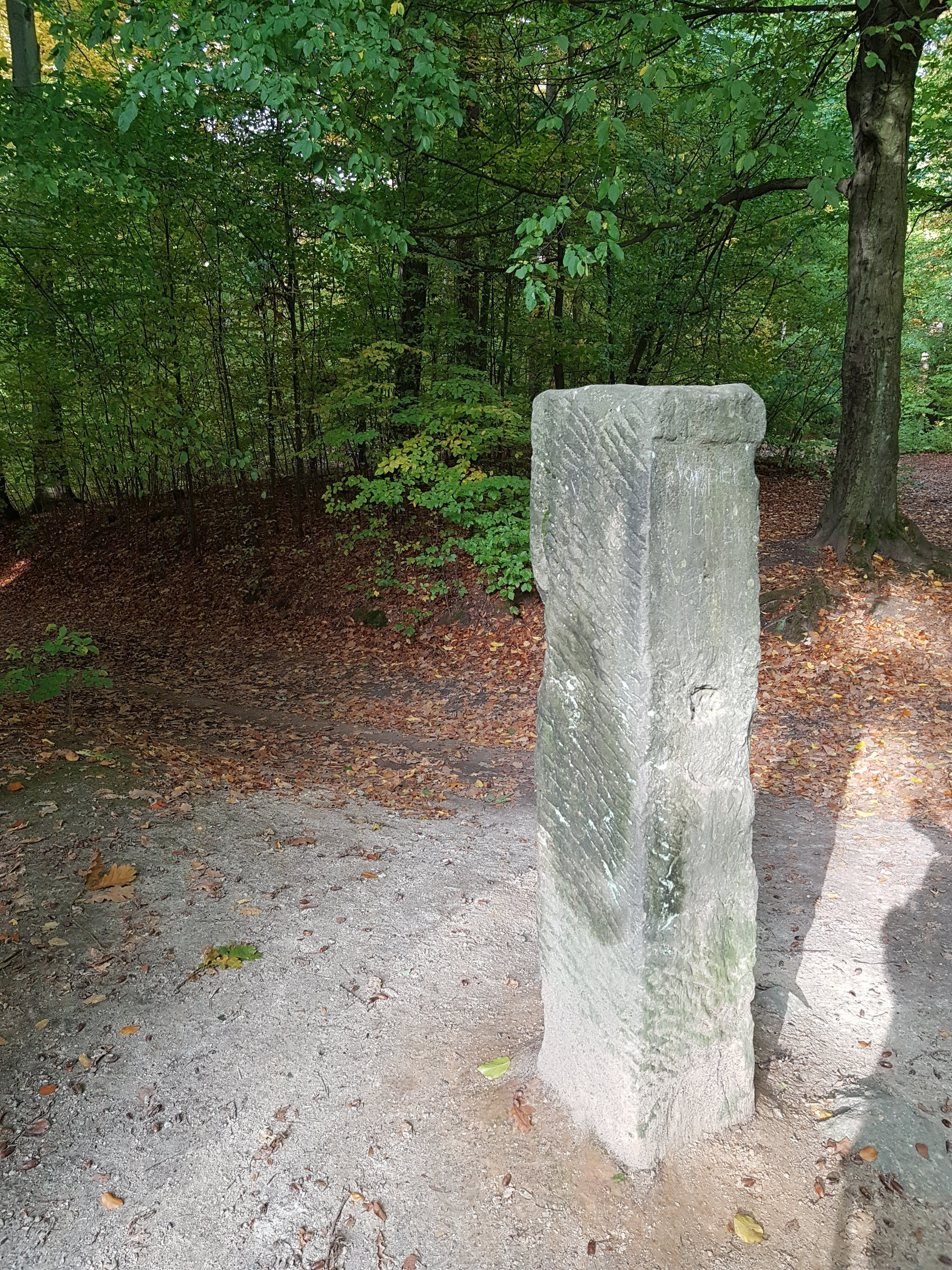
Am Steinernen Tisch
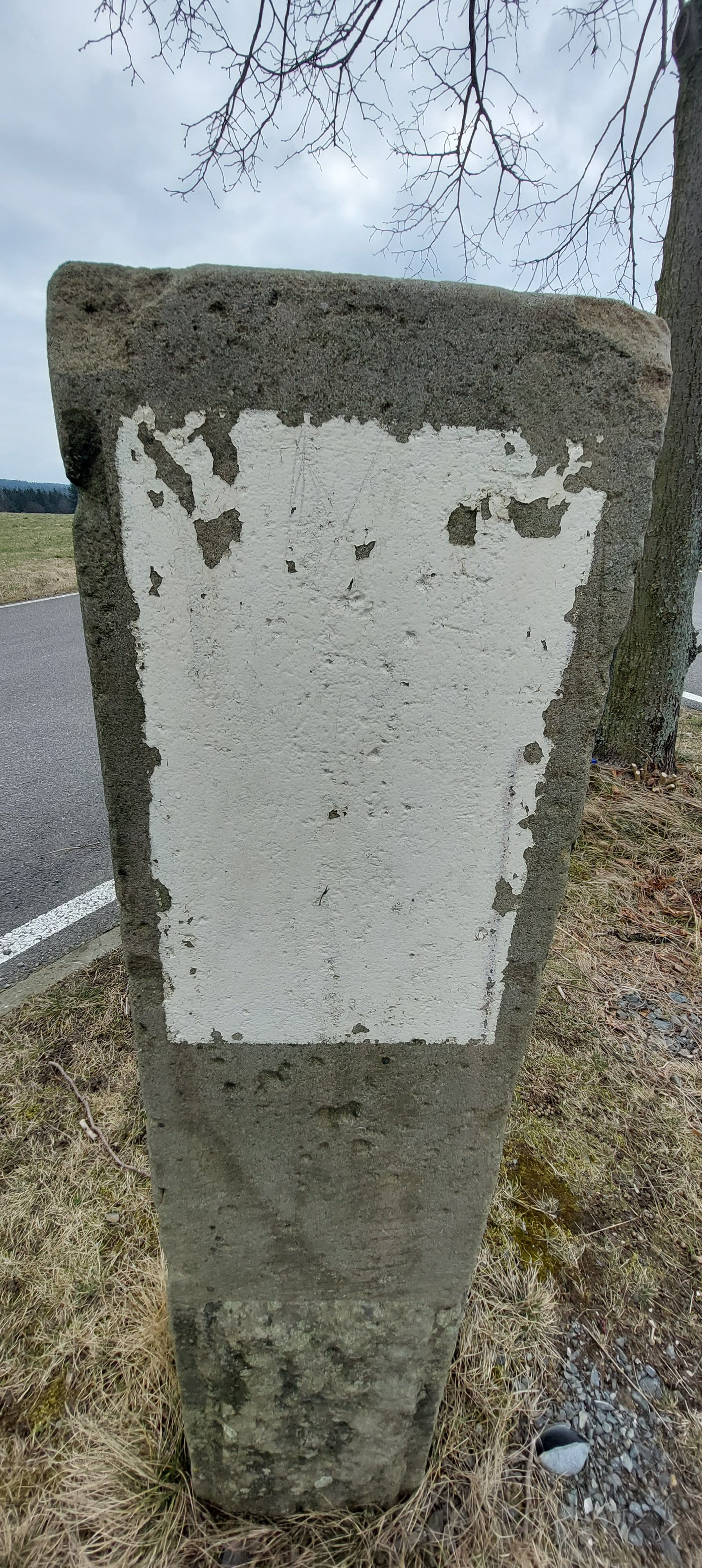
Abzweig Uttewalde
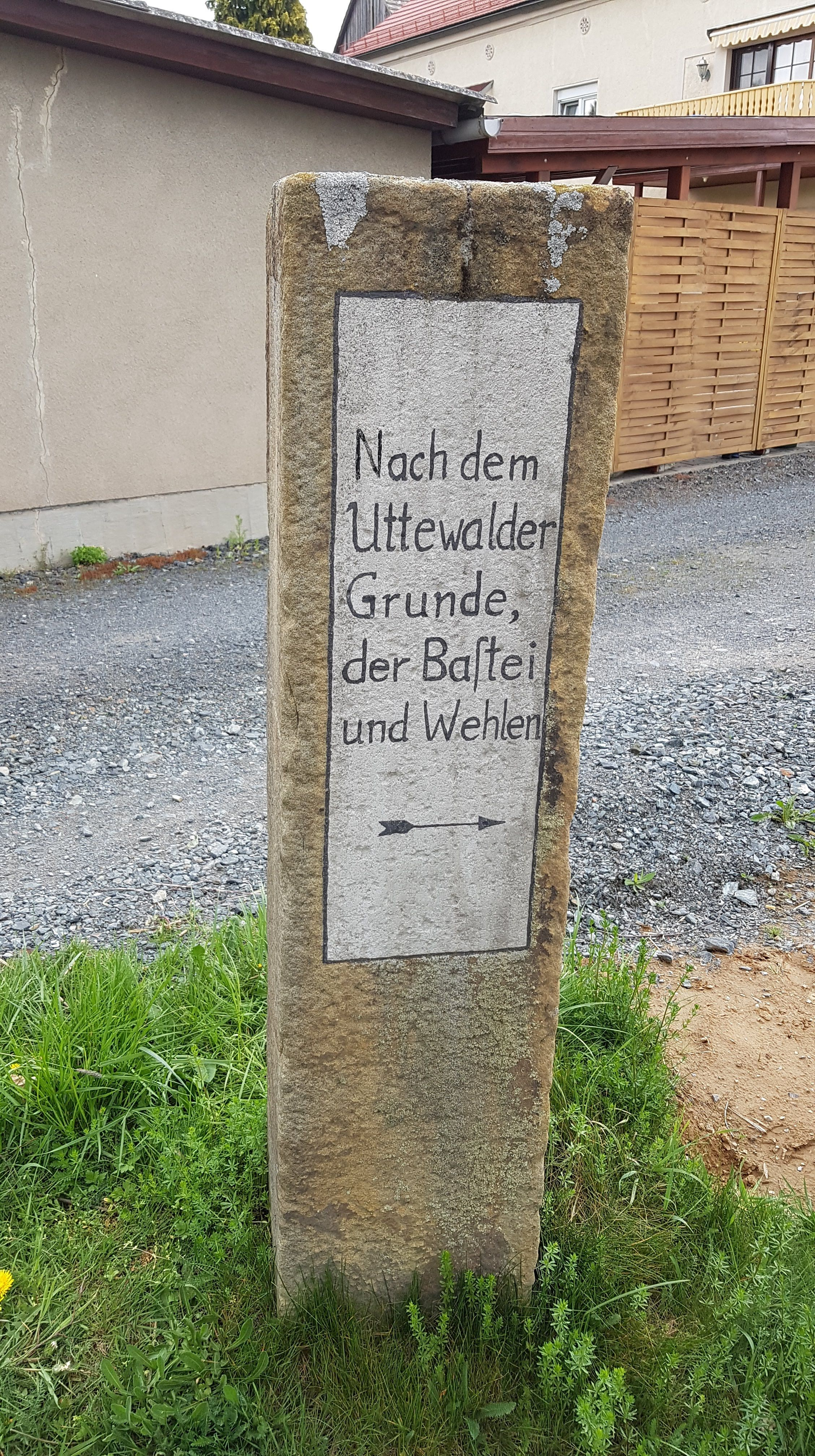
Uttewalde
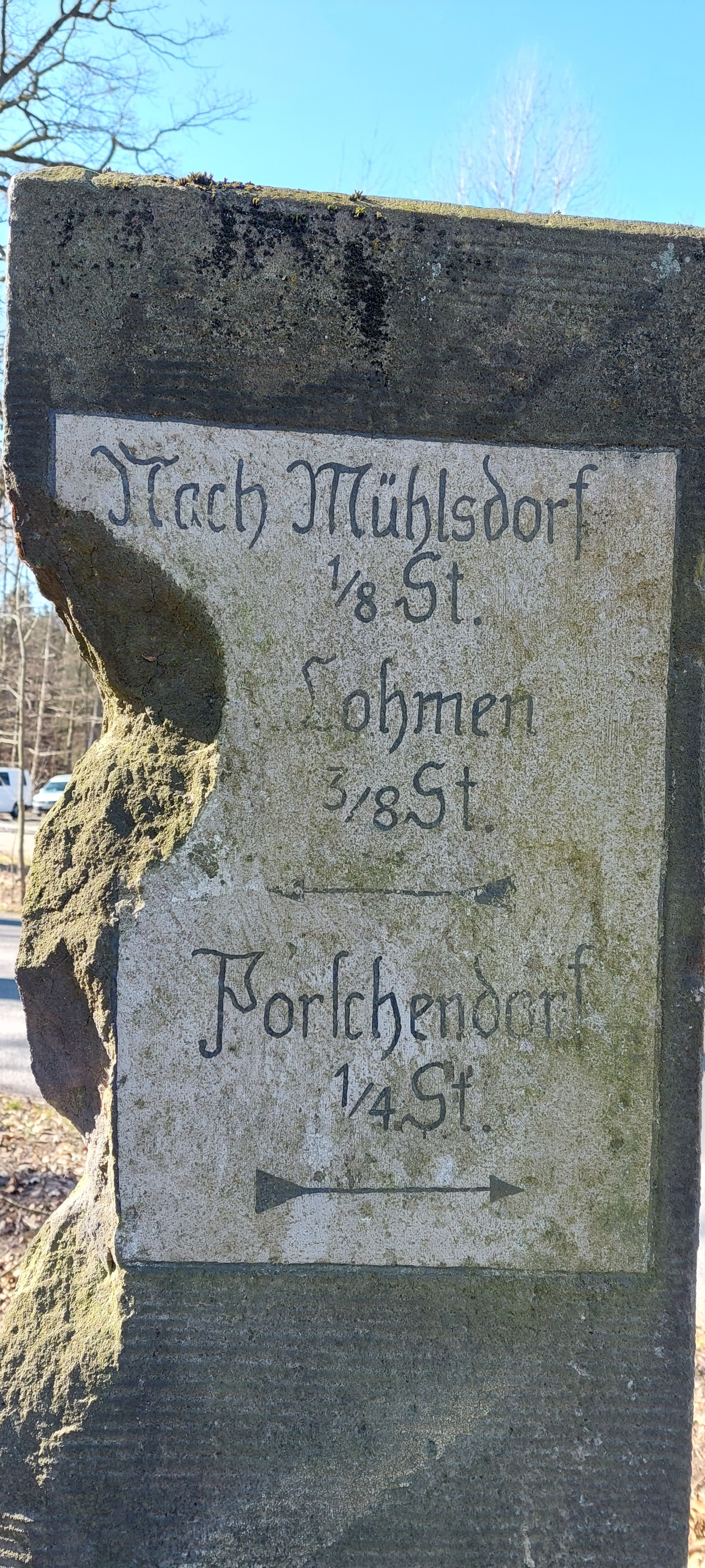
Lohmen Marktsteig

#### Müglitztal
- Wegweisersäule Schlosspark Weesenstein

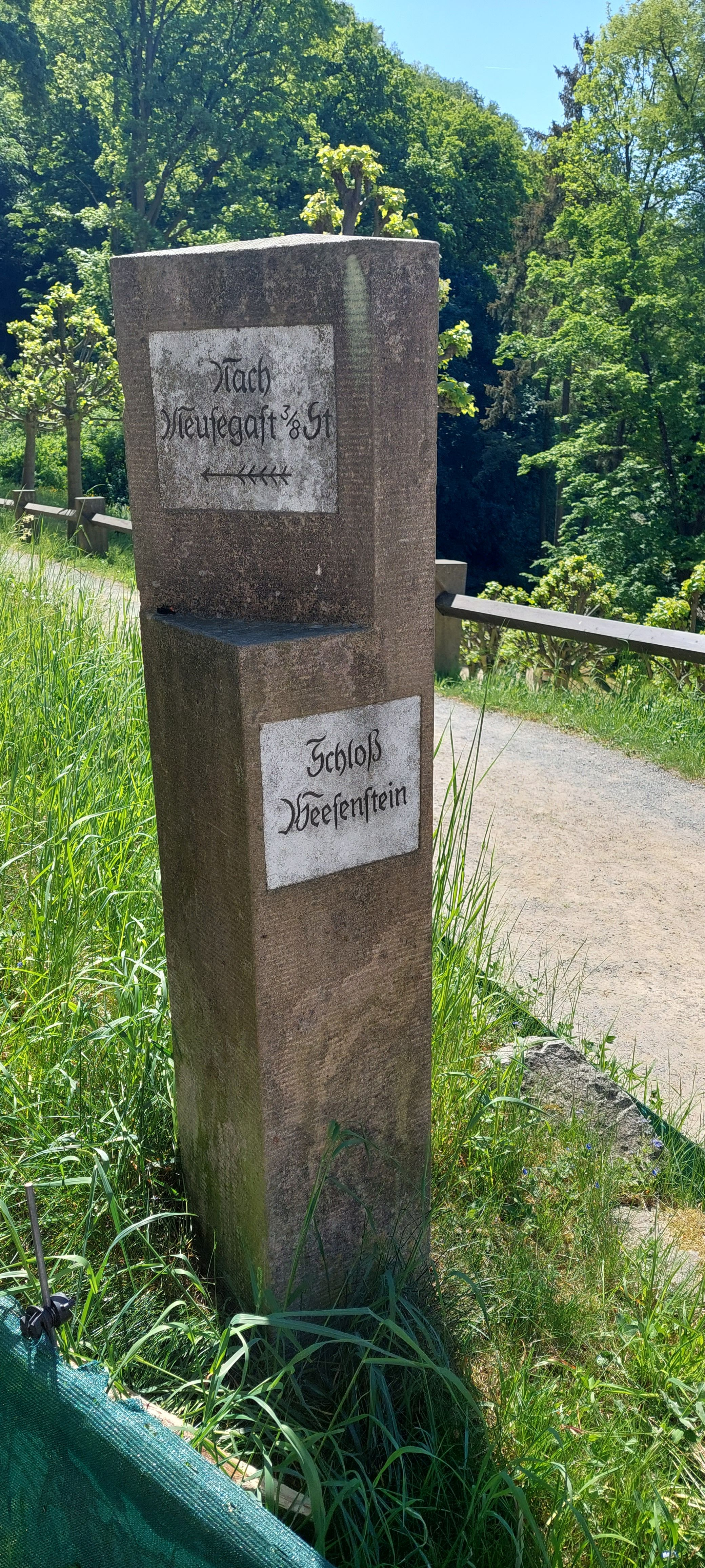

#### Neustadt in Sachsen
- Armsäule Hohwald von 1725[5], Hohwaldstraße, Langburkersdorf

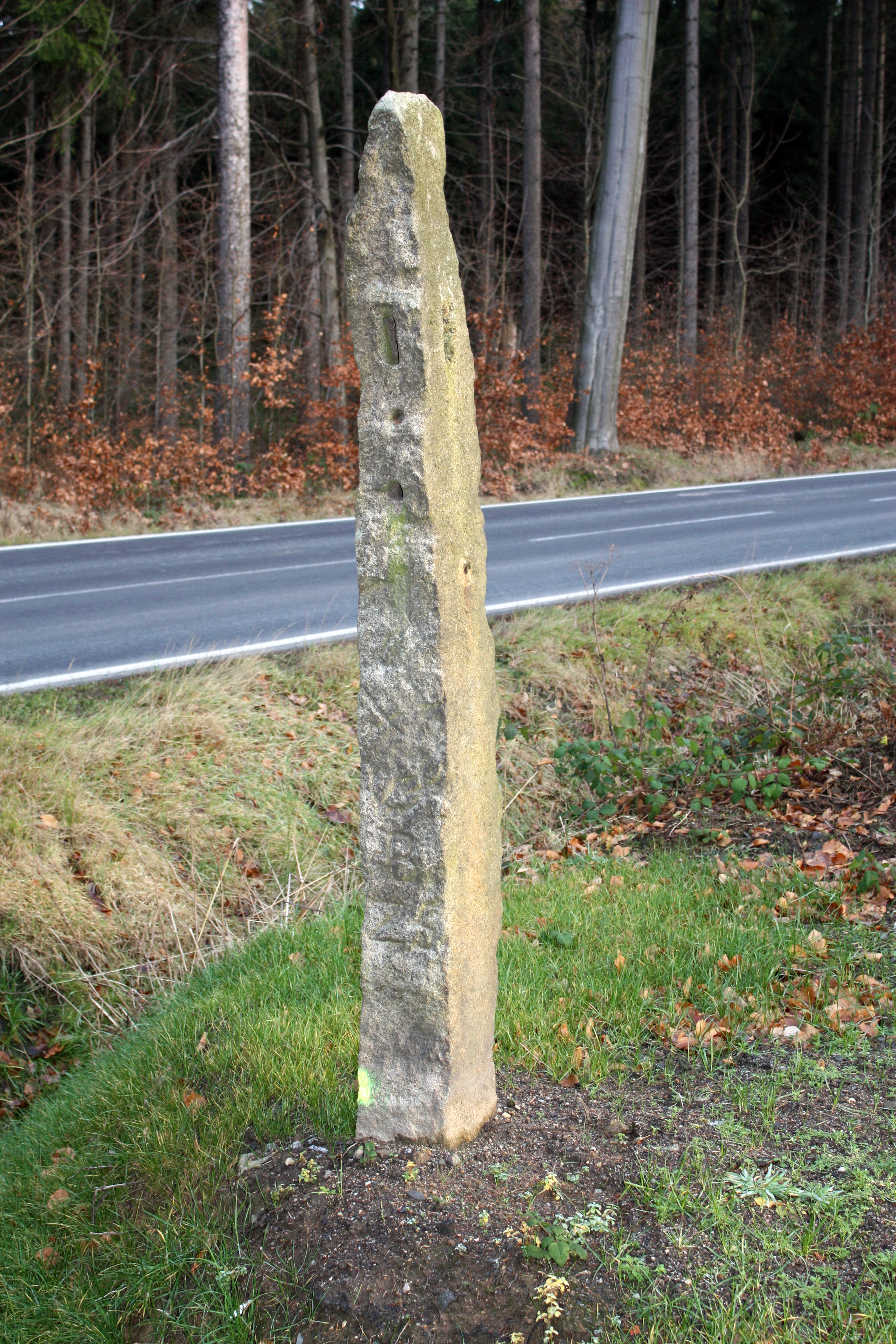

#### Pirna
- Wegweisersäule Birkwitz
- Wegweisersäule Graupa, Bonnewitzer Str.
- Wegweisersäule Graupa, Bonnewitzer Str./ Zaschendorfer Str.

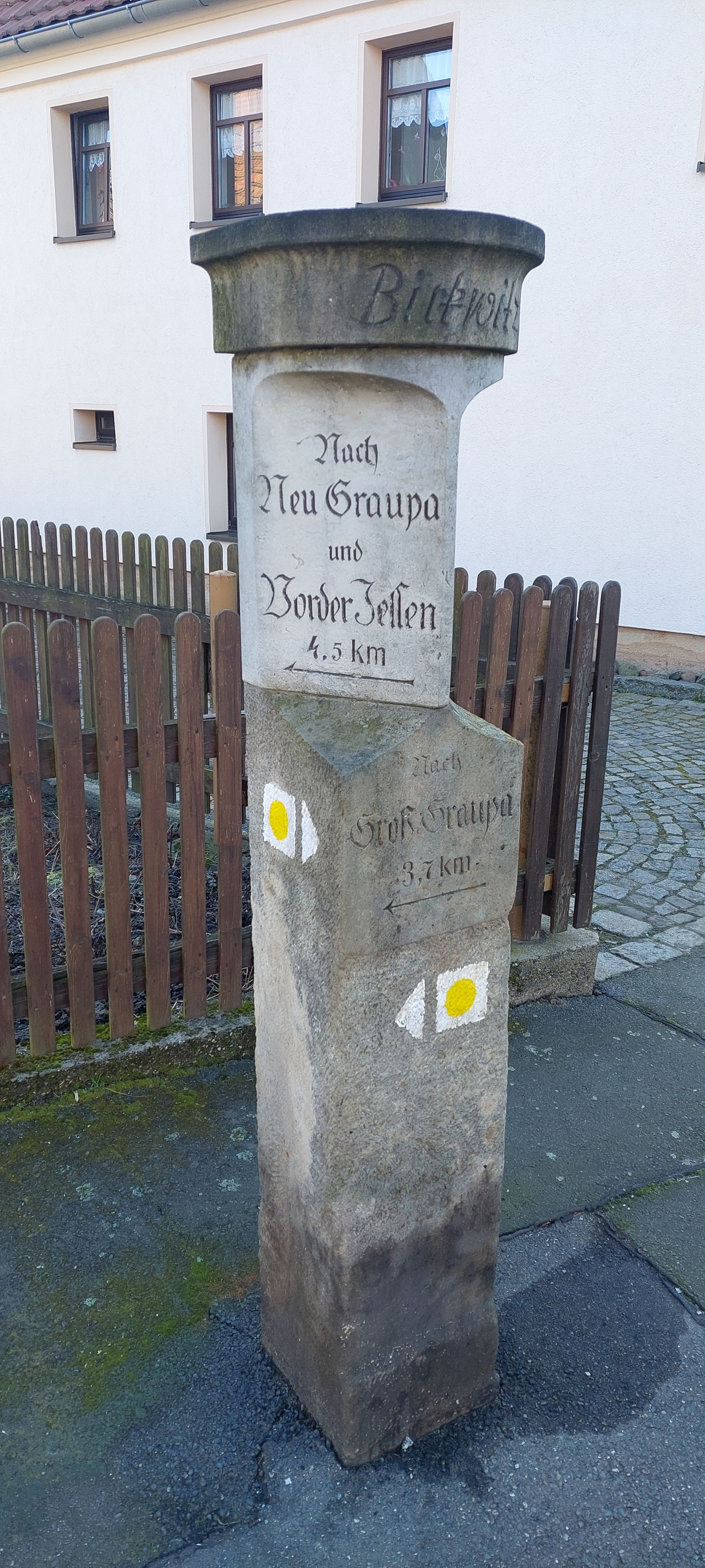
Birkwitz
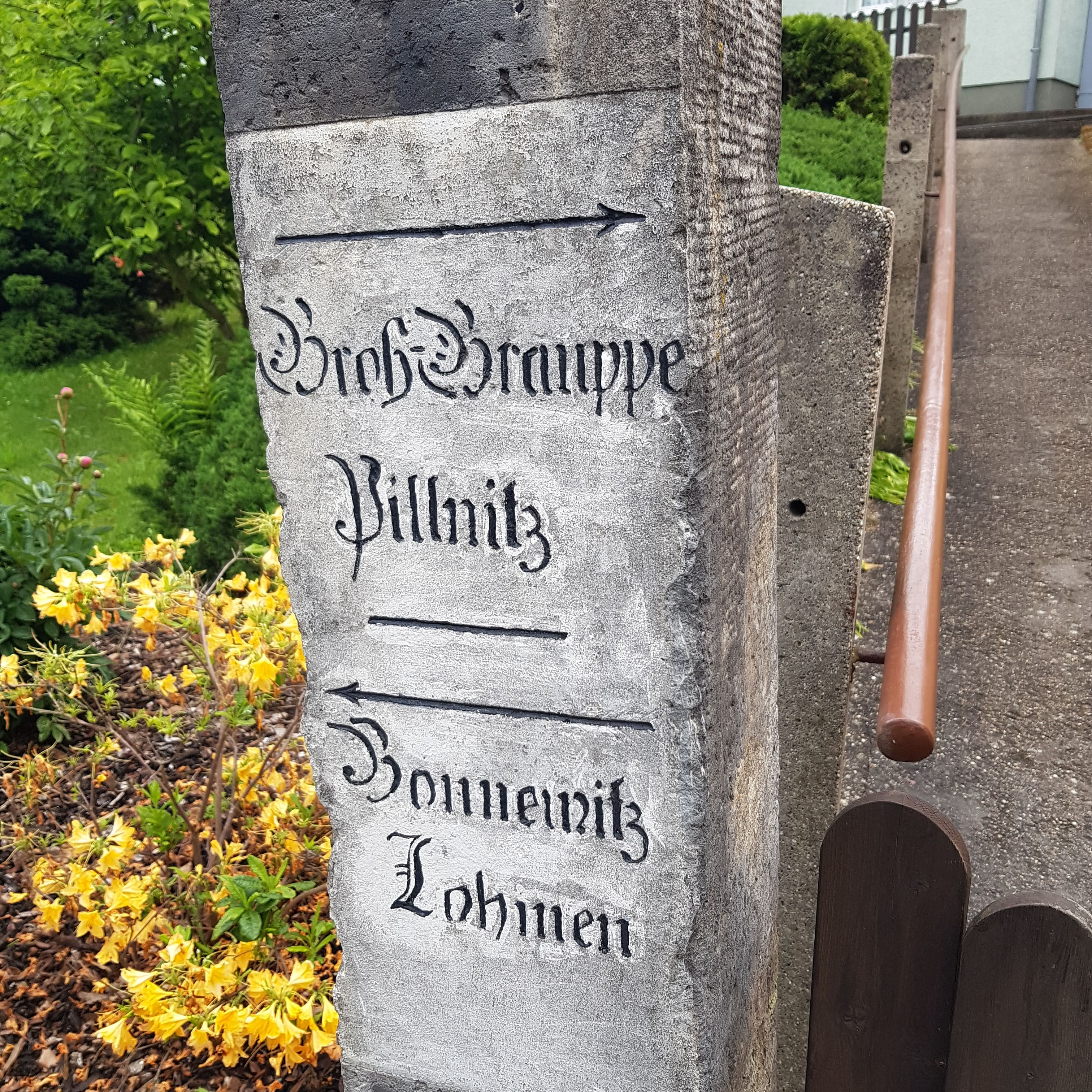
Graupa, Bonnewitzer Str.
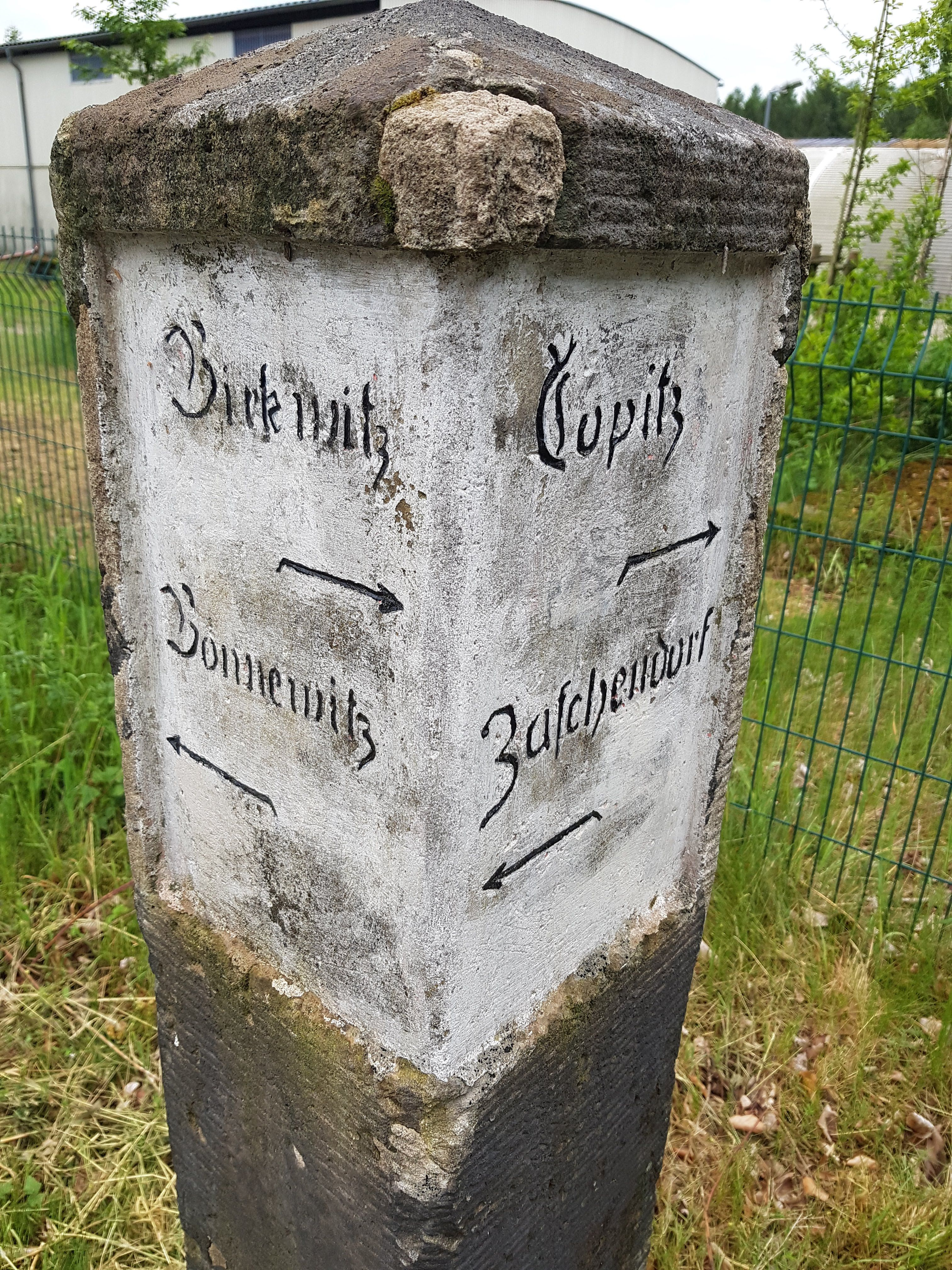
Graupa, Bonnewitzer Str./ Zaschendorfer Str.

#### Rathmannsdorf

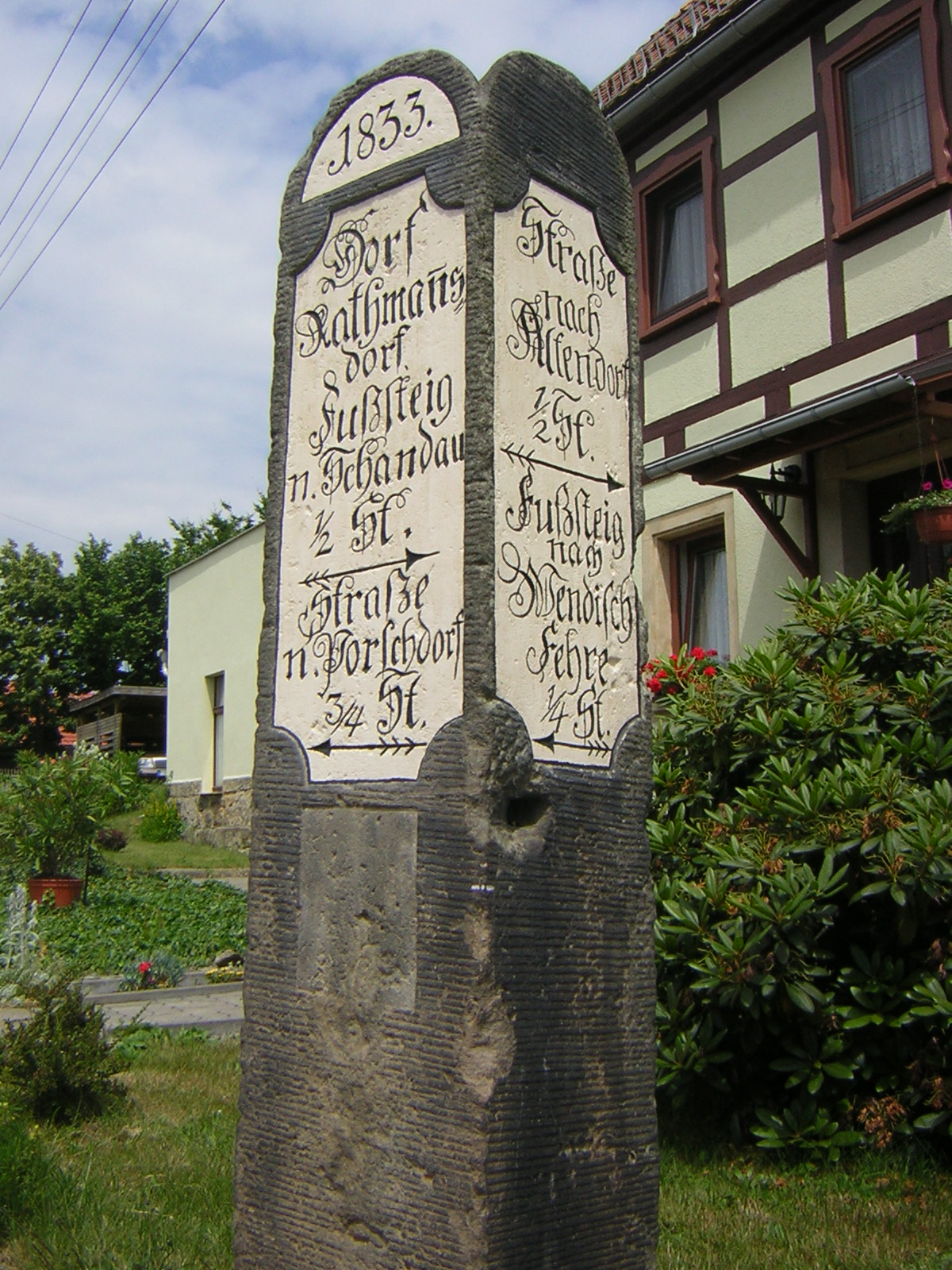

- Wegweisersäule Rathmannsdorf

#### Rosenthal-Bielatal
- Wegweisersäule Bielatal, Lattenweg
- Wegweisersäule Rosenthal, Winterleitenstraße

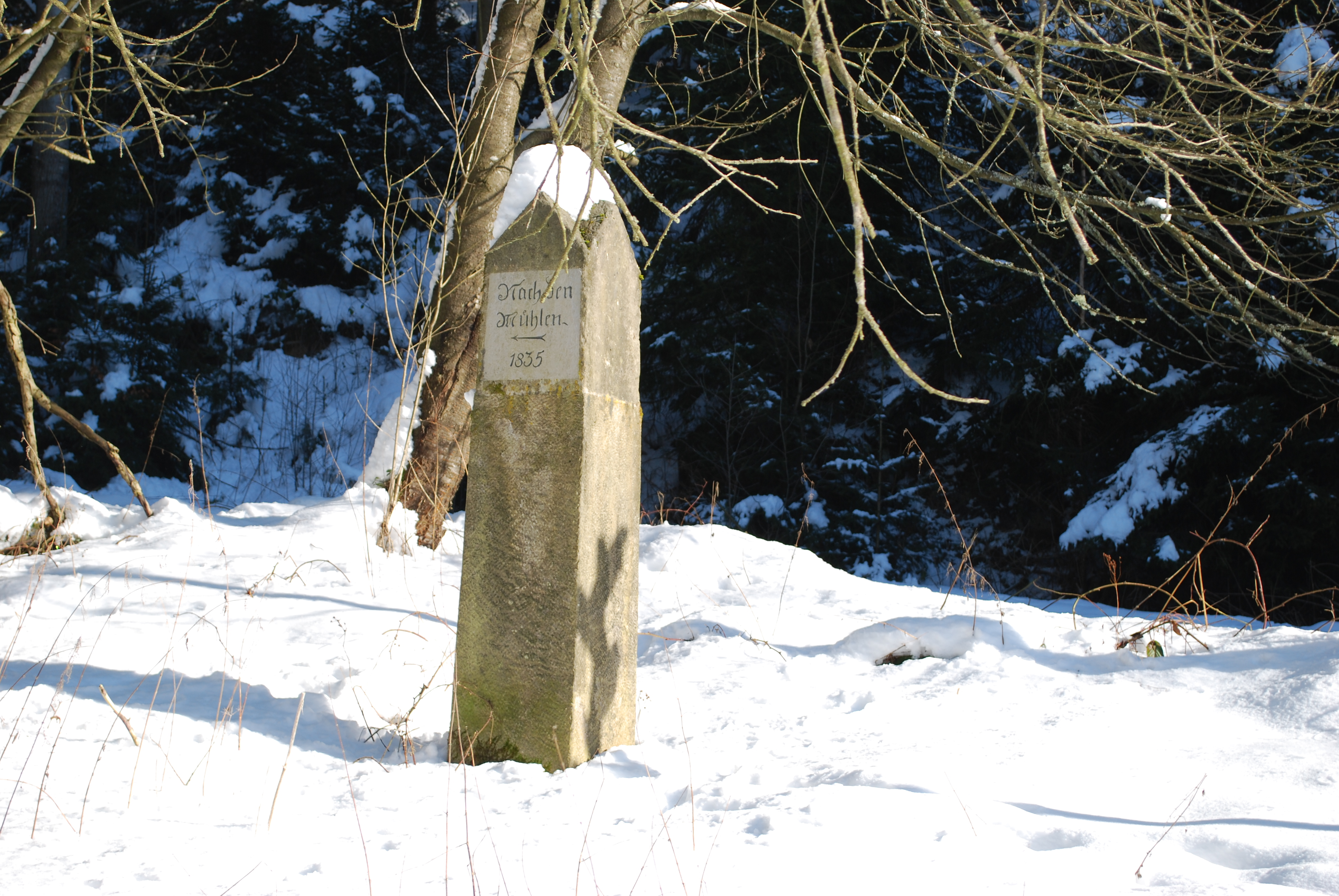
Bielatal, Lattenweg
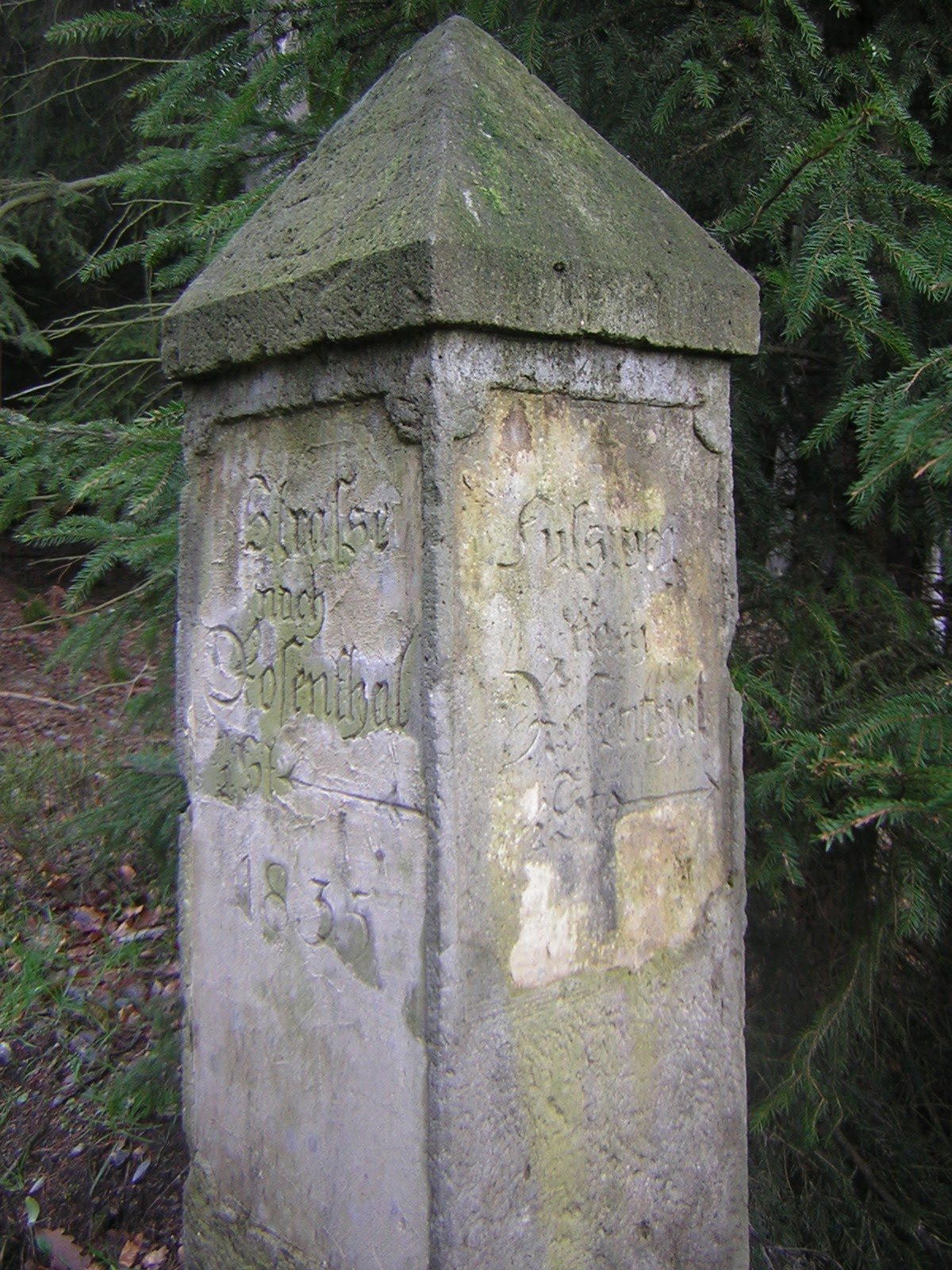
Rosenthal, Winterleitenstraße

#### Sebnitz
- Wegweisersäule im Kirnitzschtal am Lichtenhainer Wasserfall

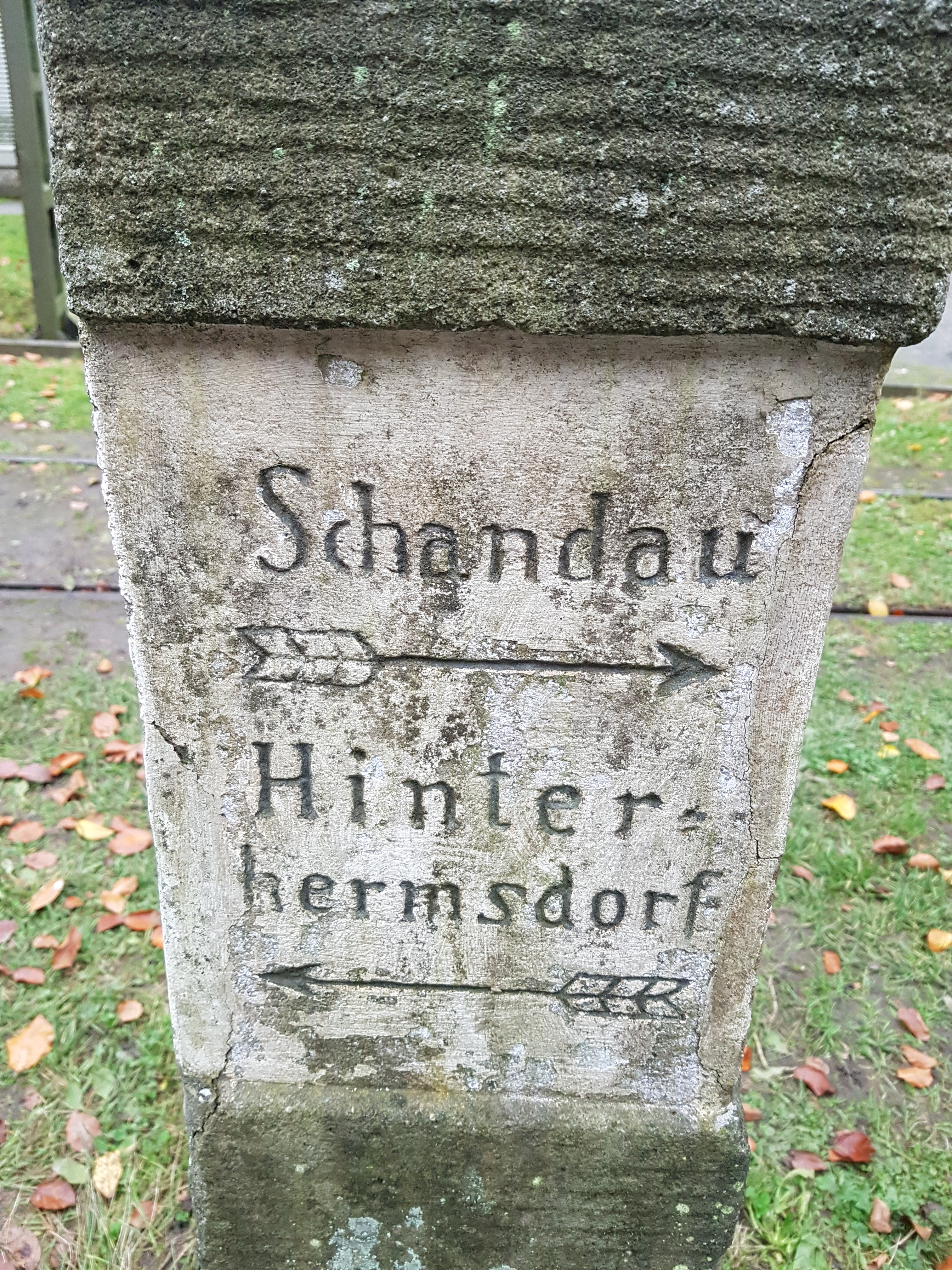

#### Struppen
- Wegweisersäule Thürmsdorf, Kleiner Bärenstein
- Wegweisersäule Thürmsdorf, Straße nach Weißig
- Wegweisersäule Weißig I
- Wegweisersäule Weißig II
- Wegweisersäule Weißig III

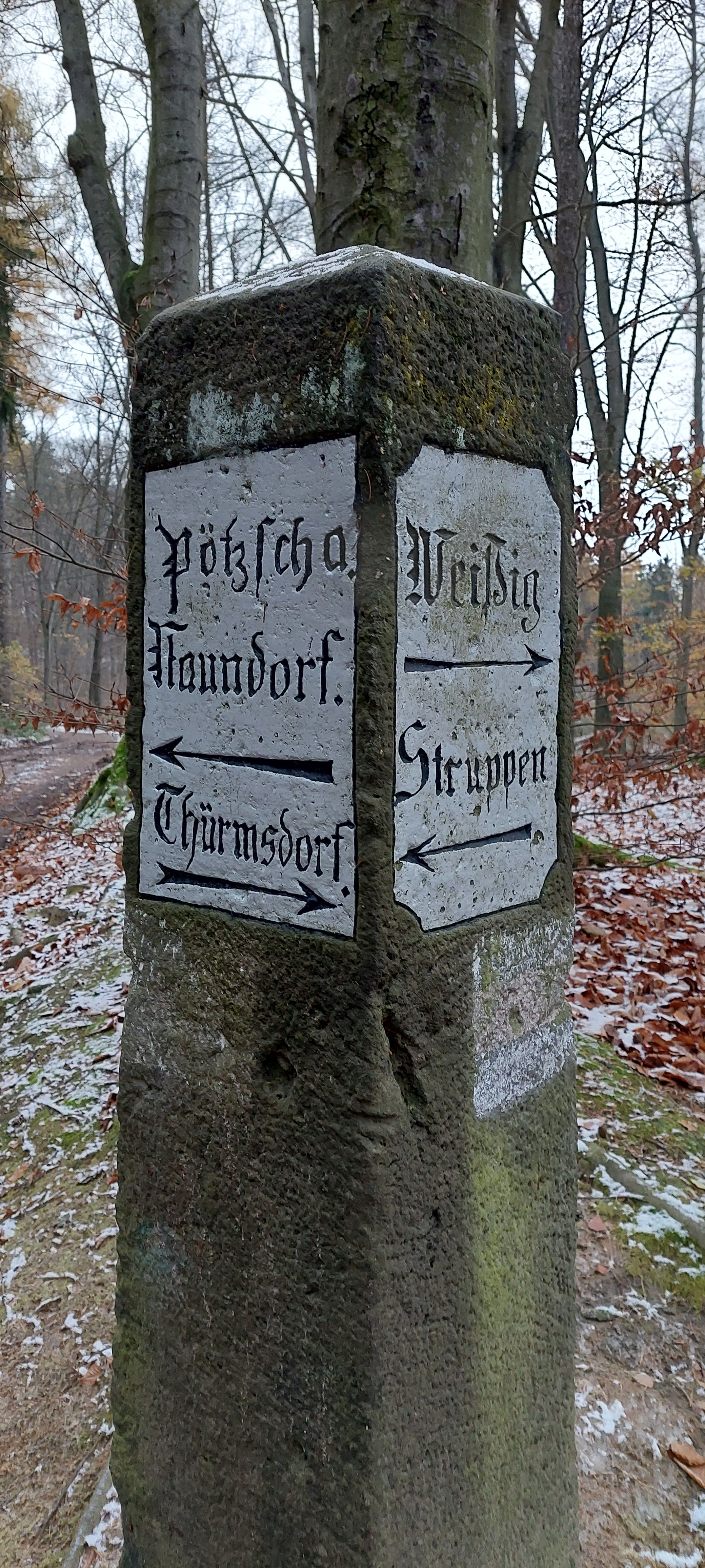
Thürmsdorf Kleiner Bärenstein
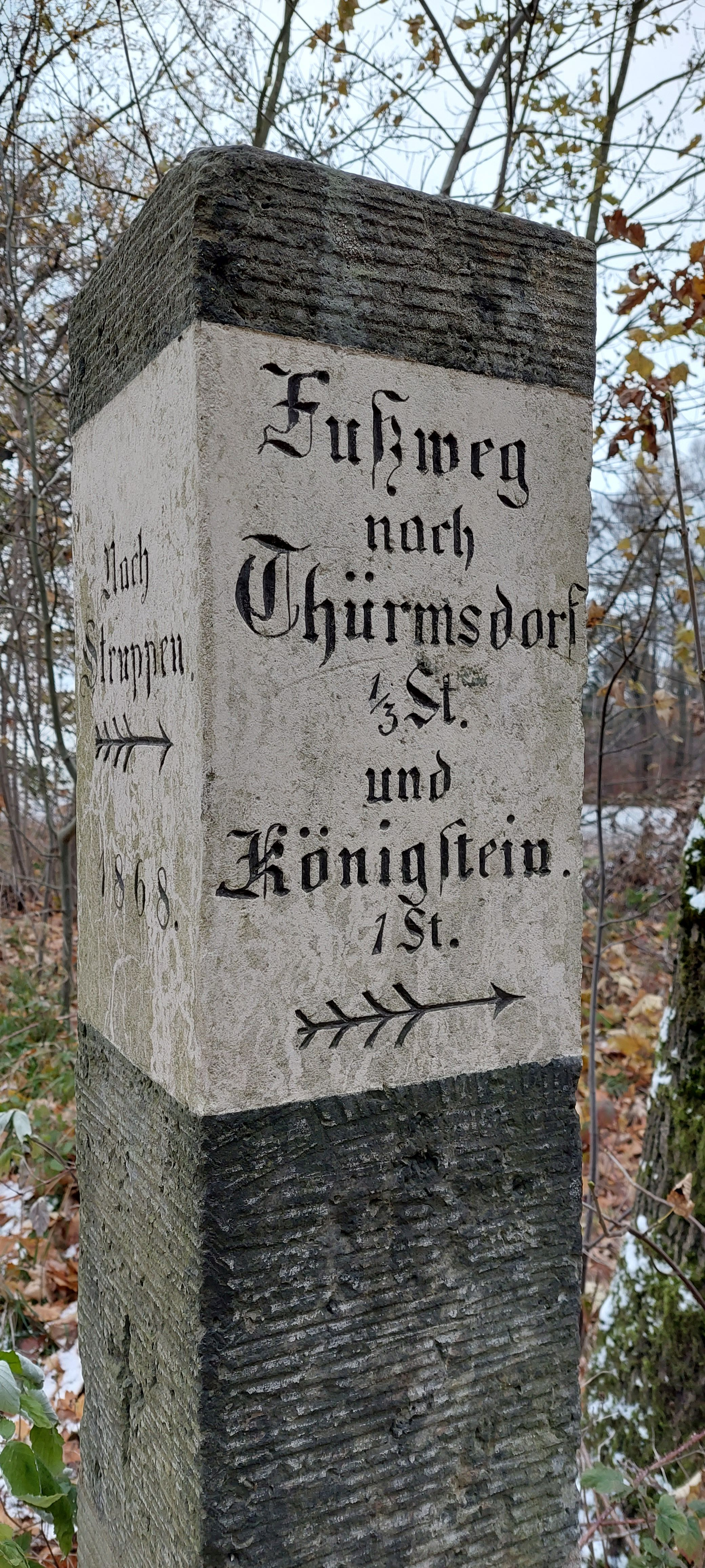
Thürmsdorf, Straße nach Weißig
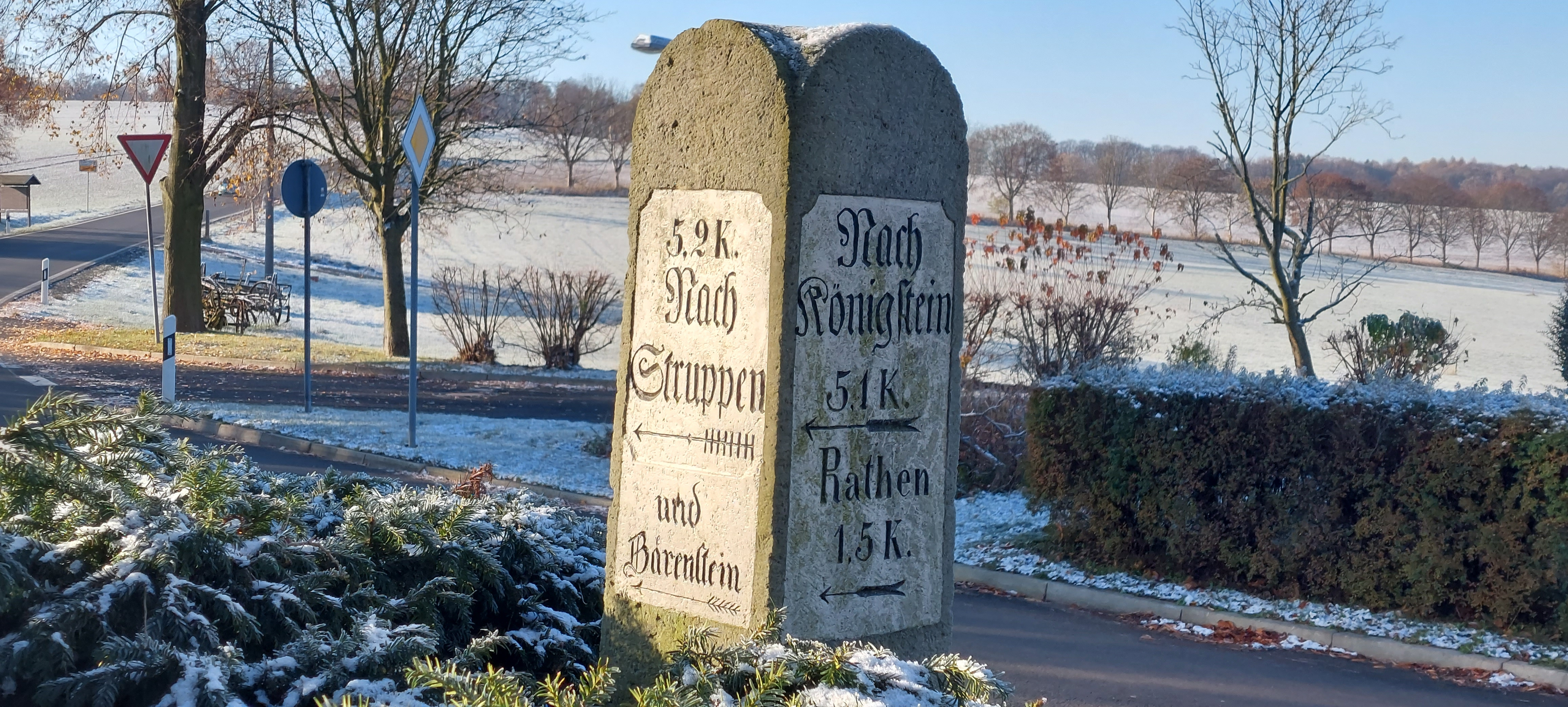
Weißig I
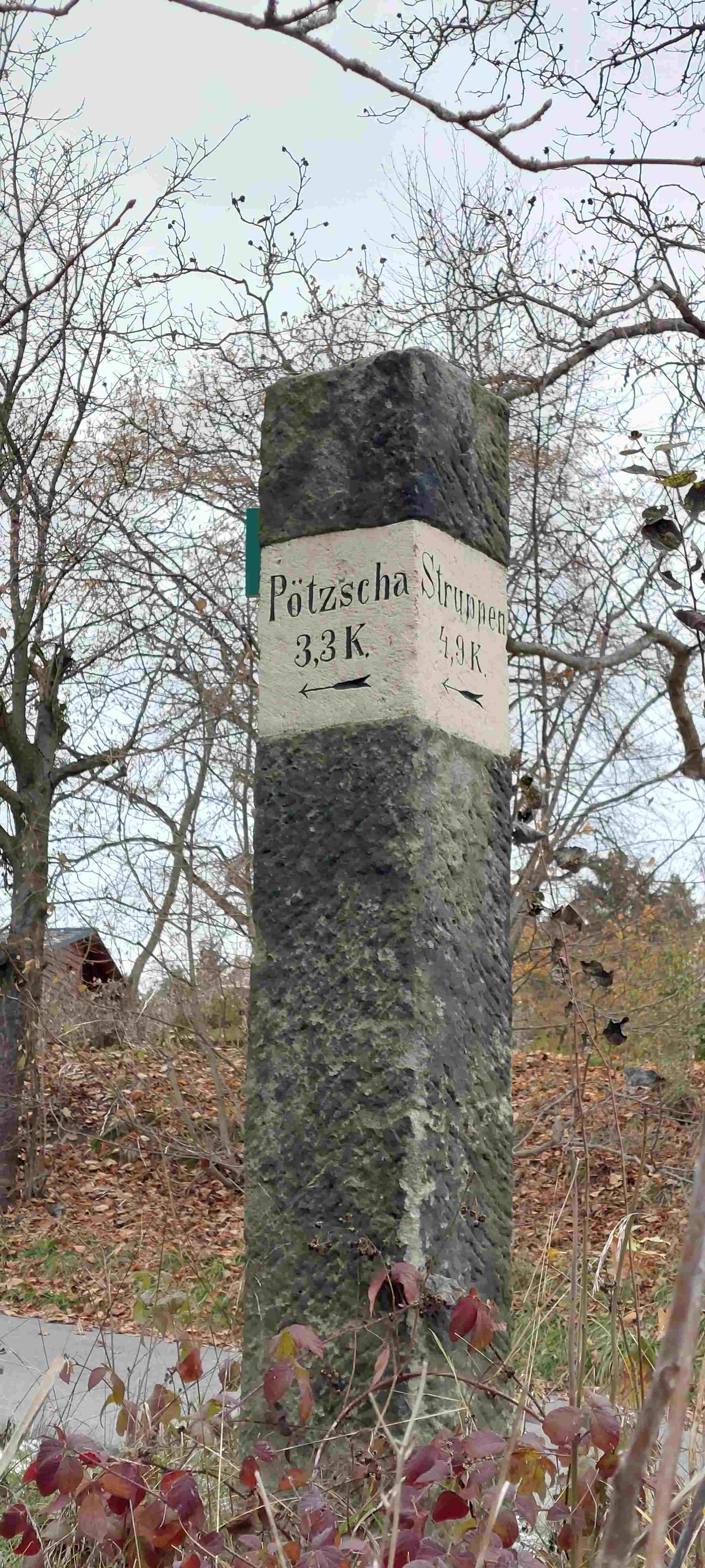
Weißig II
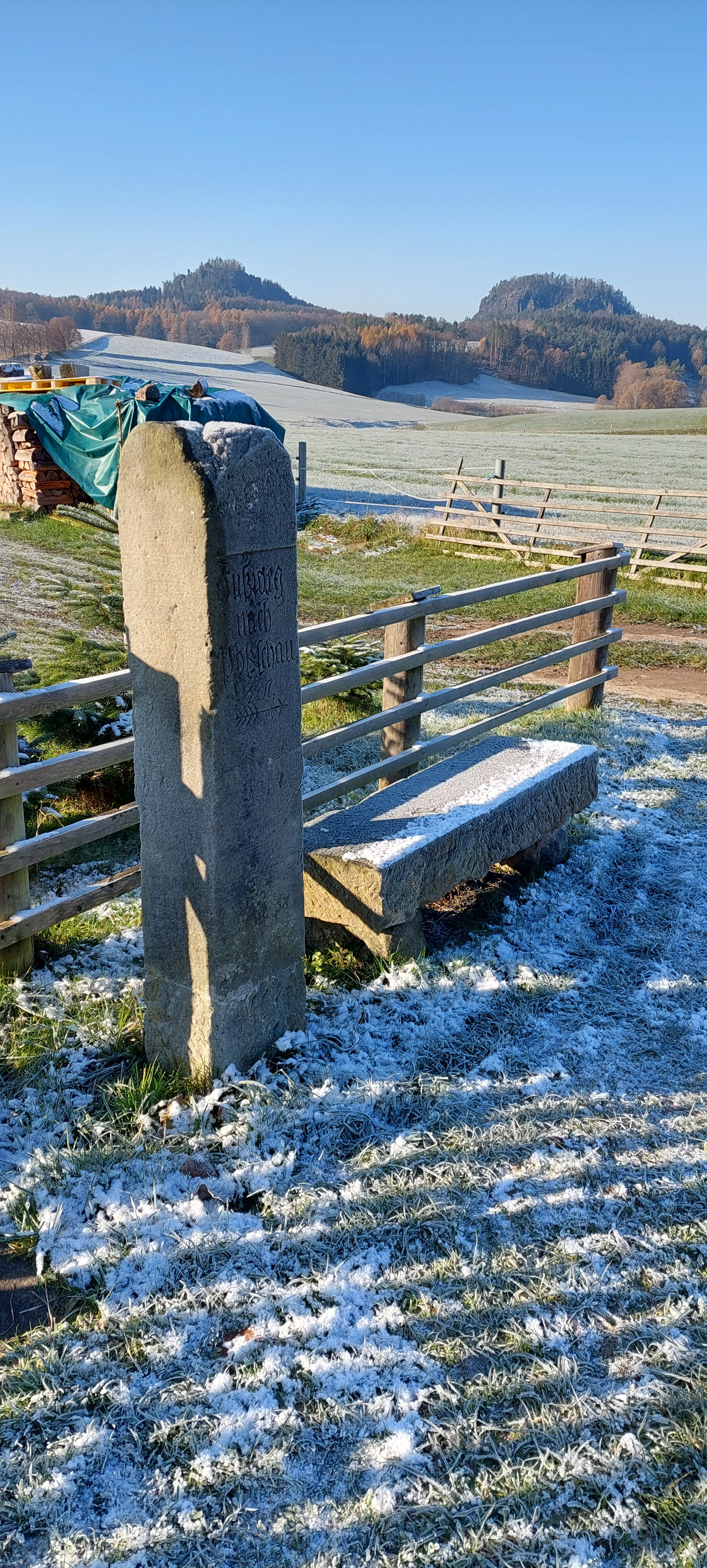
Weißig III

#### Tharandt
- Wegweisersäule Fördergersdorf, Tharandter Straße / Holzstraße
- Wegweiser- und Gemarkungssäule Fördergersdorf / Pohrsdorf, Tharandter Straße / Windmühlenstraße
- Wegweisersäule Grillenburg, Dresden-Freiberger Chaussee (Sachsenring Grillenburg, S 194) / Jägersteig (Tharandter Wald)
- Wegweisersäule Grillenburg, Salzstraße (Sachsenring Grillenburg) / B-Flügel (Tharandter Wald)
- Wegweisersäule Grillenburg, Salzstraße (Sachsenring Grillenburg) / Bahnhofstraße (Tharandter Wald)
- Wegweisersäule Grillenburg, Dresden-Freiberger Chaussee (S 194) / E-Flügel (Tharandter Wald, Zigeunerplatz)
- Wegweisersäule Grillenburg, Frauensteiner Straße (Sachsenring Grillenburg, S 189) / Colmnitzer Weg (Tharandter Wald)
- Wegweiserrundsäule Grillenburg, Mühlweg / Basaltweg (Tharandter Wald)
- Wegweisersäule Großopitz, Hohe Straße / Opitzhöhe
- Wegweisersäule Kurort Hartha, Dresden-Freiberger Chaussee (S 194) / Schneise 6 / Dorfhainer Straße (Tharandter Wald)

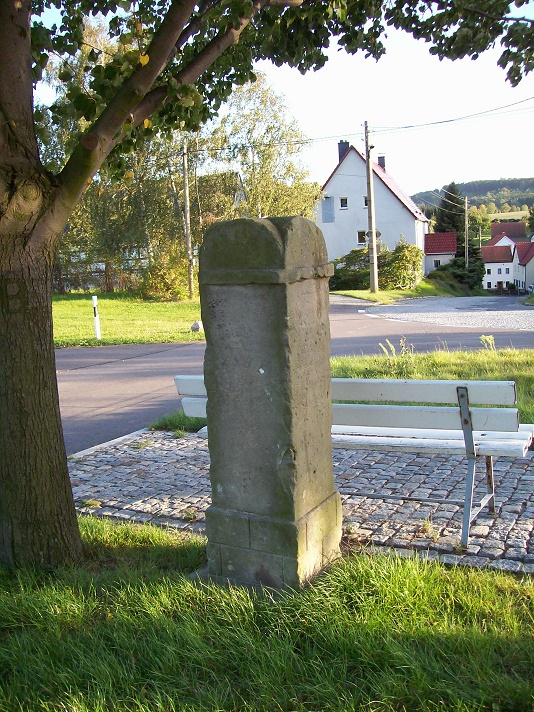
Wegweisersäule Fördergersdorf, Holzstraße
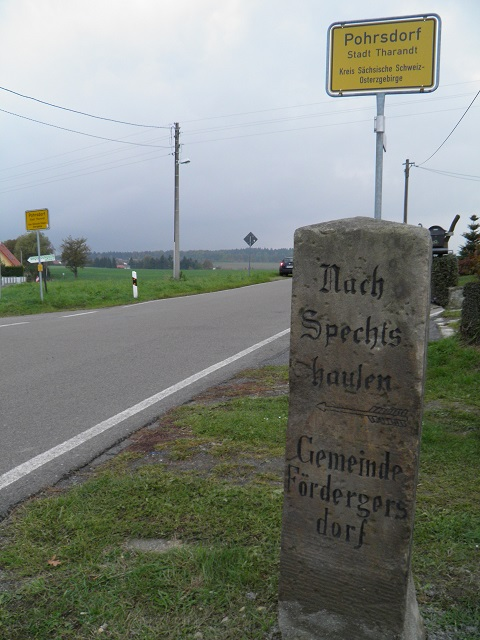
Wegweiser- und Gemarkungssäule Fördergersdorf – Pohrsdorf
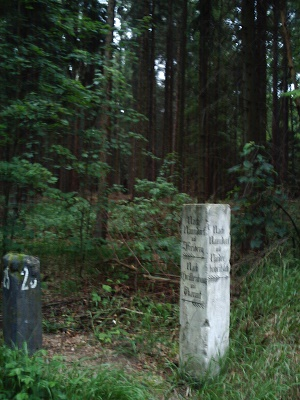
Wegweisersäule Grillenburg, Jägersteig
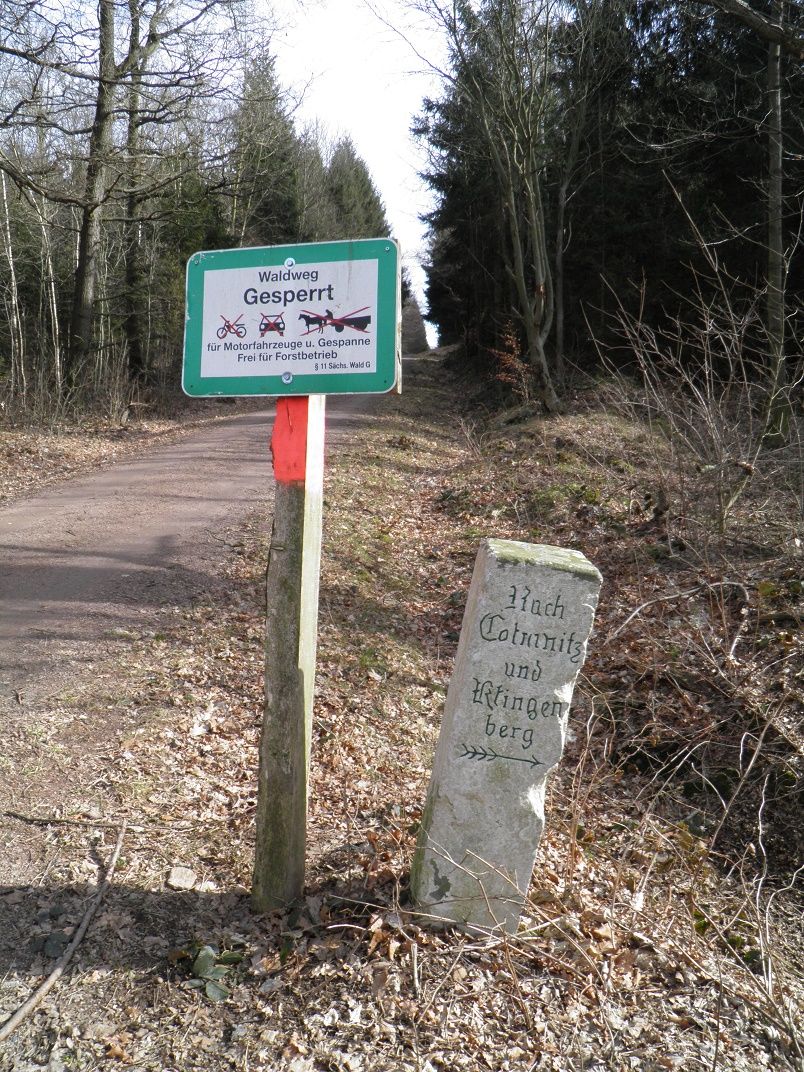
Wegweisersäule Grillenburg, Salzstr. / B-Flügel
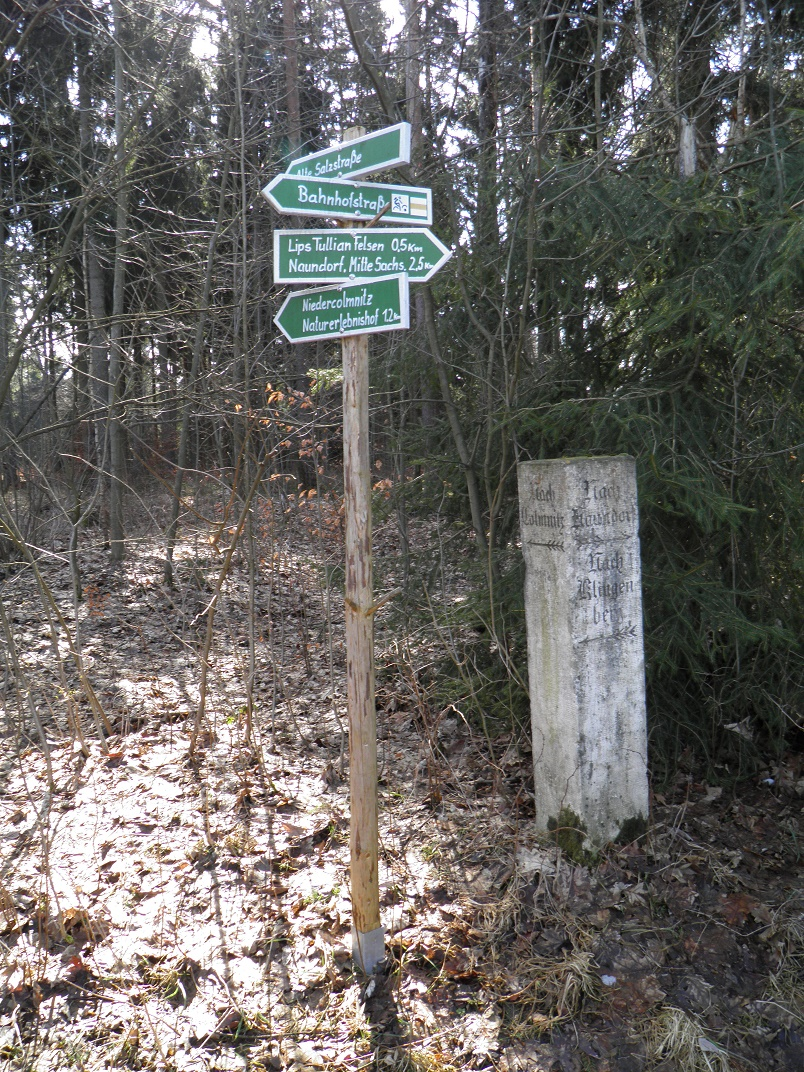
Wegweisersäule Grillenburg, Salzstr. / Bahnhofstr.
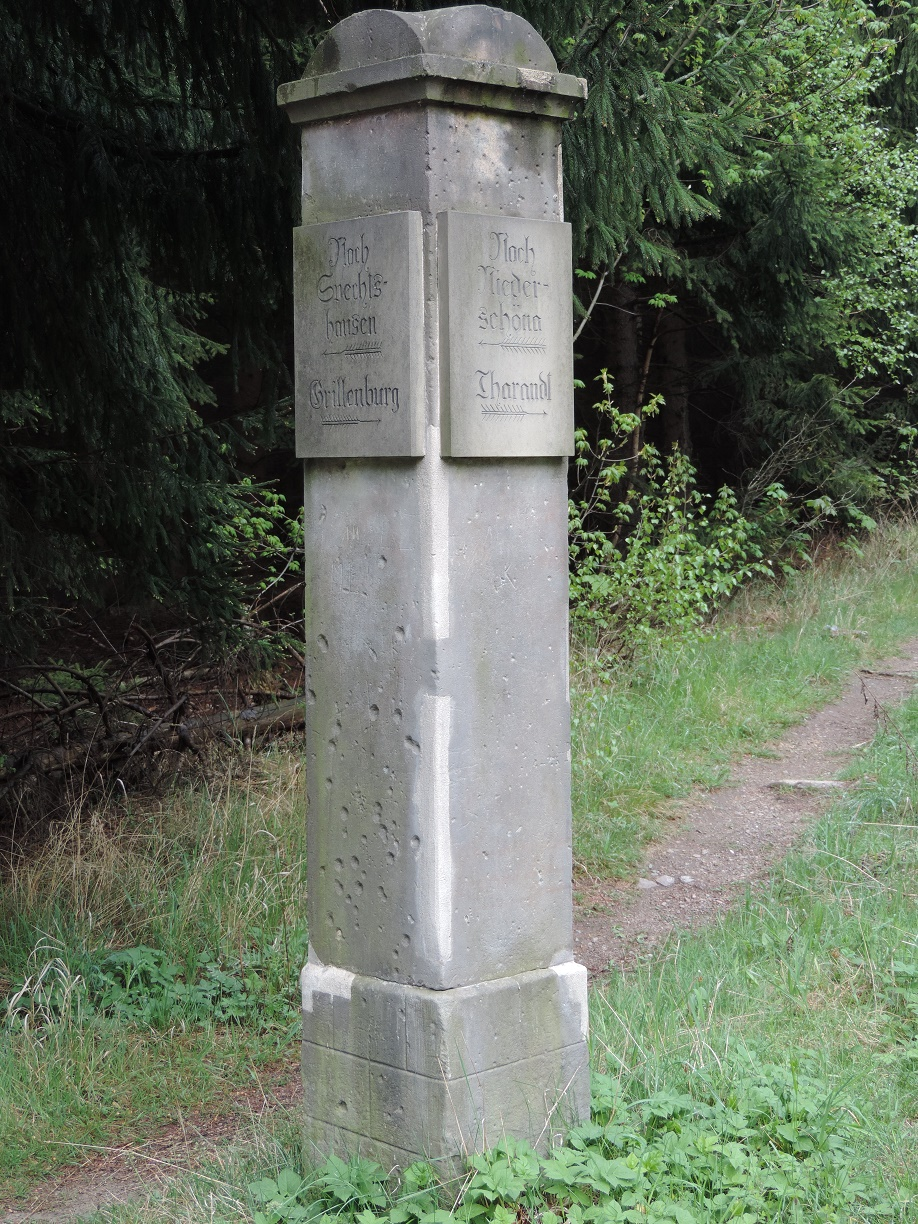
Wegweisersäule Grillenburg, Zigeunerplatz
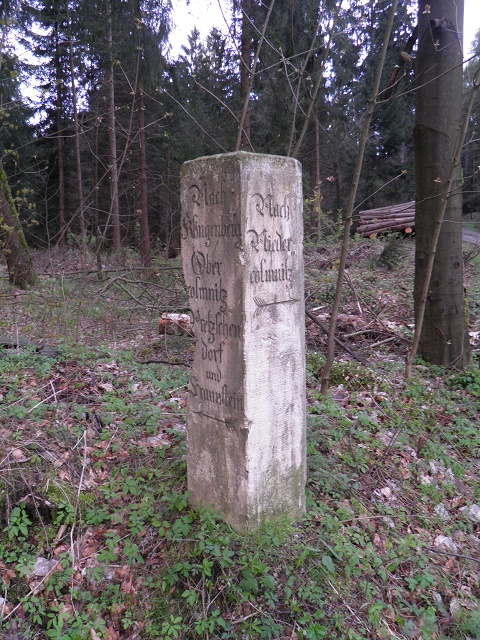
Wegweisersäule Grillenburg, Colmnitzer Weg
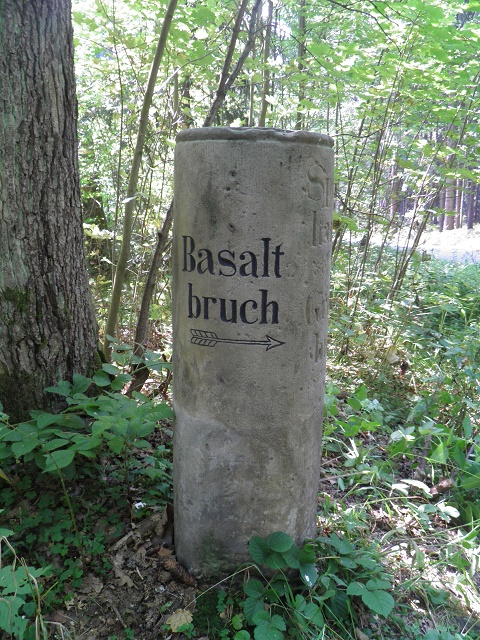
Wegweisersäule Grillenburg, Mühlweg / Basaltweg
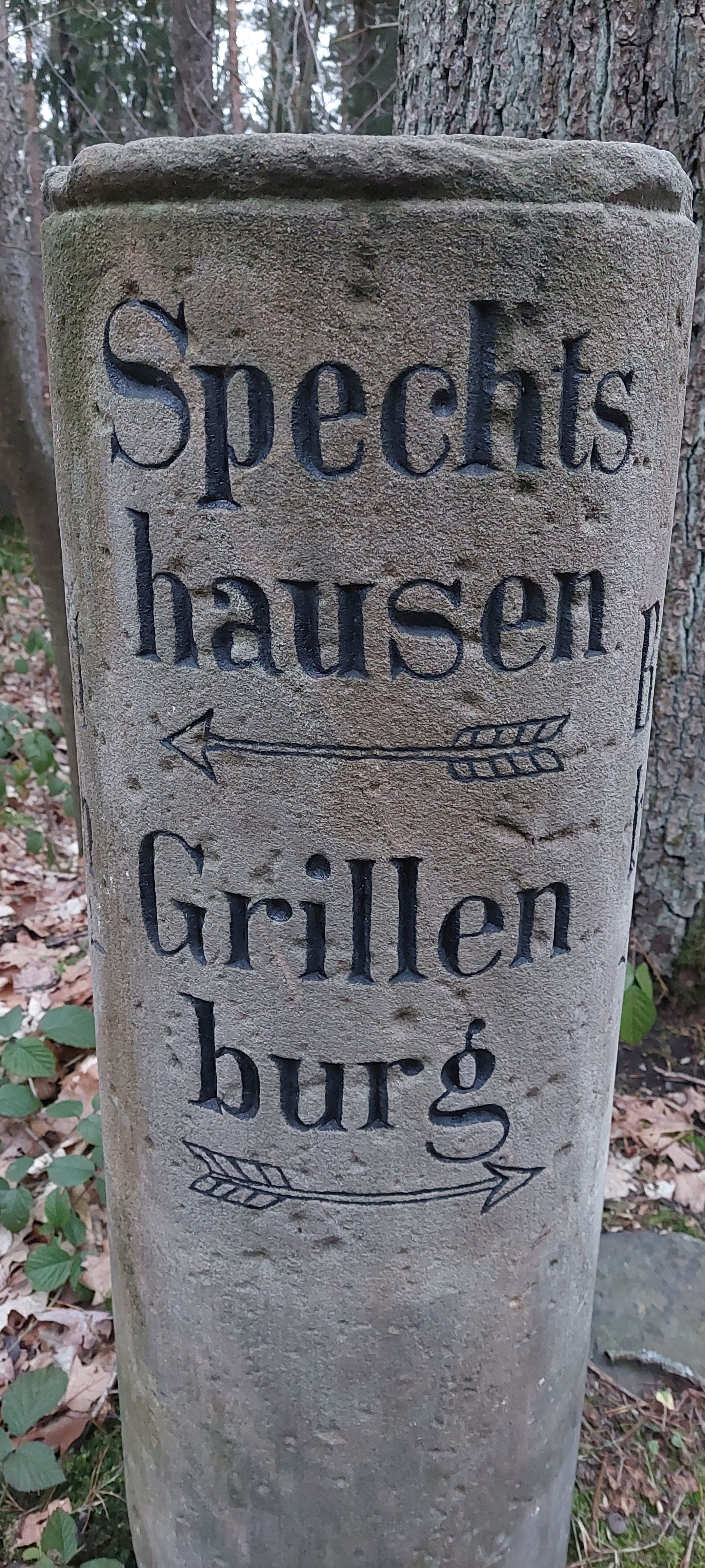
Wegweisersäule Grillenburg, Mühlweg / Basaltweg
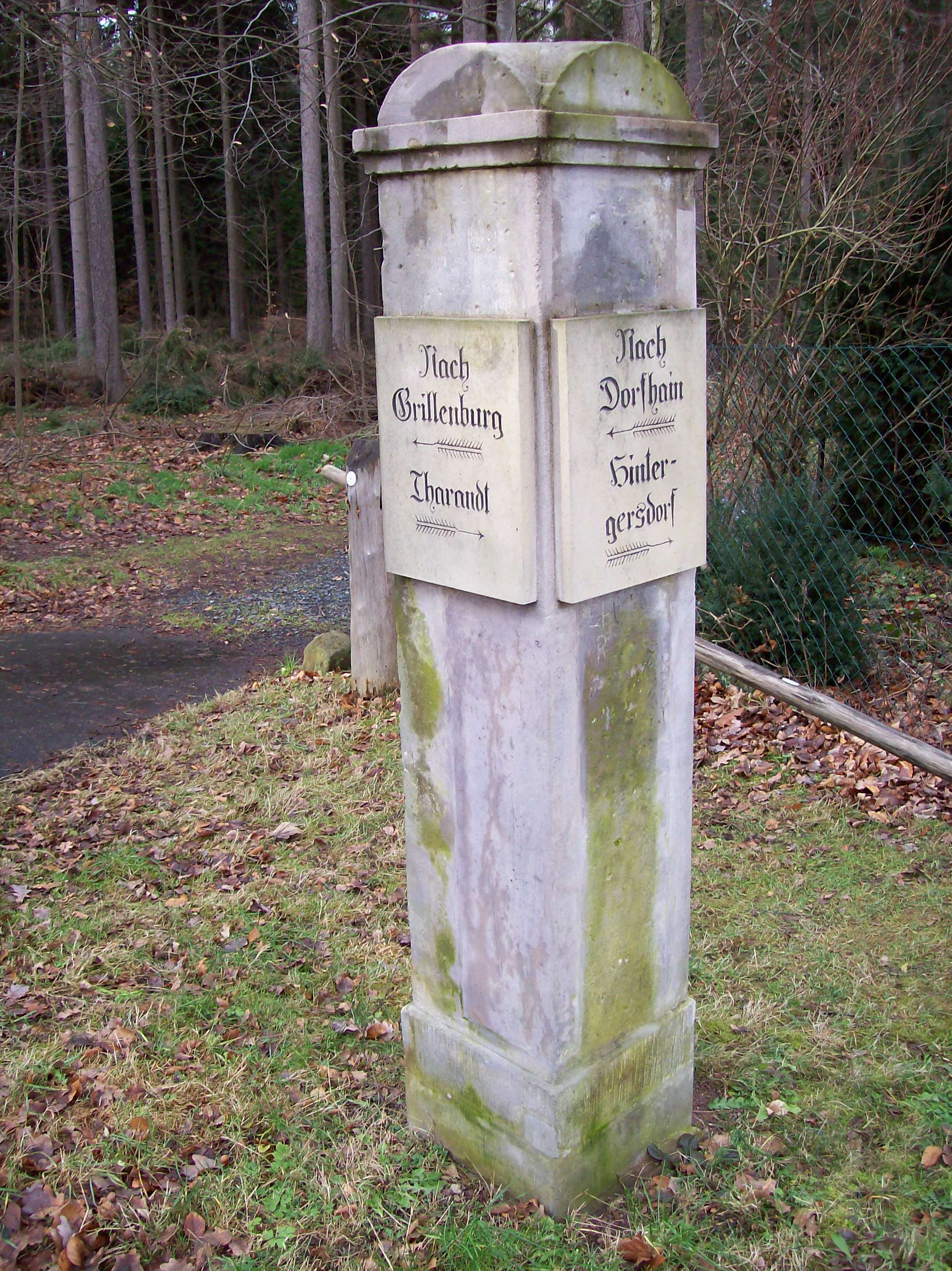
Wegweisersäule Kurort Hartha, Siedlung
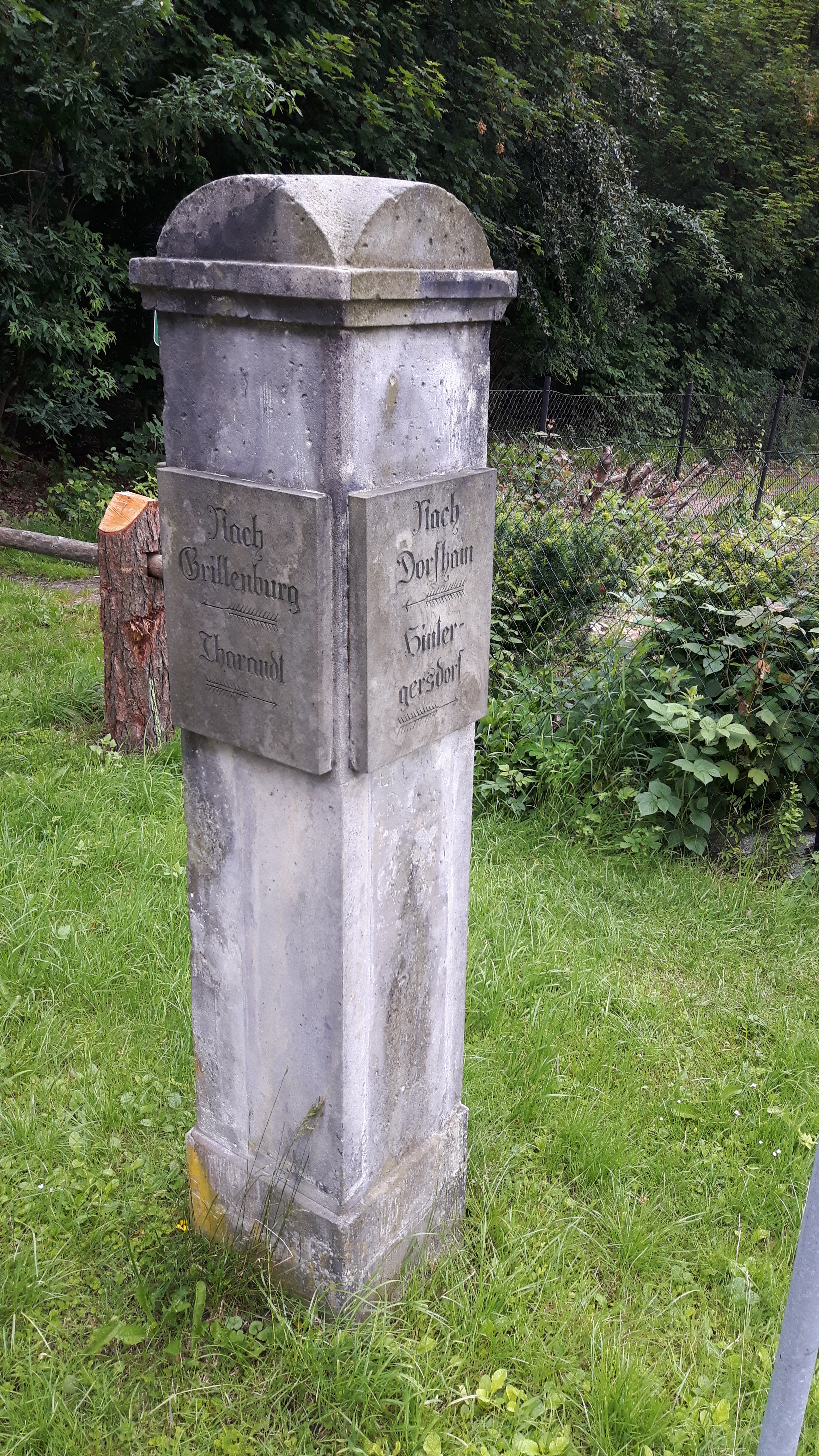
Wegweisersäule Kurort Hartha, Siedlung

#### Stadt Wehlen
- Wegweisersäule Stadt Wehlen, Steinrückenweg
- Wegweisersäule Dorf Wehlen I
- Wegweisersäule Dorf Wehlen II

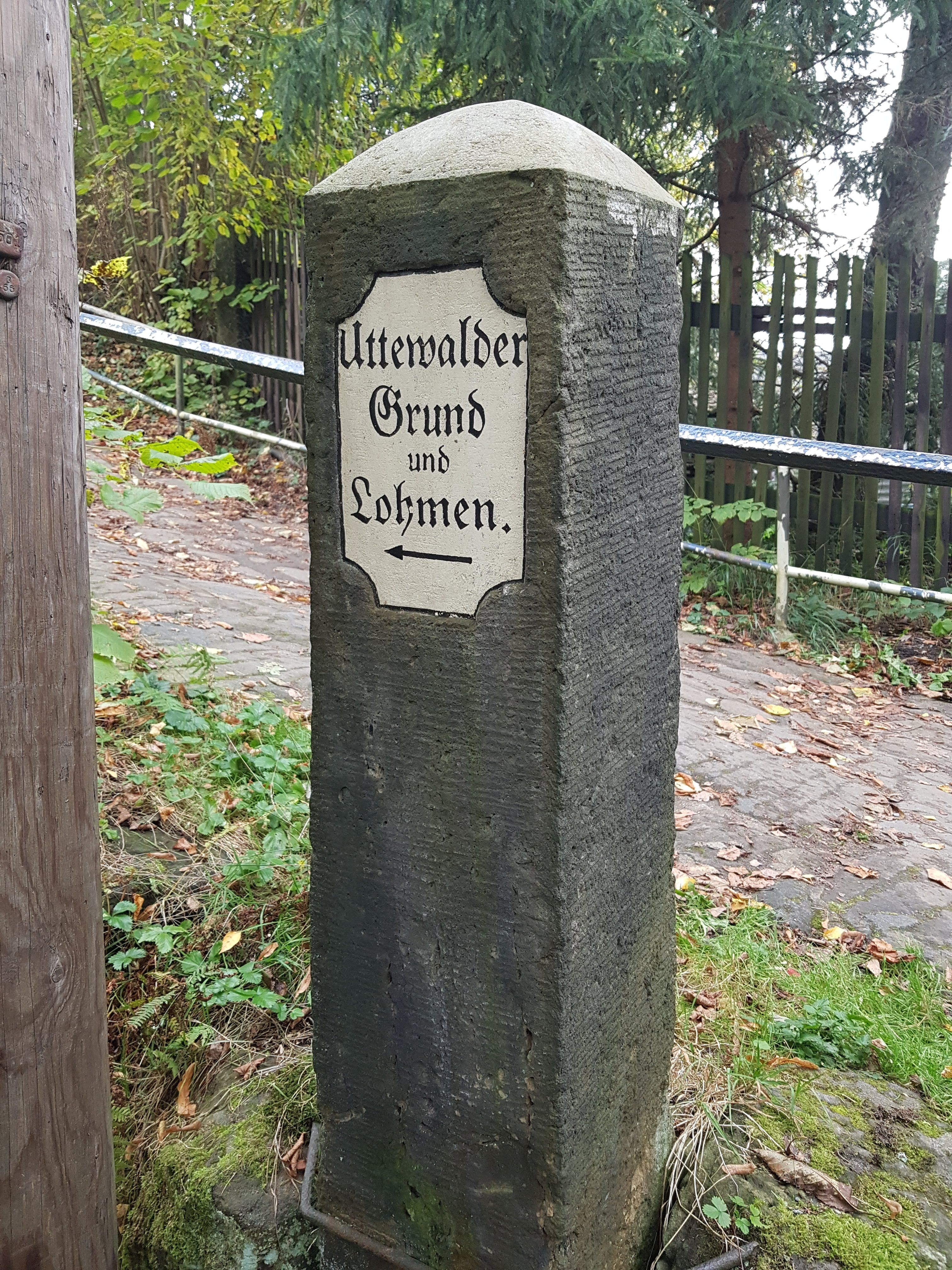
Stadt Wehlen Steinrückenweg
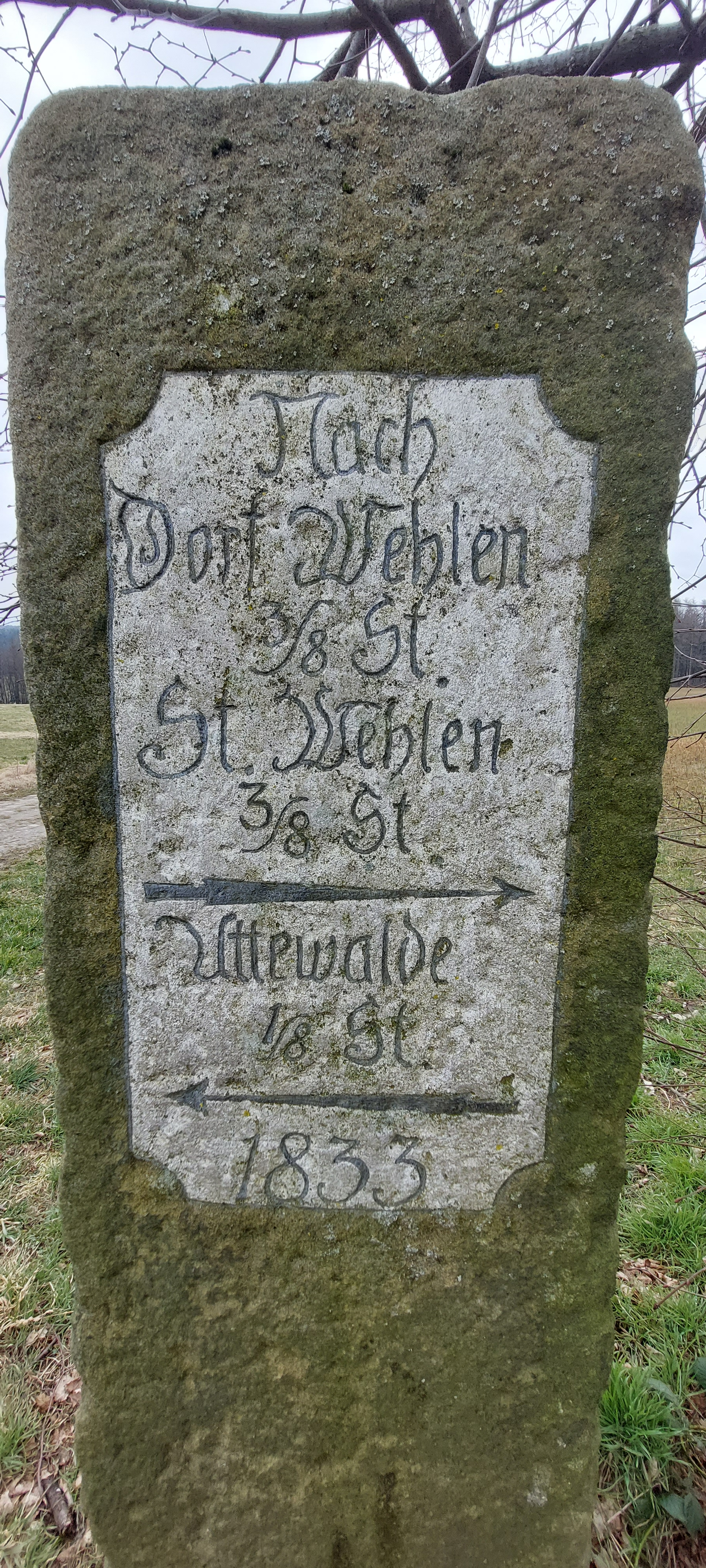
Dorf Wehlen I
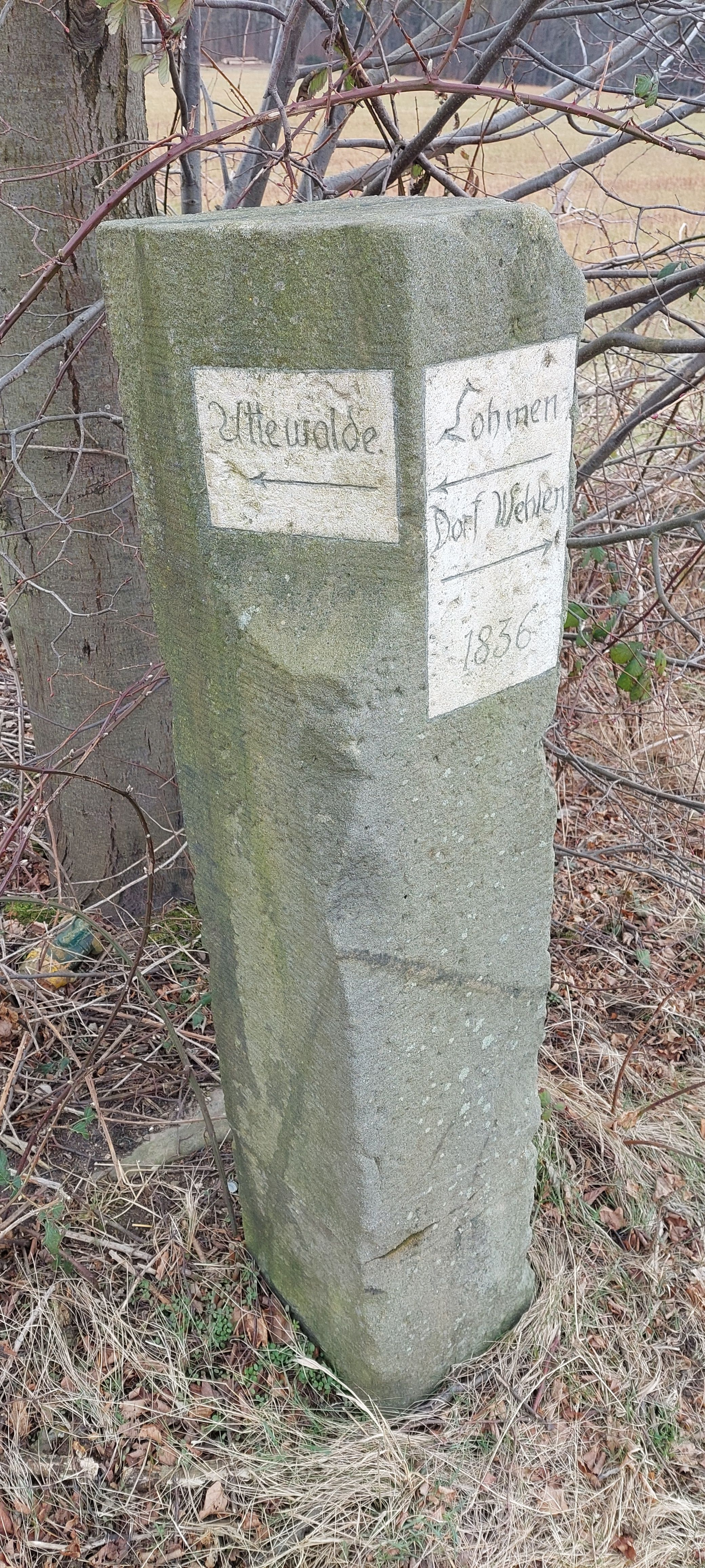
Dorf Wehlen II

### Landkreis Zwickau

#### Callenberg
- Wegweisersäule Grumbach

## Verschollene Steine

### Landkreis Bautzen

#### Hochkirch
- Wegweisersäule Wawitz

### Landkreis Mittelsachsen

#### Braunsdorf (Niederwiesa)
- „weißer Stein“ Braunsdorf

An der Straße nach Altenhain stand an der Kreuzung auf dem Felde einst eine weiße Säule, der Ort ist heute noch hinlänglich als „weißer Stein“ bekannt.